# Proteste im Libanon 2019–20

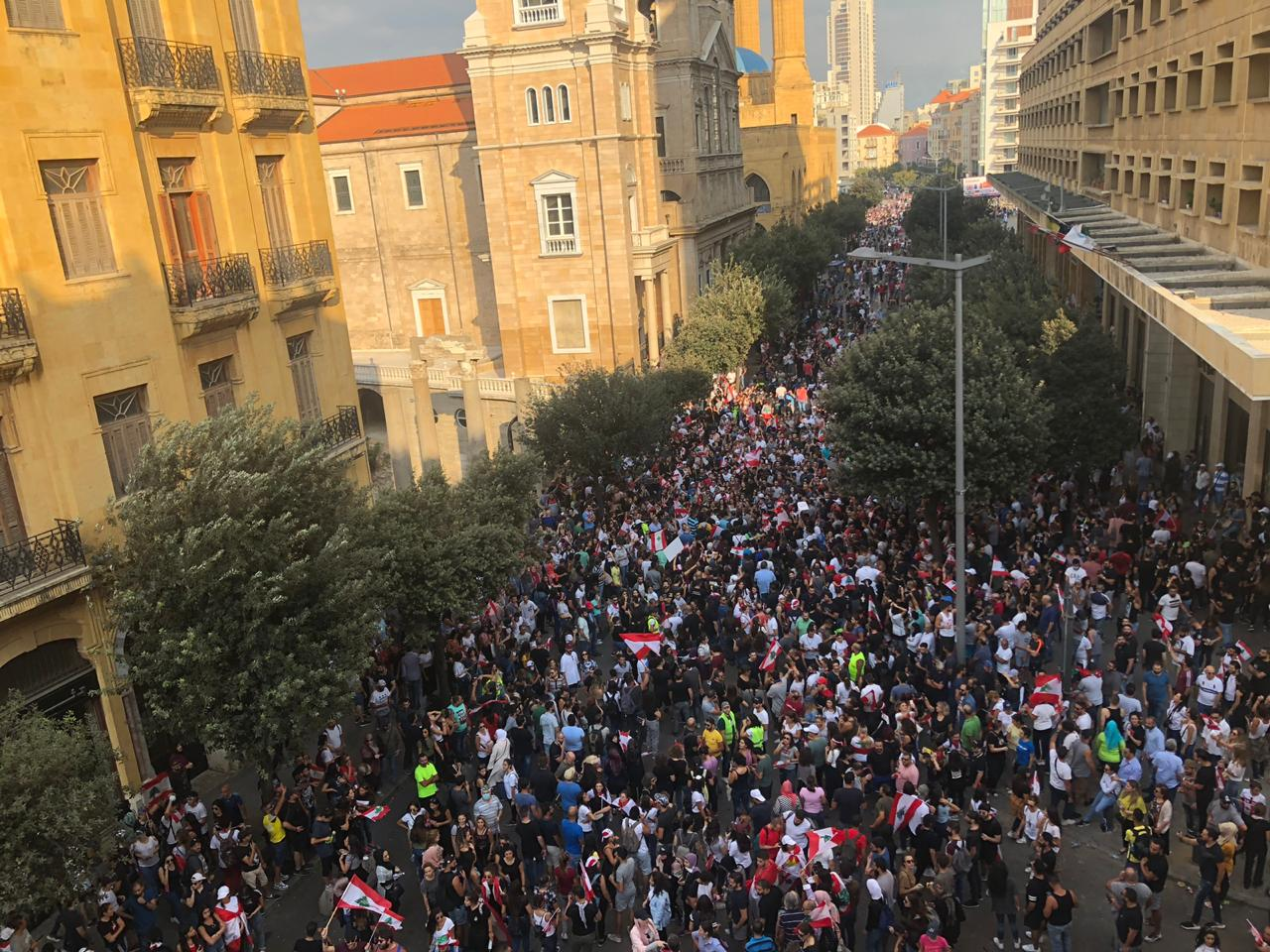
Proteste in der Beiruter Innenstadt am 19. Oktober 2019

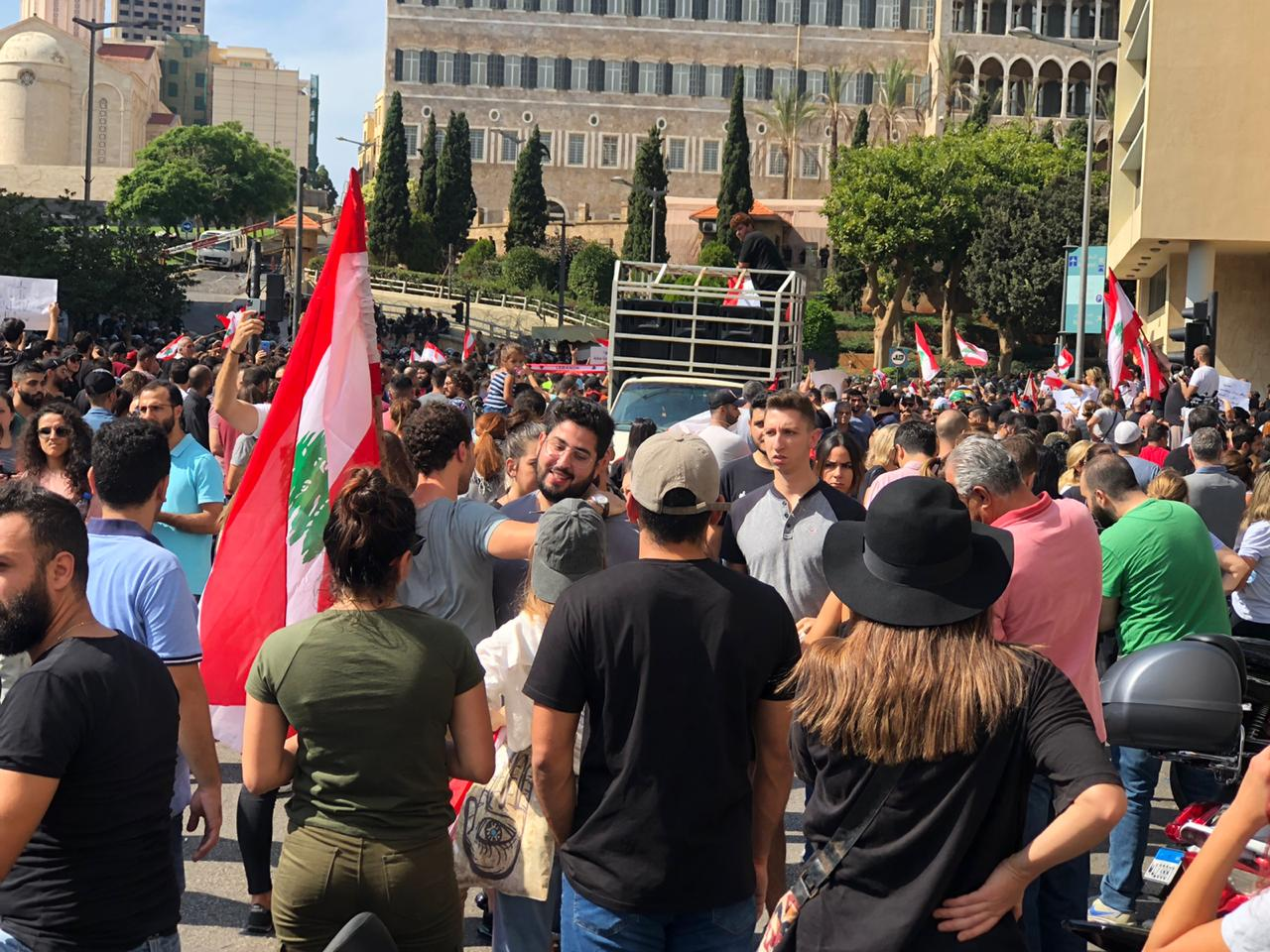
Proteste libanesischer Bürger in Beirut 2019

Die Proteste im Libanon 2019 (arabisch الاحتجاجات اللبنانية) sind eine Reihe von Demonstrationen in der libanesischen Hauptstadt Beirut und anderen Städten des Landes, die sich zunächst gegen Kostenerhöhungen im öffentlichen Dienst und im Energiesektor sowie gegen die Korruption im Land und den Regierungschef Saad Hariri richten. Sie brachen am Donnerstag, den 17. Oktober, aufgrund der inzwischen aufgegebenen Pläne der Regierung aus, neue Steuern zu erheben, einschließlich auf WhatsApp-Telefonate. Telefondienste sind im Libanon extrem teuer. Die Branche wurde, wie nahezu alle lukrativen Wirtschaftszweige, von regierungsnahen Großindustriellen monopolisiert.
Jedoch haben sie sich seitdem zu einer Welle der Wut der Demonstranten gegen die politische Klasse entwickelt, die der Korruption beschuldigt wird.
Die Staatsverschuldung stieg in den Jahren 2019 und 2020 auf über 150 Prozent des BIP und die Ratingagenturen stuften libanesische Staatsanleihen als Junk ein. Die Angst vor einem Zahlungsausfall hat die Sorgen der libanesischen Bürger, die über die schlechte Qualität der öffentlichen Dienstleistungen verärgert sind, noch verschärft. Die Einwohner leiden häufig unter täglichem Strommangel und unreinem Wasser. Es sind die größten Massenproteste seit der Zedernrevolution 2005, an denen sich Libanesen aus allen gesellschaftlichen und religiösen Gruppen beteiligen.
Die Menschen haben im Rahmen einer Welle beispielloser Proteste, die den Rücktritt der Regierung forderten, u. a. die Straßen mit Barrieren und Sit-ins gesperrt. Demonstranten bilden am 27. Oktober eine Menschenkette durch den ganzen Libanon. Der Libanon wurde von mittlerweile 1983 Tagen „Protest gegen eine politische Klasse erfasst, die der Korruption, der Misswirtschaft der Staatsfinanzen und des wirtschaftlichen Zusammenbruchs beschuldigt wurde, der seit dem Bürgerkrieg von 1975–90 nicht mehr zu beobachten war.“ Angesichts tagelanger Proteste hat der libanesische Regierungschef Hariri am Dienstag (29. Oktober) den Rücktritt seiner Regierung angekündigt.
Trotz der Ruhe, die das Land einen Tag nach dem Rücktritt von Premierminister Saad Hariri erlebte, schrieb Asharq al-Awsat, setzten am Mittwochabend (30. Oktober) die Proteste im Libanon erneut ein, nachdem Nachrichten kursierten, Hariri könnte erneut eine Regierung anführen. Eine Reihe von Demonstranten blockierte einige Straßen im ganzen Land; sie forderten die Parteien auf, sich auf ein Kabinett von Technokraten zu einigen, die in der Lage sind, Wirtschaftsreformen umzusetzen. Libanons Anti-Korruptions-Demonstranten strömten am Sonntag (3. November) auf den Riad-al-Solh- und Märtyrer-Platz in Beirut, um an einer zentralen Demo teilzunehmen, die als „Sonntag der Einheit“ und gleichzeitig „Sonntag des Drucks“ bezeichnet wurde.
Die landesweiten Proteste hatten in der dritten Woche einen ersten Sieg erzielt, als die amtierende Regierung zurückgetreten war. Präsident Michel Aoun nahm sich jedoch Zeit, um den Prozess zur Bildung einer neuen Regierung einzuleiten. Demonstranten fordern rasche Bewegung in Richtung einer neuen Regierung unabhängiger Technokraten. Proteste, die sich ursprünglich auf schlechte Infrastrukturen und miserable öffentliche Dienstleistungen konzentrierten, entwickelten sich schnell zu einem beispiellosen landesweiten Vorstoß, eine Elite zu vertreiben, von der Demonstranten sagen, dass sie das Land seit Jahrzehnten wie ein Kartell regiert.
Doch die massive Protestbewegung im Libanon in ihrer vierten Woche sei noch weit von ihrem „Ziel eines systemischen Wandels“ entfernt, schrieb Mona Khneisser.
Nach Beobachtung der Deutschen Gesellschaft für Auswärtige Politik beschränken sich im Gegensatz zu früheren Protestwellen die aktuellen Proteste nicht auf Beirut. „Sie finden dezentral in sämtlichen Regionen unabhängig von deren religiöser Zusammensetzung oder der jeweils politisch dominierenden Kraft statt. Die Proteste sind auch insofern einzigartig, als sie dezidiert säkulare Themen und Anliegen vertreten und die herrschende politische Klasse in ihrer Gesamtheit ablehnen.“ Der Slogan Kellon Ya’ni Kellon („alle bedeutet alle“) ist zu einem Marschruf über alle Demonstrationen hinweg geworden. Dies markiert einen Wendepunkt in der Stimmung des Volkes und eine Zurückweisung der politischen Klasse und ihrer konfessionellen Politik. Sie befürchten den Verlust ihrer Macht, auch weil viele Demonstranten Slogans skandieren, die stark an den Arabischen Frühling von 2011 erinnern: Al-Shaab yurid Isqat al-Nizam („Das Volk will den Sturz des Regimes“) und Thawra, Thawra („Revolution, Revolution“).
Fast vier Wochen nach Beginn der landesweiten Proteste, die den Sturz der herrschenden Elite fordern, wurden die von den Demonstranten geforderten radikalen Veränderungen nicht durchgeführt. Die friedlichen Proteste gegen Korruption und Sektierertum haben den Libanon gelähmt und eine Wirtschaftskrise verschärft, die das Land an den Rand der Zahlungsunfähigkeit gebracht hat. Die Spannungen im Libanon haben am Dienstag (12. November) noch einmal zugenommen, nachdem Präsident Michel Aoun die Demonstranten aufgefordert hatte, nach Hause zu gehen, was eine neue Welle von Demonstrationen auslöste, bei denen ein Mann von einem Soldaten erschossen wurde, der das Feuer eröffnete, um die Menschen, die südlich der Hauptstadt Beirut die Straßen blockierten, zu zerstreuen. Nach dem ersten Toten bei den Protesten im Libanon wächst die Wut auf die Führung des Landes. Am 19. November kam es zu einer weiteren Eskalation des Konflikts, als Demonstranten das Parlamentsgebäude blockierten und mit der Polizei zusammenstießen. Mit Menschenketten wollte man die Abgeordneten von Gesetzesbeschlüssen abhalten, von denen Kritiker befürchten, dass sie Amnestie für vergangene Korruption darstellen könnten. Nach wochenlangen friedlichen Protesten im Libanon wurde die Hauptstadt am 25./26. November von einer Welle der Gewalt erfasst; Anhänger schiitischen Milizen von Hisbollah und Amal griffen Demonstranten an. Am 14./15. Dezember kam es zu erneuten Angriffen dieser Gruppen.
In Folge der Proteste wurde der Universitätsprofessor und der ehemalige Bildungsminister Hassan Diab als Nachfolger von Saad Hariri am 19. Dezember 2019 zum Regierungschef ernannt. „Hierbei spielte es eine signifikante Rolle, dass er sunnitischer Muslim ist, denn sonst wäre seine Wahl nicht möglich gewesen“, schrieb die Wochenzeitung der Freitag. „Inwiefern Diab die Forderungen der Protestierenden umsetzen, das politische Klima verändern, der ökonomischen Krise und Korruption im Land entgegenwirken sowie die politischen Lager befrieden kann, bleibt abzuwarten. Fest steht jedoch, dass sein Spielraum unter diesen Umständen eingeschränkt ist.“ Seit dem 21. Januar 2020 hat der Libanon eine neue Regierung. „Aber Beobachter geben ihr kaum eine Chance, den Staatsbankrott abzuwenden. Zu lange hat die korrupte politische Klasse das Land geplündert“, schrieb die Frankfurter Allgemeine Zeitung.
Durch den Lockdown in Folge der COVID-19-Pandemie im Libanon verschärfte sich die ökonomische Situation und führte Ende April – ausgehend von Tripoli – zu einem erneuten Ausbruch von Gewalt. Wenige Tage nach der Explosionskatastrophe im Hafen von Beirut gingen Tausende Libanesen auf die Straße und drückten ihre Wut auf die politische Führung aus.

## Verlauf

### Oktober bis Dezember 2019

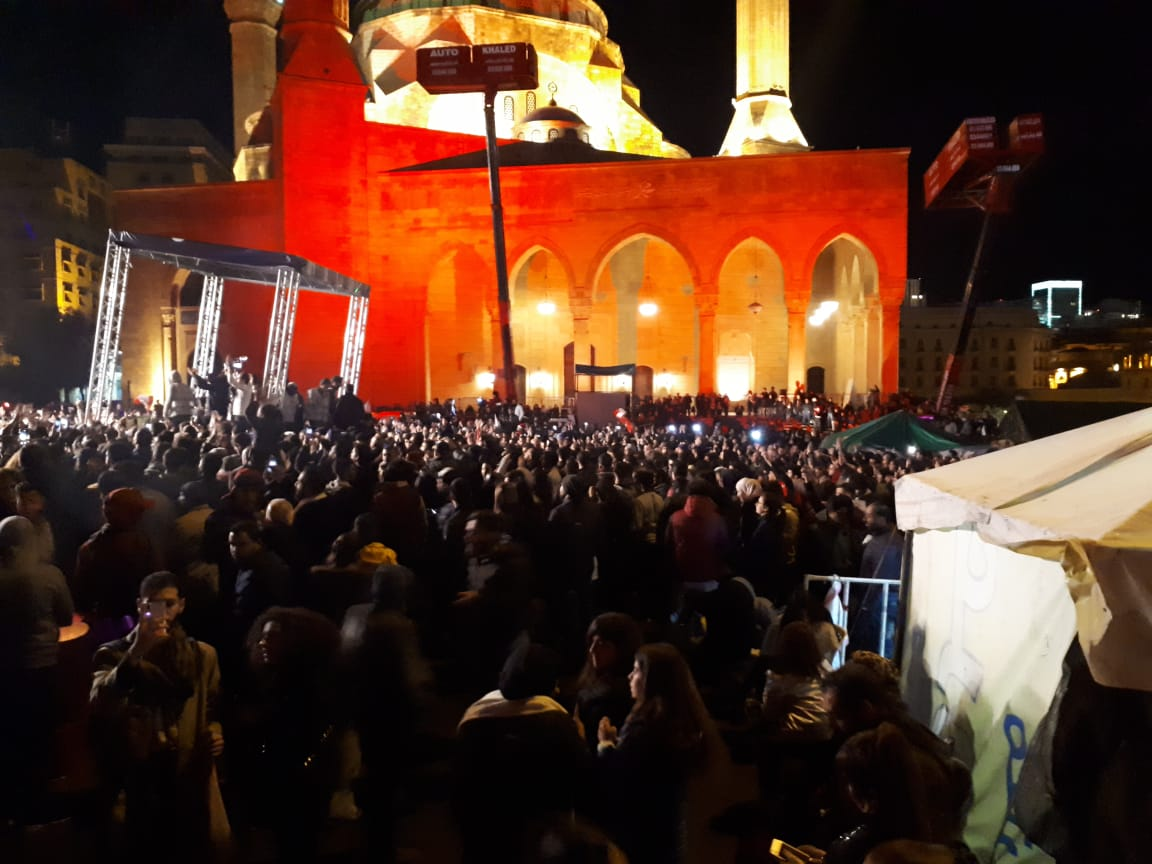
Neujahrsversammlung der Protestbewegung auf dem Beiruter Märtyrerplatz vor der Mohammed-al-Amin-Moschee

Die seit Monaten anhaltenden Demonstrationen spielen eine ambivalente Rolle, schrieb Julius Geiler im Tagesspiegel zur Situation im Libanon zur Jahreswende. „So gehen die Menschen auch auf die Straße, um ihren Protest über die desolate Wirtschaftslage zum Ausdruck zu bringen. Gleichzeitig rutscht das Land durch den wochenlangen Stillstand - herbeigeführt durch Generalstreiks und Straßenblockaden sowie die politische Instabilität - immer mehr in den Staatsbankrott. Internationale Geldgeber halten sich zurück, solange zumindest nicht etwas Ruhe im Land eingekehrt ist. Darunter leiden vor allem die Libanesen und Libanesinnen.“

### Januar bis Juni 2020
Seit Oktober 2019 kam es landesweit immer wieder zu aufflammenden Protesten, Streiks und Straßenblockaden. Die anfänglich überwiegend friedlichen Proteste werden zunehmend von gewalttätigen Auseinandersetzungen zwischen Gruppen von Demonstranten und Sicherheitskräften überschattet. Es kam im Juni 2020 zu Ausschreitungen im Stadtzentrum Beiruts in der Nähe des Parlaments mit einer Vielzahl an Verletzten sowie zu Vandalismus und vereinzelten Fällen von Plünderungen. Banken, Schulen und Ämter haben derzeit, wenn auch teils eingeschränkt, geöffnet.

### Situation nach der Explosionskatastrophe im Hafen von Beirut (August 2020)

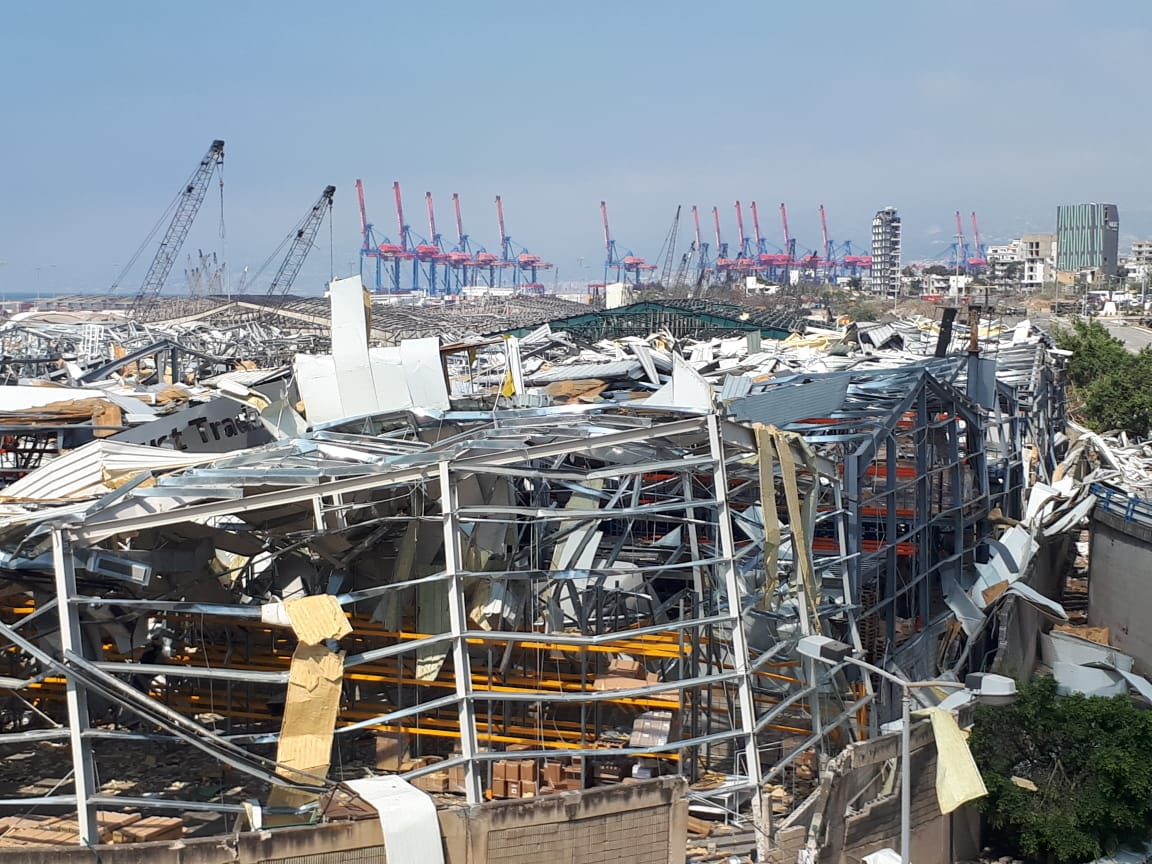
Zerstörungen im Hafen von Beirut nach der Explosionskatastrophe 2020

Drei Tage nach der Explosionskatastrophe im Hafen von Beirut am 4. August 2020 kam es zu Protesten von zum Teil gewalttätigen Demonstranten, die ungehalten über Situation nach der Katastrophe waren, die allgemein als der schockierendste Ausdruck der Inkompetenz der Regierung angesehen wird. Im Zentrum von Beirut kam es zu Schlägereien; des Weiteren hatten Demonstranten ein Feuer entfacht, Geschäfte zerstört und Steine auf Sicherheitskräfte geworfen. Die Proteste brachen aus, als der libanesische Botschafter in Jordanien zurücktrat und sagte, dass die Behörden des Landes „völlige Nachlässigkeit“ zeigten, was die Notwendigkeit eines Führungswechsels signalisiere. Am Samstag (8. August) hatten sich im Zentrum von Beirut Tausende Demonstranten versammelt, um angesichts der katastrophalen Explosion gegen die Missstände im Land zu demonstrieren, als die Bereitschaftspolizei Tränengas auf diejenigen abfeuerte, die versuchten, eine Barriere zu durchbrechen, um zum Parlamentsgebäude zu gelangen. Eine Reihe von Demonstranten stürmte das Wirtschaftsministerium, das Außenministerium, Energieministerium und das Gebäude der Association des Banques du Liban (ABL) in der Innenstadt von Beirut.
Am Sonntag (9. August) kam es am zweiten Tag in Folge zu regierungsfeindlichen Demonstrationen; an einem Eingang zum Parlamentsplatz brach Feuer aus, als Demonstranten versuchten, in einen abgesperrten Bereich einzubrechen. Demonstranten brachen auch in die Büros des Wohnungs- und Verkehrsministeriums ein. Zwei Minister der Regierung, Manal Abdel Samad und Demianos Kattar, traten angesichts der politischen Folgen der Explosion und der Monate der Wirtschaftskrise zurück und sagten, die Regierung Diab habe keine Reformen durchgeführt. Einen Tag später, am 10. August, trat die Regierung von Hassan Diab zurück. Tausende Demonstranten marschierten am 11. August entlang der zerstörten Ruinen von Beiruts Hafen; dies geschah eine Woche nach der Explosionskatastrophe.
Das libanesische Parlament hat am 13. August den für die Hauptstadt Beirut verhängten Ausnahmezustand bestätigt. „Damit hat die Armee weitreichende Vollmachten in der angespannten Lage mit Massenprotesten gegen das politische System. Sie kann nun Ausgehverbote erlassen, öffentliche Versammlungen verbieten, Medien zensieren und Zivilisten vor Militärgerichte bringen.“
Die Demonstranten wollen gegenwärtig viel tiefere Veränderungen, als nur Hassan Diab oder sogar die fest verwurzelte Figur von Michel Aoun zu ersetzen, deren Rücktritt sie als Nächstes fordern wollen, schrieb Mark MacKonnon. „Sie wollen, dass die gesamte politische Elite des Libanon der formellen und informellen Macht beraubt wird, die sie und ihre Familien seit einem Friedensabkommen von 1990 innehatten, das einen 15-jährigen Bürgerkrieg beendete, indem das Land effektiv zwischen denselben Kriegsherren aufgeteilt wurde, die es zerrissen hatten ein Teil.“ Der Pakt hat in den letzten drei Jahrzehnten in diesem Land einen Anschein von Frieden bewahrt, aber es sei ein Frieden, der eine Kultur der Korruption und Straflosigkeit gefördert habe, die jetzt den Staat überwältigt hat. Die Demonstranten hoffen auf das Ende nicht nur von Aoun und seinem christlichen Rivalen Samir Geagea, sondern auch von Sunnitenführer Saad Hariri, Drusenführer Walid Dschumblat und Nabih Berri, dem langjährigen schiitischen Parlamentssprecher. Und auch Hassan Nasrallah, dem Anführer der mächtigen Hisbollah-Miliz.
Nach dem Rücktritt von Hassan Diab

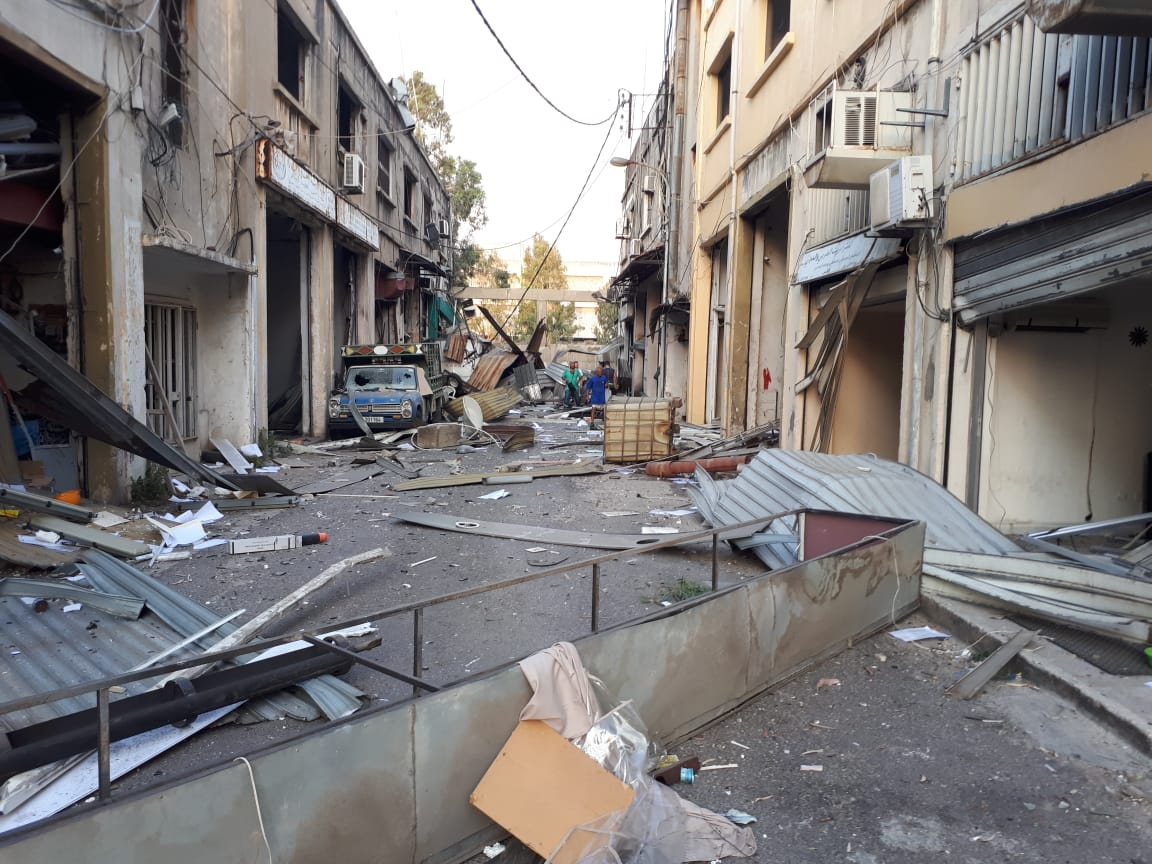
Zerstörungen in der Innenstadt von Beirut nach der Explosionskatastrophe am 4. August 2020

Der maronitische Patriarch Béchara Pierre Raï warnte in seiner Predigt am 16. August vor der Bildung einer sogenannten „nationalen Einheitsregierung“, die nicht „wirkliche Einheit“ wiedergebe. „Ohne Konsens über Reformen kann es keine Konsensregierung geben. Zusammen mit den Menschen wollen wir eine Regierung für den Staat und die Menschen, keine Regierung für Parteien, Sekten oder fremde Länder“, fügte der Patriarch hinzu. „Das Volk will eine Regierung zur Rettung des Libanon, keine Regierung zur Rettung der herrschenden Behörden und der politischen Klasse. Die Menschen wollen eine Regierung, die mit ihnen harmoniert, nicht mit den externen Mächten, eine Regierung, deren Komponenten sich bei einem Reformprojekt treffen würden“, fügte al-Rahi hinzu.
Nach der Ernennung von Mustapha Adib zum neuen Ministerpräsidenten
In der Nähe des Parlamentsgebäudes im Zentrum von Beirut kam es am 1. September zu heftigen Zusammenstößen zwischen Sicherheitskräften und regierungsfeindlichen Demonstranten. Die Konfrontationen folgten einer friedlichen größeren Kundgebung auf dem nahe gelegenen Märtyrerplatz. Der Protest ereignete sich einen Tag nachdem der wenig bekannte Diplomat Mustapha Adib als neuer Ministerpräsident mit der Bildung einer neuen Regierung beauftragt wurde. Die Protestbewegung hat Adib als Produkt derselben politischen Klasse bezeichnet, gegen die sie sich seit Oktober 2019 gewehrt habe. Die Demonstration fand am zweiten Tag eines offiziellen Besuchs des französischen Präsidenten Emmanuel Macron im Libanon statt. An dem Tag, an dem der Libanon den 100. Jahrestag der Gründung des Landes feierte, drängten die Menschen auf politische Reformen.
Al Jazeera berichtete Anfang September, dass es weitere Beweise dafür gebe, dass libanesische Sicherheitskräfte ungewöhnliche und möglicherweise tödliche Waffen gegen Demonstranten eingesetzt hätten. Eine Untersuchung von Human Rights Watch im August 2020 ergab, dass Sicherheitskräfte diese Pellets bei mehreren Vorfällen gegen Demonstranten bei einem Protest am 8. August nach der Explosionskatastrophe in Beirut verwendet hatten. Von Sicherheitskräften abgefeuerte Pellets verursachten schwere Verletzungen der Augen, Gesichter und Körper von Menschen sowie des Herzens und der Lunge von mindestens zwei Patienten, so die Ärzte, denen zufolge einige der Verwundeten knapp dem Tod entkommen waren.
Die regierungskritische zivilgesellschaftliche Gruppe Rote Linie kündigte am 3. September eine Verlagerung der Protestaktionen gegen die herrschende Elite an, die zu politischer Arbeit als Oppositionsgruppe führen soll. Die Gruppe gab bekannt, sie werde sich mit mehreren Protestgruppen zusammenschließen, die nach den Protesten am 17. Oktober 2019 entstanden sind. Ziel sei es, eine „politische Oppositionsfront gegen die korrupten Regierungsbehörden zu bilden, um den Libanon durch die [künftigen] Parlamentswahlen zu verändern“.

## Hintergrund

### Vorgeschichte

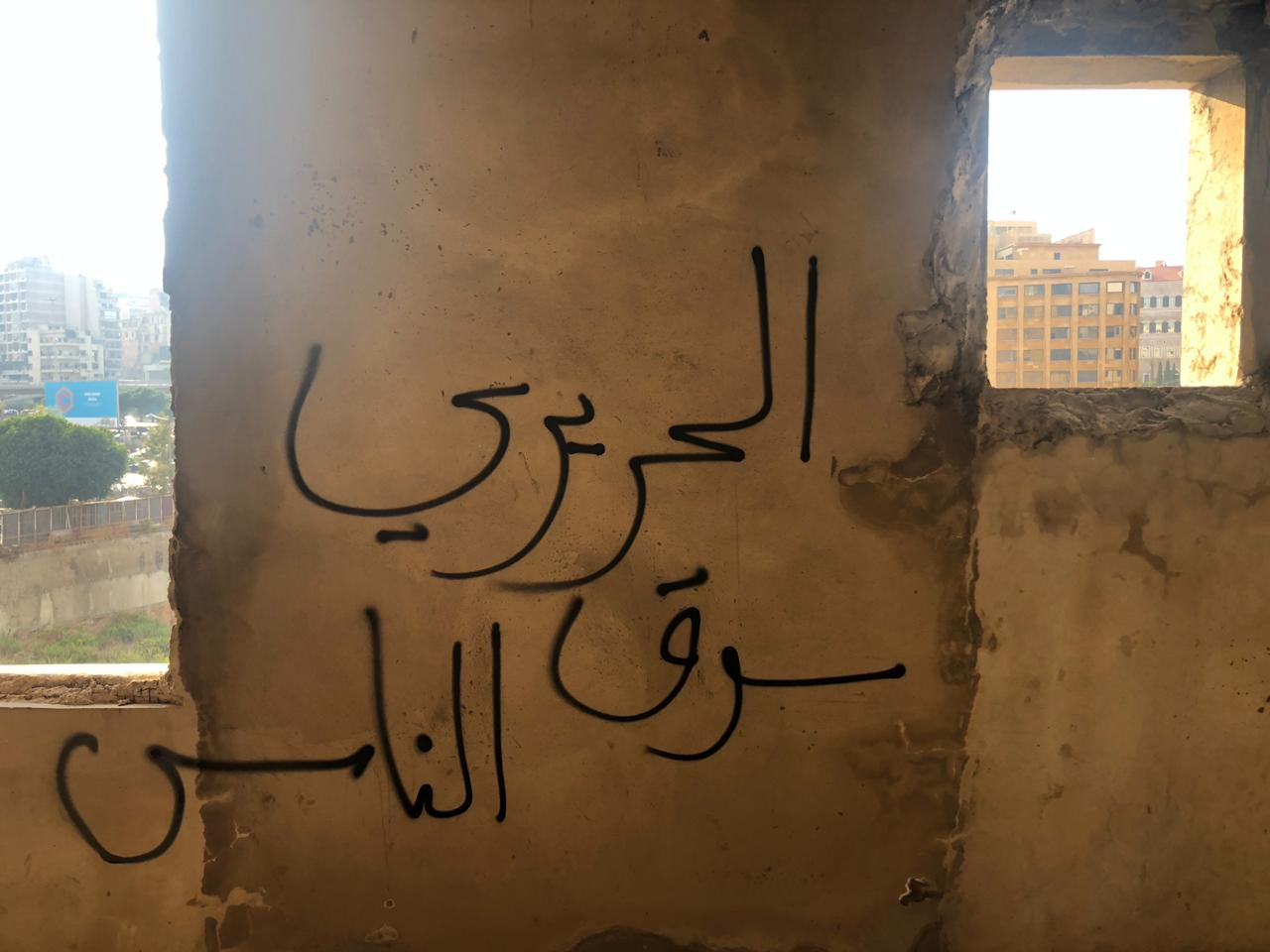
„Hariri hat die Menschen bestohlen“, steht auf einer Wandinschrift.

Die jüngsten Protestaktionen im Libanon begannen nach Ansicht von Anchal Vohra (Foreign Policy) bereits im Dezember 2018. „Zu dieser Zeit fehlte dem Land seit den Wahlen im vergangenen Mai eine nationale Regierung, und das tägliche Leben wurde für die meisten Einwohner spürbar schlechter. Erste Demonstranten gingen auf die Straße, um sich über den chronischen Mangel an Elektrizität, den Mangel an Arbeitsplätzen und die zunehmende Staatsverschuldung zu beklagen, die als drittgrößter Anteil am Bruttoinlandsprodukt der Welt die Regierung behinderte.“ Seit seinem Amtsantritt im Januar 2019 konnte das neue Kabinett das Defizit nicht ausreichend reduzieren, um ein Darlehenspaket in Höhe von 11 Mrd. USD aus europäischen Ländern auszulösen. Saad Hariri, der pro-westliche Premierminister, hat verschiedene Versuche unternommen, das Gleichgewicht im Haushalt zu halten, indem er die Sozialleistungen für Angestellte des öffentlichen Sektors und Veteranen der Armee kürzte, um nur gegen Massenstreiks und andere Opposition anzutreten. Für Vohra waren die letzten Ankündigungen von Steuererhöhungen bzw. Einführung (Tabak, WhatsApp) ein „verzweifelte Maßnahme“ der Regierung, was die Massen schließlich auf die Straßen gebracht habe.
Die Massenproteste waren jedoch nicht unerwartet, so das Middle East Media Research Institute (MEMRI), da der Libanon seit geraumer Zeit in einer schweren Wirtschaftskrise steckt. Die auffälligste Manifestation dieser Krise ist eine Verschuldung von rund 100 Milliarden US-Dollar, die die libanesische Regierung zu strengen Sparmaßnahmen gezwungen hat, um 11 Milliarden US-Dollar an Hilfe freizusetzen, die die Geberländer auf der am 6. April 2019 in Frankreich abgehaltenen CEDRE-Konferenz zugesagt hatten. Die Krise wurde durch die Verschärfung der US-Sanktionen gegen die Hisbollah und ihre Institutionen verschärft, und vor kurzem auch gegen die libanesische Jamal Trust Bank, die aufgrund von Sanktionen, die ihr wegen ihrer finanziellen Beziehungen zur Hisbollah auferlegt wurden, zur Schließung gezwungen wurde. Im September 2019 haben ein Dollar-Mangel im libanesischen Bankensystem und ein Wertverlust des libanesischen Pfunds die Wirtschaft destabilisiert und die Proteste ausgelöst, die sich später auf das ganze Land ausbreiteten.

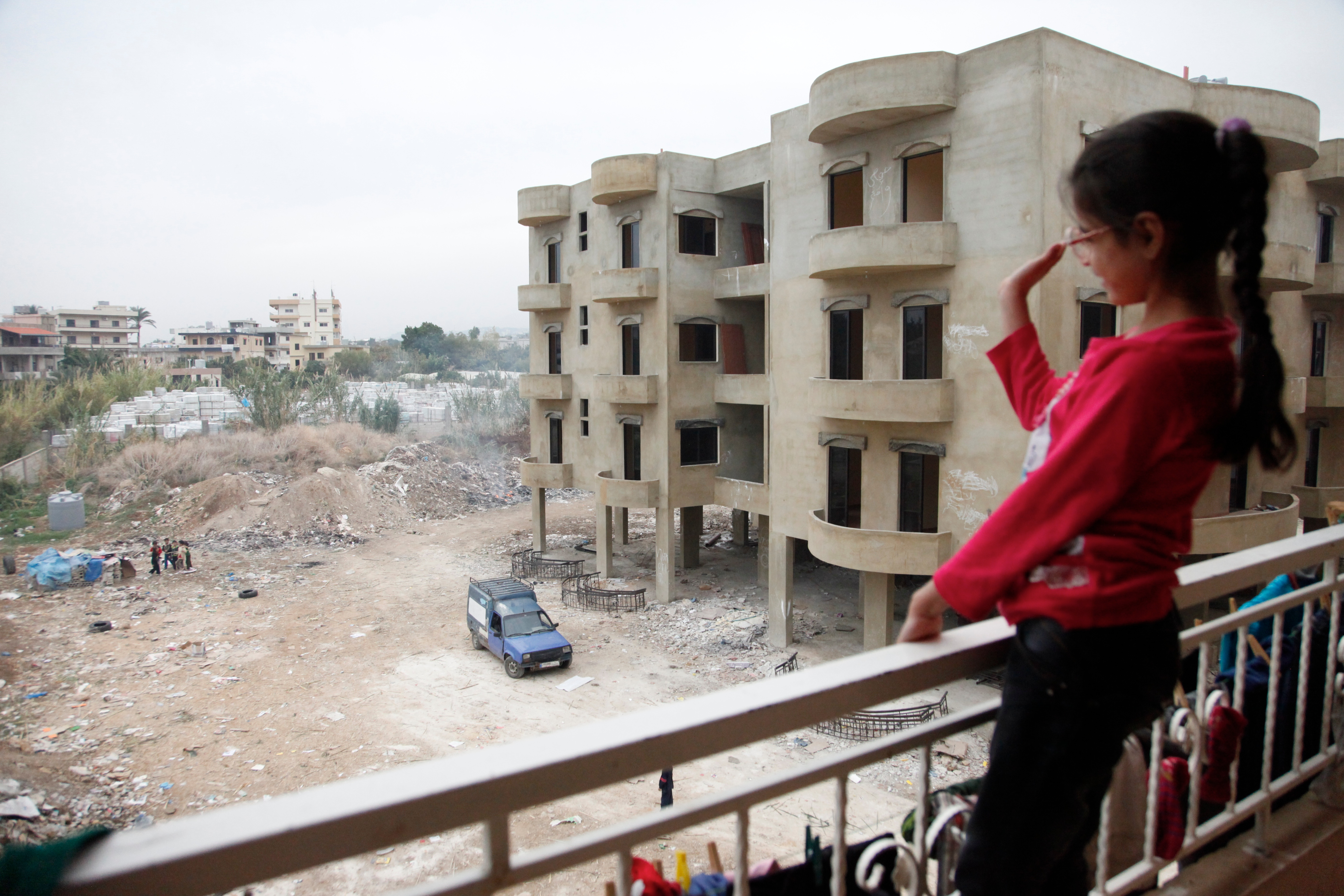
Syrisches Mädchen in einer nicht fertiggestellten Apartmentanlage im Norden des Libanon (2013)

Verschärft hat sich die Situation auch dadurch, dass im Libanon neben den 4,5 Millionen Bürgern außerdem noch 1,5 Millionen syrische Flüchtlinge leben. Die letzte Volkszählung fand 1932 statt. Niemand in den an der Macht im Staat beteiligten Gruppen will eine neue Zählung, so der deutsche Botschafter Georg Birgelen gegenüber dem Tagesspiegel. Das Staatsprinzip des Libanon sei, dass keine der etablierten Kräfte die Funktionsfähigkeit des Ganzen gefährden darf, denn das beruhe auf einer überaus sensiblen Balance – niemand sollte auf die Idee kommen, die Gewichte neu tarieren zu wollen. An der Macht in Libanon ist de facto die vom Iran am Leben erhaltene Hisbollah, und auch damit spiele Syrien eine Rolle im Gefüge der politischen und gesellschaftlichen Gruppen – dies vor allem über die 1,5 Millionen Flüchtlinge. „Es gibt eine sich verdüsternde Stimmung gegen die syrischen Flüchtlinge“, hat Georg Birgelen festgestellt. Das liegt, sagen auch andere politische Beobachter, an den Lehren, die die Libanesen aus dem jahrzehntelangen Zusammenleben mit den palästinensischen Flüchtlingen gezogen haben.

### Aktuelle politische und wirtschaftliche Situation
Das politische System des Libanons verteilt die Macht auf die drei größten Religionsgemeinschaften des Landes – Maroniten, Sunniten und Schiiten. Dem System wird zwar zugesprochen, dass es das Land seit 1990 ziemlich friedlich gehalten hat; kritisiert wird jedoch, dass es Korruption hervorruft und eine herrschende Elite festigt. Ausgelöst wurden die Proteste durch eine Ankündigung in der Woche zuvor: Die libanesische Regierung wollte eine neue Steuer einführen. Wer Nachrichtendienste wie WhatsApp nutzt, sollte fortan sechs US-Dollar im Monat zahlen. Hintergrund ist, dass der Libanon mit seinen etwa 6,8 Millionen Einwohnern von einer Wirtschafts- und Finanzkrise betroffen ist; die Staatsverschuldung liegt bei gut 77 Milliarden Euro. Das entspricht einer Quote von etwa 150 Prozent des Bruttoinlandsproduktes, womit der Libanon die dritthöchste Schuldenquote weltweit hat. Viele Libanesen werfen den Politikern ihres Landes vor, korrupt zu sein – sich in die eigenen Taschen zu wirtschaften, den Staat finanziell auszuplündern und das Geld auf Schweizer Bankkonten zu schaffen. Im aktuellen Korruptionsindex von Transparency International liegt Libanon auf Rang 138 – hinter dem Iran und vor Mexiko. Der Libanon weist im internationalen Vergleich eine sehr hohe Einkommensungleichheit auf. Die obersten 1 Prozent der Libanesen erwirtschaften fast ein Viertel des BIP, was dem höchsten Anteil im Nahen Osten entspricht, der laut der World Inequality Database selbst zu den ungleichsten Regionen der Welt gehört. Noch weiter oben auf der Einkommensleiter verdienen die obersten 0,1 Prozent der Libanesen ungefähr den gleichen Anteil am Nationaleinkommen wie die untersten 50 Prozent.
Zu den Kritikpunkten gehören auch die mangelnden öffentlichen Leistungen, wie der Wasser- und Stromversorgung, der Müllentsorgung sowie Umweltverschmutzung und ein mangelhaftes und überteuertes Bildungssystem. Unmut in der Bevölkerung hatte auch „der hilflose Umgang mit den heftigen Waldbränden 2019 im Schuf-Gebirge südlich der Hauptstadt ausgelöst“. Der Ärger über die Treibstoffpreise wurde dadurch gestärkt, dass eine progressivere Steuer, die sich direkt an reiche Libanesen gerichtet hätte, nicht vorgeschlagen wurde. Die wirtschaftlichen Probleme im Land eskalieren aufgrund andauernder ethnischer und religiöser Spannungen weiter. Um internationale Hilfsgelder in Höhe von elf Milliarden Dollar zu erhalten, müsste die Regierung Sparmaßnahmen durchsetzen. „Der Libanon hielt sich durch Hilfe aus dem Golf und Geld, das von reichen libanesischen Expats bei örtlichen Banken eingezahlt wurde, am Leben“, schrieb David Rosenberg (Haaretz). „In diesen Tagen sind die Golfstaaten jedoch weniger großzügig. Aufgrund der niedrigen Ölpreise steht ihnen weniger Bargeld zur Verfügung. Sie wollen auch nicht, dass ihr Geld an einen iranischen Verbündeten wie die Hisbollah geht.“
Vorwürfe richteten sich auch an Premierminister Saad Hariri; Ende September wurde bekannt, dass er einem südafrikanischen Model, deren Vater im Immobiliengeschäft aktiv ist, 16 Millionen US-Dollar überwiesen haben soll, wie The New York Times aufdeckte.
In einer laufenden Twitter-Debatte, die am 24. Oktober begann, haben Kommentatoren ihre Wut kundgetan, da ihnen seit mehr als einer Woche der Bankenservice verwehrt wird. Nach Beginn der Proteste schlossen Banken ihre Türen. Sechs Arbeitstage später teilte ein leitender Bankangestellter mit, der Status quo werde so lange andauern, bis sich die Bedingungen besserten. „Sobald die Normalität wiederhergestellt ist, sind wir sehr zuversichtlich, dass wir unsere Kunden wieder in vollem Umfang bedienen können“, sagte Salim Sfeir, Leiter der örtlichen Kreditgeberbank von Beirut, gegenüber Reuters am Donnerstag. Laut Zahlen sind rund 65 % der Libanesen bankgebunden, so dass zwei Drittel der Bevölkerung des Landes von privaten Geldern abgeschnitten ist.
Der Internationale Währungsfonds (IWF) hat am Montag (28. Oktober) angekündigt, ein von der libanesischen Regierung in der vergangenen Woche angekündigtes Reformpaket für Notfälle zu prüfen. Angesichts der hohen Verschuldung und der Haushaltsdefizite des Landes sollten dringend Reformen durchgeführt werden. Jihad Azour, Direktor der Abteilung Naher Osten und Zentralasien des IWF, sagte gegenüber Reuters, um das Vertrauen in die Wirtschaft wiederherzustellen, müssten einige der lang erwarteten Reformen im Energie- und Telekommunikationssektor „klar und mit einem sehr genauen Zeitplan umgesetzt werden“. Er sagte, der Fonds stehe in regelmäßigen Gesprächen mit den libanesischen Behörden, habe den IWF jedoch nicht um Programmfinanzierung gebeten.
Ein weiteres gravierendes Problem ist die Energieversorgung; denn der Libanon ist eines der wenigen Länder der Erde, das zur Stromerzeugung in hohem Maße von Heizöl und Dieselöl abhängig ist. Zu den von Ministerpräsident Saad Hariri am 21. Oktober angekündigten Wirtschaftsreformen gehört eine Überholung des Energiesektors des Landes, die die Umstellung von Kraftwerken des staatlichen Riesen Electricité du Liban (EdL) von Öl auf billigeres Erdgas umfasst. Obwohl das Reformpaket die Demonstranten nicht beruhigen konnte, belastet Ölstrom zweifellos die libanesischen Finanzen. Die staatlichen Energiesubventionen beliefen sich laut Weltbank im Jahr 2018 auf 1,8 Mrd. USD – rund 30 Prozent des Haushaltsdefizits des Staates im vergangenen Jahr.

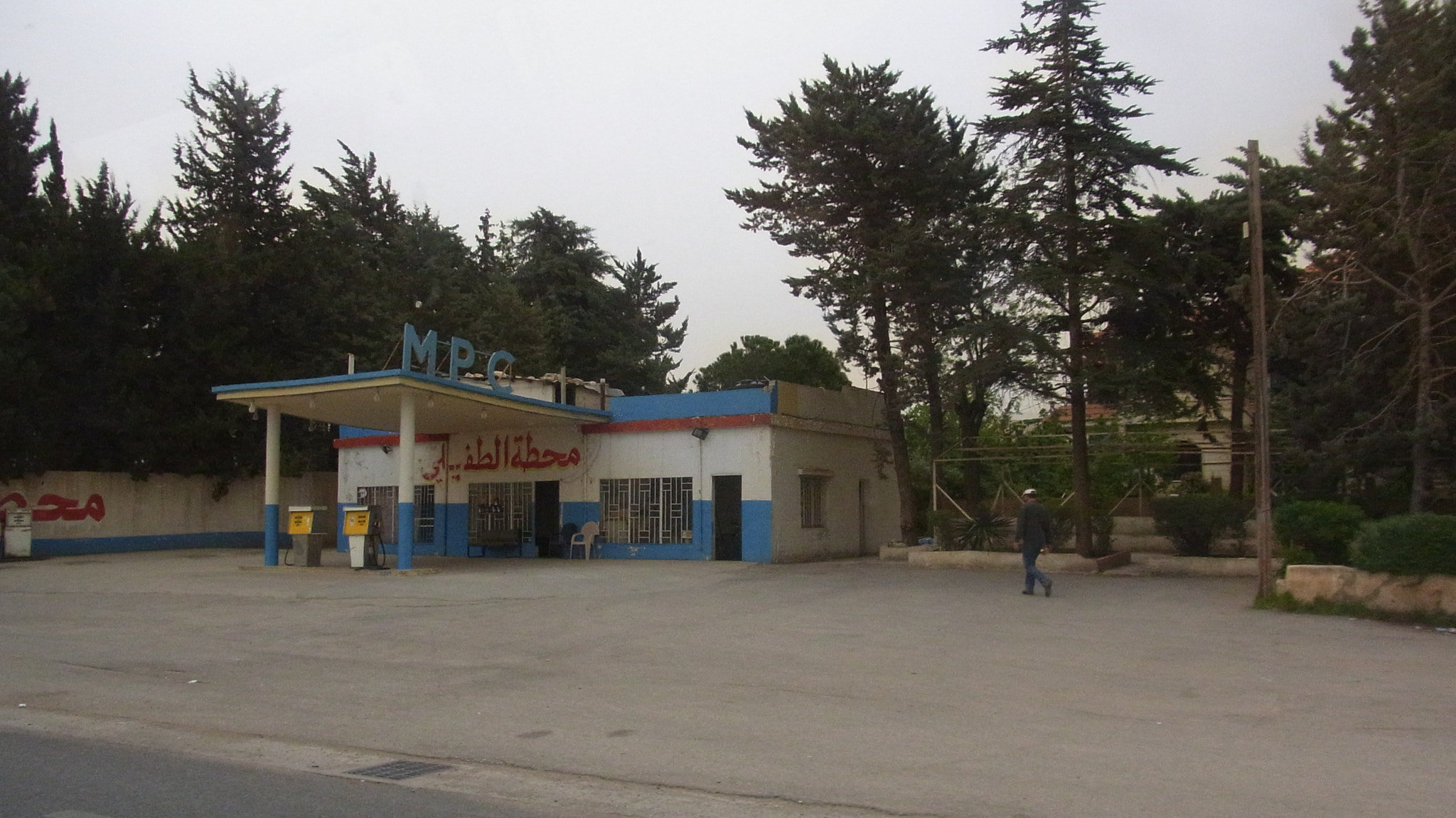
Tankstelle in Baalbek (2016)

Viele Tankstellen im ganzen Libanon haben wegen Kraftstoffmangels seit Sonntag (10. November) geschlossen, teilte der Chef des Syndikats der Tankstellenbesitzer dem Daily Star mit.
Das Portal Qantara.de berichtete am 11. November, dass überall im Land Supermärkte von Panikkäufen heimgesucht wurden, die auf einen bevorstehenden Mangel an Grundnahrungsmitteln und zusätzliche Preiserhöhungen zurückzuführen waren. Die Befürchtungen wurden durch Warnungen von Tankstellenbesitzern und Krankenhäusern vor einem Mangel an Kraftstoff und Medikamenten verschärft, nachdem Banken den Zugang zu den Dollars eingeschränkt hatten, die sie für die Versorgung benötigten.
Befürchtet wird nun in der Bevölkerung, dass die restriktiven Bankmaßnahmen Panik auslösen und die Menschen dazu veranlassen könnte, Geld von ihren Konten abzuheben und Vorräte aufzustocken. Seit zwei Jahrzehnten ist das libanesische Pfund an den US-Dollar gebunden, wobei die Währungen im täglichen Leben austauschbar sind. Aber die Banken haben seit Ende des Sommers den Zugang zu Dollars eingeschränkt, nachdem sie befürchtet hatten, die Reserven der Zentralbanken könnten knapp werden. Dies habe die Menschen gezwungen, Geld auf dem Schwarzmarkt zu wechseln, wo ihnen höhere Wechselkurse in Rechnung gestellt werden, was de facto einer Abwertung des Pfunds gleichkommt. Der offizielle Wechselkurs bleibt auf 1507 libanesische Pfund zum Dollar festgelegt, aber der Kurs auf dem Parallelmarkt hat 1800 überschritten, was zu Preiserhöhungen führte. Zouhair Berro, Vorsitzender der libanesischen Verbrauchervereinigung, sagte, der Preis für Fleisch und Gemüse sei in der vergangenen Woche um sieben Prozent und für Gemüse um mehr als 25 Prozent gestiegen.
Der Libanon leidet unter einem Liquiditätsengpass, der dazu geführt hat, dass Banken die täglichen Abhebungen einschränken und den Importeuren Schwierigkeiten bereiten. Infolgedessen mangelt es an Grundnahrungsmitteln, an Treibstoff und Medikamenten, und die Preise in Supermärkten sind in einigen Gebieten um bis zu 20 Prozent gestiegen. Der Libanon kommt um eine Staatspleite nicht herum, glaubt der amerikanisch-libanesische Bestseller-Autor Nassim Nicholas Taleb (17. November). Das Land, so der Autor, Professor und Investor, könne einen Konkurs gar nicht mehr abwenden. „Libanon muss seinen Schuldendienst einstellen“, schrieb Taleb auf dem Kurznachrichtendienst Twitter.
Nach Ansicht von Rhana Natour beleuchten die Proteste im Libanon außerdem die Not der libanesischen Familien; viele Beschäftigte müssen mit Gehaltskürzungen oder Entlassungen klarkommen. „Die Proteste sind das Ergebnis lang anhaltender wirtschaftlicher Ängste einer Bürgerschaft, die sich auf Schritt und Tritt finanziell gequetscht fühlt“, schrieb die Autorin für den amerikanischen Public Broadcasting Service (26. November). „Ein großer Teil der libanesischen Haushalte hat es mit einer lähmenden Kombination aus hohen Lebenshaltungskosten, niedrigen Löhnen und einer Regierung zu tun, die so finanziell verschuldet ist, dass sie keine verlässlichen öffentlichen Dienstleistungen erbringen kann. In einem Land, in dem der Mindestlohn 400 US-Dollar pro Monat beträgt, haben sich die Lebenshaltungsgrundkosten auf ein Niveau erhöht, das dem von New York City mit einem sechsmal höheren monatlichen Mindestlohn vergleichbar ist.“
Rhana Natour geht des Weiteren auf die Bildungs- und Beschäftigungssituation im Libanon ein; obwohl ein teurer Hochschulabschluss hilfreich sei, gäbe es nicht genug gute Jobs, um davon leben zu können. Jedes Jahr steigen durchschnittlich rund 20.000 Menschen neu in die libanesische Erwerbsbevölkerung ein, ohne den enormen Zustrom syrischer Flüchtlinge zu berücksichtigen. Um diese zu absorbieren, müsste die Wirtschaft mehr als das Sechsfache der derzeit angebotenen Arbeitsplätze schaffen. Hier könnte der Privatsektor eine entscheidende Rolle spielen. Im Libanon stellten Marktanalysten der Weltbank jedoch fest, dass die Schaffung von Arbeitsplätzen im Privatsektor nach wie vor schwach ist, da sich die Anleger vor einer schlechten Regierungsführung und der schwachen Infrastruktur des Landes fürchten. Schätzungen zufolge sind bis zu 44 Prozent der libanesischen Bevölkerung mit Hochschulabschluss ins Ausland abgewandert. Viele junge Menschen sehen das Verlassen des Landes als die einzige Möglichkeit, ihre finanzielle Zukunft zu gestalten. Ein Forscher untersuchte die Beschäftigungsaussichten von 18- bis 35-Jährigen, die zwischen 1992 und 2007 aus dem Libanon ausgewandert waren. Nur 61 Prozent waren vor ihrer Abreise im Libanon beschäftigt. Nachdem sie sich in einem neuen Land niedergelassen hatten, waren 91 Prozent beschäftigt. Der Rückgang der Ölpreise hat die Einstellungstätigkeit am Golf verlangsamt, und eine restriktivere Einwanderungspolitik in den Vereinigten Staaten und in Europa hat dazu geführt, dass einige junge Menschen nicht mehr die Möglichkeit haben, das Land zu verlassen.
Ein weiteres Phänomen der prekären wirtschaftlichen Situation und der damit zusammenhängenden, stetig ansteigenden Arbeitslosigkeit ist die Tatsache, dass immer mehr junge Libanesen und Libanesinnen ihre Auswanderung planen, berichtet Der Tagesspiegel (28. Dezember). In den Straßen Beiruts trifft man derzeit kaum unter 30-Jährige, die nicht von einer geplanten Emigration nach Kanada, in die Europäische Union, Australien oder die Golfstaaten sprechen.

### Bankenkrise
Die libanesische Wirtschaft war lange Zeit von einem robusten Geldfluss in den Bankensektor Beiruts abhängig. Dieses Angebot hat sich verringert, als sich die Wirtschaftstätigkeit verlangsamt hat und die Überweisungen aus der riesigen Diaspora des Libanon zurückgegangen sind. Um ihre eigenen Devisenreserven zu stärken, hat die libanesische Zentralbank die Zinssätze für Dollareinlagen erhöht, mehr Fremdwährung aus dem Handelssektor aufgesogen und das libanesische Pfund weiter unter Druck gesetzt, schrieb die Financial Times. Diese Devisen wurden genutzt, um den fixierten starken Wechselkurs des libanesischen Pfund gegenüber dem Dollar aufrechtzuerhalten, als auch um die hohen Zinsen auf bestehende Dollarkonten bedienen zu können. Dieses Vorgehen, das die Zinsen auf Dollareinalgen nach oben schraubte, wurde vielfach auch als Ponzi-Schema (Schneeballsystem) bezeichnet. Die Landeswährung hat sich gegenüber dem Dollar auf dem Schwarzmarkt um rund 19 Prozent abgeschwächt, was die Preise in den Geschäften in die Höhe getrieben und die Befürchtungen geschürt hat, dass die Ersparnisse der Menschen vernichtet werden könnten. Riad Salame, der Gouverneur der Zentralbank, bestand am Montag (11. November) darauf, dass Bankeinlagen sicher seien, und sagte, die Banque du Liban werde die offiziellen Kapitalkontrollen nicht durchsetzen. Aber kommerzielle Kreditgeber haben bereits ihre eigenen willkürlichen Beschränkungen eingeführt. Während einige Banken kontrollieren, wie viel Geld ein Kunde nach Übersee senden darf, begrenzen andere die Höhe der Dollarbeträge, die in bar abgehoben werden können.
Die chaotische Situation habe das Vertrauen in das Bankensystem untergraben, sagten Experten. „[Die Beschränkungen sind] eine sehr minderwertige Form der Kapitalkontrolle“, sagte Farouk Soussa, Ökonom für den Nahen Osten bei Goldman Sachs. Er fügte hinzu, dass die undurchsichtigen Beschränkungen den Verdacht aufkommen ließen, dass einige der reichsten Menschen im Libanon Geschäfte abgeschlossen haben könnten, um Geld abzuheben, während kleineren Einlegern mitgeteilt wurde, dass ihre Gelder stecken geblieben seien. Die Beschränkungen haben zu wütenden Ausbrüchen von Kunden an Bankschaltern im ganzen Land geführt, was dazu geführt hat, dass die libanesische Bankarbeitergewerkschaft am Dienstag (12. November) unter Berufung auf Sicherheitsbedenken zu einem Streik aufrief.
Laut Suleiman Haroun, Präsident des libanesischen Konsortiums für Privatkliniken, ist der Dollar-Mangel für Krankenhäuser besonders gravierend. Er sagte, das Land habe nur etwa einen Monat medizinische Versorgung. Als Reaktion darauf erklärte sich die Zentralbank letzte Woche damit einverstanden, eine Einrichtung, die den Zugang zu Dollars für bestimmte Produkte garantiert, auf medizinische Geräte auszudehnen, sagte Haroun. Medizinische Versorgung wird meist auf dem Seeweg verschifft, was bedeutet, dass es immer noch zu einer Verzögerung von zwei Wochen kommen kann, selbst wenn Krankenhäuser plötzlich wieder Zugang zu Dollars haben. Eine plötzliche Einschränkung der Kontokorrentkredite in der vergangenen Woche habe dazu geführt, dass Krankenhäuser, die Geld von der finanziell angeschlagenen Regierung schuldeten, bereits ein wichtiges „Sicherheitsnetz“ verloren hätten, sagte die Exekutive. Ärzte haben geplant, diesen Freitag (15. November) zu streiken. Auch andere Unternehmen leiden darunter. Obwohl die Zentralbank im vergangenen Monat die Lieferung von Dollars für Treibstoff garantierte, gab eine der Treibstoffindustrie nahe stehende Person an, die Banken hätten in den letzten drei Wochen die Eröffnung von Akkreditiven für Treibstoffimporteure eingestellt. Ohne Akkreditive – für die Garantie von Zahlungen zwischen Käufern und Verkäufern während des Transports von Treibstoff – werden die Treibstofflieferungen gestoppt, teilte die Person mit. Bereits am Wochenende (9./10. November) schlossen Tankstellen im ganzen Land, während Mediziner sagten, Krankenhäuser könnten nicht auf ausreichende US-Dollar zugreifen, um die erschöpften Lagerbestände aufzufüllen.
Die politische Sackgasse im Libanon hat sich vertieft, nachdem ein vorläufiger Deal über einen neuen Premierminister aufgehoben worden war; der das Land angesichts der schlimmsten Wirtschaftskrise seit dem Bürgerkrieg von 1975 bis 1990 ohne machte. Sechs Wochen nach dem Rücktritt von Saad Hariri als Premierminister, ausgelöst durch Proteste gegen die herrschende Elite, gibt die Finanzkrise Anlass zur Sorge um die Stabilität des Libanon: Banken verschärfen Kapitalkontrollen, Dollar sind knapp, und das libanesische Pfund hat ein Drittel seines Wertes verloren, schrieb The Daily Star.
Aussagen des Finanzexperten Dr. Marwan Iskandar, in denen er offenbarte, dass libanesische Politiker Milliarden von Dollar ins Ausland überwiesen, sorgten für Verwirrung in der Politik, im Bankwesen und sogar in der Justiz und erhöhten die Wut des Volksaufstands gegen die herrschende Klasse im Libanon, berichtete Asharq al-Awsat am 29. Dezember. Diese Informationen haben im Libanon große Ressentiments ausgelöst, insbesondere zu einer Zeit, in der die Banken den Einzahlern strenge Beschränkungen auferlegen und ihnen untersagen, Beträge in Fremdwährungen ins Ausland zu überweisen. Davon betroffen sind Kaufleute, die für importierte Waren bezahlen müssen, und sogar Bürger, die Geld an ihre im Ausland studierenden Kinder überweisen müssen. In diesem Zusammenhang fand am Donnerstag (26. Dezember) eine Dringlichkeitssitzung des parlamentarischen Ausschusses für Finanzen und Haushalt in Anwesenheit des Gouverneurs der Zentralbank Riad Salameh statt, der nach den Gesprächen ankündigte, dass „Untersuchungen in Berichten über Beamte und Banker durchgeführt werden, die Überweisungen ins Ausland vornehmen.“ Weiter sagte er: „Wir werden alles tun, was das Gesetz uns erlaubt, um alle im Jahr 2019 erfolgten Überweisungen ins Ausland zu überprüfen und um festzustellen, ob verdächtige Gelder vorhanden sind.“

### Krise des Tourismus
Die beispiellose Wirtschafts- und Finanzkrise im Libanon hat den Gastgewerbe-Sektor, der eine tragende Säule der libanesischen Wirtschaft darstellt, massiv in Mitleidenschaft gezogen, da Hunderte von Restaurants schließen mussten und die Hotelbelegung sank, schrieb Naharnet (22. Dezember). In den letzten Jahren wurde darüber gesprochen, dass das winzige Mittelmeerland kurz vor dem wirtschaftlichen Bankrott steht, ähnlich wie in der Griechenlandkrise 2009. Die Unternehmer gaben jedoch an, dass sie nach den Protesten am 17. Oktober die Wirtschaftskrise wirklich zu spüren bekamen. Sie lähmten die Unternehmen mit Straßensperrungen und Streiks, als sich die Krise verschärfte. Bei einer Pressekonferenz in Beirut am 19. Dezember sagte Pierre Achkar, Präsident des Libanesischen Hotelverbandes für Tourismus, dass mehr als 150.000 Hoteliers, Partner, Mitarbeiter und deren Familien aufgrund der Wirtschaftskrise einer unmittelbaren Bedrohung ausgesetzt sind. „Wir waren über Nacht von 100% auf 4% ausgelastet (im Oktober). November war der erste volle Monat nach Beginn der Unruhen, und am Ende hatten wir 10%“, sagte Rami Sayess, Regional Vice President von Four Seasons Hotel, gegenüber Die Associated Press nach der Konferenz.
Seitdem hat die durch den Syrienkrieg verursachte Instabilität zu der angeschlagenen Wirtschaft des Landes beigetragen, von der der Gastgewerbesektor im Libanon betroffen war. Auch die angespannten Beziehungen zwischen dem Libanon und den Golfstaaten, die ihren Staatsangehörigen den Besuch des Libanon im Februar 2016 untersagten, wirken sich negativ auf das Geschäft aus. Im September 2019 wurden 130 Geschäfte dauerhaft geschlossen, im Oktober wurden 135 geschlossen. Im November seien weitere 200 hinzugekommen. Dezember ist in der Regel ein arbeitsreicher Monat für die Tourismusbranche, da Weihnachten und Feiertage anstehen. Viele libanesische Expatriates, die normalerweise zu dieser Jahreszeit in den Libanon strömen, zögern jetzt wegen der Unruhen. Aufgrund des Mangels an Buchungen haben Markenhotels im Libanon wie Sheraton und Four Seasons begonnen, libanesische Mitarbeiter zu anderen Hotels in der Region zu entsenden, um die Kosten zu senken.

### Sektarismus

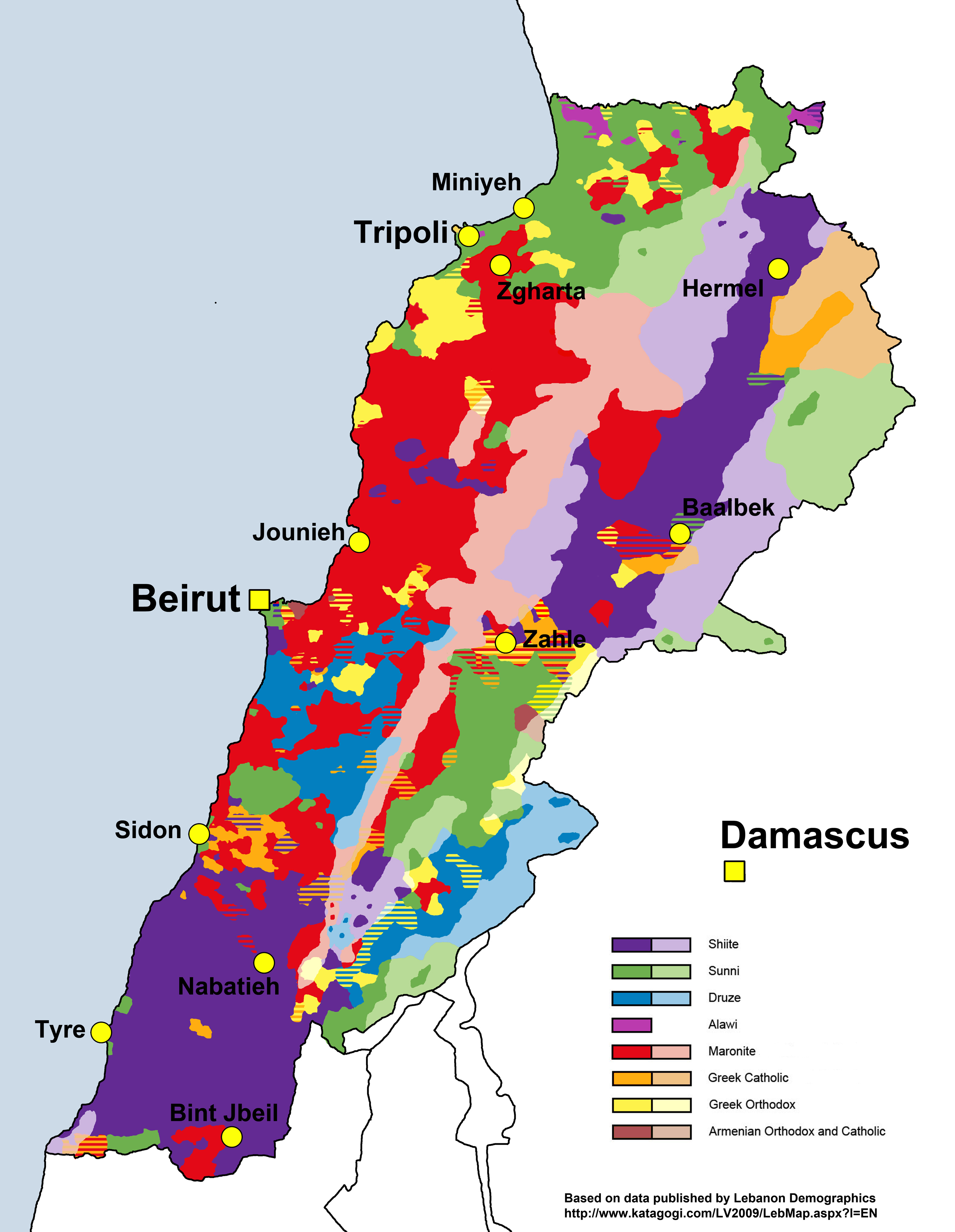
Verteilung der Religionsgruppen im Libanon

Für zahlreiche Mitglieder der gegenwärtigen Opposition ist das größte Problem der libanesischen Gesellschaft der Sektarismus. „Mit dem Sektarismus im Libanon ist es wie mit dem Klimawandel und der internationalen Gemeinschaft: Alle beklagen ihn und sagen, man müsse etwas dagegen unternehmen, aber dann macht doch niemand was“, sagt Nahostexperte Daniel Gerlach. Er war der Chefredakteur des Nahost-Magazins zenith, der den englischen, von „sect“ abgeleiteten Begriff „Sectarianism“ in seinem Buch „Der Nahe Osten geht nicht unter“ übersetzt und definiert hat als: „eine von Ressentiments geprägte Geisteshaltung, die sich in einer Überbetonung der ethnischen oder religiösen Identität von Einzelnen oder Gruppen innerhalb eines staatlichen Gemeinwesens äußert. Sie verfolgt nicht die Überwindung dieser Gräben, sondern deren Vertiefung. […]“
Nach Ansicht Gerlachs habe das Zusammenleben der verschiedenen Gruppen im Libanon nie spannungsfrei funktioniert. Der Staat sei nicht in der Lage, das aufzulösen, vielmehr ziehe er sich immer weiter zurück. Während des Bürgerkriegs hätten die Menschen erlebt, dass staatliche Institutionen praktisch aufgehoben wurden, dass Soldaten des Militärs nebenher als Söldner ihr Geld verdienten. Nach dem Krieg besetzte Syrien den Libanon für weitere 15 Jahre, schuf ein Schattenregime, höhlte den Staat weiter aus.
„Dort, wo der Zentralstaat schwach ist, wo er zerfressen wird von Korruption und Klientelismus, besinnen sich Menschen auf das, was Sicherheit schafft. Und das ist die eigene Herkunft, die Identität, definiert über eine Gemeinschaft“, meint Gerlach.
„Die Revolution vom 17. Oktober ist nicht nur ein politischer Aufstand, sondern eine kulturelle Revolution hin zu einem integrativeren Libanon, in dem unbewaffnete junge Menschen sich gegen Diskriminierung aufgrund von Alter, Sekte, Geschlecht, sozioökonomischem Hintergrund oder anderen Gründen wenden“, kommentierte die libanesische Tageszeitung An-Nahar. „Vor allem die fehlende Chancengleichheit hat junge Menschen aus den Schulen und Universitäten auf die Straße getrieben.“ Durch die sozialen Anliegen erhält die Kritik am Konfessionalismus ihre eigentliche Wucht. Es sei deutlich erkennbar, dass bei den Demonstrationen Mitglieder aller Konfessionen vertreten seien, meinte Joachim Paul von der Heinrich-Böll-Stiftung (27. November). Die Demonstranten schwenkten die libanesische Fahne – und nicht etwa die einzelner konfessioneller Gruppen oder Parteien.

### Form, Intentionen und Konflikte
Zum größten Teil verliefen die Proteste und insbesondere die Demonstrationen friedlich und hatten auch durch die Teilnahme von Familien mit Kindern und Senioren oft den Charakter von Straßenfesten. Zu Beginn und in den ersten Tagen gab es jedoch im ganzen Land zahlreiche, von Protestierenden errichtete Straßensperren, zumeist in Form von brennenden Barrikaden ausgeführt. Davon betroffen waren auch wichtige Fernverkehrswege, so alleine ca. 20 Sperren zwischen Byblos und Beirut. Zeitweise war auch die Verbindung zum einzigen internationalen Flughafen des Landes betroffen. Die Protestaktionen nahmen auch phantasie- bis humorvolle Formate an, so z. B. die Straßenblockade mit Eseln im Süden des Landes.

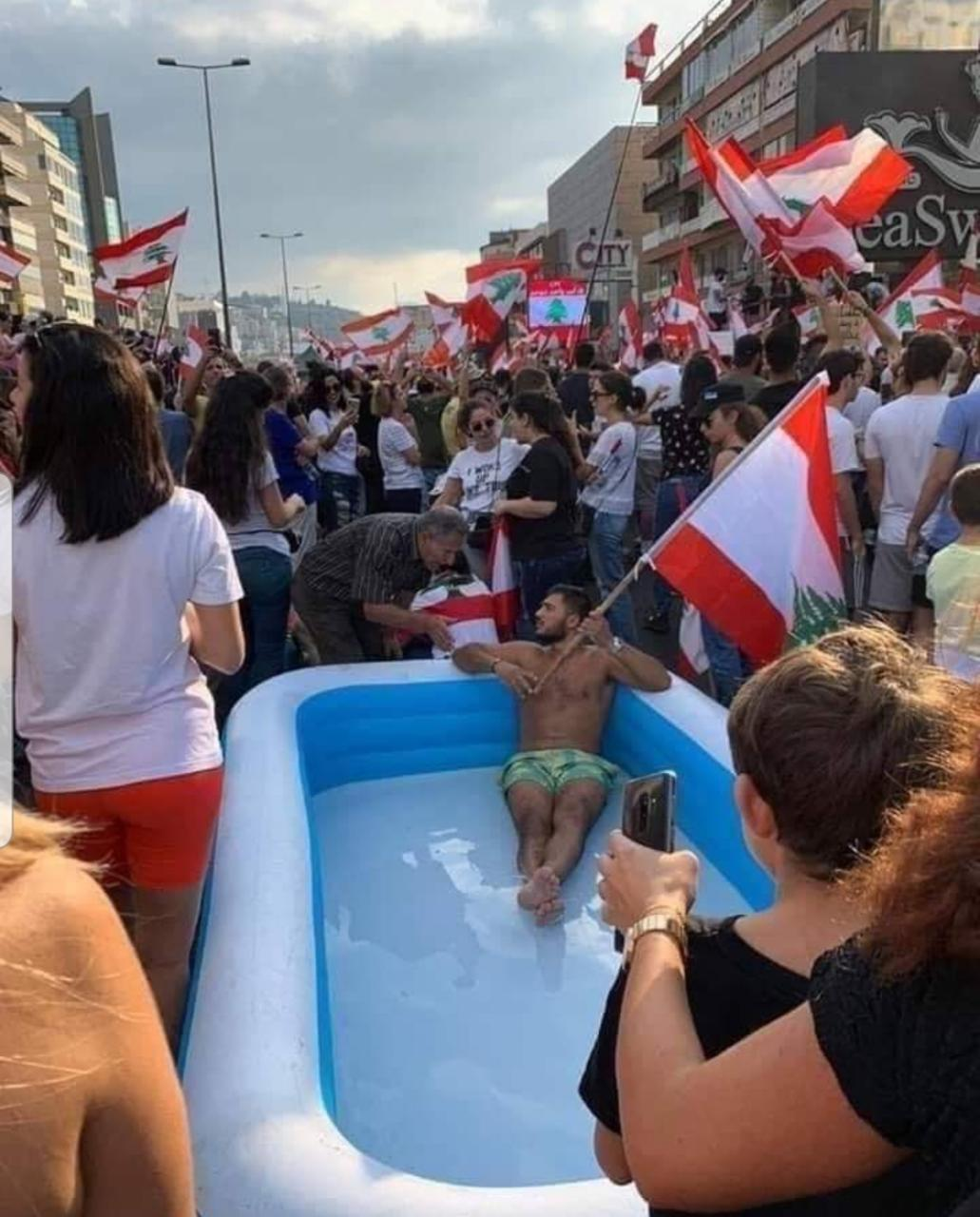
Happening-artige Protestformen in Beirut, Oktober 2019

In den Abend- und Nachtstunden kam es in Beirut zu starken Auseinandersetzungen zwischen Sicherheitskräften und Demonstranten, denen auch Zerstörungen von Schaufensterscheiben von Banken sowie Plünderungen von Geschäften vorausgegangen waren. Die Zahl der Verletzten wird auf beiden Seiten mit ca. je 70 angegeben.
Bisher kamen in Zusammenhang mit den Protesten fünf Menschen ums Leben; zwei durch Demonstranten, zwei durch Leibwächter, eine Person durch die Auseinandersetzung zwischen Demonstranten. Am 17. Oktober erstickten zwei unbeteiligte Arbeiter, als ein von Demonstranten gelegtes Feuer auf ein Gebäude übergriff. Am 19. Oktober starben zwei Demonstranten, nachdem die Leibwache eines ehemaligen Politikers in Tripoli das Feuer auf sie eröffnete, als sein Fahrzeug attackiert wurde. Am 19. Oktober starb ein Mann durch eine Schussverletzung nach einem Konflikt an einer Barrikade auf der Straße zum Flughafen.
Unter den Demonstranten, die AFP in Beirut bei den Kundgebungen getroffen hat, unterschieden sich die Wünsche und Träume, sobald sie über den Slogan „Alle, das heißt alle“ hinaus befragt werden, der den gemeinsamen Wunsch nach Erneuerung widerspiegelt. So möchte ein 16-jähriger Gymnasiast zunächst einmal, dass „diejenigen, die regieren, uns unsere Rechte zusichern und dass es Arbeit gibt“, weil er sein Land liebt und nicht „zur Auswanderung gezwungen werden“ will. Definitiv radikaler ist die Aussage, dass es Priorität sei, „die gesamte Regierung zu stürzen und die Armee an die Macht zu bringen“, um die Unsicherheit zu beenden. Und es würde ihm nichts ausmachen, wenn Präsident Michel Aoun, ein ehemaliger 84-jähriger General, die Führung übernehmen würde. Zu diesem Zeitpunkt fehlen der Protestbewegung Führungsfiguren, wie bei der Protestbewegung von 2015, der „Abfallkrise“, in der einige Mitglieder der Zivilgesellschaft die Bühne betraten. Mona Fawaz von der Madinati-Gruppe in Beirut (Beirut ist meine Stadt) war eine von ihnen. Aber sie wurde am Montag (21. Oktober) ausgebuht, als sie das Mikrofon auf dem Märtyrerplatz im Herzen der Hauptstadt nahm. Das Szenario würde natürlich der gegenwärtigen Macht zugutekommen. Carmen Geha, Assistenzprofessorin an der Amerikanischen Universität Beirut (AUB), glaubt jedoch, dass neue Allianzen, darunter von Studenten und Anwälten, jenseits der traditionellen politischen Grenzen entstehen.
„Wenn Sie diesem [Protest] einen Namen geben möchten, dann ist dies der Aufstand der Würde – Menschen, die ihre Würde zurückerhalten, weil es so demütigend ist, unter dieser herrschenden Klasse ein libanesischer Staatsbürger zu sein“, sagte Nizar Hassan, der Co-Moderator des libanesischen Politik-Podcast der New York Times. „Sie wissen, dass das Land viel besser sein kann, Sie wissen, dass Sie nicht dafür verantwortlich sind, wie schlimm die Situation ist, und dennoch spalten diese Leute uns weiter und ergreifen Maßnahmen gegen unsere Interessen.“
Bevor es zu der angestrebten Verbesserung der finanziellen Verhältnisse der Unter- und Mittelschicht im Libanon kommt, werden sich zuvor aufgrund der Streiks und Proteste die wirtschaftlichen Rahmenbedingungen weiter verschlechtern. Ein Beispiel ist der für das Land nicht unbedeutende Tourismus, hier sowie im kulturellen, wissenschaftlichen und Geschäftsreisebetrieb wird es zu einem Rückgang kommen, der sich bereits bei den Hotelbuchungen abzeichnet.

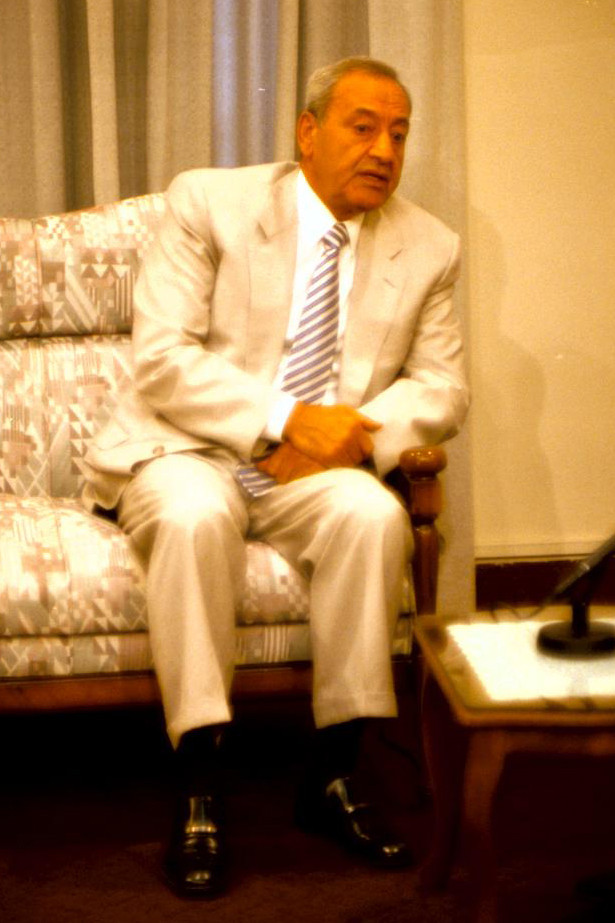
Nabih Berri bei einem Treffen mit Ali Chamene’i 2002

Im Libanon umfassen die Proteste verschiedene Sekten, Altersgruppen, Geschlechter und Ideologien. „Am bemerkenswertesten waren jedoch die Proteste der Schiiten im Süden des Landes gegen die Amal-Bewegung, die historisch gesehen die vorherrschende schiitische politische Partei war“, so Anchal Vohra (Foreign Policy). „Die Straßen von Tyros erklangen mit Flüchen, die gegen Nabih Berri gerichtet waren – den Amal-Führer, schiitischen Parlamentspräsidenten und Hisbollah-Verbündeten.“
Zu den Forderungen der Demonstranten gehört die Ernennung einer technokratischen Regierung, die ein neues Wahlgesetz formuliert, nach dem vorgezogene Wahlen abgehalten werden sollen, meldete Al Jazeera am Donnerstag (24. Oktober). Das derzeitige Wahlgesetz teilt das Land in 15 nach sektiererischen Gesichtspunkten regierte Bezirke auf und teilt die Sitze nach Sekten zu.
Noch immer habe keine erkennbare Gruppe die Organisation oder Führung der Proteste übernommen, schrieb ein Autorenteam der Konrad-Adenauer-Stiftung am Donnerstag (24. Oktober). „Auffällig wenige Reden dominieren den politischen Raum und die Fernsehsender konzentrieren sich fast durchgehend auf Interviews mit zumeist die einkommensschwachen Schichten vertretenden Bürgern.“ Die Proteste seien auch „ein Protest der Jugend des Landes: Schauplätze des Protests, der an den Stil der Occupy-Proteste erinnert und eine deutlich antikapitalistische Prägung erkennen lässt, werden deutlich von der Altersgruppe der 20- bis 30-Jährigen dominiert, sprich, der Generation der Erstwähler der Wahlen von 2018.“ Für Rebecca Collard (Foreign Policy) mag die Tatsache, dass die libanesischen Proteste bislang (25. Oktober) führerlos sind, „ihre Stärke sein“. Die meisten Demonstranten hätten die jahrzehntelange wirtschaftliche Misswirtschaft und Korruption satt und wollten nur, dass die Regierung weg ist.
Die einst vom Extremismus geplagte libanesische Stadt Tripoli sei merkwürdigerweise zum Brennpunkt landesweiter Proteste geworden, notierte Richard Hall (The Independent) am 25. Oktober. „Für eine Stadt, die lange Zeit vernachlässigt und bösartig war, war dieser Aufstand ebenso eine Coming-out-Party wie ein Protest.“ Tripoli sei seit Jahren von einem Ruf für Gewalt und Radikalität geplagt gewesen, der oft als Inbegriff für die sektiererischen Krankheiten des Landes verwendet werde, so der Autor. „Es könnte von außen scheinen, dass eine dramatische Veränderung stattgefunden hat. Für die Bewohner hier ist die Geschichte dieser Demonstrationen keine Transformationsgeschichte, sondern eine Geschichte einer Stadt, die der Welt ihr wahres Gesicht zeigt.“
Am frühen Freitag (25. Oktober) sperrten Demonstranten kurzzeitig die Autobahn zwischen der südlichen Stadt Sidon und Beirut, verbrannten Reifen und blockierten den Verkehr. Die Armee entfernte später die Reifen und öffnete die Straße wieder. Auf der Autobahn zwischen Ost- und Westbeirut stellten Demonstranten Zelte auf, von denen einige auf der Straße schliefen, um den Verkehr zu blockieren. Sie ließen nur Krankenwagen und Armeefahrzeuge durch. Die Demonstranten schwenkten Transparente mit der Aufschrift: „Sie haben es mit dem Staat aufgenommen, ertragen Sie uns ein paar Tage“, zu Autofahrern, die an einer gesperrten Straße ankamen, die Ost-Beirut mit seinen südlichen Vororten verband. In seiner ersten offiziellen Warnung forderte das libanesische Militär die Demonstranten auf, das Recht der Bevölkerung auf Freizügigkeit zu respektieren, und forderte sie auf, die Straßensperrung einzustellen. „Die Armeeführung warnt davor, diese Mittel weiterhin einzusetzen und die persönliche und öffentliche Freiheit zu beeinträchtigen“, sagte das Militär in einer Erklärung auf seinem offiziellen Twitter-Account.

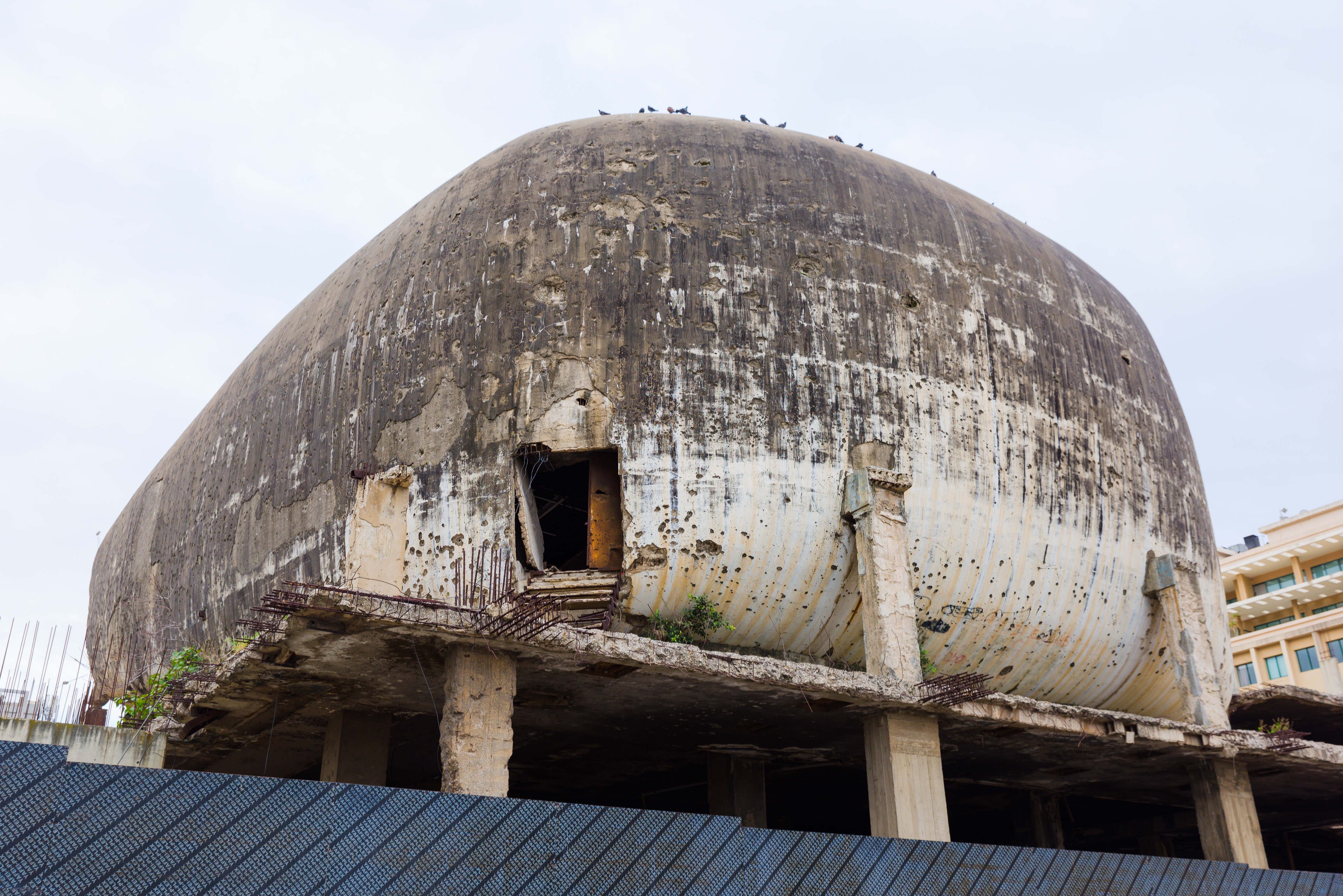
Vorderseite des Egg in Beirut, einer der zentralen Treffpunkte des Protests 2019

Aber seit Beginn der Proteste, die das Zentrum von Beirut beherrschten, war das Egg unter mehreren Vorkriegsräumen, die von Akademikern und Demonstranten besetzt waren. Dort wurden Raves und Filmvorführungen organisiert, „um dem einst trostlosen Zentrum der Hauptstadt neues Leben einzuhauchen“. Charbel Nahas, ein AUB-Professor, hält dort Reden.
In einer inzwischen gut eingeführten Routine erschienen am Sonntag (27. Oktober) frühzeitig ganze Familien von Freiwilligen an den wichtigsten Protestplätzen, um nach einer weiteren Nacht voller Proteste und Partys aufzuräumen. Nach Einbruch der Dunkelheit verwandeln sich der zentrale Märtyrerplatz in Beirut und andere Protestzentren im Libanon in ein weitläufiges, offenes Gelände, auf dem Demonstranten tanzen, singen oder politische Treffen organisieren.
Timour Azhari schrieb am Montag (28. Oktober) in Al Jazeera: „Jetzt bereiten sich die Leute auf der Straße auf einen langen Kampf vor. Und viele stellen fest, dass Komödie, Satire und Performance während langer Stunden im Freien für die nötige Erleichterung sorgen und gleichzeitig als Vehikel für scharfe Kritik an Politikern dienen, die zunehmend distanziert wirken.“ Die Methoden mögen unkonventionell sein, meint Azhari, aber nach 11 Tagen in einem beispiellosen Aufstand hielten die Menschen immer noch die Plätze und Straßen im ganzen Land und hätten sich effektiv gegen alle Räumungsversuche gewehrt. Dieser Geist des Protests lasse sich vielleicht am besten mit dem Volksgesang zusammenfassen: „Wir wollen tanzen, wir wollen singen, wir wollen das Regime stürzen.“
In ihrer vierten Woche (ab 7. November) haben sich die Aufstände als unerbittlich erwiesen, da spontane, hunderttausende starke landesweite Proteste die Straßen und Plätze von Großstädten und verschiedenen Regionen erobern. Am Sonntag starteten die Demonstranten ihre größten Demonstrationen seit Hariris Rücktritt. In den vergangenen zwei Tagen gingen Schüler und Studenten im ganzen Land auf die Straße, widersetzten sich den Forderungen nach Wiederaufnahme des Unterrichts und drückten ihre Unterstützung für die Forderungen der Bewegung aus. Die Demonstranten sind von den Hauptplätzen in die Brutstätten der Korruption gezogen und haben eine Reihe von Demonstrationen gegen den rechtswidrigen Eingriff in lukrative private Investitionen in öffentliches Eigentum (z. B. in die Resorts Ramle el Bayda und Zaytouna Bay) durchgeführt. In einer Nacht marschierten Frauen in einer Kerzenwache ins Zentrum von Beirut, mit Gehämmer auf Töpfe und Pfannen, die in den Stadtvierteln zu hören waren.
Die globale Betrachtung der gegenwärtigen Bewegungen wie auch der im Libanon zeige, so die Autorin Mona Kheisser, dass sie von den traditionellen organisatorischen Rahmenbedingungen (Gewerkschaften, politische Parteien usw.) abweichen und neue Formen der Kommunikation, Organisation und Identifikation einführen. Diese Bewegungen tendieren dazu, fragmentiert zu sein und lehnen es ab, traditionelle Formen der Führung anzunehmen, und weisen sie als übermäßig hierarchisch zurück. Diese Bewegungen seien zwar in der Lage, schnell eine große Anzahl von Menschen zu mobilisieren, stünden jedoch häufig vor erheblichen Herausforderungen, wenn es darum gehe, kohärente Organisationen und Strategien aufzubauen, mit denen langfristige Maßnahmen ergriffen und wesentliche Veränderungen verwirklicht werden können.

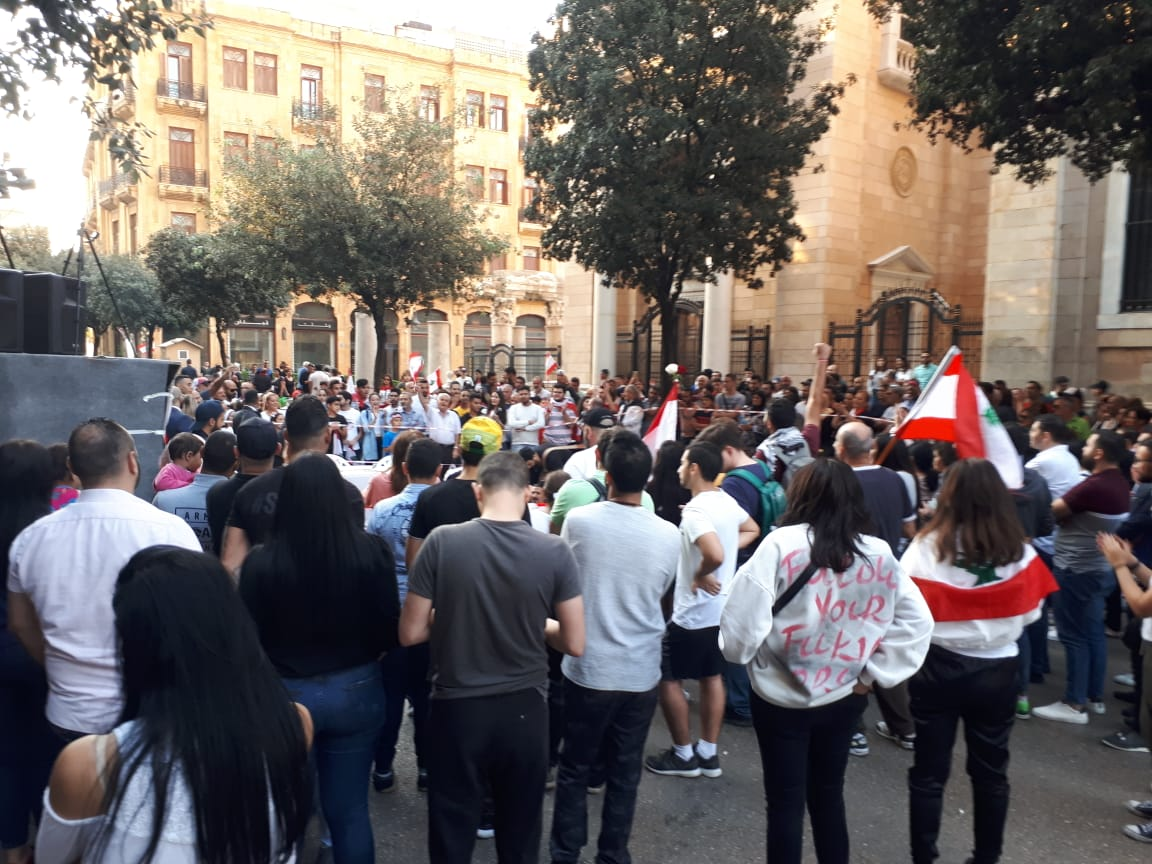
Proteste in der Beiruter Innenstadt am 17. November 2019

Die Jugendlichen spielen eine große Rolle bei den Protesten, schrieb Julia Neumann in Jetzt: „Unsere Eltern und Großeltern konnten diese Mauer der Angst, die die Politiker gebaut haben, nicht bezwingen können“, zitiert sie die Demonstrantin Dima Elayache. „Aber wir Jugendlichen könnten wirklich etwas verändern im Land. Zum Beispiel wollen wir nicht mehr Teil des konfessionellen Systems sein.“
Bericht von Human Rights Watch
Laut Human Rights Watch ist es den libanesischen Sicherheitskräften nicht gelungen, Angriffe mit Stöcken, Metallstangen und scharfen Gegenständen bewaffneter Männer auf friedliche Demonstranten zu stoppen. Die Sicherheitskräfte haben auch übermäßige Gewalt angewendet, um Proteste zu zerstreuen und Straßensperren zu beseitigen. Die libanesischen Behörden sollten alle möglichen Maßnahmen ergreifen, um friedliche Demonstranten zu schützen und friedliche Versammlungen nicht gewaltsam aufzulösen. Die Organisation Human Rights Watch hat mindestens sechs Fälle dokumentiert, in denen die Sicherheitskräfte friedliche Demonstranten nicht vor gewaltsamen Angriffen von Männern mit Stöcken, Steinen und Metallstangen schützen konnten. Obwohl die Sicherheitskräfte seit dem 18. Oktober 2019 weitgehend darauf verzichtet haben, übermäßige Gewalt gegen Demonstranten anzuwenden, dokumentierte Human Rights Watch, dass sie die Demonstranten mindestens zwölf Mal mit übermäßiger Gewalt zerstreuten. Sicherheitskräfte haben außerdem Dutzende friedlicher Demonstranten willkürlich festgenommen und Menschen bei der Verfilmung der Protestereignisse gestört. „Die libanesischen Sicherheitskräfte scheinen im Großen und Ganzen das Recht der Bürger zu haben, zu protestieren, aber die Behörden sollten klarstellen, dass sie gewaltsame Angriffe nicht tolerieren und die gewaltsame Verbreitung von Protesten ohne Grund einstellen werden“, sagte Joe Stork, stellvertretender Nahostdirektor bei Human Rights Watch. „Sicherheitskräfte sollten friedliche Demonstranten schützen, indem sie sicherstellen, dass sie selbst angemessen ausgerüstet und auf Demonstrationsplätzen eingesetzt werden.“
Samar El-Masri, Professorin am Centre for Transitional Justice and Post-Conflict Reconstruction an der University of Western Ontario schrieb in The Globe and Mail (18. November), in einer Welle von aktuellen Protesten auf der ganzen Welt scheine die libanesische „Revolution“ – wie die Demonstranten es gerne nennen – in einem eigenen Genre zu sein. Die Demonstrationen wurden als fröhlich beschrieben, aber hinter diesem glücklichen Äußeren stecken ein echter Kampf, ernsthafte Forderungen und eine potenziell transformative Mobilisierung, auch wenn nicht alle Forderungen erfüllt werden. Gleichzeitig seien die Proteste „die stärkste Manifestation der nationalen Versöhnung seit dem Ende des libanesischen Bürgerkriegs im Jahr 1990.“ Zum anderen ist in einem Land, in dem Sektierertum und Loyalität gegenüber dem Führer tief verwurzelt sind, eine landesweite, spontane und führerlose Revolution beispiellos. Drittens war die Führungsrolle der Frauen mächtig; tatsächlich bildeten Frauen das Herz der Revolution, sie leiteten die Gesänge, bauten Zelte, blockierten Straßen und bildeten oft die erste Verteidigungslinie, die die Armee vom Rest der Demonstranten trennte. Schließlich hätten die bisherigen Proteste der libanesischen Jugend gezeigt, dass ihre Stimme von Bedeutung ist. Mehr als 40 Prozent der Bevölkerung im Libanon sind jünger als 24 Jahre, was bedeutet, dass sie den Bürgerkrieg nie erlebt haben. Sie reagieren daher weitgehend nicht auf sektiererische Ängste, einen neuen internen Konflikt auszulösen. Sie hätten erlebt, so die Autorin, dass ihre friedliche Botschaft, ihre Fähigkeit, bisher nicht in die Sektenfalle zu geraten, und ihre verschiedenen sich entwickelnden und friedlichen Strategien erfolgreich waren, um den Druck auf die Politiker aufrechtzuerhalten. Ihre Revolution, die massive Demonstrationen, Straßensperrungen, gezielte Sitzstreiks, Frauenmärsche und massive studentische Streiks umfasste, hat besondere Eigenschaften. Es wurden nicht nur Recyclinginitiativen und Reinigungskampagnen vorgestellt, sondern auch lebendige Diskussionsrunden auf den Plätzen, um Angst zu verbreiten und den Menschen zu helfen, die politische, rechtliche und wirtschaftliche Situation im Land zu verstehen.
Die Rolle der syrischen Flüchtlinge bei den Protesten
Dara Foi'Elle und Joey Ayoub (Al Jumhuriya) schrieben über die Beteiligung der Syrer und Palästinenser an den anhaltenden Protesten im Libanon; die meisten entschieden sich jedoch dafür, dies „von der Seitenlinie aus“ zu tun, aus Angst, von Sicherheitskräften und/oder sektiererischen Medien angegriffen zu werden. Die Gefühle, die die Mehrheit der Syrer im Libanon jetzt empfindet, sind daher so unterschiedlich wie die Demonstranten selbst. Sie reichen von süßer Nostalgie bis zu tiefer Melancholie; von purer Euphorie für den Aufstand eines anderen Volkes im Nahen Osten bis zu Panikgefühlen bei dem Gedanken an mögliche Gegenreaktionen gegen die libanesische Flüchtlingsgemeinschaft. Diese Bedenken werden durch die Tatsache verschlimmert, dass der derzeitige Präsident Michel Aoun – selbst ein ehemaliger Armeegeneral – und sein Schwiegersohn Gebran Bassil, der derzeitige geschäftsführende Außenminister, besonders auf die Rolle syrischer Flüchtlinge fixiert sind. In einer Rede anlässlich seines dritten Amtsjubiläums nannte Aoun sogar einen Anstieg der Flüchtlingsrenditen (explizite Abschiebungen wurden nicht erwähnt) als eine seiner besten „Leistungen“. Der Fernsehsender von Aoun, OTV und die politische Partei, die Free Patriotic Movement (FPM), haben nach Ansicht der Autorinnen in der Tat den Ruf erlangt, Syrer zum Sündenbock zu machen. Der Sender OTV hat sich immer wieder auf die reale oder imaginäre syrische Präsenz unter den libanesischen Demonstranten konzentriert. Es war Teil der Erzählung des herrschenden Establishments und insbesondere der FPM, Amal und Hisbollah, dass die Demonstranten alle von ausländischen Mächten finanziert werden, eine Verschwörungstheorie, die jedem Syrer vertraut ist. In diesem Sinne ist es nicht verwunderlich, dass die Syrer zögern und echte Angst davor haben, in der Revolution gesehen zu werden. Sogar diejenigen, die zuversichtlich bleiben, finden sich in einer unangenehmen Lage wieder und fragen sich oft, ob sie als Teilnehmer begrüßt würden oder nicht.
Nach der Nominierung von Hassan Diab
Nach Ansicht von Lama Mourad hat sich die Zusammensetzung der Demonstranten im Laufe der Zeit geändert. In den ersten Wochen des Protests waren stark benachteiligte, im Wesentlichen arbeitslose und arme Klassen anwesend. Zunehmend haben die Demonstranten einen eher bürgerlichen und gebildeten Hintergrund, insbesondere in Beirut, aber die libanesische Gesellschaft ist immer noch weit verbreitet. Gleichgeblieben ist, dass Proteste im ganzen Land stattfinden, nicht in der Hauptstadt konzentriert, wie sie normalerweise im Libanon sind. Sie sehen Proteste vom hohen Norden, einem sehr landwirtschaftlichen und ländlichen Gebiet der Arbeiterklasse, bis zu den südlichen Gebieten, die von der Hisbollah und anderen wichtigen schiitischen Parteien kontrolliert werden, und normalerweise sind sie keine Orte, an denen sie eine großangelegte Mobilisierung sehen. Es gibt zentrale Forderungen, denen sich alle einig sind: der Rücktritt der Regierung und der Ruf nach sozioökonomischer Gerechtigkeit. Die Kosten sollten nicht auf die Bürger fallen; sie sollten von den Banken, die im Wesentlichen die Triebkräfte der Krise sind, und vom Staat selbst aufgegriffen werden. Eine der Parolen, die man seit Tag 1 gehört hat, ist, dass alle Parteien und die herrschende Elite dafür verantwortlich gemacht werden. „Wir sehen auch eine wirklich starke Präsenz von Frauen, was bemerkenswert ist, und ihre Forderungen konzentrieren sich auf feministische Fragen und Fragen des Rechts auf Weitergabe der Staatsbürgerschaft, die miteinander verflochten sind.“

### Exkurs: Die Müllkrise 2015

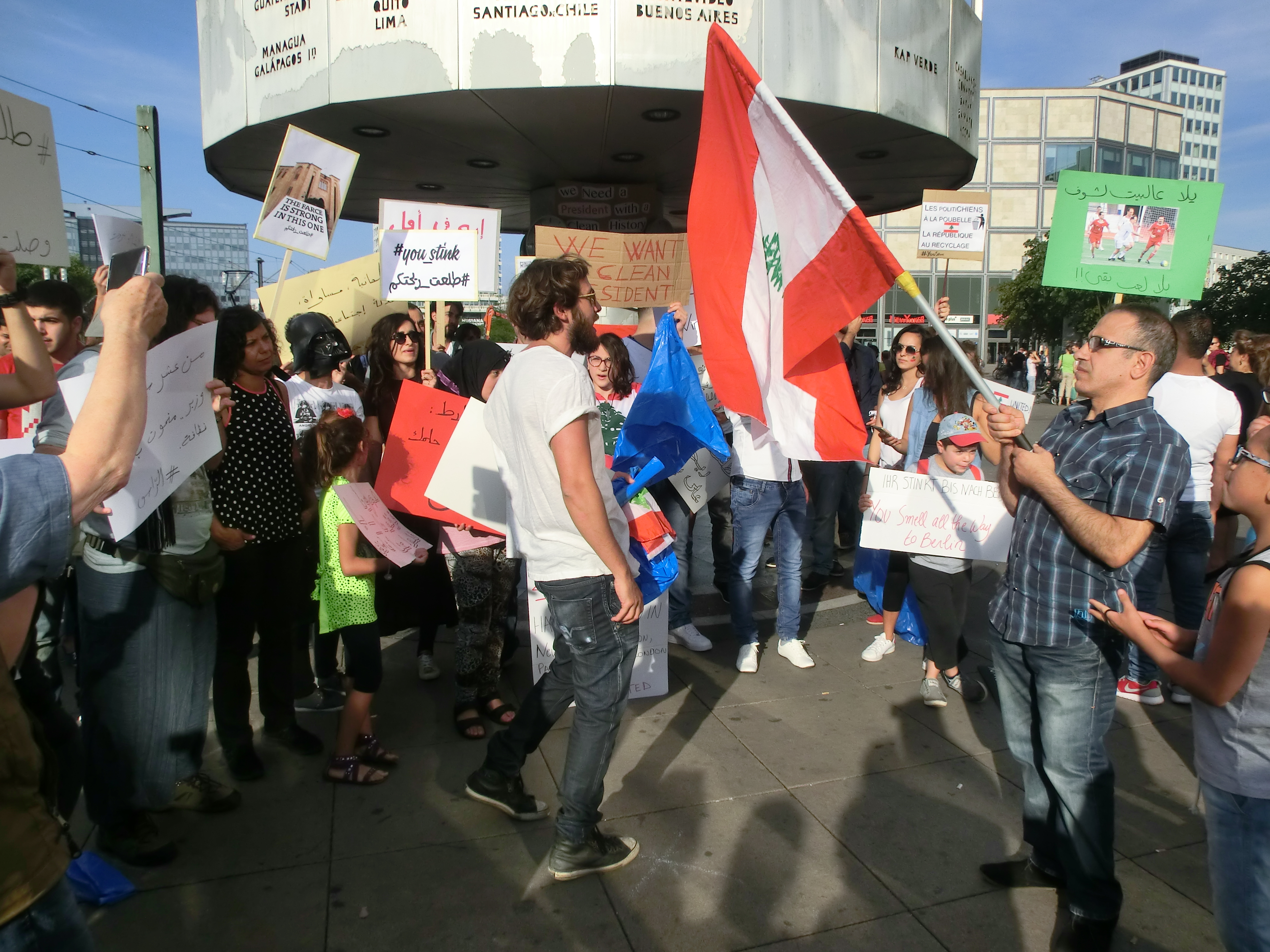
Unterstützung für die Proteste im Libanon 2015 auf dem Berliner Alexanderplatz im August 2015

Die gegenwärtige Bewegung im Libanon und die weitgehende Ablehnung der korrupten und sektiererischen Politik erinnere an die ersten Wellen von Anti-Establishment-Protesten während der arabischen Aufstände von 2011 (mit der Forderung, „die Menschen wollen den Sturz des sektiererischen Regimes“) und an die Proteste während der Müllkrise des Landes im Jahr 2015, bei der die Menschen im Sommer 2015 ihre „Wut und Enttäuschung über die nachlassenden sozioökonomischen Bedingungen, die politische Sackgasse und die völlige Korruption zum Ausdruck brachten“, schrieb Mona Kheisser. Die Proteste, die als You Stink-Bewegung bezeichnet wurden, lehnten konventionelle Politik und ihre Organisationsformen (wie politische Parteien) ab, indem sie „all means all“ („kelon ya’neh kelon“) ausriefen – alle Politiker sind korrupt. Die konkurrierenden strategischen und ideologischen Orientierungen der Gruppen erzeugten jedoch Spannungen, wobei einige hofften, sich einzig und allein auf die Müllkrise zu konzentrieren, und andere versuchten, sie in einen größeren strukturellen Kontext zu stellen. Nach der Auflösung der Bewegung wandten sich mehrere Aktivisten dem Wahlprozess und den reformistischen Zielen zu, um eine Strategie des allmählichen „Wandels von innen“ zu verfolgen. In den folgenden zwei Jahren versuchten unabhängige Gruppen auf kommunaler Ebene, das politische System in Angriff zu nehmen, so bei den Wahlen (Mai 2016) und den Parlamentswahlen im Mai 2018.
Beide Wahlkampagnen weckten zwar Hoffnungen und weckten die Fantasie der Menschen, führten jedoch letztendlich zu gemischten Ergebnissen und wiederholten Enttäuschungen, so die Autorin. „Die jüngsten Proteste sind ein entscheidender Moment in diesem größeren Streitzyklus sowie eine wichtige Entwicklung aus früheren Stadien. Die alternativen Formen des kollektiven Handelns seit der Müllkrise haben die Mängel einzelner Kämpfe und Wahlprogramme aufgedeckt, die sich auf nicht konfrontative technische Programme beschränken, und die Notwendigkeit einer breiteren Sicht auf sozioökonomische Realitäten und Kämpfe. Dennoch gibt es aus den jüngsten Erfahrungen mit „alternativen“ kollektiven Maßnahmen im Libanon viel zu lernen.“
Aktuelle Situation
Die ewige Müllkrise sei nur das eklatatnteste Beispiel für die Krise des Landes, schrieben Vivian Yee and Hwaida Saad in The New York Times (3. Dezember). Sie wurde zuletzt 2015 öffentlich bekannt, als sich die politische Elite des Landes um einen lukrativen Abfallentsorgungsvertrag stritt, während Berge von nicht gesammeltem Müll die Straßen von Beirut verschmutzten. Es kam zu einer Protestwelle. Die Notlösung bestand darin, zwei neue Deponien zu errichten. Drei Jahre nach ihrer Eröffnung haben die Deponien die Müllkrise nur an die Küste verlagert, und sie drohen schnell, die Kapazität zu beeinträchtigen. Der Auftrag über 288 Millionen US-Dollar für eine Deponie ging an Jihad al-Arab, den Bruder eines Adjutanten des zurückgetretenen Premierministers Saad Hariri, eines sunnitischen Moslems. Nach Angaben von drei mit der Geschäftstätigkeit des Unternehmens vertrauten Personen werden die täglich ankommenden Müllcontainer mit Wasser gefüllt, um ihr abrechnungsfähiges Gewicht zu erhöhen. Der andere Vertrag im Wert von 142 Millionen US-Dollar ging an Dany Khoury, einen christlichen Geschäftsmann, welcher der Familie von Präsident Michel Aoun nahesteht. Experten fanden heraus, dass die Mitarbeiter auf dieser Mülldeponie Müll und Giftmüll direkt ins Mittelmeer deponierten. Beide Unternehmen bestreiten die Anschuldigungen, aber eines ist sicher: Mindestens 430 Millionen US-Dollar später sind die Müllprobleme im Libanon der Lösung kaum näher gekommen.

## Forderungen der Opposition
Die libanesische Transparency Association – No Corruption (LTA), die nationale Sektion von Transparency International, forderte am Donnerstag (24. Oktober), die Regierung sollte folgendes veranlassen:
- Erlass der Durchführungsverordnung zum „Recht auf Zugang zum Informationsrecht“ gemäß den darin festgelegten Bestimmungen;
- Verabschiedung der seit acht Jahren in Entwicklung befindlichen Nationalen Strategie zur Korruptionsbekämpfung;
- Erlass des Erdölregisterdekrets;
- Verabschiedung des Gesetzes über das öffentliche Beschaffungswesen und Übermittlung an das Parlament.

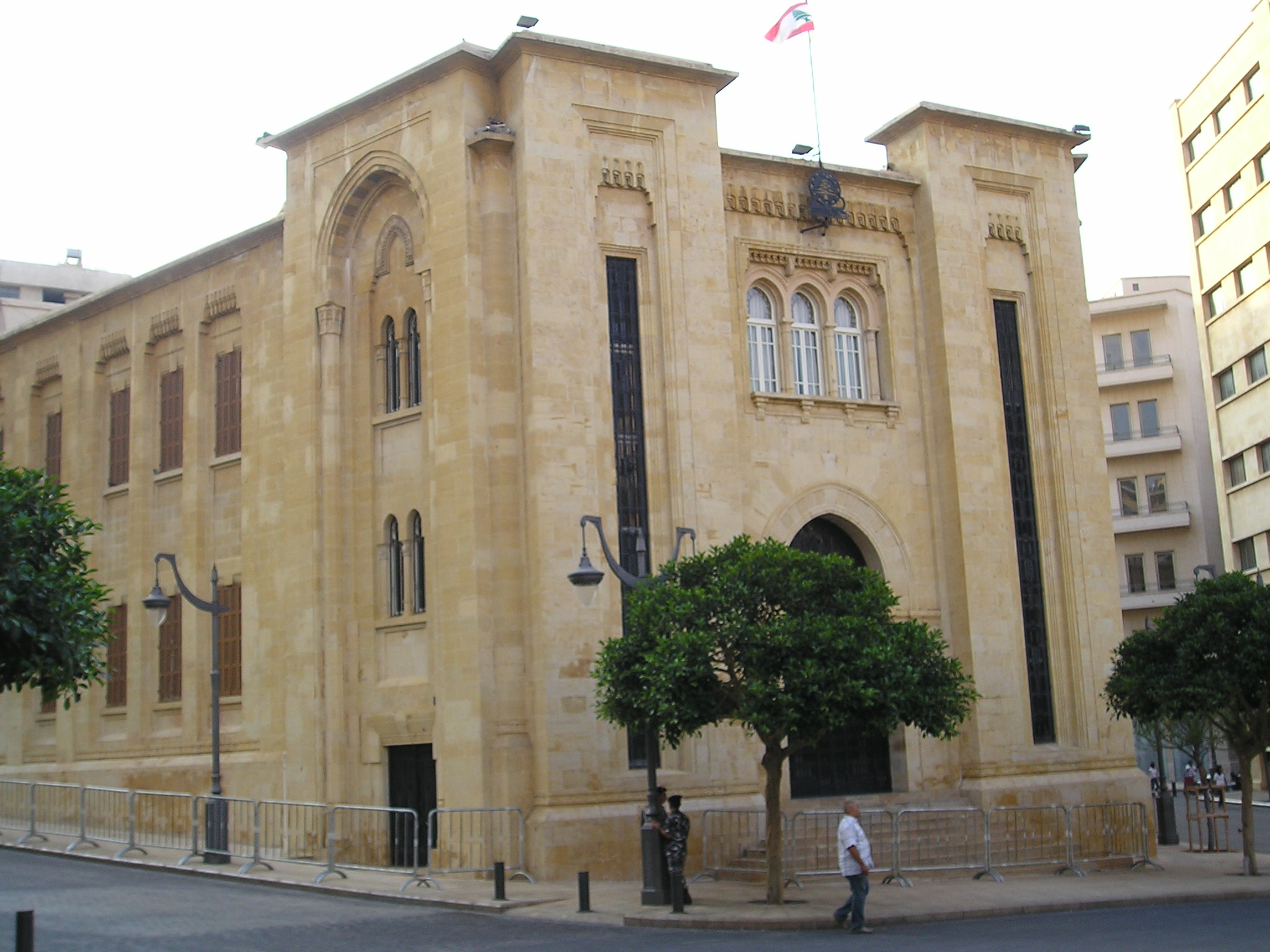
Parlamentsgebäude in Beirut

Die oben genannten Maßnahmen sollten im Einklang mit den bewährten Verfahren zur Korruptionsbekämpfung auf internationaler Ebene ergriffen werden und eine offene Regierungsführung im öffentlichen Sektor ermöglichen. Sie sollten auf keinen Fall den Zugang zu Informationen und die Transparenz im öffentlichen Sektor einschränken. Die LTA wiederholte des Weiteren ihre Forderung an das libanesische Parlament, die Sitzungen offen zu halten und die erforderlichen Ausschusssitzungen unter Anwesenheit lokaler Sachverständiger und innerhalb eines festgelegten Zeitrahmens durchzuführen, während sie wichtige Rechtsvorschriften erörtern und darüber abstimmen. Dazu gehören Rechtsvorschriften zu:
- Bekämpfung der Korruption im öffentlichen Sektor und Schaffung einer nationalen Behörde gegen Korruption;
- Einrichtung eines Sondergerichts für die missbräuchliche Verwendung öffentlicher Mittel;
- Aufhebung des Bankgeheimnisses bei allen gegenwärtigen und ehemaligen Präsidenten, Ministern, Parlamentariern und hochrangigen Beamten;
- Aufhebung der Immunität gegenüber den derzeitigen und ehemaligen Ministern, Parlamentariern und Beamten, die mit öffentlichen Mitteln umgehen;
- Unerlaubte Bereicherung und Offenlegung von Vermögenswerten;
- Regularisierung des Rechnungshofs;
- Änderung des „Gesetzes über die Regularisierung der Zentralinspektionsbehörde“;
- Interessenkonflikte;
- Asset Recovery (d. h. die gezielte, diskrete Lokalisierung, Identifizierung und Rückführung von finanziellen Mitteln und Vermögenswerten, die sich im unrechtmäßigen Besitz Dritter befinden);
- Stärkung der Unabhängigkeit der Justiz.

Für einen breiten Kreis von Demonstranten (Stand 30. Oktober) ist die Bildung einer Regierung unabhängiger Experten eine Hauptforderung, um das Land durch eine sich verschärfende Wirtschafts- und Finanzkrise zu führen und die Grundversorgung wie Strom und Wasser zu sichern. Die Demonstranten wollen verhindern, dass „ein Teil der herrschenden Klasse Teil dieser Regierung ist.“ Dazu müsse ein neues Wahlgesetz gebildet werden, das das Sektierertum abschafft, denn das derzeitige Wahlgesetz des Libanon teilt das Land in 15 Bezirke auf, deren Sitze den jeweiligen Sekten zugeteilt werden.

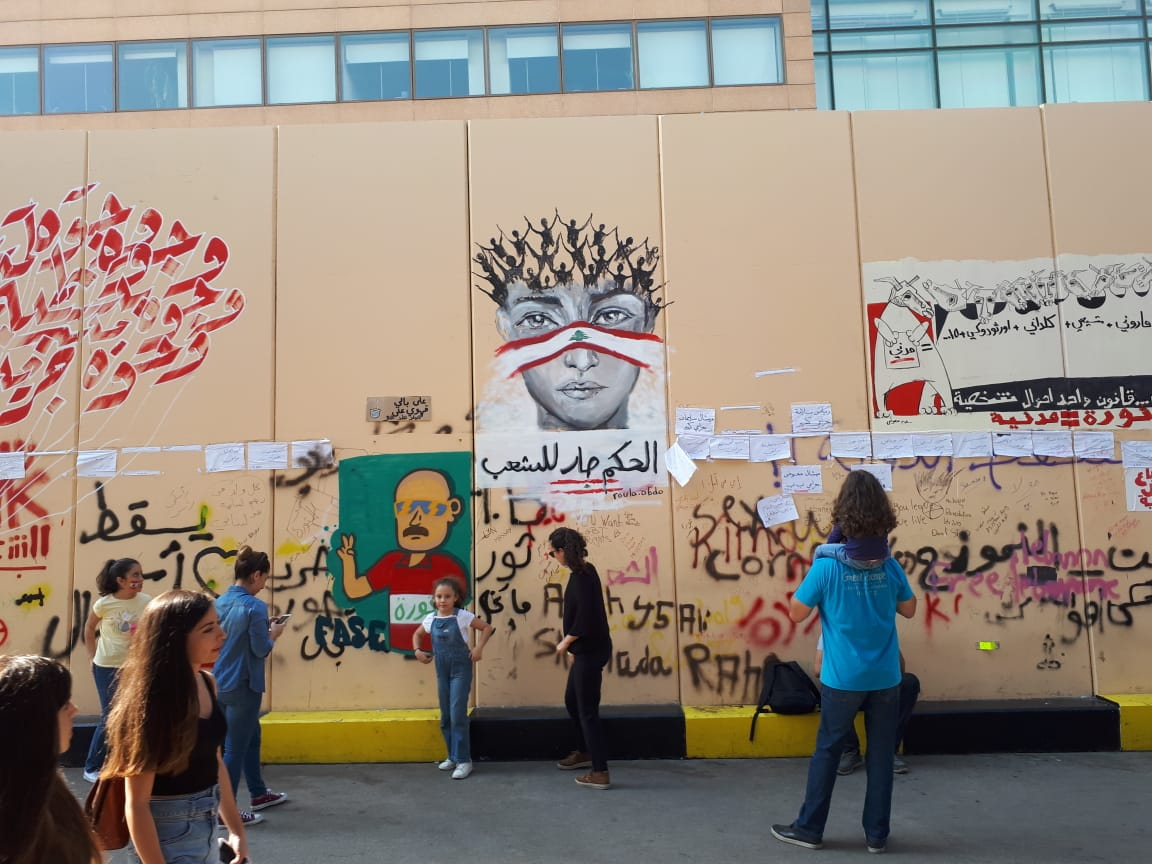
Graffiti in Beirut: Dem Volk gehört die Regentschaft.

Die nächste libanesische Regierung steht vor akuten finanziellen und sozialen Herausforderungen, so die libanesische Sektion von Transparency International (LTA) am 11. November. Die NGO fordert die Parlamentarier daher erneut auf, bei den Parlamentswahlen eine Reihe anderer Gesetze zu priorisieren. Zu den wichtigsten zählen der Entwurf einer Änderung des Gesetzes zur unerlaubten Bereicherung, der Entwurf eines Gesetzes zur Bekämpfung der Korruption im öffentlichen Sektor und die Einrichtung der Nationalen Antikorruptionskommission (NACC), die die Unabhängigkeit der Justiz gewährleistet ihr Recht, NACC-Vertreter zu ernennen. Das Parlament muss auch dem Änderungsentwurf zum Informationszugang von 2017 Vorrang einräumen, um dessen wirksame Umsetzung zu beschleunigen, sowie die Unabhängigkeit und Freiheit der Justiz gewährleisten und stärken. Die LTA betont auch die Notwendigkeit, die offene Beteiligung von Experten der Zivilgesellschaft und Vertretern an Diskussionen über Korruptionsbekämpfungsmaßnahmen sicherzustellen, um eine Gesetzgebung zu erreichen, die den nationalen und internationalen Verpflichtungen des libanesischen Staates entspricht.

## Organisationsformen der Opposition

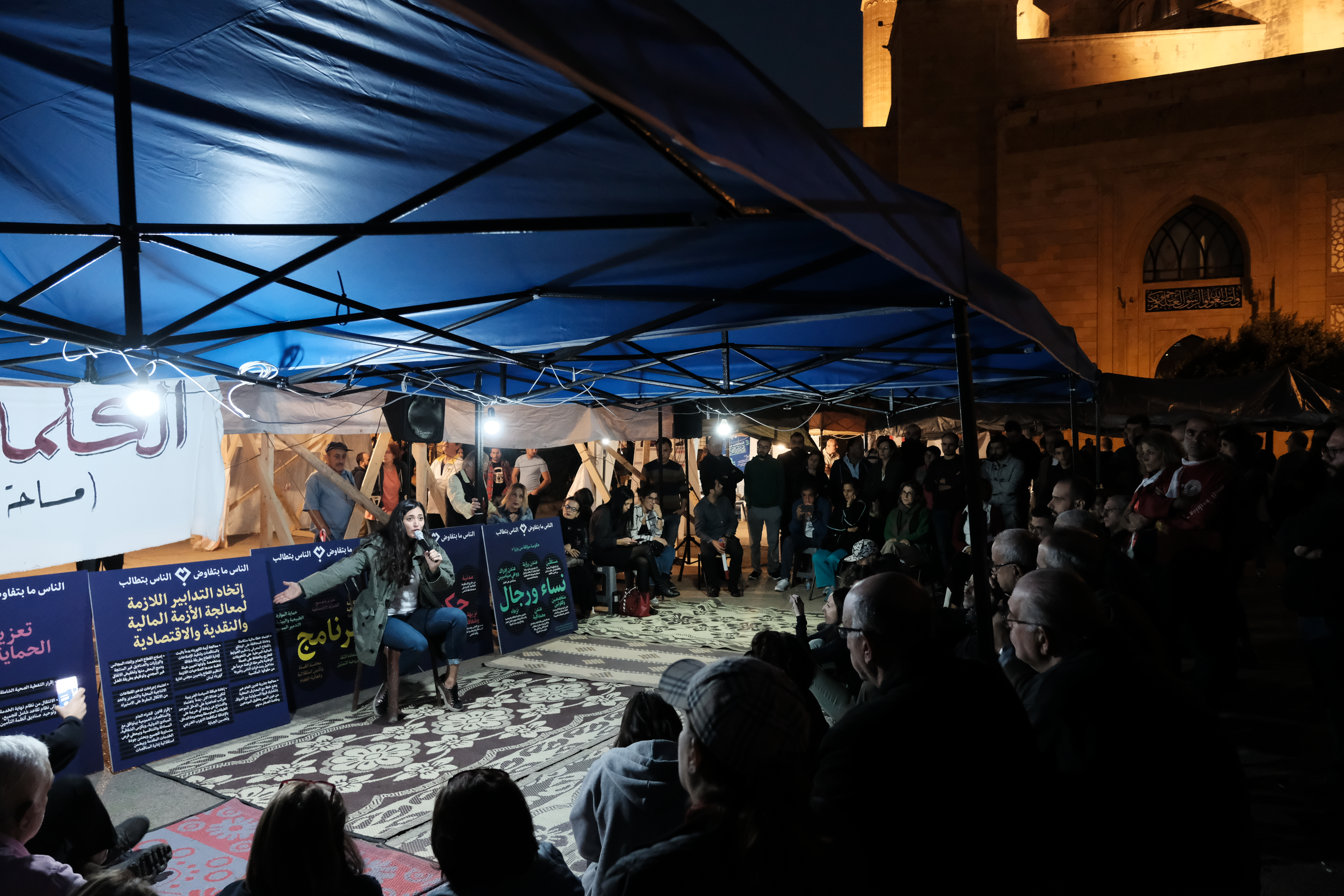
Debattenzelt auf dem Märtyrerplatz von Beirut über Wirtschaftspolitik, veranstaltet von Beirut Madinati. (Foto vom 24. November 2019)

Der Aufstand ist bislang führerlos, und seine Forderungen belaufen sich nur auf einen Haufen Beleidigungen gegen politische Persönlichkeiten und Protestgesänge, berichtet CNN am Samstag (26. Oktober). Aber die Formlosigkeit der Bewegung, sagen Aktivisten, ist ein Beweis für ihre Echtheit und für die tiefe Enttäuschung der Bevölkerung über die Gruppe der Sektenführer im Libanon, die seit Beginn des 15-jährigen Bürgerkriegs im Jahr 1975 regiert haben.
Aufgrund der Unzufriedenheit mit den in den letzten Jahren gebrauten Sektenführern des Landes sind in der politischen Landschaft mehrere nichtsektiererische Gruppen aufgetaucht. Während der Kommunalwahlen in Beirut im Jahr 2016 führte eine Gruppe von Aktivisten der Zivilgesellschaft, bekannt als Beirut Madinati, eine starke Kampagne gegen sektiererische Kandidaten durch, verlor jedoch schließlich. Bei den Parlamentswahl im Libanon 2018 trat auch eine Koalition von nichtsektiererischen Aktivisten namens Kolouna Watani in die Wahlszene ein; sie gewannen jedoch nur einen Parlamentssitz.
Charbel Nahas, der am Freitag eine Rede im besetzten Treffpunkt Ei hielt, ist ein ehemaliger Insider der Regierung und Ökonom der Weltbank. Als zweifacher Minister führte er Reformen im Telekommunikationssektor an, indem er das Internet des Landes mit 3G beschleunigte. Auf dem Arbeitsmarkt versuchte er erfolglos, die allgemeine Krankenversicherung durchzusetzen, und trat schließlich von seinem Posten zurück. 2015 gründete er die nicht-sektiererische Oppositionspartei Mouwatinoun wa Mouwatinat fi Dawla. Er sagte, seine Fraktion habe erwartet, dass die endemische staatliche Korruption das Land in die Krise treiben würde, in der es sich heute befindet, und habe sich für diesen Moment organisiert. Auf dem Märtyrerplatz in Zentral-Beirut errichtete Nahas’ Partei inmitten der Massenproteste ein Zelt. Die Mitglieder decken 14-Stunden-Schichten ab, sprechen mit Passanten und veranstalten Kundgebungen über Pläne für einen politischen Übergang von der sektiererischen Führung des Landes.
Nach Ansicht von Heiko Wimmen von der International Crisis Group ist die große, überwältigende Mehrheit der Proteste „wirklich spontan organisiert. Dezentral, entsprechend auch sehr, sehr chaotisch. Viele kennen sich seit Jahren, die haben ihre Netzwerke, weit weg von der politischen Sphäre.“ Es habe sich eine Partei, die Lebanese Forces, die bisher an allen Regierungen beteiligt war, am ersten Tag der Proteste zurückgezogen und gesagt, „diese Regierung ist oder diese Leute sind nicht reformfähig und reformwillig. Wir schließen uns der Bewegung an.“ Ein interessantes Phänomen sei es, dass tatsächlich alle Parteien, die an der Machtstruktur beteiligt sind, laut und deutlich sagen: „Jawohl, diese Proteste sind berechtigt. Jawohl, wir verstehen die Wut. Wir sehen, das ein, aber.“ Es gebe auch Risse, so Wimmen im Interview mit dem Deutschlandfunk am 26. Oktober, die zeigten sich in einigen dieser Parteien, die jetzt noch an der Macht festhalten, „aber zu sagen, dass da jetzt schon eine regelrechte Verbindung ist zwischen der Bewegung und Teilen der Systempartei, wenn man so möchte, so weit sind wir noch nicht.“
Die Proteste hätten weder eine feste Organisationsstruktur, noch eine politische Führung, so der an der Beiruter Haigazian-Universität lehrende Politikwissenschaftler Maximilian Felsch am 30. Oktober. „Den Demonstranten fehlt ein klar formuliertes Programm. Sie wollen das System ändern. Doch wie sie das umsetzen wollen, ist ihnen selbst nicht klar.“ Zudem, fürchtet Felsch, „könnten nicht wenige Libanesen am Ende doch den bislang bekannten Politikern vertrauen. Ob mit oder ohne Hariri, dem Libanon steht ein langer Prozess bevor. Dass er irgendwann in umfassende Reformen mündet, ist nicht ausgemacht.“
Nach Ansicht von Ali Kadri (31. Oktober) gibt es „eine Revolution im Libanon ohne eine revolutionäre Ideologie.“ Sie sei spontan entstanden, und spontane Revolutionen endeten schlecht für die Linke, so der Autor. „Obwohl die Linke ihren Höhepunkt im weniger spontanen deutschen Aufstand von 1918/19 hatte, verteidigten die rechten Milizen den Staat, gewannen und ermordeten Rosa Luxemburg.“ Die Parolen der libanesischen spontanen Revolution sind Kadris Einschätzung nach „so oberflächlich und heimtückisch wie [die] alle[r] Vorgänger des Arabischen Frühlings. Die Forderung, das sektiererische System zu entfernen, ohne das dazugehörige Kapital zu entfernen, wird dieselbe Klasse mit einer anderen Form von Sektierertum an die Macht bringen.“
Jeffrey Feltman (Brookings Institution) problematisiert die Führerlosigkeit der Bewegung; mit der Begründung, dass sie sich Sorgen um die Sicherheit in einem Land machen muss, in dem politische Führer und soziale Aktivisten routinemäßig ermordet wurden, haben die Demonstranten absichtlich die Idee abgelehnt, Führer aus den Protesten herauszustellen, um in ihrem Namen zu verhandeln. Dies ist bedrohlich und deute darauf hin, dass die ansonsten so gespaltenen Zahlen des Status quo des Establishments möglicherweise eine gemeinsame Ursache für die Umgehung von Verantwortlichkeit und Ersatz haben, da die „Straße“ möglicherweise weniger einig ist als die pittoresken Demonstrationen, meint der Autor.

## Reaktionen der Politik

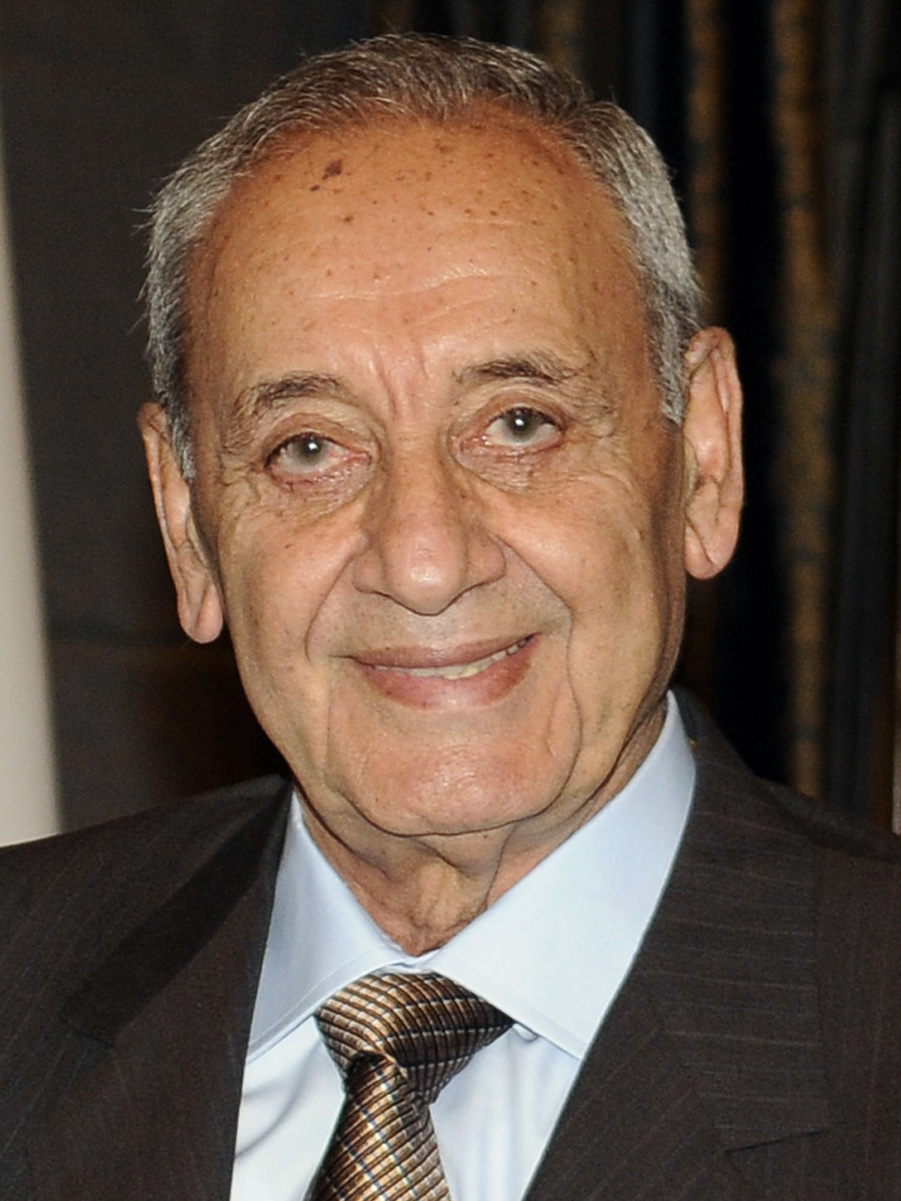
Nabih Berri. «Dieb, Dieb, Nabih Berri ist ein Dieb», skandierten Demonstranten im Südlibanon gegen den Amal-Chef und Parlamentspräsidenten.

In ersten Reaktionen auf die Massenproteste am Wochenende (19./20. Oktober) hat eine christliche Partei in der Regierung ihre vier Minister angewiesen, aus der Regierung zurückzutreten. Hisbollah-Führer Hassan Nasrallah sprach sich gegen ein Ende der Ära Hariri aus, verlangte aber einen „neuen Geist“. Laut Christian Weisflog (Neue Zürcher Zeitung) ist die von Iran unterstützte Schiitenpartei „in einer heiklen Lage. Sie und ihre Verbündeten waren die Sieger der Parlamentswahlen im Mai 2018, sind Teil der Regierung und tragen somit eine Mitverantwortung.“ Zudem fließe aufgrund der harten Sanktionen weniger Geld in die Kassen der Hisbollah, die folglich ihre Basis nicht mehr in gleichem Maße „mit Zuwendungen bei Laune halten kann.“ Gleichzeitig würden sunnitische und christliche Bevölkerungskreise der Schiitenmiliz vorwerfen, das Land mit ihrem unversöhnlichen Widerstand gegen Israel in Geiselhaft zu halten.
Die Ablehnung des Reformpakets durch die Demonstranten dürfte jedoch für Hariri kein großes Problem darstellen. Das Hauptziel des Premierministers bei der Bekanntgabe der Reformagenda bestand, wie er selbst zugab, darin, „internationale Kreditgeber“ zu beschwichtigen. Hariri versuchte, sie davon zu überzeugen, die auf einer Geberkonferenz in Paris im April vergangenen Jahres zugesagten Milliardenbeträge freizusetzen. „Es besteht kein Zweifel, dass wenn die politischen Führer gegenüber dem Volk und nicht gegenüber den internationalen Organisationen und ausländischen Gebern rechenschaftspflichtig wären, wir eine grundlegend andere Realität erleben würden, in der der Wohlstand des Volkes das Hauptanliegen jeder Regierung ist“, schrieb Michael Fakhri in Al Jazeera. „Der Libanon hat heute die Möglichkeit, mit gutem Beispiel voranzugehen und ein politisch-wirtschaftliches System zu schaffen, das alle Menschen stärkt und ihnen dient.“
Die Regierung ist seit langem bemüht, die Ausgaben zu senken und Kredite und Zuschüsse in Höhe von 11 Mrd. USD bereitzustellen, die internationale Geber im vergangenen Jahr zugesagt hatten, auch von der Weltbank. Als Sofortmaßnahme ließ Premierminister Hariri am Montag (21. Oktober) vermelden, dass seine Regierungskoalition mit ihren 30 Ministern aus 11 verschiedenen Parteien ein wirtschaftliches Reformpaket beschließen wird. In einem ersten Schritt sollen die Gehälter aller Minister halbiert werden. Am Dienstag (22. Oktober) hat Hariri laut Tageszeitung An Nahar das „Reformprogramm“ in seiner Rede an die Nation als „finanziellen Coup“ gepriesen. Es werde keine neuen Steuern geben, versprach er. Hariri will nun 160 Millionen US-Dollar bereitstellen, um Haushalten mit niedrigem Einkommen unter die Arme zu greifen. Der Ministerpräsident verkündete zudem, bis Ende des Jahres eine Kommission einzurichten, die ausschließlich die weitverbreitete Korruption im Land bekämpfen soll. Wer sich an öffentlichem Eigentum bereichert habe, müsse den Schaden wiedergutmachen. Als besondere Maßnahme kündigte Hariri an, die Gehälter der Regierungsmitglieder und die Staatspensionen früherer Politiker zu halbieren. Das Informationsministerium und andere „unnütze Institutionen“ sollen komplett geschlossen werden. Keine andere libanesische Regierung habe jemals solche Schritte unternommen.

### Anklage gegen Nadschib Miqati

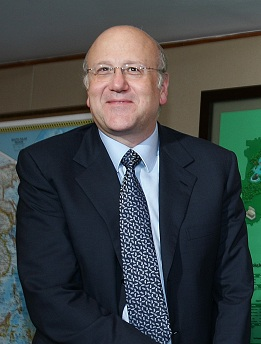
Nadschib Miqati

Am Donnerstag (24. Oktober) meldete Gulf News, ein Staatsanwalt beschuldige den ehemaligen Premierminister Nadschib Miqati – Libanons reichsten Mann – und die größte Bank des Landes, illegale Gewinne aus einem subventionierten Wohnungsbauprogramm zu erzielen. Miqati hat mehrere Geschäftsinteressen in Westafrika und auf der ganzen Welt, in Partnerschaft mit seinem Bruder Taha. Forbes zufolge liege das geschätzte Vermögen des ehemaligen Premierministers bei 2,5 Milliarden US-Dollar. Damit gehört er zu den 1.000 reichsten Menschen der Welt. Miqati und sein Bruder – die beiden reichsten Männer im Libanon – gründeten gemeinsam das in Beirut ansässige Unternehmen M1 Group, das an Telekommunikationsunternehmen in Südafrika und anderen Beteiligungen in Monaco, London und New York beteiligt ist. Miqati hat die Anschuldigungen zurückgewiesen; er sagte, die Anklage sei eine Bestrafung, weil sie die Wahl von Präsident Michel Aoun im Jahr 2016 nicht unterstützt und sie die Regierung aufgefordert haben, angesichts der in der vergangenen Woche ausgebrochenen Massenproteste zurückzutreten. Miqati fügte hinzu, dass er bereit wäre, das Bankgeheimnis auf seinen Konten aufzuheben, eine Maßnahme, die Aoun als Reaktion auf die Forderungen der Demonstranten für hochrangige Beamte vorgeschlagen hat. Der Libanon hat strenge Datenschutzbestimmungen für Bankkonten, die laut Kritikern das Land für Geldwäsche anfällig machen. Die Meldungen wurden von staatlicher Stelle bald dementiert.

### Regierungskrise
Laut Regierung werde an einem Gesetzentwurf zur Wiederbeschaffung veruntreuter Staatsgelder gearbeitet. Dazu soll vor Ende des Jahres ein Gesetzentwurf zur Einrichtung einer Kommission kommen, welche die Korruption bekämpfen soll, meldete der Deutschlandfunk (24. Oktober). „Die politische Führung des Libanon macht kleine Zugeständnisse und zeigt sich da großzügig, wo es selbstverständlich sein sollte. Letztlich will sie aber alles beim Alten belassen – an der Macht bleiben.“
Präsident Michel Aoun versprach am Donnerstag (24. Oktober) in einer landesweit übertragenen Fernsehansprache zur Lage der Nation, er werde gegen Korruption im Staatswesen vorgehen – eine der Hauptforderungen bei den Protesten. Auch sei er offen für einen Dialog mit den Demonstranten, um die beste Lösung dafür zu finden, das Land vor dem finanziellen Kollaps zu bewahren. Der Präsident schloss zudem eine Regierungsumbildung nicht aus. Aoun sagte, er werde neue Gesetze gegen Korruption unterstützen. Dazu gehörten auch Überlegungen zur Lockerung des Bankgeheimnisses und der Immunität von Präsidenten, Ministern und Regierungsmitgliedern. Kämen solche Gesetze, könnte das Ermittlungen gegen aktuelle Amtsinhaber nach sich ziehen. Während die „heißen“ Kriege im Nahen Osten in den letzten zehn Jahren vorübergingen, erklärte der libanesische Präsident der Generalversammlung der Vereinten Nationen am Mittwoch (23. Oktober), die Flüchtlingskrise in Syrien habe Auswirkungen auf die „sicherheitspolitischen, sozialen und wirtschaftlichen Aspekte und Umweltbereiche seines Landes“.

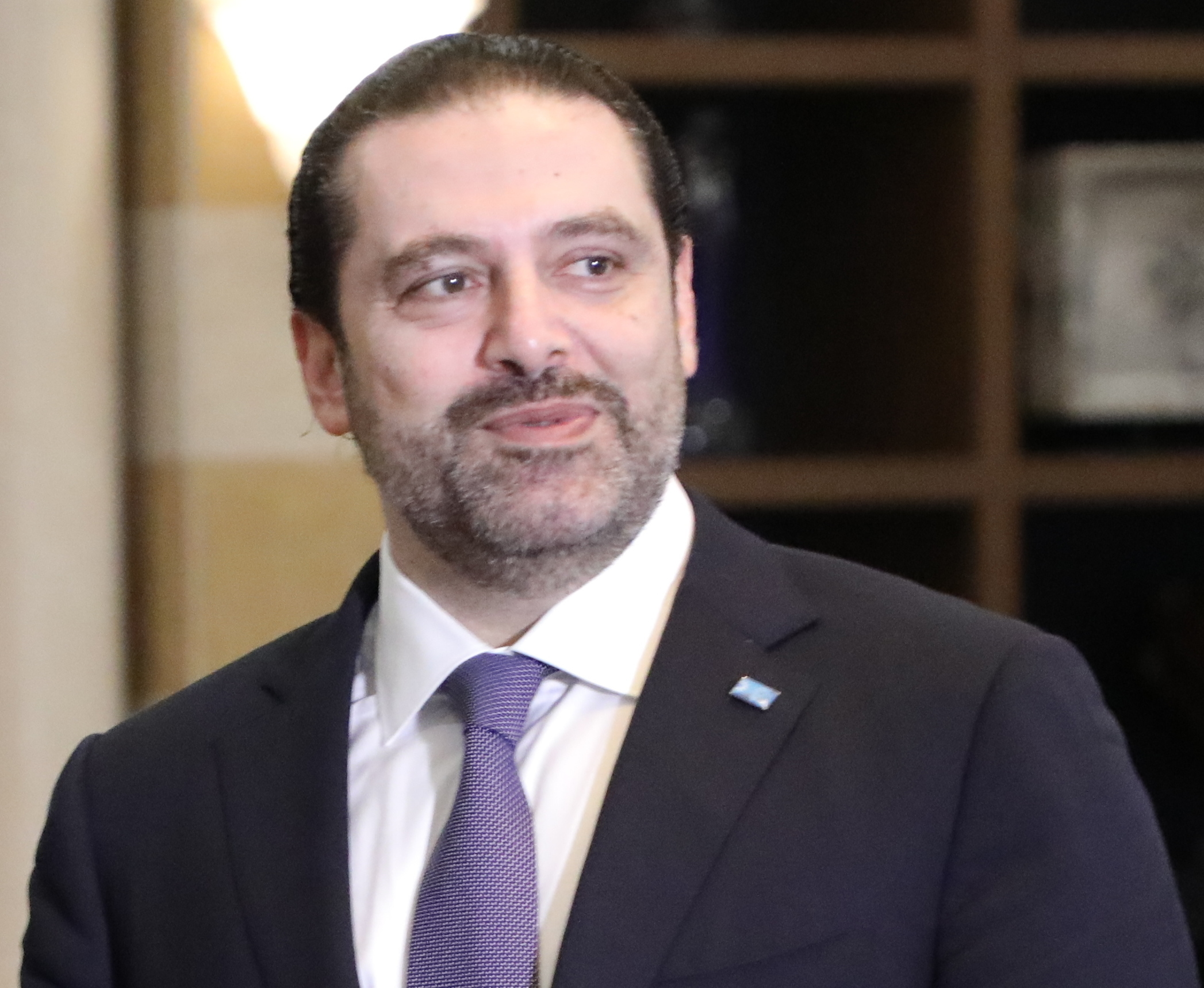
Ministerpräsident Saad Hariri 2018

Präsident Michel Aoun traf sich am Freitag (25. Oktober) mit Premierminister Saad Hariri im Baabda-Präsidentenpalast. Hariri ging dann, ohne eine Erklärung abzugeben. Ebenfalls am Freitag meldete eine saudische Zeitung, die Hariri-Regierung trete innerhalb der nächsten 48 Stunden zurück. Die Zeitung Okaz berichtete über ungenannte Quellen, in denen behauptet wurde, Hariri werde eine neue, auf 14 Minister verkleinerte Regierung bilden, zu der keiner der Minister der gegenwärtigen Regierung gehören werde.
Der Präsident der Republik, Michel Aoun, traf sich am Montag (28. Oktober) im Baabda-Palast mit dem Präsidenten der Amerikanischen Universität von Beirut (AUB), Fadlo Khuri, und dem Rektor der Université Saint-Joseph (USJ), Pater Salim Daccache. Berichten zufolge gingen die Gespräche auf die neuesten Entwicklungen und die aktuelle Situation ein.
Der libanesische Ministerpräsident Saad Hariri gab am Dienstag Nachmittag (29. Oktober) seinen Rücktritt bekannt. Bei einem Treffen am Tag zuvor wollte der sunnitische Führer Hussein al-Khalil, der politische Berater des Hisbollah-Führers Sayyed Hassan Nasrallah, ihn noch davon abhalten, Demonstranten nachzugeben, die den Sturz seiner Koalitionsregierung forderten.
Hariri beklagte sich darüber, nicht die Unterstützung zu erhalten, die er brauchte, um eine größere Kabinettsumbildung durchzuführen, die möglicherweise die Situation auf den Straßen entschärft und die rasche Umsetzung von Reformen ermöglicht hätte. Der wichtigste Knackpunkt, sagte Hariri, war der christliche Verbündete der Hisbollah, Außenminister Gebran Bassil, ein Schwiegersohn von Präsident Michel Aoun, mit dem der Premierminister seit der Bildung seines Kabinetts im Januar wiederholt in Konflikt geraten war. Während Hariri eine größere Umbildung anstrebte, um Bassil – ein Ziel des Spotts bei den Protesten – und andere zu beseitigen, hatten Bassil und Aoun sich jeder Umbildung widersetzt, da Demonstranten die Straße möglicherweise nicht verlassen und noch mehr Konzessionen fordern würden.

### Nach Hariris Rücktritt
Der Sprecher des Repräsentantenhauses, Nabih Berri, wurde von den lokalen Medien mit den Worten zitiert, er sei gegen die Bildung einer neuen Regierung, weil er glaubt, dass die Protestbewegung immer mehr fordern werde. Der Vorsitzende der Progressiven Sozialistischen Partei, Walid Dschumblat, kündigte am Dienstag (29. Oktober) an, dass sein Block für den ausgetretenen Premierminister Saad Hariri stimmen werde, falls er erneut für das Amt des Premierministers nominiert werde. „Hariri wurde kein positives Signal gegeben, und die Free Patriotic Movement zeigte Unnachgiebigkeit, indem sie auf Zahlen bestand“, fügte Dschumblat hinzu. In seinen Äußerungen gegenüber dem Sender LBCI forderte Dschumblat ein Ende der Straßensperrungsproteste, auch wenn er das Recht auf Demonstrationen befürwortete. „Die wesentlichen Ministerposten sollten von Experten besetzt sein, während eine erfahrene Persönlichkeit als Außenminister benannt werden muss“, sagte der PSP-Vorsitzende.
Unmittelbar nach Hariris Ankündigung und dem Angriff auf Demonstranten riefen die meisten politischen Akteure einfach zur Ruhe auf – obwohl die Hisbollah und ihr Verbündeter, die Freie Patriotische Bewegung, die größte Partei in der inzwischen zurückgetretenen Regierung, keine offiziellen Erklärungen abgegeben hatten. Präsident Aoun hat am Mittwoch den Rücktritt der Regierung nach fast zwei Wochen beispielloser Proteste anerkannt und sie gebeten, bis zur Bildung eines neuen Kabinetts zu bleiben. Michel Aoun „bat die Regierung, die Geschäfte weiterzuführen, bis ein neues Kabinett gebildet ist“, hieß es in einer Erklärung seines Amtes. Er sagte, die Maßnahme folge der Verfassungsbestimmung für Fälle, in denen die libanesische Regierung zurücktritt.
Ein paar Stunden später drückte Premier Hariri in einem ungezwungenen Gespräch mit Journalisten im Centre House seine Erleichterung aus, „den Libanesen etwas angeboten zu haben“, ohne mehr sagen zu wollen. Die Fernsehansage Hariris wurde von den Zuschauern begrüßt, die ihm an verschiedenen Orten live zuhörten. Dieser Rücktritt kam trotz des klaren Widerspruchs der Hisbollah und des Präsidenten Aoun gegen eine solche Entscheidung zustande. In Kreisen, die dem Staatsoberhaupt nahe stehen, wird Saad Hariri vorgeworfen, den Präsidenten „überrascht“ zu haben, da die Entscheidung zum Rücktritt zuvor nicht mit dem Baabda-Palast abgestimmt worden sei. Am Mittwochnachmittag kursierten widersprüchliche Informationen darüber, ob der scheidende Ministerpräsident zum Regierungschef der nächsten Regierung zurückkehren würde.
Präsident Aoun, der am späten Nachmittag eine Delegation des Maronitenbundes im Baabda-Palast empfing, sagte, dass „der Libanon eine saubere Regierung haben wird“ und fügte hinzu, „dass der Protest die Tür für größere Reformen öffnete"." Wenn wir auf Hindernisse stoßen, werden die Menschen wieder auf den Straßen sein“, fügte das Staatsoberhaupt hinzu. Das politische Büro der Al-Mustaqbal-Bewegung, der Partei Hariris, begrüßte am Donnerstag (31. Oktober) den „friedlichen“ Charakter des „Volksaufstands“, obwohl es „Versuche im Stil der Miliz, ihm Schaden zuzufügen, ihn von seinem patriotischen Kurs abzubringen und ihn zu sektieren“, bezugnehmend auf die Angriffe der Hisbollah und der Amal-Bewegung auf Demonstranten. Das Politische Büro, das unter der Leitung Hariris zusammentrat, betonte „die patriotische Identität der populären Protestbewegung in allen Regionen“ und erklärte, es sei nachdrücklich gelungen, „konfessionelle Angleichungen und die Barrieren der blinden Loyalität zu überwinden“. Gleichzeitig forderte man die Bevölkerung auf, „Provokationsversuche und die Sperrung von Straßen“ zu unterlassen.

### Versuche der Regierungsbildung
Am Sonntag (3. November) wurde bekannt, dass die neue Regierung voraussichtlich aus 24 Ministern bestehen wird und „technisch-politisch“ sein soll, nachdem „viele Parteien die Bildung einer rein technokratischen Regierung abgelehnt hätten“, teilte die Kuwaiter Zeitung al-Jarida mit. Der Geschäftsführende Ministerpräsident Saad Hariri bestehe darauf, zu seinen eigenen Bedingungen in sein Amt zurückzukehren, und habe es abgelehnt, den Posten an eine ihm nahe stehende Person abzutreten, fügten die Quellen hinzu. Die Portfolios Verteidigung, Außenpolitik, Inneres und Finanzen würden an „nicht provokative Persönlichkeiten“ gehen, die politischen Parteien angehören oder mit ihnen eng verbunden sind, heißt es in den Quellen; die anderen Portfolios würden an unabhängige oder technokratische Persönlichkeiten gehen.
Parlamentspräsident Nabih Berri sagte am Dienstag (5. November), er unterstütze „die echte Bürgerprotestbewegung mit all ihren Forderungen, mit Ausnahme von zwei Punkten: Straßensperrung, Schimpfworte und Beleidigungen“. Er kündigte auch an, mit dem Parlamentsbüro vereinbart zu haben, am kommenden Dienstag eine Legislatursitzung abzuhalten, um eine Reihe von dringenden Gesetzesentwürfen zu erörtern, „um dem Wunsch der wirklichen Bürgerprotestbewegung zu entsprechen, die legitime und berechtigte Forderungen zum Ausdruck bringt.“ Berri sagte, der Gesetzgeber werde „den Gesetzesentwurf zur Korruptionsbekämpfung, den Gesetzesentwurf zur Einrichtung eines Finanzstrafgerichts, den Gesetzesentwurf zur Altersrente und den Gesetzesentwurf zur allgemeinen Amnestie“ erörtern. Darin geht es um Vorschläge zur Verabschiedung von Gesetzen im Zusammenhang mit dem Bankgeheimnis, der Geldwäsche und der Rückforderung gestohlener Gelder.

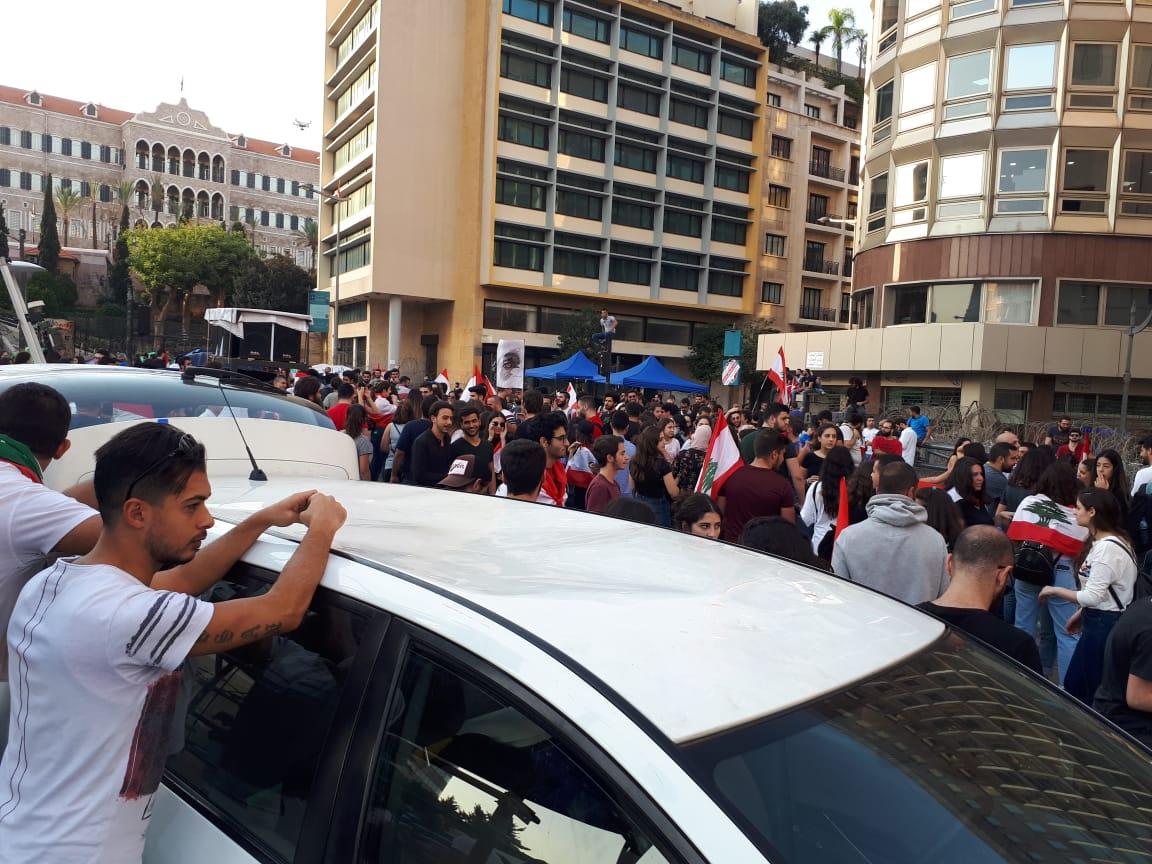
Demonstrationen am Riad El Solh Platz in Beirut, 7. November 2019

Der geschäftsführende Ministerpräsident Saad Hariri habe es abgelehnt, ein Kabinett zu bilden, das der zurückgetretenen Regierung ähnele, teilten Quellen von Grand Serail Asharq Al-Awsat am Freitag (8. November) mit. Hariri traf sich am Donnerstag mit Präsident Michel Aoun, um sich mit ihm über die Regierungsbildung zu beraten. Nach dem Treffen gaben Hariris Quellen an, dass der zurückgetretene Ministerpräsident allen Entscheidungen offen stehe und dass seine laufenden Konsultationen auf der Überzeugung beruhen, dass die bevorstehende Phase nicht mit der Zeit vor den Protesten identisch sein könne. Es hieß, Aoun wolle unbedingt eine Vereinbarung treffen, die die Regierungsbildung erleichtern würde. Es werde keine parlamentarische Konsultation geben, bevor der Präsident die Form des nächsten Kabinetts kennt, heißt es in den Quellen.
Indessen erlebt Beiruts Wirtschaft angesichts wochenlanger landesweiter Proteste die schlimmste Krise seit dem Bürgerkrieg, schrieb Al Jazeera am Samstag (9. November). Saad Hariri sei fest entschlossen, dass die nächste Regierung keine politischen Parteien mehr haben werde. Mit einem Kabinett des Sektarismus könne man sich keine westliche Unterstützung sichern, teilte eine mit seiner Ansicht vertraute Quelle der Nachrichtenagentur Reuters mit. Er sei immer noch bemüht, die mächtige, vom Iran unterstützte schiitische Hisbollah und ihren Verbündeten, die Amal-Bewegung, von der Notwendigkeit einer solchen technokratischen Regierung zu überzeugen, teilte die Quelle mit.
Am Sonntag (10. November) wurde bekannt, Saad Hariri sei geneigt, Vorschlägen zur Bildung einer 22-köpfigen technopolitischen Regierung zuzustimmen. Die verbindlichen parlamentarischen Konsultationen werden voraussichtlich am Mittwoch stattfinden. Den Berichte zufolge kam die Vereinbarungen bei einem Treffen zwischen Hariri, dem Adjutanten von Parlamentspräsident Nabih Berri, Ali Hassan Khalil, und dem Assistenten des Hisbollah-Chefs Sayyed Hassan Nasrallah, Hussein Khalil zustande. Ein Gesandter des französischen Präsidenten Emmanuel Macron soll am Dienstag im Libanon eintreffen, um in die gleiche Richtung zu drängen.
Die politischen Gespräche, um eine dringend benötigte libanesische Regierung zu vereinbaren, sind immer noch blockiert, sagten drei hochrangige Quellen am Sonntag (10. November), als die mächtige Hisbollah signalisierte, dass sie nicht zu Konzessionen gezwungen werden würde. Das jüngste Scheitern, die politische Sackgasse des Libanon zu durchbrechen, wird den Druck auf eine Wirtschaft verschlechtern, die von der tiefsten Krise seit dem Bürgerkrieg von 1975 bis 1990 erfasst wurde, und zwar inmitten von Protesten gegen ein politisches Establishment, das allgemein als korrupt und unfähig gilt.
Seit ihrer Wiedereröffnung vor einer Woche haben die Geschäftsbanken versucht, die Kapitalflucht zu verhindern, indem sie die meisten Überweisungen ins Ausland blockierten und den Abhebungen von Hartwährungen Beschränkungen auferlegten, obwohl die Zentralbank keine formellen Kapitalkontrollen angekündigt hatte. Ein großer Teil der Wirtschaftskrise im Libanon beruht auf einer Verlangsamung der Kapitalzuflüsse, die zu einer Verknappung des US-Dollars geführt und einen Schwarzmarkt hervorgebracht hat, auf dem das libanesische Pfund unter seinen offiziellen Leitzins gefallen ist.
Am 25. Tag der Proteste im Libanon gingen die Bemühungen zur Bildung einer neuen Regierungen weiter; Hariri sah „positive Anzeichen für eine Lösung des Problems der Regierungsbildung“; Ali Bazzi vom Befreiungs- und Entwicklungsblock unter der Leitung von Sprecher Nabih Berri betonte: „Die kommenden Stunden werden entscheidend dafür sein, den Zustand der politischen Stagnation zu durchbrechen, und die Amal-Bewegung hilft, Hindernisse zu überwinden, und ist offen für die Erleichterung der Bildung einer Regierung, die diesem Land dient.“

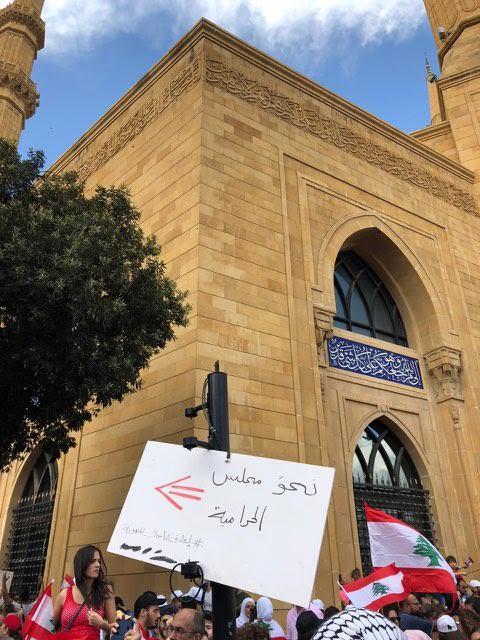
„Auf dem Weg zum Parlament der Diebe“ lautet ein arabisches Schild, das von libanesischen Demonstranten in Beirut gehalten wird. Foto (20. Oktober) von Jessica Wahab

Am Dienstag (12. November) wurde bekannt, dass derzeit Verhandlungen über einen neuen Vorschlag zur Bildung einer neuen Regierung laufen, der „das Gleichgewicht zwischen der Mehrheit der politischen Kräfte und dem Wunsch der Protestierenden auf den Straßen“ herstellen soll. Sowohl Saad Hariri als auch Jebran Bassil stellen keine Bedingungen, insbesondere in Bezug auf ihre persönliche Präsenz in der künftigen Regierung. Präsident Michel Aoun hat die verbindlichen parlamentarischen Konsultationen zur Wahl eines neuen Premiers verschoben, um einen vorherigen Konsens über den Ministerpräsidenten und die Form der neuen Regierung zu erreichen.
Mohammad Safadi wird für den Posten des Ministerpräsidenten nominiert
Donnerstagabend (14. November) wurde gemeldet, der geschäftsführende Ministerpräsident Saad Hariri habe sich mit der Hisbollah, der Amal-Bewegung und der Freien Patriotischen Bewegung auf die Nominierung des Ex-Finanzministers und Geschäftsmanns Mohammad Safadi für den Posten des Ministerpräsidenten geeinigt. Unterdessen teilten Quellen aus dem Center House dem mit Hariri verbundenen Web-Nachrichtenportal Mustaqbal mit, dass die Diskussionen den Konsens über Safadis Nominierung, nicht aber die Form der neuen Regierung oder die Teilnahme der al-Mustaqbal-Bewegung an der Diskussion zum Gegenstand hatten. Nachdem Social-Media-Aktivisten über die Neuigkeiten berichtet hatten, begannen Proteste vor Safadis Haus in Tripoli. Safadi war in der Regierung Siniora ab 2005 Minister für Transport und öffentliche Gebäude, in der ersten Regierung Hariri (2009–2011) Minister für Wirtschaft und Handel; von 2011 bis 2014 war er Finanzminister in der Regierung Miqati. Die parlamentarischen Konsultationen zur Ernennung des neuen Ministerpräsidenten finden am Montag statt, sagte Außenminister Gebran Bassil am Freitag gegenüber MTV.
Safadi war Teil der von Hariri angeführten Allianz 14. März, die nach der Ermordung von Rafik al-Hariri, Saads Vater, im Jahr 2005 entstand und gegen die Präsenz syrischer Streitkräfte mobilisiert wurde, die sich 2005 aus dem Libanon zurückzogen und dann in jahrelange politische Gefangenschaft gerieten Konflikt mit der Hisbollah um ihre Waffen. In einem von WikiLeaks veröffentlichten US-Botschaftskabel aus dem Jahr 2009 wurde über Safadi geschrieben, dass er in sein Vermögen in Saudi-Arabien gemacht habe und der saudischen Königsfamilie nahe stehe.
Safadi zieht Kandidatur zurück
Reuters hat am Sonntag (17. November) berichtet, dass der libanesische Geschäftsmann und frühere Minister Mohammad Safadi laut libanesischen Medien beschlossen hat, seine Kandidatur für die Position des Premierministers zurückzuziehen, nachdem er der Hauptkandidat war, auf den sich die großen politischen Parteien im Jahr 2005 geeinigt hatten. In einer von seinem Büro veröffentlichten Erklärung sagte Safadi (75), es sei schwierig gewesen, ein von allen Parteien unterstütztes „harmonisches“ Kabinett zu bilden, berichteten die Nachrichtenagentur Reuters und die libanesischen Medien am späten Samstag. Nachdem die vorgeschlagene Nominierung von Mohammed Safadi für das Amt des Ministerpräsidenten unter dem Druck der Bevölkerung und der Politik aufgegeben wurde, besteht nach Angaben präsidiumsnaher Minister die Tendenz, den geschäftsführenden Amtsinhaber Saad Hariri mit der Bildung der neuen Regierung zu beauftragen. Hariri bestehe immer noch auf die Bildung eines Technokratenkabinetts als Voraussetzung für seine Rückkehr auf den Posten, hieß es. Auch der ehemalige Abgeordnete Mustafa Allouch, Mitglied des Politbüros der Zukunftsbewegung, betonte seine Unterstützung für die Bildung einer Expertenregierung. Er erklärte, dass das Parlament genug Macht haben würde, um jede Regierung in Bezug auf die Gesetzgebung zu kontrollieren. Unterstützung für den Vorschlag kam auch von dem Abgeordneten Simon Abi Ramia vom Block Starker Libanon. Er erklärte, dass die einzige Lösung, die das Land retten könne, ein Kabinett sei, das von Saad Hariri angeführt und von Experten sowie Politikern gebildet werde, um die parlamentarische Mehrheit zu gewährleisten.

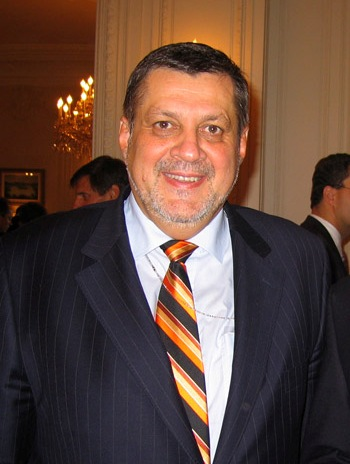
Ján Kubiš

Angesichts der landesweiten Proteste forderte Präsident Michel Aoun am Dienstag (19. November) die Bildung einer neuen Regierung von Technokraten. Die neue Regierung werde sich aus „Politikern, Experten und Vertretern der Volksbewegung“ zusammensetzen, sagte Aoun während eines Treffens mit dem UN-Sonderkoordinator für den Libanon, Ján Kubiš, im Baabda-Palast.

### Nach der Parlamentsblockade vom 19. November
Parlamentspräsident Nabih Berri sagte am Tag darauf, die „größten Gewinner“ am Dienstag seien der „Libanon und der bürgerliche Frieden“, nachdem er gezwungen war, eine Legislaturperiode wegen fehlender Beschlussfähigkeit und Proteste gegen Straßensperren zu verschieben. „Ungeachtet dessen, was gestern passiert ist, ist es wichtig, dass kein einziger Tropfen Blut vergossen wurde, obwohl ein Blutvergießungsplan in dunklen Räumen geplant war“, sagte Berri während des wöchentlichen Treffens mit Abgeordneten in Ain el-Tineh. Er sagte auch, dass „eine Wette auf die Ausbreitung des Vakuums“ vereitelt wurde.
Berichten von 21. November zufolge möchten die Hisbollah und die Amal-Bewegung die Kontakte intensivieren, um den geschäftsführenden Ministerpräsidenten Saad Hariri wieder zur Führung der neuen Regierung zu bewegen, berichtete die Tageszeitung al-Joumhouria am Donnerstag. Die Quellen sagten, das „schiitische Duo“ habe erneut darauf bestanden, dass Hariri die neue Regierung als „geeignete Figur zur Führung der Regierung angesichts der gegenwärtigen Umstände“ einsetzt. Sie sagten, dass die Beharrlichkeit der Hisbollah und der Amal-Bewegung auf der Tatsache beruht, dass Hariri derzeit der „einzige“ Kandidat für die Bildung der nächsten Regierung ist, die „unweigerlich eine Regierung von Technokraten sein wird, der eine sehr begrenzte Anzahl von Politikern angehören wird“. Unterdessen sagten Hariris Kreise, er weigere sich, eine Regierung von Politikern zu führen, während andere Quellen angegeben haben, er lehne die Bildung einer neuen Regierung kategorisch ab.
Präsident Michel Aoun hat am Donnerstag (21. November) die Verzögerung der Regierungsbildung auf die „Widersprüche“ des Libanon zurückgeführt, als er die Demonstranten erneut zum Dialog mit ihm aufforderte. „Die Zeit ist nicht für Reden, sondern für harte Arbeit … Die Herausforderungen sind gefährlich und wir haben viel Zeit verschwendet“, sagte Aoun in einer Ansprache an die Nation am Vorabend des Unabhängigkeitstags des Libanon. „Die Regierung hätte inzwischen gebildet und ihre Arbeit aufgenommen werden sollen, aber die Widersprüche in der libanesischen Politik erfordern Vorsicht, um eine gefährlichere Situation zu vermeiden“, fügte der Präsident hinzu. Aoun erneuerte seine Einladung an die Demonstranten, Vertreter zum Präsidentenpalast zu Gesprächen zu schicken, und sagte, er wolle „ihre tatsächlichen Anforderungen und Mittel zu ihrer Umsetzung genau untersuchen.“ In Bezug auf die jüngste Korruptionsbekämpfung im Land sagte der Präsident: „Die jüngsten Proteste in der Bevölkerung haben einige Tabus und Schutzbestimmungen gebrochen, die Justiz zum Handeln veranlasst und die Gesetzgebungsbehörde aufgefordert, einer Reihe von Entwürfen zur Korruptionsbekämpfung Vorrang einzuräumen Rechtsvorschriften.“

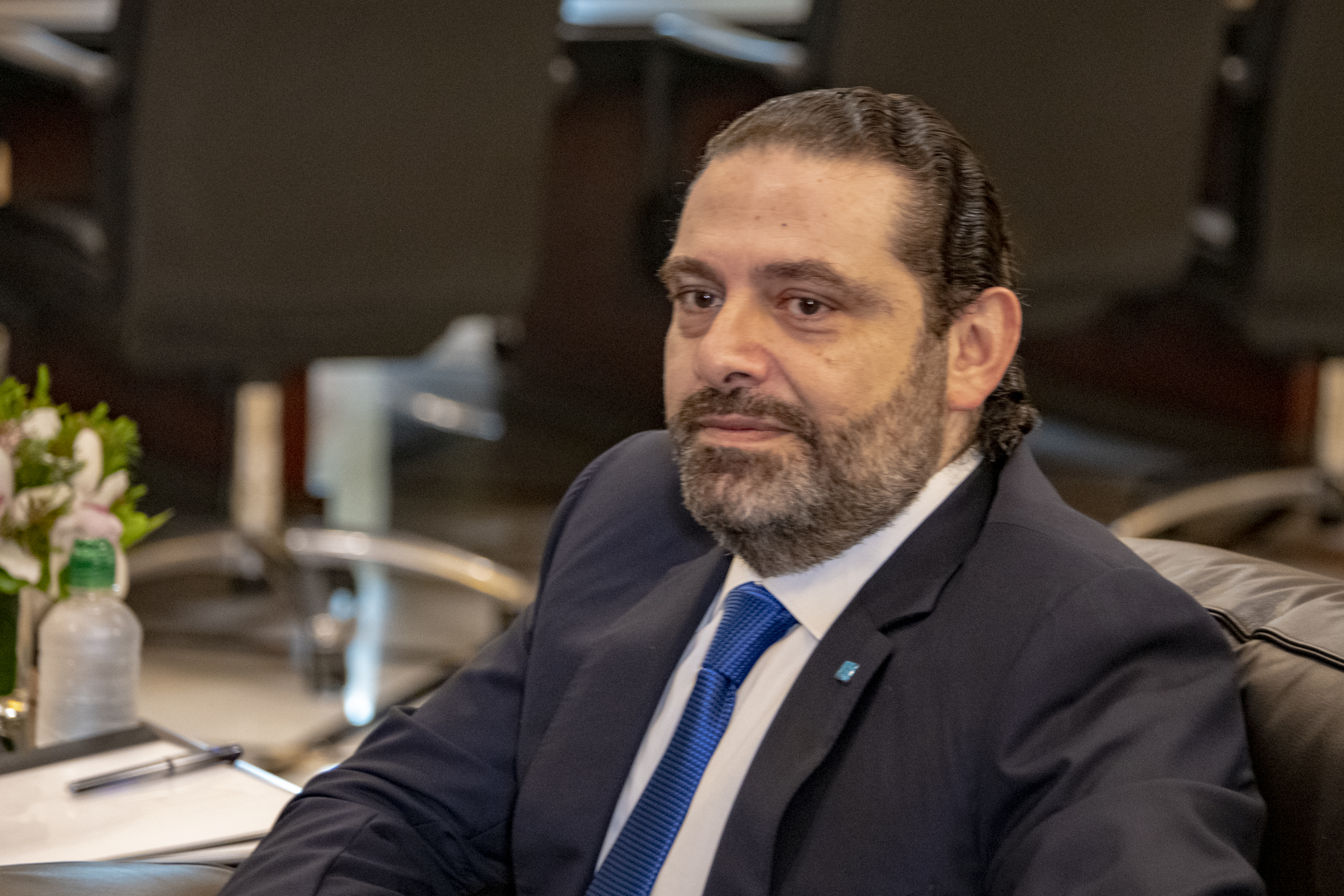
Ministerpräsident Saad Hariri im März 2019

Ungeachtet der aktuellen Proteste nahmen Libanons Spitzenpolitiker am 76. Unabhängigkeitstag des Landes an einer Militärparade teil. Sie traten am Freitag (22. November) zum ersten Mal zusammen auf; Präsident Michel Aoun, Parlamentspräsident Nabih Berri und der zurückgetretene Ministerpräsident Saad Hariri saßen zusammen unter einem Baldachin im Verteidigungsministerium. Die traditionelle Militärparade in Zentral-Beirut wurde abgesagt, da das Gelände noch mehr als einen Monat nach Ausbruch der regierungsfeindlichen Demonstrationen von einem Protestlager besetzt ist.
Politische Lähmung
„Die politischen Führer haben es fast einen Monat nach dem Rücktritt des Kabinetts von Premierminister Saad Hariri unter dem Druck der Bevölkerung versäumt, eine neue Regierung zu wählen“, schrieb die britische Globe Post. Die Vereinigten Staaten, Frankreich, die Weltbank und die Ratingagenturen haben alle staatlichen Institutionen aufgefordert, die Bildung des Kabinetts zu beschleunigen und vor einer sich verschlechternden wirtschaftlichen und politischen Krise zu warnen. Bei dem jüngsten diplomatischen Vorstoß war der hochrangige Beamte des britischen Außenministeriums, Richard Moore, am Montag im Libanon, um hochrangige Beamte zu treffen und „die dringende Notwendigkeit einer Regierungsbildung zu unterstreichen“, teile die britische Botschaft mit. „Die Menschen im Libanon haben klar gefordert, die Regierungsführung zu verbessern, und sie sollten gehört werden“, wurde Moore zitiert.
Der geschäftsführende Ministerpräsident Saad Hariri erklärte am Dienstag (26. November) offen, dass er seine Kandidatur für das Amt des Ministerpräsidenten zurückziehe. „Ich verkünde dem libanesischen Volk, dass ich mich strikt an die Regel 'Nicht ich, sondern jemand anderes' halte“, sagte er in einer schriftlichen Erklärung. Hariri nannte keinen Alternativkandidaten, sagte aber, seine Entscheidung ziele darauf ab, „Türen für eine Lösung“ zu öffnen, die aus der politischen Sackgasse führen. Er hoffe, Präsident Michel Aoun werde „sofort verbindliche parlamentarische Konsultationen fordern, um einen neuen Ministerpräsidenten zu ernennen.“ Hariri bestand auch darauf, dass eine neue Regierung aus Experten benötigt werde, um den Libanon aus seiner Krise zu befreien.

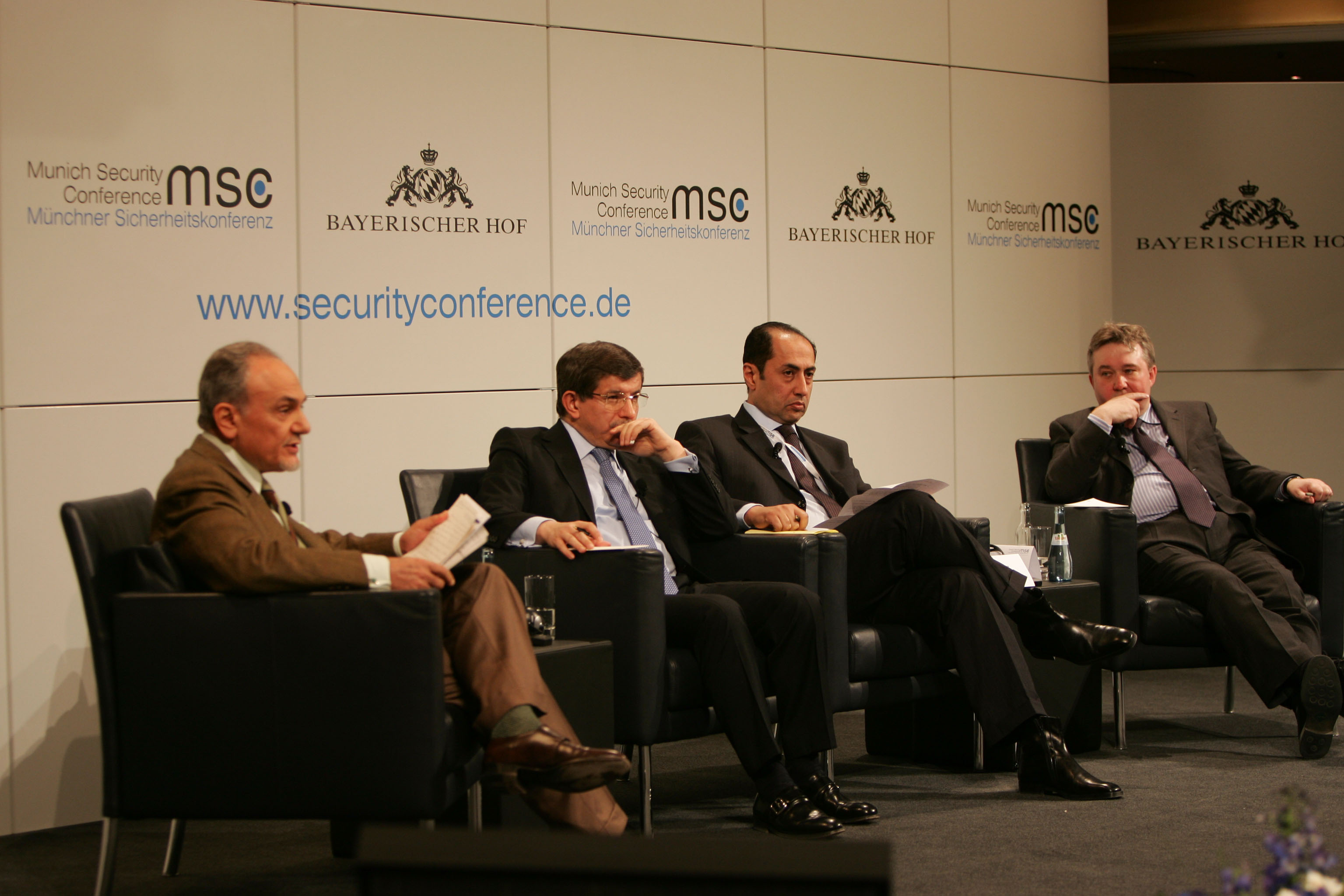
Hossam Zaki (3. von links) mit Prinz Turki Al Faisal bin Abdulaziz Al Saud und Ahmet Davutoglu auf der Münchner Sicherheitskonferenz 2010

Präsident Michel Aoun empfing am Donnerstag in Baabda den stellvertretenden Generalsekretär des Botschafters der Arabischen Liga, Hossam Zaki, der die Bereitschaft der Liga, dem Libanon aus seiner politischen und wirtschaftlichen Sackgasse zu helfen, übermittelte, berichtete die Nationale Nachrichtenagentur. Die Arabische Liga sei bereit, den Libanon in dieser heiklen Phase zu unterstützen und jede Hilfe zu leisten, die zur Überwindung der Krise benötigt werde, sagte Zaki; die Arabische Liga sei an Libanons Stabilität und bürgerlichem Frieden interessiert. In früheren Medienberichten wurde in einer Botschaft der Arabischen Liga an libanesische Regierungsstellen die Notwendigkeit betont, „die berechtigten Bestrebungen der libanesischen Bevölkerung zu berücksichtigen.“ Präsident Michel Aoun hat noch keine Konsultationen mit den Parlamentsblöcken über die Wahl eines neuen Premierministers geführt (Stand 27. November).
Ministerpräsidenten-Kandidat Samir Khatib
Die Chancen des Ingenieurs Samir Khatib, die neue Regierung zu leiten, seien gestiegen, berichtete LBCI am Donnerstag (28. November), was zu einer völligen Einigung über die Regierungsform und deren Regierungschef führen könnte. Samir Khatib, der über wenig politische Erfahrungen verfügt, ist ein erfolgreicher Geschäftsmann und ein enger Freund des derzeitigen geschäftsführenden Ministerpräsidenten Saad Hariri. Khatib ist Executive Vice President von Khatib & Alami, einem globalen Ingenieurunternehmen, das in den Bereichen Beratung, Konstruktion und Projektmanagement tätig ist und laut Statistik von 2017 auf Platz 40 der Welt rangiert. In Medienberichten wurde verlautbart, die wichtigsten politischen Parteien im Libanon (Hisbollah, Amal-Bewegung, Freie Patriotische Bewegung und Ministerpräsident Saad Hariri) hätten zugestimmt, Samir Khatib zum Ministerpräsidenten des nächsten Kabinetts zu wählen. Die Entscheidung wird bei den Parlamentskonsultationen getroffen, die in der ersten Dezember-Woche stattfinden sollen.
Nach Informationen des Senders LBCI (3. Dezember) ist die Nominierung von Samir Khatib noch nicht abgeschlossen. Als weiterer Kandidat wird der Geschäftsmann Fouad Makhzoumi, der Vorsitzende der Nationalen Dialogpartei genannt und auch Hariris Rückkehr nicht ausgeschlossen, sagten die Quellen. Am Dienstag (3. Dezember) schienen die rivalisierenden politischen Führer des Libanon sich einem Konsens über die Unterstützung von Samir Khatib für den Premierminister angenähert zu haben, schrieb The Daily Star; damit hoffe man, die monatelange Kabinettsblockade zu durchbrechen, die sich aus dem Rücktritt von Premierminister Saad Hariri unter dem Druck landesweiter regierungsfeindlicher Straßenproteste ergab.

### „Die neue Regierung wird technopolitisch sein“
Die neue Regierung wird technopolitisch sein und aus 24 Ministern bestehen – sechs politischen Figuren als Staatsminister und 18 Technokraten und Vertreter der Protestbewegung, teilten Medienberichte am Dienstagabend (3. Dezember) mit, als der Ingenieur und Geschäftsmann Samir Khatib als Konsenskandidat für den Posten des Ministerpräsidenten hervorging. „Die Minister Ali Hassan Khalil, Mohammed Fneish und Salim Jreissati werden sicherlich als Staatsminister in die neue Regierung zurückkehren, während [Parlaments-]Sprecher Nabih Berri am Finanzportfolio festhält, [Ex-]Premierminister Saad Hariri auf dem Innenportfolio und dem Chef der Freien Patriotischen Bewegung Gebran Bassil besteht klammert sich an das Energieportfolio“, zitierte al-Jadeed TV-Quellen.
„Sechs Sitze werden der populären Protestbewegung zugeteilt, während der drusischen Gemeinde zwei Sitze zugeteilt werden. Wenn sich Walid Dschumblat (Chef der Progressiven Sozialistischen Partei) weigert, daran teilzunehmen, wird einer der Sitze der libanesischen Demokratischen Partei zugeteilt, während der andere der Protestbewegung zugeteilt wird“, fügten die Quellen hinzu. Was die christliche Achse angeht, so werden sieben Sitze für die Freie Patriotische Bewegung und Präsident Michel Aoun, ein Sitz für die Taschnag-Partei, ein Sitz für die Marada-Bewegung und drei Sitze für die Protestbewegung bestimmt sein. „Es wurde keine Einigung darüber erzielt, der Regierung außergewöhnliche Befugnisse zu gewähren, und sie wird an der Ausarbeitung eines neuen Wahlgesetzes arbeiten“, so die Quellen weiter. Präsident Michel Aoun hoffte am Donnerstag, dass die neue Regierung „so bald wie möglich gebildet wird, damit sie sich mit den Problemen befasst, die dringend behandelt werden müssen.“ Aoun fügte hinzu, dass die neue Regierung „das Vertrauen zwischen dem Staat und den Bürgern wiederherstellen“ sollte. „Die Prioritäten der neuen Regierung werden darin bestehen, die notwendigen Reformen in den verschiedenen Sektoren durchzuführen, den Prozess der Korruptionsbekämpfung fortzusetzen und die Mängel in der Arbeit der staatlichen Institutionen zu beheben“, so der Präsident weiter. Aoun kündigte an, dass die verbindlichen parlamentarischen Konsultationen zur Benennung eines designierten Premierministers am Montag (9. Dezember) stattfinden werden.
Entscheiden müssen die Parteien noch, ob die Regierung sich aus 18 oder 24 Ministern zusammensetzt und wie viele Minister der Vorgängerregierung im neuen Kabinett vertreten sein werden, berichtete die saudische Zeitung Asharq al-Awsat am Freitag (6. Dezember). Vorgesehen sei, dass rund vier Minister aus der zurückgetretenen Regierung Ministersitze im neuen Kabinett erhalten werden, darunter Nada al-Bustani von der Freien Patriotischen Bewegung, Salim Jreissati von der Präsidentenpartei, Ali Hassan Khalil von der Aamal-Partei und Mohammed Fnesih von der Hisbollah. „Die Al-Mustaqbal-Bewegung und die Progressive Soziaistische Partei sollen Persönlichkeiten außerhalb des Politik benennen, die sie vertreten“, heißt es in der Quelle. In Bezug auf den Streit um die Innen- und Außenministerien und das Beharren von Außenminister Gebran Bassil, ersteren zu erhalten, wiesen die Quellen auf Asharq al-Awsat hin, dass „in diesem Rahmen noch Diskussionen stattfinden.“
Samir Khatib zieht Kandidatur zurück
Die libanesischen Sunniten wollen, dass Saad Hariri Ministerpräsident der nächsten Regierung wird, sagte der Geschäftsmann Samir Khatib am Sonntag, nachdem er sich mit dem obersten sunnitischen Geistlichen des Libanon getroffen hatte. Hariri hatte gesagt, er würde nur als Premierminister zurückkehren, wenn er eine Regierung von Fachministern leiten könne, die seiner Meinung nach am besten in der Lage wäre, die Krise zu bewältigen und ausländische Hilfe anzuziehen. Aber seine Forderung wurde von Gruppen wie der mächtigen schiitischen Partei Hisbollah und ihrem Verbündeten Aoun bislang abgelehnt. Beide sagen, die Regierung müsse Politiker einbeziehen. Die Präsidentschaft hat die Konsultationen am Sonntag von Montag, 9. Dezember, auf Montag, 16. Dezember, verschoben.
Präsident Michel Aoun hat die parlamentarischen Konsultationen ein zweites Mal verschoben, um mehr über die Regierungsbildung zu diskutieren, heißt es in einer Erklärung seines Amtes am Montag (16. Dezember).
Nach den Gewaltausbrüchen am 14./15. Dezember
Innenministerin Raya al-Hassan gab heute bekannt, dass sie die Sicherheitskräfte des Landes angewiesen hat, eine „schnelle und transparente“ Untersuchung einzuleiten, nachdem in der Nacht zuvor dutzende Menschen in Beirut bei Zusammenstößen verletzt worden waren. In ihrer Erklärung sprach Ministerin Hassan die Demonstranten an und warnte sie vor der Anwesenheit von Parteien, die versuchen, die berechtigten Proteste für politische Ziele auszunutzen, um Zusammenstöße zwischen ihnen und den Sicherheitskräften zu verursachen. Sie betonte, dass die Sicherheitskräfte daran arbeiten, die Demonstranten und ihr Demonstrationsrecht zu schützen.
Saad Hariri, der im Dezember 2019 als einziger Ministerpräsidents-Kandidat gilt, obwohl er sich letzten Monat selbst ausgeschlossen hatte, forderte die Verschiebung, „um eine Nominierung ohne Teilnahme eines größeren christlichen Blocks“ zu vermeiden. Die Partei der maronitisch-christlich-libanesischen Streitkräfte (LF) hat Berichten zufolge erklärt, sie werde es ablehnen, Hariri oder einen anderen für die Premierministerschaft zu nominieren, die im Rahmen des komplexen libanesischen Systems der konfessionellen Machtteilung an einen sunnitischen Muslim gehen muss. Andere christliche Gruppen protestierten gegen den Plan Hariris, ein Kabinett von Technokraten zu ernennen. Die Freie Patriotische Bewegung (FPM) Aouns hat darauf bestanden, dass das Kabinett Politiker umfassen muss, ebenso wie die verbündete Hisbollah. Anti-Regierungs-Protestanten sagten unterdessen, sie lehnten Hariris Wiederernennung ab, weil er Teil der herrschenden Elite ist, die es versäumt hat, mit einer angeschlagenen Wirtschaft, steigenden Preisen, hoher Arbeitslosigkeit, schlechten öffentlichen Dienstleistungen und weit verbreiteter Korruption fertig zu werden. Sie wollen eine unabhängige, nicht sektiererische Regierung.

### Nominierung von Hassan Diab (19. Dezember)

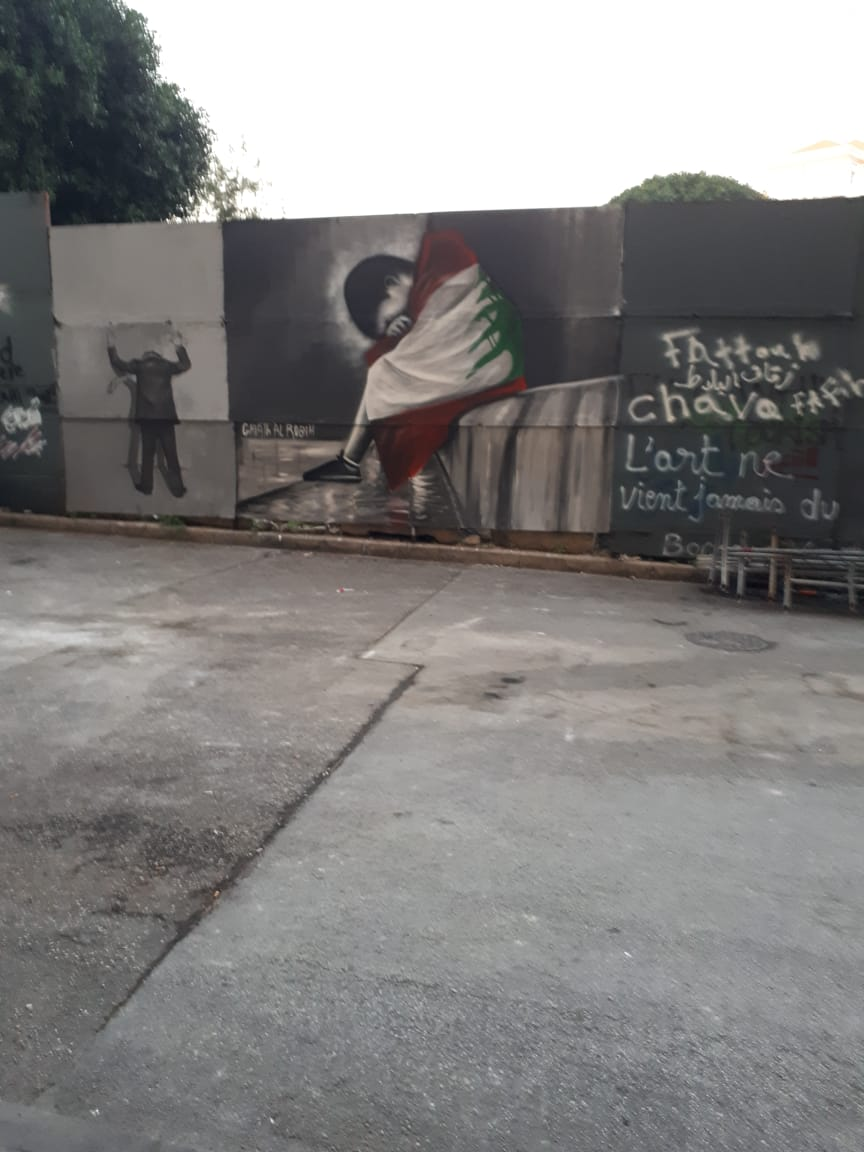
Graffiti in der Innenstadt von Beirut während der Proteste im Libanon (21. Dezember 2019)

Der Präsident des Libanon hat am Donnerstag (19. Dezember) den Universitätsprofessor Hassan Diab, einen von der Hisbollah unterstützten ehemaligen Minister, gebeten, eine neue Regierung zu bilden. Michel Aoun ernannte Diab nach einem Tag der Konsultation zum Ministerpräsidenten, nachdem er eine einfache Mehrheit des 128-köpfigen Parlaments erhalten hatte. 69 Parlamentarier, darunter der parlamentarische Block der schiitischen Hisbollah- und Amal-Bewegung, sowie mit Präsident Michel Aoun verbundene Gruppe gaben ihm ihre Stimmen. Die Unterstützung durch die wichtigsten sunnitischen Politiker des Landes, einschließlich des ehemaligen Premierministers Saad Hariri, gelang ihm nicht, was ihm die Bildung einer neuen Regierung erschweren würde.
Der bislang wenig bekannte ehemalige Bildungsminister und Universitätsprofessor Hassan Diab ist weder ein etabliertes Parteimitglied noch ein Unterstützer einer bestimmten Gruppe. Er bezeichnete sich auf seiner Website als „einen der seltenen Technokraten-Minister“ seit der Unabhängigkeit des Libanon in den 1940er Jahren. Mehr als fünf Stunden nach Beginn der Konsultationen hatte Diab mehr Nominierungen als der einzige andere Anwärter, der Richter des Internationalen Strafgerichtshofs, Nawaf Salam, erhalten und sich auf den Weg gemacht, Hariris Nachfolger zu werden. Libanons sunnitische Politiker hielten an der Unterstützung von Diab fest, was befürchten lässt, dass die nächste Regierung polarisiert und nicht in der Lage sein wird, die von Demonstranten und der internationalen Gemeinschaft geforderten dringenden Reformen in Angriff zu nehmen.
Diab kündigte nach seiner Ernennung an, dass sich die neue Regierung stark verändern werde, insbesondere in Bezug auf die weibliche Präsenz, bei der es sich alleine um Spezialistinnen mit den erforderlichen Kompetenzen handeln werde. In Bezug auf die Revolution und die gegenwärtigen Bewegungen brachte er sein Verständnis für die Kämpfe der Menschen zum Ausdruck, mit denen sie seit Jahren konfrontiert sind. Er bekräftigte, dass es ihr Recht ist, ihre Rechte geltend zu machen und ihre Meinung zu äußern, und dass es die Pflicht der Regierung ist, sie zu verstehen und an der Lösung ihrer Probleme zu arbeiten. Diab versprach auch, diesen Problemen Vorrang einzuräumen, insbesondere jenen, die sich auf ihre wirtschaftliche Lage beziehen, da die Armutsquote und die Bedürfnisse der Menschen zunehmen. Diab erklärte, sein Ziel sei es, eine Regierung von Spezialisten zu bilden, und er verlange nur eine kurze Zeitspanne. Er hoffe, dass die zu bildende Regierung von allen libanesischen Parteien unterstützt werde. Der Premierminister bestand darauf, dass er unabhängig sei, und erklärte, dass er keiner Partei folge und vor seiner Ernennung kein Mitglied der Hisbollah oder der Amal-Bewegung getroffen habe.

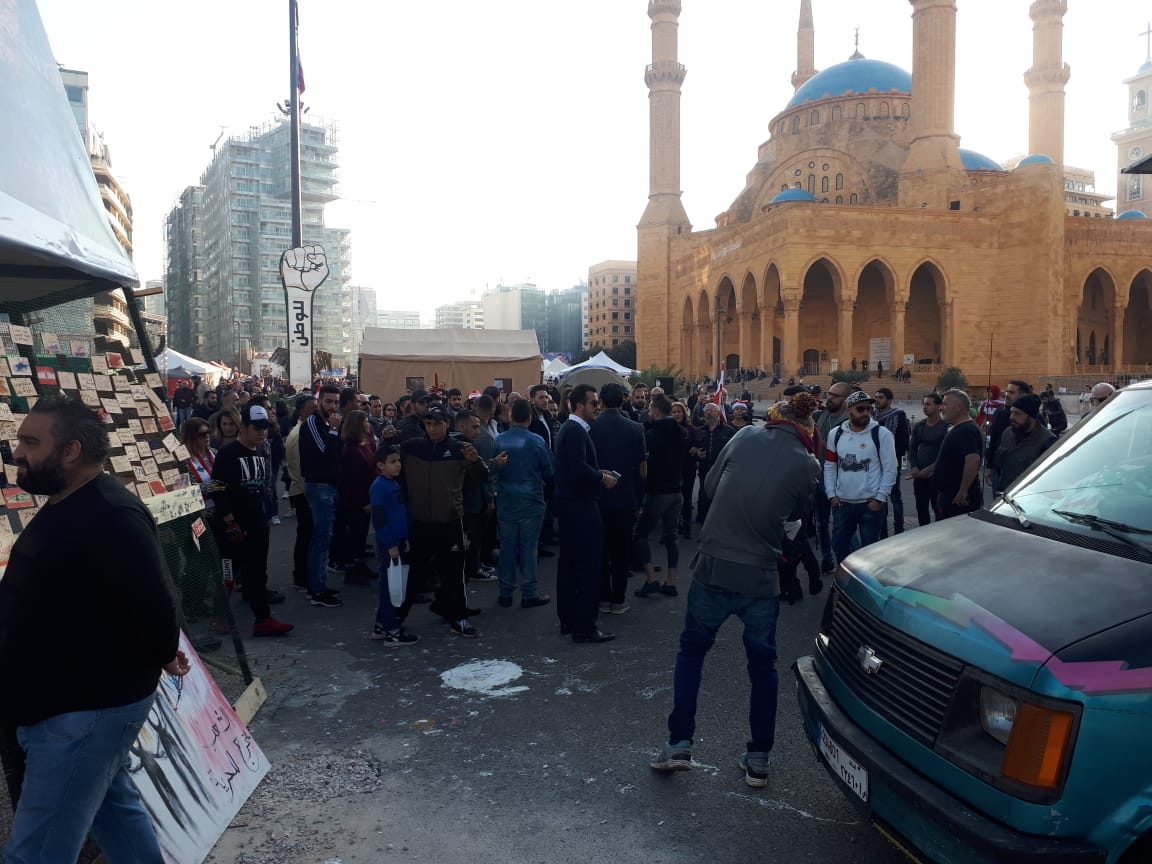
Auch nach der Nominierung Hassan Diabs zum neuen Ministerpräsidenten gingen die Proteste in der Beiruter Innenstadt weiter (Foto vom 22. Dezember)

Erst am Mittwoch (18. Dezember) hatte der bisherige Regierungschef Hariri seine Versuche aufgegeben, eine Expertenregierung zu bilden. Hariri sagte, er habe „ernsthaft daran gearbeitet“, den Forderungen der Demonstranten der vergangenen Wochen nachzukommen, und die „schwere soziale und ökonomische Krise“ durch die Bildung einer Expertenregierung zu überwinden. Dabei sei er aber auf zu große Widerstände gestoßen. Hassan Diab sieht keinerlei Abhängigkeit der von ihm angestrebten Technokraten-Regierung von der Schiiten-Miliz Hisbollah. In einem Interview mit der Deutschen Welle (DW) sagte der Universitätsprofessor und frühere Bildungsminister zu entsprechenden Vorwürfen: „Das ist absurd. Die neue Regierung wird das Gesicht des Libanon sein, nicht die Regierung irgendeiner politischen Gruppe.“ Obwohl die Hisbollah in den USA als Terrororganisation betrachtet wird, rechnet Diab mit politischer Rückendeckung auch aus Washington: „Wir streben eine Regierung an, die sich von den vorherigen Regierungen im Libanon unterscheidet. Das betrifft sowohl die Einbeziehung von Fachkompetenzen als auch den Anteil an Frauen“, so Diab. Er erwarte deshalb die „volle Unterstützung“ Washingtons. Diab plant die neue Technokraten-Regierung in spätestens sechs Wochen gebildet zu haben. Vor dem Hintergrund der Wirtschaftskrise und andauernder Proteste gegen Korruption und Klientelsystem erklärte Diab die Armutsbekämpfung zu einer seiner Prioritäten.
Diab hofft, innerhalb weniger Wochen eine Regierung von etwa 20 Ministern aus Unabhängigen und Technokraten zu bilden. Die Hisbollah und ihre Verbündeten hatten zuvor darauf bestanden, dass eine neue Regierung aus Politikern und Experten besteht. Am Samstag (22. Dezember) erklärte Diab jedoch: „Alle Parteien stimmen mir in Bezug auf eine Regierung zu, die sich aus Unabhängigen und Experten zusammensetzt, einschließlich der Hisbollah.“ Was die Frage einer „Spezialistenregierung“ angeht, schien der designierte Premierminister Hassan Diab am Montag (23. Dezember) auf einem Kollisionskurs mit der Hisbollah und der Amal-Bewegung, schrieb The Daily Star.
Michel Aoun und Sprecher Nabih Berri haben Berichten zufolge den designierten Premierminister Hassan Diab gebeten, seine Bemühungen zur Bildung einer neuen Regierung zu „verlangsamen“, nachdem sie „seine Bereitschaft verspürt hatten, sie innerhalb weniger Tage zu bilden“, berichtete die saudische Tageszeitung Asharq al-Awsat am Freitag (27. Dezember). Quellen der beiden Präsidentschaften teilten der Tageszeitung mit, dass eine Reihe von Gründen die Bitte von Aoun und Berri auslöste. Einer davon war, dass die Namen, welche in einer von Diab vorgelegten Liste zur Zuweisung von Sitzen im neuen Kabinett vorgeschlagen wurden, den beiden „unbekannt“ waren.
Hassan Diab hat nach einem zweistündigen Treffen mit Michel Aoun die Details und Portfolios des Kabinetts und die verbleibenden Hindernisse behandelt. Diab besteht darauf, eine Expertenregierung mit nur 18 Ministern zu bilden, fügten die Quellen hinzu. Die Bildung einer neuen Regierung wurde schließlich in die Zeit nach Neujahr verschoben, da der designierte Premierminister Hassan Diab Probleme hat, „die verbleibenden Hürden zu überwinden“, berichtet The Daily Star.
Unterdessen warnte der Chef des Parlamentsabgeordneten der Hisbollah, Mohammed Raad, am 29. Dezember, dass die „starken“ Parteien das Land kontrollieren sollten, falls Chaos im Libanon ausbrechen sollte. „Wir versuchen, die fallende Mauer zu reparieren, aber es gibt Einzelpersonen, die diese Mauer immer noch so weit schieben, dass sie fällt, und dies ist unsere Geschichte mit der Regierung, die gerade gebildet wird“, sagte Raad weiter.
Quellen sagten der LBCI am 19. Januar, der designierte Premierminister Hassan Diab habe sich geweigert, ein aus 20 Ministern bestehendes Kabinett zu bilden. Die nächste Regierung werde nur aus 18 Ministern bestehen. Dieselben Quellen fügten hinzu, dass die Diskussion jetzt die Möglichkeit in Angriff nimmt, Amale Haddad als stellvertretende Ministerpräsidentin zu benennen, ohne ihr ein Ministerportfolio zuzuweisen, um die Hürden zu überwinden, mit denen der Bildungsprozess konfrontiert ist. Die Quellen schlossen damit, dass Marada-Führer Sleiman Frangieh Diab nicht darüber informiert habe, dass er nicht am bevorstehenden Kabinett teilnehmen werde.

### Regierungsbildung
Am 30. Dezember haben die Hisbollah und die Amal-Bewegung mit dem designierten Premierminister Hassan Diab die Bildung einer rein technokratischen Regierung vereinbart. Die Aufstellung der Regierung hat das Stadium der endgültigen Auswahl einiger Namen erreicht, und eine große Anzahl von Portfolios und Kandidaten wurde fertiggestellt, hieß es in den Quellen. In Bezug auf die Repräsentation von Frauen wird es den Quellen zufolge fünf bis sieben Ministerinnen geben. Der Wirtschaftsexperte Ghazi Wazni erklärte sich bereit, zum Finanzminister ernannt zu werden, während Ziad Baroud zum Justizminister und Demianos Qattar zum Außenminister ernannt werden. In Anbetracht der Tatsache, dass die Regierung in den ersten Tagen des Jahres 2020 gebildet werden könnte, bis einige angehende Minister aus dem Ausland eintreffen, wurde in den Quellen festgestellt, dass die Frage der Zusammenlegung einiger Portfolios der letzte Punkt ist, über den nachgedacht wird.
Der Tageszeitung The Daily Star zufolge setzt sich die Regierung zusammen aus: 9 christlichen Ministern (4 Maroniten, 3 Orthodoxen, sowie einem Katholiken und einem Armenier). Des Weiteren sind 9 muslimische Minister (4 schiitische, 4 sunnitische und ein drusischer) vorgesehen. Die schiitischen Persönlichkeiten, so die Tageszeitung, seien der Wirtschaftsexperte Ghazi Wazni, der zum Finanzminister ernannt werden könnte, sowie Abdul Halim Fadlallah und Aliaa al-Moqdar. Für den sunnitischen Anteil wurden Tarek Majzoub, Abdulrahman al-Bizri, Othman Sultan (Telekommunikationsministerium) sowie der pensionierte Brigadegeneral Basem Khaled oder der pensionierte Marine-Brigadegeneral Hosni Daher (Innenministerium) vorgeschlagen.

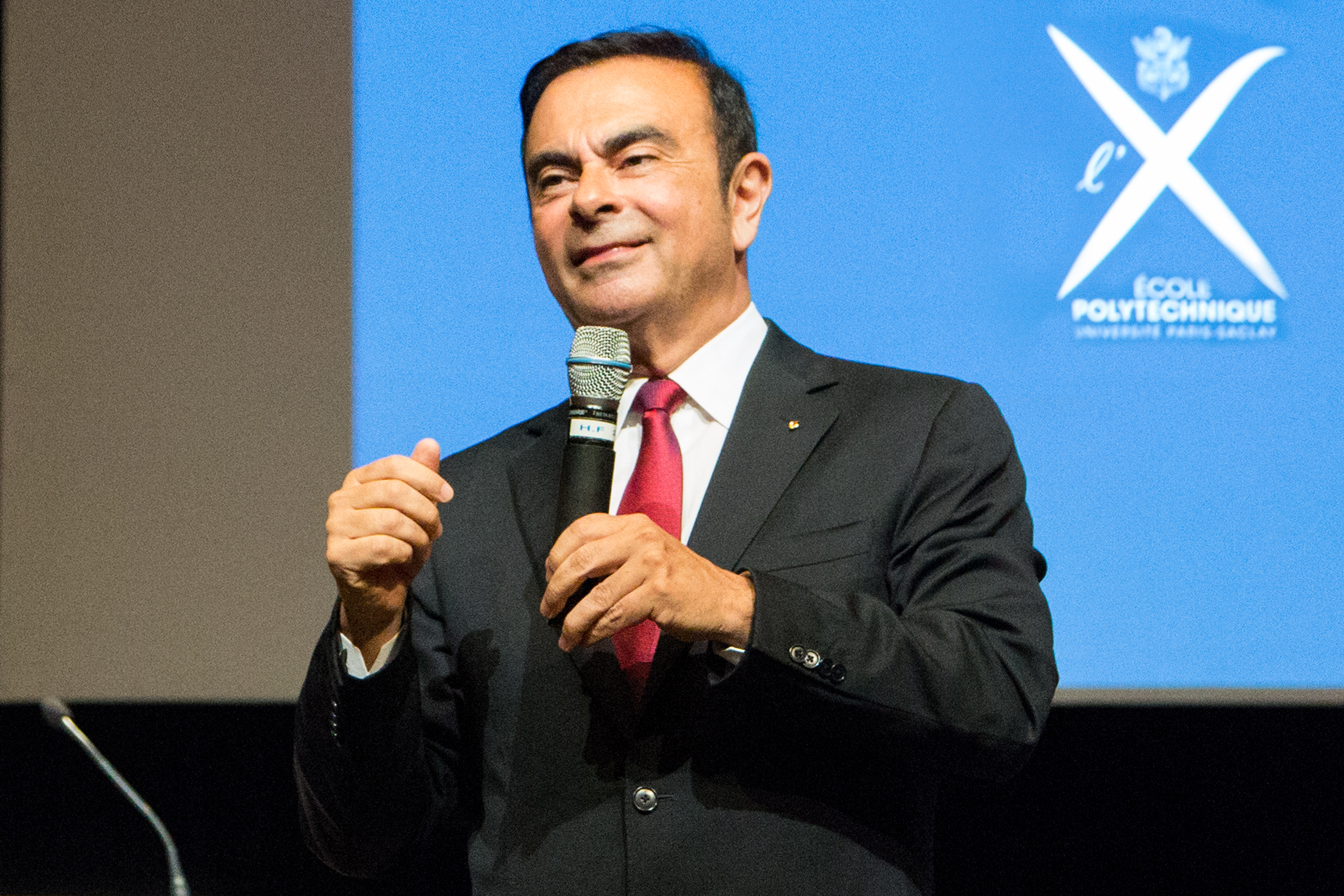
Carlos Ghosn (2015)

In der Phase der Regierungsbildung zur Jahreswende ereignete sich die dramatische Flucht von Ex-Nissan- und Renault-Chef Carlos Ghosn aus Japan in seine Heimat Libanon, was für Schlagzeilen in der Region sorgte. Das Drama seiner Flucht wurde jedoch nur von einer weiteren Geschichte übertroffen, die vorhersagte, dass Ghosn zum Kabinettsminister in der Regierung des designierten Premierministers Hassan Diab ernannt werden könnte, schrieb Sami Moubayed für Gulf News. Ghosn war auf Kaution aus dem Gefängnis freigekommen und wartet auf ein Gerichtsverfahren in Japan wegen Steuerhinterziehung und finanziellem Fehlverhalten. Wenn er als Mitglied der libanesischen Regierung die Immunität erhielte, würde dies seine Auslieferung nach Tokio verhindern. „Er wird ernsthaft für das Industrieministerium in Betracht gezogen“, sagte Fadi Walid Akoum, ein bekannter libanesischer Analyst. Im Gespräch mit Gulf News fügte er hinzu: „Angesichts der Korruptionsvorwürfe wird er von der libanesischen Straße, die im Oktober letzten Jahres gegen die Korruption rebellierte, automatisch zurückgewiesen.“ Am Donnerstag (2. Januar) bestritt das Büro des Präsidenten, dass sich Aoun und Ghosn getroffen hatten, aber Ghosn soll nächste Woche vor den Medien sprechen.
Laut Asharq al-Awsat haben mehrere Quellen am Donnerstag bestätigt, dass die Hindernisse für die Vertretung der Sunniten und Drusen in der neuen libanesischen Regierung beseitigt wurden, da voraussichtlich am Freitag Gespräche zur Lösung des Problems der Christen geführt werden, die das Portfolio des Außen- und Energieministeriums erhalten würden. Auf Ersuchen des designierten Premierministers Hassan Diab haben sich alle Parteien darauf geeinigt, dass das neue Kabinett keine Mitglieder der scheidenden Regierung umfassen soll. Informierte Quellen sagten die Ankündigung des neuen Kabinetts bis Ende der Woche voraus, falls eine Einigung zwischen Diab und dem Außenminister und dem Chef der Freien Patriotischen Bewegung, Gebran Bassil, über die Namen der Minister zur Übernahme der Ressorts Energie und Auswärtige Angelegenheiten erzielt wird. Diab konnte auch den ehemaligen Richter Fawzi Adham für das Innenministerium gewinnen, einen Vertreter der Sunniten. Der Vorsitzende der libanesischen Streitkräfte, Samir Geagea, sagte in einer Erklärung, dass durchgesickerte Nachrichten über die neue Regierungsaufstellung nicht beruhigend seien, insbesondere, da die für die aktuelle Krise verantwortlichen politischen Parteien hinter der Ernennung von Ministern steckten.

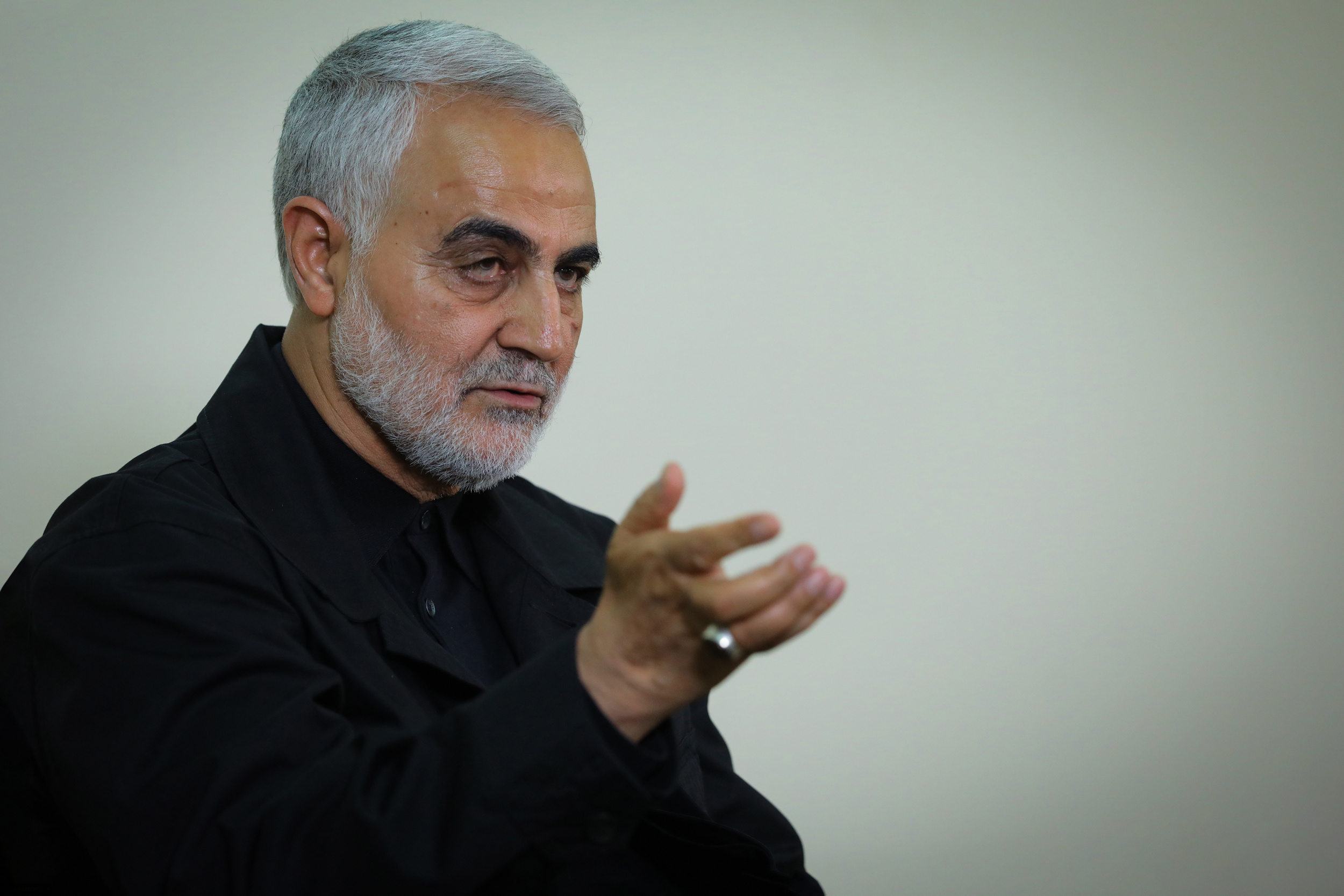
Qasem Soleimani 2019

Situation nach der Tötung von Qasem Soleimani am 3. Januar
Die gezielte Tötung des iranischen Generals Qasem Soleimani durch eine Drohne des US-amerikanischen Militärs im Irak hat die Lage im Libanon mit all seinen politischen und sicherheitspolitischen Schwierigkeiten erheblich belastet, schrieb Asharq al-Awsat am 4. Januar. Die Hisbollah-Partei ist direkt in die Entwicklung involviert und hat geschworen, Soleimanis Mission fortzusetzen und seinen Tod zu rächen. Es bleibt abzuwarten, berichtete das Blatt, ob die Ermordung die Bildung einer neuen libanesischen Regierung beschleunigen werde. Quellen in der Nähe der Hisbollah sagten, der Prozess werde sich verzögern. Sie sagten Asharq al-Awsat, dass sich die Prioritäten der vom Iran unterstützten Partei „geändert“ hätten, nachdem Teheran in eine direkte Konfrontation mit den Vereinigten Staaten geraten war. Dies erfordert folglich, dass die Partei politisch in der Regierung vertreten ist, nachdem sie zuvor zugestimmt hatte, ein Kabinett von Technokraten zu bilden, das der Forderung der Protestanten entspricht.
Asharq al-Awsat zitierte Quellen, nach denen Aoun und Diab unterschiedliche Ansichten über die christliche Quote hatten. Die Regierungsbildung ist zum 8. Januar mit weiteren Komplikationen konfrontiert, da das schiitische Duo – vertreten durch die Amal-Bewegung und die Hisbollah – es vorzieht, den Prozess der Regierungsbildung nicht zu beschleunigen, bis eine klarere regionale Situation nach der Ermordung des iranischen Befehlshabers der al-Quds-Brigaden Qasem Soleimani vorliegt. Der LBCI-Fernsehsender teilte mit, es gebe Befürchtungen, dass eine Regierung von Technokraten nach dem Mord an Soleimani nicht in der Lage sein könnte, den Bedrohungen des Libanon zu begegnen. Außerdem fügte LBCI hinzu, dass eine Regierung der nationalen Einheit unter der Leitung von Premierminister Saad Hariri gebildet werden müsste, die die Forces Libanese, die al-Mustaqbal-Bewegung und die Progressive Sozialistische Partei (PSP). Indessen warnte Hariris parlamentarischer Block al-Mustaqbal vor der Bildung einer „einseitigen“ Regierung.
Die Bemühungen des designierten Premierministers Hassan Diab, eine Regierung von Spezialisten zu bilden, erlitten am Montag (13. Januar) einen gravierenden Rückschlag.
Am Mittwoch (15. Januar) wurde letzte Hindernisse für die Bildung der neuen Regierung mit der Zustimmung des Chefs der Freien Patriotischen Bewegung, Jebran Bassil, gelöst, nach der Demianos Qattar das Arbeitsportfolio zugeteilt wurde, teilte LBCI TV mit. Die Regierung soll voraussichtlich am 17. Januar bekannt gegeben werden, fügte der Fernsehsender hinzu. Demzufolge umfasst die Besetzung 18 Minister, darunter vier Frauen. Das „schiitische Duo“ erhielt fünf Portfolios, nachdem es das Landwirtschaftsportfolio mit dem Kultur- oder Informationsportfolio zusammengeführt hatte, in dem Wissen, dass Walid Dschumblat, Chef der Progressiven Sozialistischen Partei nicht teilnehmen wird, fügte LBCI hinzu. Demnach soll Ghazi Wazni das Finanzportfolio, Nassif Hitti das Außenportfolio, Talal al-Ladqi für das Innenportfolio und Michel Menassa das Verteidigungsportfolio übernehmen, letzterer fungiert auch als stellvertretender Ministerpräsident. Präsident Michel Aoun und die Freie Patriotische Bewegung erhalten unterdessen das Energieportfolio (Raimond Ghajar), die Wirtschaft (eine Person aus der Familie Haddad), die Justiz (Marie-Claude Najem) und die Umwelt (Manal Musallem). Die Marada-Bewegung erhält in der Zwischenzeit das Portfolio für öffentliche Arbeiten (Lamia Yammine Doueihi), während die Tashnag-Partei das Tourismus- und Kulturportfolio oder das Tourismus- und Informationsportfolio erhält. Diab wird unterdessen die sunnitischen Minister benennen (Talal al-Ladqi für das Innenressort, Talal Hawat für die Telekommunikation und Tarek Majzoub für die Bereiche Sport und Jugend).
Mehr als einen Monat nach seiner Ernennung und fast drei Monate nach dem Rücktritt seines Vorgängers Saad Hariri unter dem Druck der Straße wurde am Dienstag (21. Januar) das Kabinett von 20 Ministern des Premierministers Hassan Diab bekannt gegeben. Der akademische und ehemalige Bildungsminister, der im Libanon bis letzten Monat wenig bekannt war, bestand in seinen ersten Äußerungen als Ministerpräsident darauf, dass sein Kabinett ein technokratisches sei, das die Forderungen der Demonstranten erfüllen wolle. „Dies ist eine Regierung, die die Bestrebungen der Demonstranten repräsentiert, die seit mehr als drei Monaten landesweit mobilisiert werden“, sagte er. Seine Regierung werde sich bemühen, ihren Forderungen nach einer unabhängigen Justiz, nach der Rückforderung veruntreuter Gelder und nach der Bekämpfung illegaler Gewinne nachzukommen. Diab fügte hinzu, dass die Regierung die Arbeitslosigkeit bekämpfen und ein neues Wahlgesetz ablehnen wird, in dem jeder Minister in seinem Kabinett als „technokratischer“ Minister bezeichnet wird.
Das Kabinett Diab ist wegen der verheerenden Explosion im Hafen von Beirut am 10. August zurückgetreten. Diese Entscheidung wurde unter Druck getroffen, als mehrere Minister aus dem Amt ausgeschieden waren.

## Rolle der Hisbollah und die Auswirkungen auf den Nahen Osten
Angesichts der Krise haben einige libanesische Politiker und Journalisten die Hisbollah bereits vor Ausbruch der gegenwärtigen Massenproteste für die wirtschaftliche Lage des Landes verantwortlich gemacht. Sie behaupteten, die Tätigkeit der Organisation im Dienste des Iran habe dem Libanon Schwierigkeiten bereitet und seine Wirtschaft zum Zusammenbruch gebracht. Die Hisbollah machte Riad Salameh, den Gouverneur der libanesischen Zentralbank, für die Krise verantwortlich, der die Sanktionen gegen die Organisation durchführte, obwohl dieser Vorwurf weitgehend zurückgewiesen wurde. Es wurde festgestellt, dass seit Ausbruch der Proteste nur sehr wenige Stimmen im Libanon die Hisbollah ausdrücklich für die schlimme wirtschaftliche Situation verantwortlich gemacht haben. Dies kann auf den Wunsch der Demonstranten zurückzuführen sein, bei der Ausrichtung von Demonstrationen, die derzeit als unparteiisch angesehen werden, jeglicher sektiererischen oder politischen Ausrichtung zu vermeiden, die Teile der Öffentlichkeit entfremden und damit ihre Dynamik verringern könnten.
Obwohl die Protestbewegung lange Zeit ausdrücklich unparteiisch und nicht sektiererisch agierte, offenbarten
insbesondere die landesweiten Straßenblockaden die alten Spaltungen des Libanons. Nachdem der Generalsekretär der Hisbollah, Hassan Nasrallah, die Protestbewegung zu Beginn als „spontan“ bezeichnet und ihre Forderung nach „beispiellosen Reformen“ begrüßt hatte, unterstellte er ihr bereits am 25. Oktober 2019, dass sie von „fremden und feindlichen Mächten“ manipuliert werde. Fast zeitgleich zu Nasrallahs Rede griffen Anhänger der Hisbollah und der verbündeten Amal-Bewegung von Parlamentssprecher Nabih Berri das Protestcamp am Märtyrerplatz in der libanesischen Hauptstadt Beirut an.
Vor allem aber sind die Proteste beispiellos, da auch die Hisbollah im weiteren Verlauf eine ganz andere, sehr ungewöhnliche Haltung einnahm, so die Ansicht von Hanin Ghaddar (Foreign Policy). Hassan Nasrallah, der sich jahrzehntelang für den Schutz der Verarmten und den Kampf gegen Ungerechtigkeit eingesetzt habe, sei nun entschlossen, sich den staatlichen Behörden gegen die Menschen auf den Straßen anzuschließen. Dies sei ein schwerer Rückschlag für die Hisbollah, denn zum ersten Mal seit ihrer Gründung in den 1980er Jahren wenden sich die libanesischen Schiiten gegen sie. In Nabatieh, dem Kernland der Gruppe im Süden des Libanon, haben schiitische Demonstranten sogar die Büros der Führer der Hisbollah niedergebrannt.
Für Hanin Ghaddar haben die Proteste gegen Korruption und mangelnde Wirtschaftsreformen, sowohl im Irak als auch im Libanon, die auch schiitische Städte erschütterten, gezeigt, dass das iranische System zur Ausübung von Einfluss in der Region gescheitert sei. Für die schiitischen Gemeinschaften im Irak und im Libanon sei es „Teheran und seinen Vertretern nicht gelungen, militärische und politische Siege in eine sozioökonomische Vision umzusetzen. Einfach gesagt, die Widerstandserzählung des Iran brachte kein Essen auf den Tisch.“
Nach Ansicht von Christian Weisflog (Neue Zürcher Zeitung) wird die Hisbollah versuchen, den Protest „zu untergraben und das libanesische Volk erneut zu spalten.“ So hätte etwa am Dienstag „eine seltsame Demonstration vor der Zentralbank stattgefunden, bei der eine kleine Gruppe von jungen Leuten antiamerikanische Parolen skandierte, die bisher bei den Protesten nicht zu hören gewesen waren. «Überall, wo die USA sind, gibt es Probleme», sagte einer der Einpeitscher. Gefilmt wurde alles vom Fernsehsender Al Mayadeen, der oft eine deutlich proiranische und prosyrische Schlagseite hat.“ Innenpolitisch würden nun aber nicht wenige die Hisbollah als eine Ursache der wirtschaftlichen Misere sehen. „Er bindet das Land an die syrisch-iranische Achse, die einen endlosen Krieg gegen Israel führt. Mit den harten amerikanischen Sanktionen gegen Teheran und der Hisbollah ist der Preis, den Libanon dafür bezahlt, nochmals erheblich gestiegen.“
Bilal Saab, Analyst am Middle East Institute, einer in Washington ansässigen Denkfabrik, sagte am Freitag (25. Oktober), dass die Auswirkungen der Proteste auf die politische und militärische Stärke der Hisbollah zwar nicht überbewertet werden sollten, die Demonstrationen aber zweifellos das Vertrauen der Gruppe erschütterten. „[Diese Proteste] finden landesweit an Orten statt, an denen Sie nie mit schiitischem Aktivismus gegen die Vertreter gerechnet haben“, sagte Saab. „Die Kühnheit, die weit verbreitete Natur davon – es ist sicherlich neu, und es sind keine guten Nachrichten für die Organisation.“ Die Aussage des Hisbollah-Chefs Sayyed Hassan Nasrallah, die Demonstranten würden von „ausländischen Mächten“ manipuliert, welche die Unruhen für ihre Interessen nutzen wollten, führte zu Spaltungen unter den Anhängern der Hisbollah, von denen einige am Samstagmorgen noch protestierten.
„Die Hisbollah hat am meisten von den politischen Veränderungen zu verlieren, die von den Demonstranten gefordert werden. Sie fordern einen Zivilstaat, der rechenschaftspflichtig und transparent ist“, sagte Amal Saad, Professor für Politikwissenschaft an der libanesischen Universität am 27. Oktober. Er fügte hinzu, dass das politische System nur dann „erschüttert“ werden kann, wenn Meinungsverschiedenheiten zwischen den verschiedenen politischen Parteien der herrschenden Klasse aufzutreten, was als Nächstes zu tun ist.
Nasrallahs Position habe die schiitische Community über die Proteste gespalten, aber auch versprochen, die Umsetzung von Hariris Reformen weiter zu verfolgen, schrieb Makram Najmuddine (Al Monitor). Der Führer der Hisbollah und seine Partei stünden vor einer sehr herausfordernden Aufgabe: das Versprechen einzuhalten, der Korruption entgegenzutreten und sicherzustellen, dass alle Versprechen eingehalten werden. „Mit anderen Worten, die Hisbollah muss möglicherweise einige ihrer Verbündeten konfrontieren und den Menschen einen Weg zur Veränderung zeigen oder die ganze Vorstellung ignorieren und viele von denen verlieren, die der Gruppe lange vertraut haben“, so das Resümee des Autors.

### Situation nach Hariris Rücktritt
Für Avi Issacharoff (The Times of Israel) sind Hariris Rücktritt und die wütenden Proteste im Libanon eine schlechte Nachricht für die Hisbollah. Die Demonstrationen, die den Premier gestürzt haben, würden nun darauf abzielen, „das gesamte gescheiterte politische System in Beirut zu überarbeiten – auf das sich die Terrorgruppe verlassen hat, um die Kontrolle zu behalten.“ Angesichts einer großen Zahl syrischer Flüchtlinge, der zunehmenden Arbeitslosigkeit, die an Orte wie den Gazastreifen erinnert, wachsender Staatsverschuldung und vor allem des gelähmten, morschen und korrupten politischen Systems sehe die Zukunft des Libanon düster aus. Die Hisbollah halte es jedoch für besser, ein solches Land zu regieren, als auf einen normalen, funktionierenden Libanon zu setzen, in dem die Führer den Nutzen des gesamten Landes und nicht eine bestimmte Sekte oder Gruppe anstreben.
Der angesehene Kommentator für Nahostangelegenheiten, Jonathan Spyer, analysierte kürzlich, inwieweit die Hisbollah als Stellvertreter des Iran den libanesischen Staat verschluckt hat. Die Hülle des Staates sei intakt geblieben, um sowohl als schützende Tarnung zu dienen als auch jene Aspekte der Verwaltung durchzuführen, an denen die Hisbollah und der Iran kein Interesse haben. Infolgedessen ist es heute in wichtigen Bereichen des libanesischen Lebens unmöglich, genau zu bestimmen, wo der offizielle Staat beginnt und der Schattenstaat der Hisbollah endet.
Die libanesische Allianz vom 14. März ist eine Koalition von Politikern, die sich gegen das syrische Regime und die Hisbollah aussprechen. Der 14. März 2005 war der Starttermin der Zedernrevolution, einer Protestbewegung, die durch die Ermordung des früheren libanesischen Premierministers Rafik Hariri – dem Vater von Saad Hariri – Anfang des Jahres ausgelöst wurde. Die Demonstrationen richteten sich gegen den syrischen Präsidenten Baschar al-Assad, der im Verdacht stand, hinter dem Mord zu stehen, und seine iranisch unterstützten Verbündeten im Libanon, die Hisbollah, von denen allgemein angenommen wurde, dass sie die Tat vollbrachten.
Viele Libanesen, auch die der Schiiten, würden es ablehnen, so Neville Teller (Eurasia News), dass die Hisbollah auf Geheiß des Iran Muslime in einem Nachbarland bekämpft – Aktivitäten, die weit von dem Zweck entfernt sind, für den die Organisation gegründet wurde. Sie ärgern sich über die steigende Zahl der Todesopfer libanesischer Kämpfer. Die Massenunruhen hätten den Libanon schon früher erschüttert – er hatte 2011 seinen Anteil an den Umwälzungen des „Arabischen Frühlings“ –, aber zum ersten Mal sind Proteste im Süden des Libanon, einem Gebiet, das von der Hisbollah politisch streng kontrolliert wird, ebenso zu beobachten wie im Rest der Landes. Dass die libanesischen Massen gegen den Würgegriff rebellieren, den die Hisbollah auf das Land ausgeübt hat, ist vielleicht der hoffnungsvollste Aspekt der gegenwärtigen Situation, so Teller.
Nach Ansicht von Eliora Katz sind die Proteste im Irak und im Libanon auch „ein Aufstand gegen den Iran“. Die Pläne des Irans für eine regionale Hegemonie hängen davon ab, als Beschützer loyaler schiitischer Muslime gesehen zu werden – aber genau das sind die Leute, welche die Massenproteste gegen die iranischen Herrschaftsinteressen im Irak und im Libanon anführen. Sogar einige in der schiitischen Basis der Hisbollah haben sich der Forderung nach einer Überarbeitung des gesamten politischen Systems angeschlossen. Da die Finanzierung durch die Islamische Republik, die rund 70 % des Einkommens der Hisbollah ausmacht, gesunken ist, musste die Gruppe die Löhne für ihre Kämpfer und die Sozialdienste für ihre Wähler senken. Es sei noch zu früh zu sagen, ob die entstehenden politischen Revolten im Libanon und im Irak die Gegenreaktion von iranisch unterstützten Milizen und Scharfschützen lange genug überstehen können, um sich zu einer bedeutenden organisierten politischen Opposition zu entwickeln.
Nach Ansicht von Adhan Saouli steht das Überleben der Hisbollah nicht auf dem Spiel; ihr Kampf gegen Israel, ihre Sozialagenturen, die Zehntausende beschäftigen, und das politische Kapital ihres charismatischen Führers Hassan Nasrallah sorgten weiterhin für die breite Unterstützung der Bewegung im Libanon. Die Hisbollah befürchtet jedoch, dass sich der Aufstand auf ihren eigenen Verbündeten, die Amal-Bewegung ausbreiten könnte, die der Korruption beschuldigt wird. Dies könnte Konfrontationen in den schiitischen Gebieten auslösen und das Bündnis der Hisbollah mit Amal bedrohen, von dem die Hisbollah glaubt, dass es das ist, was ihre inneren und äußeren Rivalen erhoffen. Die vorsichtige Reaktion der Hisbollah auf die Proteste könnte ihre Legitimität weiter einschränken, diesmal innerhalb ihrer eigenen Anhänger. Die Hisbollah unterstützt jedoch tatsächliche Reformen, nicht zuletzt, um die innere Stabilität des Libanon zu wahren. Die Angst vor einem finanziellen und wirtschaftlichen Zusammenbruch wird den Aufstand zum Anlass nehmen, die zögernde Elite zur Umsetzung echter Reformen zu bewegen. Aber diese Reformen werden nicht so revolutionär sein, wie es sich die Demonstranten vorstellen, so das Resümee des Autors.

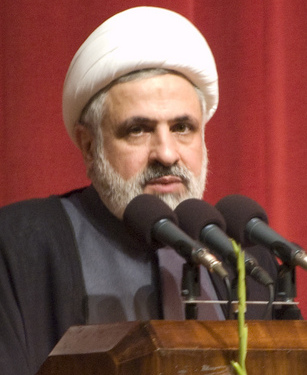
Naim Kassim (2009)

Die Hisbollah werde in der künftigen libanesischen Regierung „proaktiv“ präsent sein, sagte Scheich Naim Kassim, der stellvertretende Generalsekretär der libanesischen Widerstandsbewegung. „Die Hisbollah wird ihre Aufgabe erfüllen, den Forderungen der Bevölkerung nachzukommen, Reformen umzusetzen und Korruption zu bekämpfen […]“. Der Chef des Parlamentsabgeordneten der Hisbollah, Mohammed Raad, betonte am Sonntag beim Märtyrertag der Hisbollah in Nabatiyeh: „Märtyrer sind diejenigen, die die souveräne Atmosphäre geschaffen haben, in der jeder Veränderungs- oder Reformsuchende und jeder Demonstrant der Korruptionsbekämpfung aktiv sein kann“. Raad betonte, dass seine Partei das Ziel teile, die Korruption zu bekämpfen, die Immunität gegen Korruption aufzuheben und gestohlenes Geld wiederzugewinnen. Der Hisbollah-Vertreter warnte die Protestbewegung jedoch auch davor, „willkürliche Anschuldigungen zu erheben“ oder „Beleidigungen gegen Ikonen zu schleudern, insbesondere solche, die mit der Führung der reinsten, ehrenwertesten und edelsten Menschen zusammenhängen“. Er warnen davor, dass jemand die Bewegung infiltriere, „um sie in einen Kurs zu führen, der das Land den Bestrebungen der Feinde entgegenstürzt“, fügte Raad hinzu.
„Die Hisbollah erlebt derzeit ein Paradoxon“, sagt Nicholas Blanford, ein in Beirut ansässiger Mitarbeiter des Atlantic Council und Autor von Warriors of God: Inside Hezbollah's Thirty-Year Struggle Against Israel in einem Interview mit The Christian Science Monitor. „Obwohl die Hisbollah weder militärisch noch politisch stärker war, sind sie gleichzeitig mit einer Vielzahl von Schwachstellen konfrontiert, mit denen sie zuvor nicht fertig werden mussten.“ Ein Grund sei die enorme und rasche Expansion auf vielleicht 25.000 voll ausgebildete Kämpfer, nachdem die Hisbollah Mitte 2006 nach 33 Tagen in einem verheerenden Konflikt mit Israel zum Erliegen gebracht hatte. Aber diese eindeutig schiitische Glaubensstruktur, die Widerstand und Dschihad als religiöse Verpflichtung verehrt, wird bei neueren Rekruten immer dünner, vor allem angesichts eines monatlichen Gehalts von 600 US-Dollar.
Die Social-Media-Plattform Twitter hat am Dienstag (12. November) den Account von Hisbollah-Generalsekretär Sayyed Hassan Nassrallahs Sohn Jawad Nasrallah gesperrt. Das Unternehmen gab an, der Schritt sei damit begründet, weil das Konto „gegen die Regeln von Twitter verstoßen hat“. Twitter hat zuvor den offiziellen Account von Al-Manar TV der Hisbollah geschlossen und die meisten seiner Seiten ohne Vorwarnung gesperrt.
Nach Ansicht von As’ad Abu Khalil, libanesisch-amerikanischer Professor an der California State University, Stanislaus, hätte die Hisbollah weiterhin die Proteste unterstützen können, anstatt sich von der Straße zurückzuziehen, obwohl Nasrallah sektiererische Provokationen befürchtete, mit denen die andere Seite vertraut war. Dennoch hat die Massenbasis der Hisbollah die Nase voll von massiver Korruption und sozioökonomischen Ungerechtigkeiten. Die Basis der Hisbollah unterstützt voll und ganz die Widerstandsbewegung der Hisbollah (und das gilt für die gesamte schiitische Gemeinschaft), toleriert jedoch keine Aufrechterhaltung der korrupten Ordnung. Die Schiiten wissen, dass Nasrallah ein strenges und asketisches Leben führt und dass er nie mit Korruption in Berührung gekommen ist. Dieser verdiente Ruf der Unbestechlichkeit gilt jedoch nicht für alle Politiker und Kader der Hisbollah. In der jüngsten Rede bot Nasrallah an, Personen innerhalb der Hisbollah, denen Korruption vorgeworfen wird, vor Gericht zu stellen. Das reicht aber nicht aus, denn die Justiz ist der letzte Ort, um Korruption zu bekämpfen und die Schuldigen zu bestrafen. Die Proteste im Libanon lassen nicht nach und die öffentliche Wut ist real, trotz der jüngsten Versuche der herrschenden Klasse, die Protestbewegung auszunutzen und zu infiltrieren. Aber es war ironisch, dass die Hisbollah (die Partei, die am wenigsten der Korruption und der Unterschlagung öffentlicher Gelder beschuldigt wird) beschloss, die politische Ordnung und insbesondere einen geschwächten Präsidenten zu verteidigen.
Nach Einschätzung von Elie Fawaz (al-Arabiya) ist die Hisbollah gegenwärtig in einer Sackgasse. Die US-Sanktionen gegen das kriminelle und illegale Finanzimperium der Hisbollah von Lateinamerika nach Afrika in Verbindung mit einer Kampagne mit maximalem Druck auf den Iran belasten die Geldbörse der Gruppe erheblich. Die libanesische Wirtschaft ist praktisch zusammengebrochen, weil sie immer auf die künstliche Blase gesetzt hat, die durch die illegalen Aktivitäten der Hisbollah entstanden ist, für die der Libanon als Zentrum dient. Der Staat hat keine finanziellen Mittel mehr und die Welt beobachtet, wie alles zusammenbricht, und fordert ernsthafte Reformen, bevor eine finanzielle Unterstützung in Betracht gezogen wird. Laut lokaler Statistiken haben 160.000 Beschäftigte seit Ausbruch der Krise entweder ihren Arbeitsplatz verloren oder erhalten ein halbes Gehalt. Die Inflation ist erheblich gestiegen, und das libanesische Pfund hat bisher ein Drittel seines Wertes gegenüber dem Dollar verloren. Die Rücküberweisungen, eine Hauptquelle für Kapitalzuflüsse, sind aufgrund des mangelnden Vertrauens in den Bankensektor erheblich zurückgegangen. Die Zahl der Demonstranten wird in den kommenden Monaten voraussichtlich zunehmen. Wenn es für die Hisbollah bisher relativ einfach war, den libanesischen Staat und das politische System zu kontrollieren, könnte es sich als viel schwieriger erweisen, die Straße und die Demonstranten zu kontrollieren, meint Fawaz. Das Zurückgreifen auf Gewalt, obwohl eine Option, wird höchstwahrscheinlich die Möglichkeit eines Bürgerkriegs erhöhen, was die Partei wahrscheinlich vermeiden möchte, da es ihre geopolitische Position erheblich schwächen wird. Indessen würde die Akzeptanz der Bedingungen der Demonstranten, die Transparenz, Rechenschaftspflicht, ein Ende der Korruption und die Rückforderung der von Politikern gestohlenen Gelder vorschreiben, ein Ende des bestehenden politischen Systems bedeuten, das die Hisbollah kontrolliert. Die Zukunft des Libanon sei ungewiss, resümiert Fawaz. Eines ist jedoch sicher: Der Libanon, der aus diesem Tunnel hervorgeht, wird anders sein.

### Auswirkungen auf den Iran

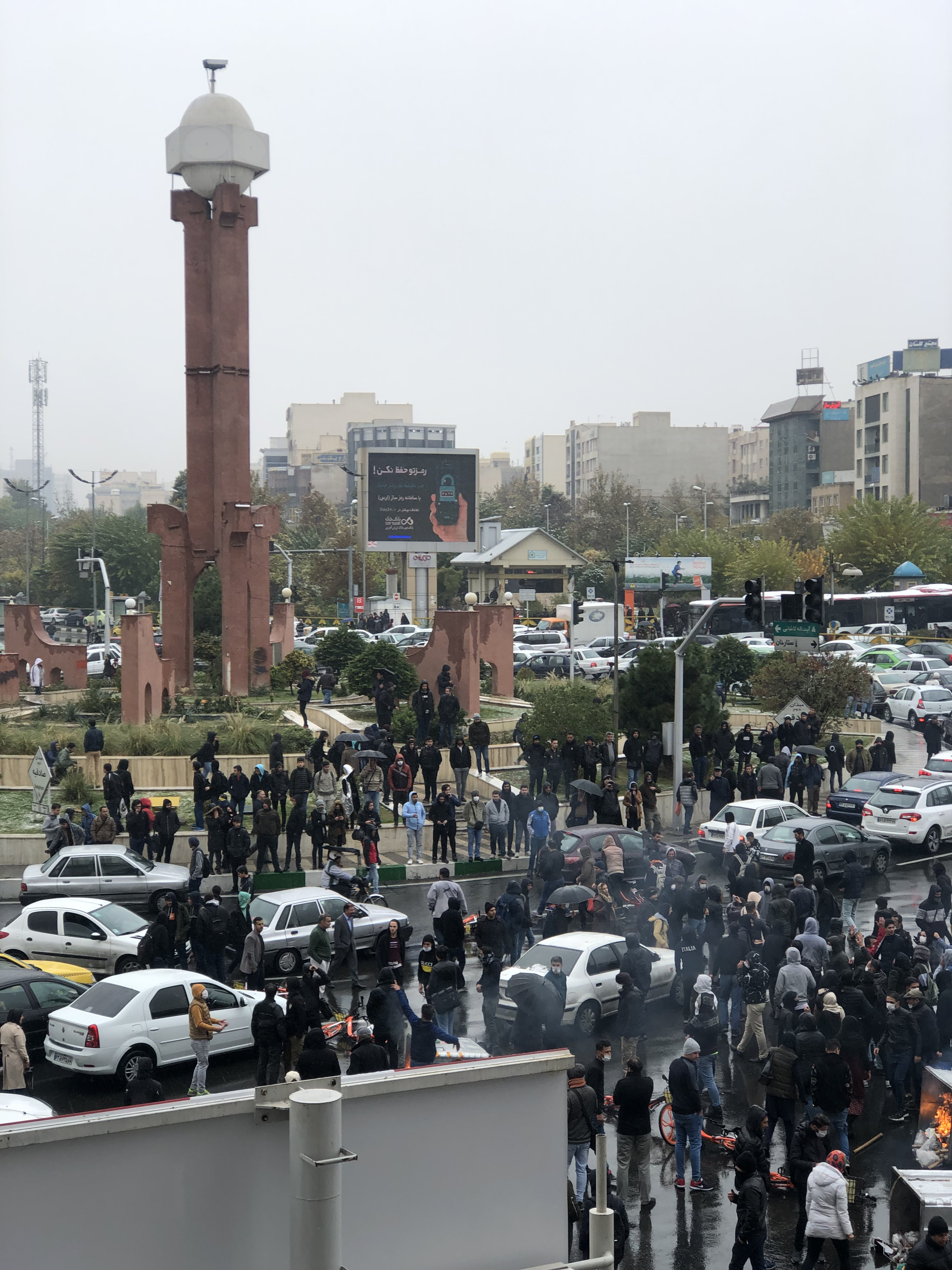
Proteste im Iran am 16. November 2019

Die Entwicklungen im Irak und im Libanon, zwei arabischen Staaten, in denen das iranische Regime sich der Kontrolle seiner Hauptstädte rühmte, bereiten der Islamischen Republik Iran große Sorgen, schrieb der ehemalige Europäische Parlaments-Abgeordnete Struan Stevenson am 14. November. Seiner Ansicht nach betrachtet das Regime der Mullahs den Nahen Osten seit langem als sein Lehen und sieht einen Rückgang des Einflusses in diesen Gebieten als Auftakt zu neuen Protesten und sogar zu einem landesweiten Aufstand im eigenen Land. Die wachsenden Spannungen von Hunderttausenden, wenn nicht Millionen Libanesen, die es satthaben, dass die Hisbollah und der Iran sich in ihre inneren Angelegenheiten einmischen, hätten ein beunruhigendes Signal nach Teheran gesandt. Die stetige Eskalation solcher Proteste im Nahen Osten hat den Fokus auf die Politik des Mullah eines aggressiven Expansionismus gelenkt. Das iranische Regime weiß, dass nach vier Jahrzehnten intensiver Investitionen in die Region, um einen bedeutenden Einfluss zu erlangen, Demonstranten im Irak und im Libanon eine große Bedrohung für die Interessen des Iran darstellen, indem sie den politischen Status quo in Frage stellen. Gruppen mit jeglicher Zugehörigkeit zur Islamischen Republik stehen unter starkem Druck und werden allgemein vom irakischen und libanesischen Volk verurteilt. Von noch größerer Bedeutung ist die Tatsache, dass der gegenwärtige Aufstand in den schiitischen Gemeinden verwurzelt ist, in denen der Iran seit langem große Unterstützung genießt. Die Hisbollah hat im Südlibanon einen großen Einflussbereich aufgebaut, vor allem durch Bargeld, das die iranischen Mullahs auf Kosten ihrer eigenen Bevölkerung zur Verfügung stellten, von denen 80 Prozent bereits mit Armut zu kämpfen haben. Trotz dieser Maßnahmen spürt die Hisbollah die Hitze des libanesischen Volkes, das große Veränderungen fordert und sich weigert, bloße Reformen zu akzeptieren, die ursprünglich von ihrer Regierung vorgelegt wurden. Der Iran, der verzweifelt reagiert, gibt dem Westen wie immer die Schuld, die gegenwärtigen Unruhen entfacht und angeheizt zu haben. Mit typischer Heuchelei hat der iranische Oberste Führer Ali Khamenei ausländischen Regierungen vorgeworfen, sich im Irak und dem Libanon einzumischen. In jüngsten Äußerungen beschuldigte Khamenei „USA und westliche Geheimdienste, mit der finanziellen Unterstützung der bösen Länder, die Flammen des Chaos zu entfachen.“
Zwei Tage nachdem Stevensons Artikel erschienen war, kam es in mehreren Städten des Iran zu Demonstrationen gegen die Rationierung und Erhöhung von Benzinpreisen. Die Regierung im Iran hatte am Freitag die Ausgabe von Benzin eingeschränkt und die Spritpreise um mehr als 50 Prozent erhöht. Mit den zusätzlichen Einnahmen will Präsident Hassan Rohani neue Hilfen für 60 Millionen Bedürftige finanzieren.
Nach Ansicht von Romy Haber (Spiked) ist es gegenwärtig (3. Dezember) nicht die beste Zeit für die Hisbollah, wenn ihr großer Schutzpatron, der Iran, dank der US-Sanktionen Probleme hat und wenn anti-iranische Regierungsaufstände über den Iran und den benachbarten Irak hereinbrechen. Dies sind möglicherweise bedeutsame Zeiten, meinte die Autorin. „Die Hisbollah steckt fest. Wenn die Demonstranten gewinnen, verliert sie ihre Macht; wenn sie die Demonstranten unterdrückt, verliert sie ihre Unterstützung. Und auch die Islamische Republik Iran verliert in den beiden Ländern, in denen sie bisher einen solchen Einfluss ausgeübt hat, den Griff: im Irak und im Libanon.“

### Situation nach der Tötung von Qasem Soleimani am 3. Januar
Der Militärexperte Nizar Abdul Qader sagte, dass die Hisbollah-Partei und die Verbündeten des Iran in der Region Optionen hätten. In einem Gespräch mit Asharq al-Awsat schloss er die Möglichkeit aus, dass die Hisbollah sich für eine Vergeltung durch einen Angriff auf Israel entscheidet, weil sie erkennt, dass dies zu einem groß angelegten Krieg führen würde, den der Iran „absolut nicht will“. Die Partei könnte stattdessen auf eine gegen die Amerikaner gerichtete Eskalation zurückgreifen, sei es durch Provokationen gegen die US-Botschaft im Libanon oder entlang der verschiedenen Fronten des Iran in der Region. Die Vergeltungsmaßnahmen könnten in mit den USA verbündeten Ländern stattfinden, fügte er hinzu. Da die Beobachter immer noch auf die Bildung einer neuen Regierung drängen, sagte der ehemalige Abgeordnete Fares Soaid, Koordinator des Generalsekretariats der Allianz des 8. März zu Asharq al-Awsat: „Jede Regierung, die von der Hisbollah und ihren Verbündeten gebildet wird, wird schwach gegen die massiven Entwicklungen in der Region sein.“ Auf der Tagesordnung der Regierung werde die Konfrontation mit der amerikanischen Regierung stehen, sagte er voraus. „Wenn das Außenministerium im Geschäftsführenden Kabinett dem Iran so wohlwollend gegenübersteht und die Interessen des Libanon völlig außer Acht lässt, wie wäre es dann mit einer Regierung, die der Hisbollah ausgeliefert wäre?“ Soaid sagte, das Attentat sei ein Wendepunkt in der Region. „Der Iran hat seine Legitimität auf die militärische und sicherheitspolitische Stärke von Soleimani aufgebaut. Diese Schlagkraft ist weg und damit beginnt die Macht des Iran nachzulassen.“
Die Hisbollah hatte zugesagt, dass die neue Regierung keine konfrontative Position gegenüber dem Westen haben würde. Der Hisbollah-Abgeordnete Walid Sukkarieh erklärte gegenüber Al Jazeera, dass sich diese Haltung mit der Tötung Qasem Soleimanis nicht geändert habe. „Es gibt eine Volksbewegung auf den Straßen, die sagt, dass sie eine technokratische Regierung wollen, und wir sind uns einig“, sagte er. „Eine Regierung der Konfrontation würde nicht dazu beitragen, den Libanon aus seiner schlechten wirtschaftlichen Lage zu retten, wozu wir auf jeden Fall Gottes Hilfe brauchen werden.“
Der Chef der Freien Patriotischen Bewegung, Gebran Bassil, gab am 7. Januar bekannt, dass die Bildung einer Technokratenregierung trotz der Eskalation in der Region immer noch eine angemessene Entscheidung ist, da er bestritt, die Bildung des neuen Kabinetts zu behindern. Der FPM-Chef bestritt, dass er den Regierungsbildungsprozess koordiniert, und sagte: „Die Regierung wird vom designierten Premierminister in Absprache mit dem Präsidenten gebildet, und wir geben unsere Meinung wie der Rest der Blöcke.“

## Rolle der libanesischen Armee
Situation zu Beginn der Protestbewegung

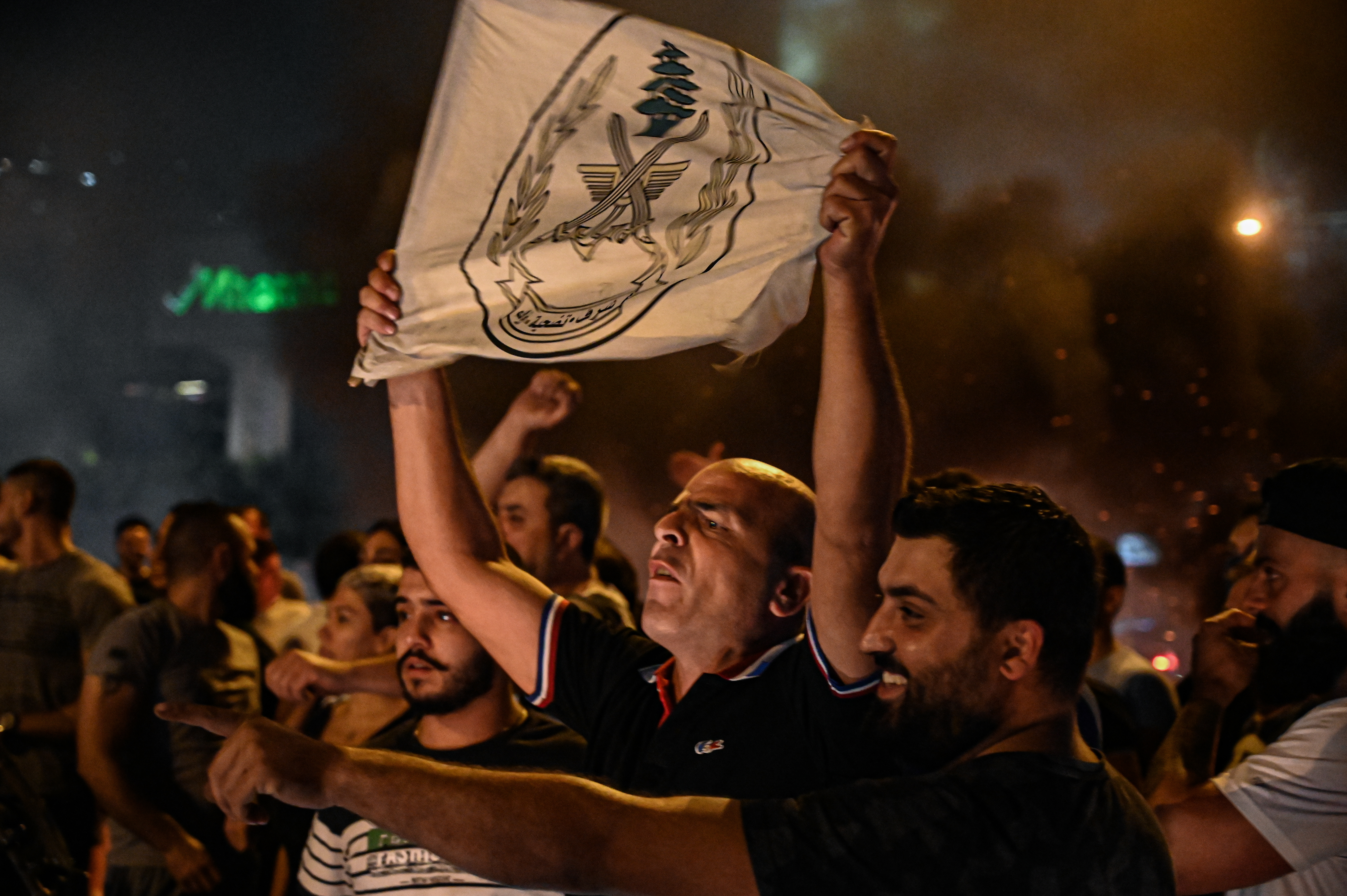
Proteste in Antelias am 17. Oktober 2019. Die Inschrift lautet: „Sharaf Tathiye Wafa“, dt. etwa: Ehre und Erfüllung durch Opferung. Die Flagge wird normalerweise gehisst, um der libanesischen Armee zu huldigen.

Seit Beginn der Protestbewegung im Libanon haben die Demonstranten zahlreiche Forderungen verlautbart, die Streitkräfte des Landes dabei zu unterstützen, die Politiker zu verhaften, die der Korruption beschuldigt werden – und sogar das Land für eine Übergangszeit zu regieren, meldet Al Jazeera. Mit dem Siegel der libanesischen Armee geprägte Flaggen und nationalistische Musik, die Soldaten für ihren Dienst preist, waren ein fester Bestandteil der täglichen Proteste, in denen gefordert wurde, die Führer des Landes nach dem Bürgerkrieg für jahrelange Korruption zur Rechenschaft zu ziehen. Der Ruf „Gott ist mit der Armee“ wird oft laut, wenn Soldaten an den Demonstrationen vorbeikommen. Die Armee sei „die einzige Institution, in der es ihnen egal ist, ob Sie Christ oder Muslim sind, und ich hoffe, dass sie die nächste Etappe anführen“, sagte ein Veteran der Armee. Diese gilt als eine der wenigen angesehenen staatlichen Institutionen im Libanon. Es ist auch eine der wenigen Einrichtungen, die nicht vom allgemeinen Sektierertum betroffen sind, das in anderen staatlichen Institutionen wie der örtlichen Polizei allgegenwärtig ist. Die zunehmende Beteiligung der Armee beim Vorgehen gegen die Protestbewegung hat die Situation jedoch verkompliziert, meint Timour Azhari (Al Jazeera). Die widersprüchlichen Gefühle einiger Soldaten wurden vielleicht am besten am Mittwoch (23. Oktober) am Gefängnis el-Dib festgehalten, als ein Soldat in Tränen ausbrach, als Demonstranten die libanesische Nationalhymne vor ihm sangen.
Trotz ihres stark bewaffneten Äußeren scheinen die libanesischen Soldaten im Kern nicht immun gegen die starken Emotionen zu sein, die in der vergangenen Woche durch die landesweiten Proteste gegen die Regierung gingen. Mehrere Videos, die am Mittwoch in lokalen Nachrichten und sozialen Medien verbreitet wurden, zeigen Soldaten, die bei verschiedenen Demonstrationen stationiert waren und von Emotionen überwältigt waren, nachdem sie von Demonstranten berührt wurden.
Die britische Botschaft im Libanon hat im Rahmen ihrer „laufenden Unterstützung des einzigen legitimen Verteidigers des Libanon“ am Freitag (1. November) bis zu 25 Millionen US-Dollar (22 Millionen Euro) an Hilfsleistungen für die libanesischen Streitkräfte für den Zeitraum 2019–2022 angekündigt. Bereits am Tag zuvor hatten US-Beamte Reuters mitgeteilt, dass die US-Regierung von Donald Trump zwei Tage nach dem Rücktritt des libanesischen Premierministers Saad Hariri 105 Millionen US-Dollar (94 Millionen Euro) an Sicherheitshilfe für den Libanon zurückgehalten habe.
Während der landesweiten Proteste spielte die Armee eine Schlüsselrolle beim Schutz der Zivilbevölkerung und bei der Aufrechterhaltung des friedlichen Charakters der Demonstrationen angesichts der von Anhängern der Hisbollah, Aktivisten und Zivilisten ausgesprochenen Provokationen, schrieb Nohad Topalian in Al-Machriq (7. November). Der Befehlshaber der Armee, General Joseph Aoun, hatte sich am 26. Oktober mit den Chefs der Sicherheitsbehörden getroffen, um Maßnahmen zur Erleichterung des freien Verkehrs auf wichtigen Straßen und der Sicherheit der Demonstranten zu erörtern. Das Armeekommando bekräftigte das Recht auf friedlichen Protest und Meinungsäußerung, die durch die Bestimmungen der Verfassung und des Gesetzes geschützt sind.
Seit Beginn der Proteste am 17. Oktober hat die libanesische Armee „erkannt, dass sie die Pflicht hat, die Bürger zu verteidigen, wer auch immer sie sind, wo immer sie sind“, teilte eine militärische Quelle des Armeekommandos Al-Mashareq mit. Das Armeekommando "kommunizierte auch mit Politikern, um sie davon zu überzeugen, dass die Lösung politisch und nicht militärisch sein muss, sagte die militärische Quelle. „Das Armeekommando hatte nicht eine Minute lang die Absicht, die Demonstranten zu unterdrücken und die Straßen gewaltsam zu öffnen“, sagte er und wies darauf hin, dass diese Option „kategorisch abgelehnt“ wurde. Die libanesische Armee hat die Sicherheit der Demonstranten seit Beginn der Demonstrationen gewährleistet, „trotz des Drucks, der ursprünglich auf das Armeekommando ausgeübt wurde, um uns zu unterdrücken“, sagte der zivile Aktivist Ihab Mounjed.
Nach Ansicht von Fadia Kiwan, Professorin an der St. Joseph Universität in Beirut, ist die Armee eine der wenigen staatlichen Institutionen, die breite Unterstützung und Respekt in der Öffentlichkeit genießen, da sie als einigende Kraft in dem tief gespaltenen Land angesehen wird. Während der Proteste wurde größtenteils daran gearbeitet, Spannungen zu entschärfen und Demonstranten zu schützen, obwohl es den Anhängern der Hisbollah und Amal in den vergangenen Wochen zweimal gestattet wurde, Zelte auf dem Hauptprotestgelände in der Innenstadt von Beirut zu zerstören.
Nach den Attacken der Anhänger von Hisbollah und Amal-Bewegung auf Demonstranten (24./25. November)
Hisham Jaber, ein pensionierter libanesischer General, sagte, die Armee sei in einer „heiklen“ Position und hätte nicht mehr tun können als am Sonntagabend (24. November). Das Militär steht bereits im Zentrum einer Debatte in politischen Kreisen der USA. Die Trump-Regierung hält derzeit mehr als 100 Millionen US-Dollar an US-Militärhilfe für den Libanon zurück, die vom Kongress genehmigt wurde, ohne eine Erklärung für die Einstellung abzugeben.
Dies hat bei einigen in der US-amerikanischen Sicherheitsgemeinschaft zu Besorgnis geführt, die die Hilfe, die hauptsächlich zum Kauf von in den USA hergestelltem Militärmaterial verwendet wurde, als Schlüssel zur Bekämpfung des iranischen Einflusses im Libanon ansehen. Andere, darunter auch pro-israelische Gesetzgeber im Kongress, haben versucht, das Militär zu enttäuschen, und argumentiert, es sei von der Hisbollah, die die USA als terroristische Organisation bezeichnet, kompromittiert worden. Die US-Behörden haben lange geglaubt, dass eine starke libanesische Armee ein Gegenpol zu den Waffen der Hisbollah sein und die militante Gruppe der Entschuldigung berauben könnte, ihre Waffen zu behalten. Die 70.000 Mann starke Truppe spaltete sich während des libanesischen Bürgerkriegs von 1975 bis 1990 entlang sektiererischer Linien. Seitdem ist es weitgehend gelungen, ein Stabilitätsniveau zu erreichen, indem ein harter Spagat eingehalten wurde, zu dem auch die Abstimmung mit der Hisbollah in Sicherheitsfragen gehört. Jaber sagte, es sei unmöglich, dass die Sicherheitskräfte mit der Hisbollah zusammenstoßen, weil „dies zu Spaltungen innerhalb der Armee führen wird.“ „Die Hisbollah ist ein Hauptbestandteil des libanesischen Volkes“, sagte er. „Die Armee in einen Kampf mit ihnen zu bringen, würde dazu führen, dass ein Teil der libanesischen Armee abgezogen wird. Dem könnten andere Gruppen folgen, die sich dann von der Armee trennen.“

## Feministischer Aspekt

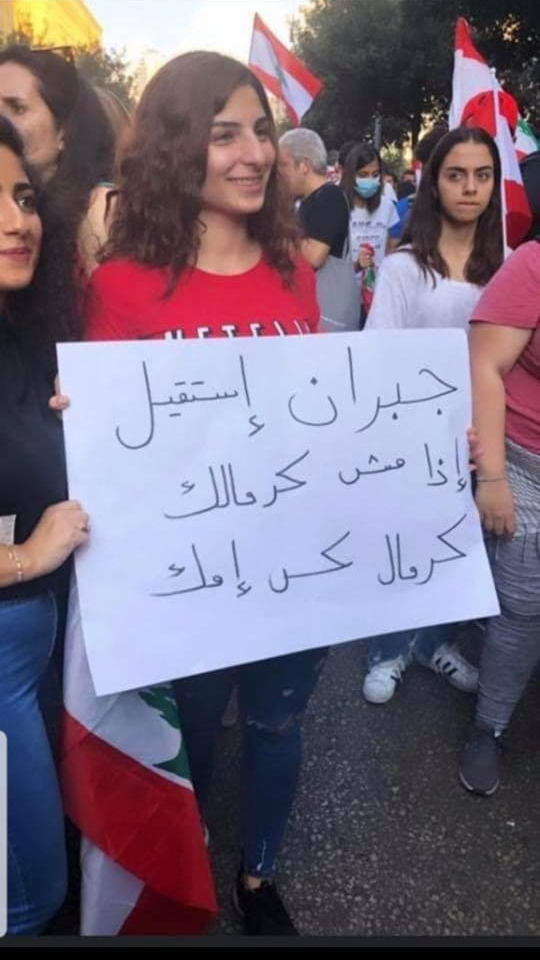
„Gebran tritt zurück, wenn nicht deinetwegen, dann deiner Mutter zuliebe“

Frauen stehen im Libanon an vorderster Front bei Protesten – und sie regen auch Feministinnen in anderen arabischen Ländern dazu an, aufzustehen, schrieb die Deutsche Welle. Die ägyptische Frauenrechtlerin Hend El Kholy schrieb auf Facebook, es sei inspirierend, dass Frauen im Libanon Shorts tragen und durch eine Gruppe von Männern gehen könnten, ohne belästigt zu werden. „Wenn jemand wissen will, was Männlichkeit ist, kann er es hier sehen“, schrieb sie. „Frauen fühlen sich in dieser Gruppe sicher. Kein einziger Mann versucht, ihre Freiheit einzuschränken oder sie zu belästigen – weder verbal noch physisch.“ El Kholy stellte die Situation der Frauen im Libanon der Situation der Frauen in Ägypten gegenüber, wo sie weiterhin Demütigungen, Belästigungen und Angriffen ausgesetzt sind. Viele, die am ägyptischen Aufstand von 2011 teilnahmen, wurden von Sicherheitskräften – und sogar von männlichen Demonstranten – sexuell angegriffen.
Auch ein Artikel in der saudi-arabischen Zeitung Okaz hat viele Menschen zutiefst verärgert. Ein Bericht über die Proteste stand unter dem Titel „Libanesische Schönheiten: All diese wunderbaren Frauen sind Revolutionäre“. Der Artikel bestand hauptsächlich aus ausgewählten Fotos von „attraktiven“ Demonstrantinnen, die die Zeitung als „nicht nur wunderbar, sondern auch revolutionär“ beschrieb. Unnötig zu erwähnen, dass der Sexismus die Demonstranten im Libanon verärgert hat.
Und der Kampf der Frauen im Libanon sei intensiv, schrieben die Deutsche-Welle-Autorinnen Dina Elbasnaly und Kersten Knipp. Ein Gesetz, das Vergewaltiger davor bewahrt hatte, inhaftiert zu werden, wenn sie versprachen, ihre Opfer zu heiraten, war bis 2017 in den Gesetzbüchern verblieben. 2018 schlossen sich mehrere Frauenorganisationen zusammen, um die landesweite Initiative Shame on Who? zu starten, eine Kampagne zur Unterstützung der Öffentlichkeit für Menschen, die sexuelle Übergriffe gemeldet hatten, mit der Mahnung, „den Vergewaltiger zu verurteilen – nicht das Opfer“.
„Frauen stürmen durch die Straßen des Libanon, um gegen die derzeitige Regierung zu protestieren – aber auch, um mehr Rechte für sich selbst zu fordern“, schrieb Tara Kavalier (Jerusalem Post). „Am Sonntag marschierten sie in Beirut, um die Frauen zu ehren, die an den Kundgebungen teilnehmen und diese leiten, und um die Öffentlichkeit daran zu erinnern, dass bei neuen Reformen der Status der Frauen des Landes geändert werden muss.“ Frauen würden bei diesen Protesten Führungsrollen in verschiedenen Bereichen übernehmen: Sie blockieren die Straßen, organisieren die Proteste, singen und bereiten Gesänge vor und leiten die Proteste [sogar], meint Hayat Mirshad, eine Feministin und Leiterin der Kommunikations- und Kampagnenabteilung der libanesische Frauendemokratische Versammlung (RDFL), einer säkularen NGO, die sich für die Gleichstellung einsetzt.
Außenstehende mögen den Eindruck erwecken, dass Frauen im Libanon ein gewisses Maß an liberaler Freiheit haben, insbesondere im Vergleich zu anderen Ländern in der Region, schrieb Sarah Khalil (The New Arab) am 8. November; für die libanesischen Bürgerinnen sei „das Bild jedoch eine gut gemachte Fassade. In der Verfassung verankert und von der libanesischen Justiz bestätigt, dürfte die Einschränkung der Frauenrechte im Libanon im Vergleich zu den konservativeren Nachbarn des Landes extremer sein.“ Im Zentrum dieser Diskriminierung stehe ein konfessionelles System, das in der Verfassung verankert sei, so die Autorin. Das Gesetz sehe vor, dass Libanons Flickenteppich von Religionsgemeinschaften das Recht habe, seine religiösen Werte zu wahren. Die Verfassung garantiert die Achtung des „persönlichen Status und der religiösen Interessen“. Die Wahrung dieser verfassungsmäßigen Rechte wurde lange Zeit als „kritisch“ bezeichnet, um die Rückkehr des Libanon in den Bürgerkrieg zu verhindern. Das Ergebnis sei jedoch, „dass viele der verschiedenen Gemeinschaften das Patriarchat als ein verfassungsmäßig vorgeschriebenes religiöses Recht hochhalten. Jegliche Bemühungen zur Reform von Gesetzen, die Frauen diskriminieren, werden durch die Behauptung blockiert, dass sie die Stabilität gefährden, die durch das unterschiedliche sektiererische System des Landes eingeleitet wird.“

## Haltung der Kulturszene

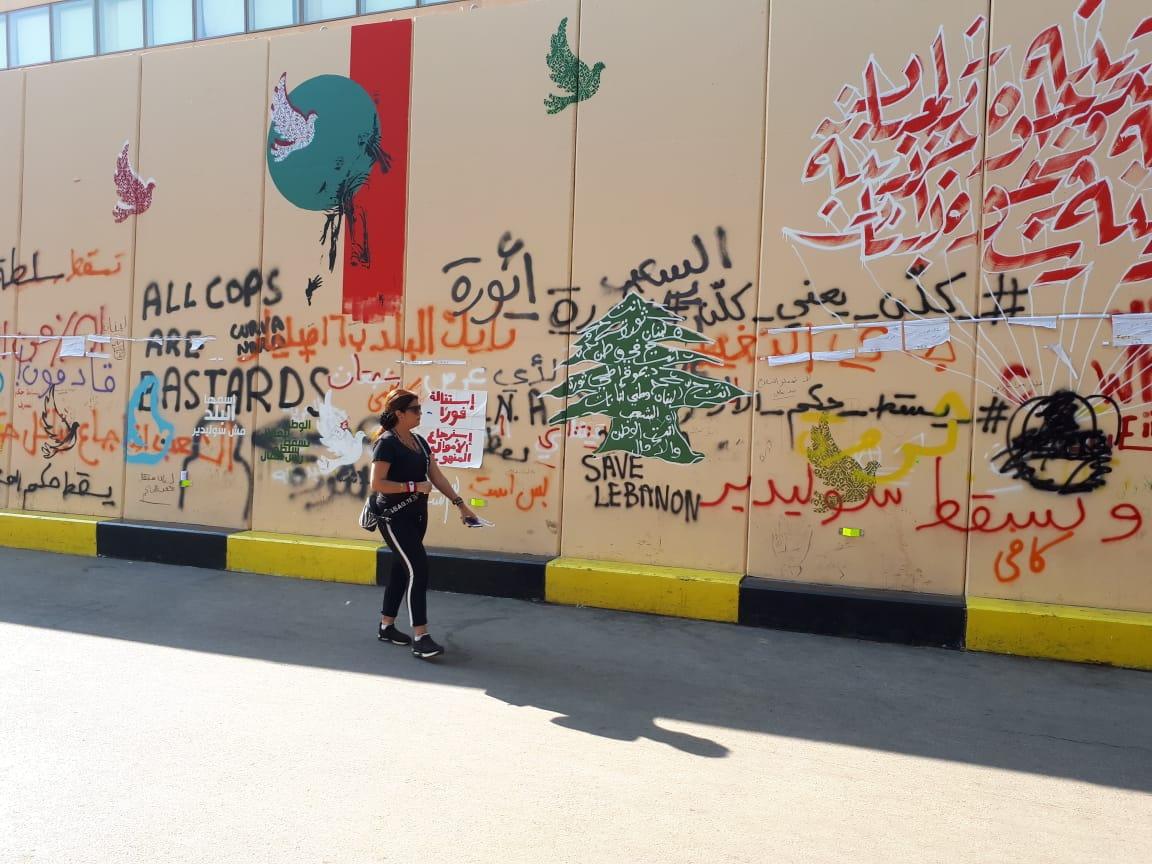
Graffiti in Beirut während der Proteste im Libanon 2019

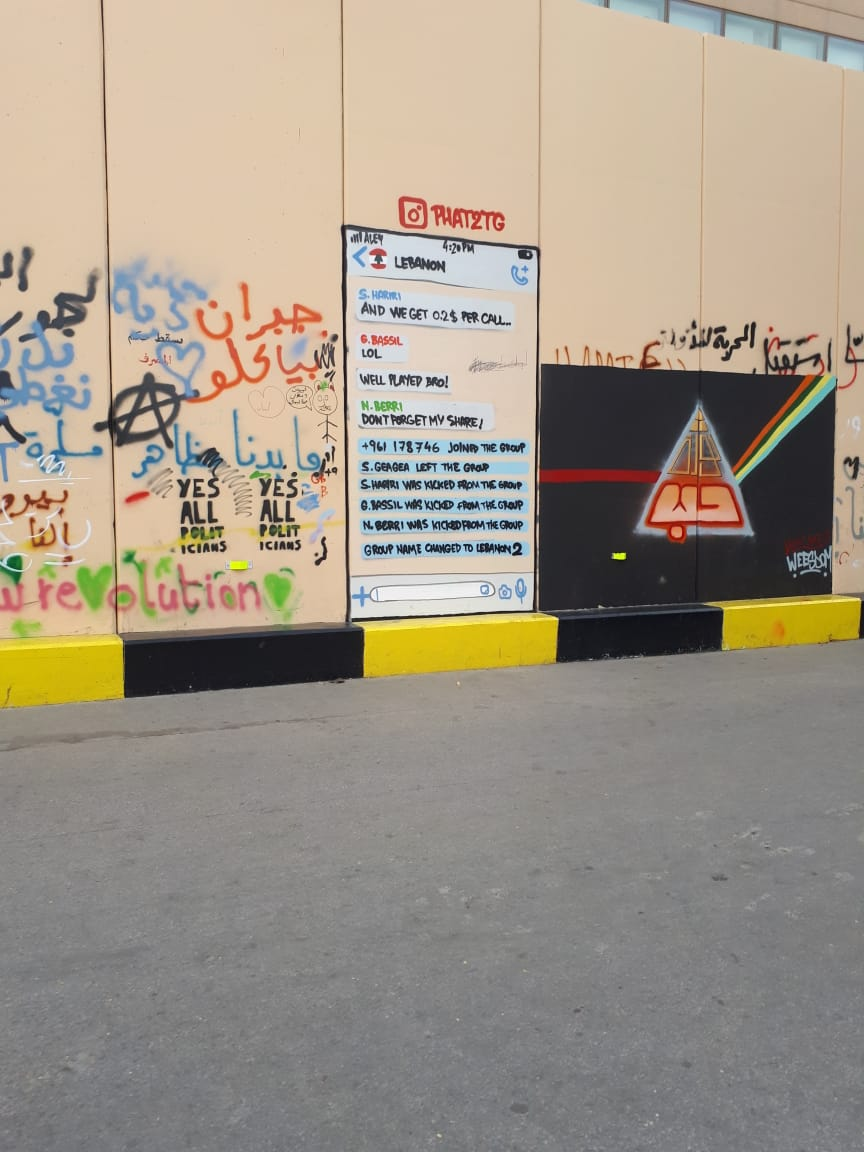
Graffiti bei den Protesten in Beirut. Der Text lautet sinngemäß: eine Chatgruppe; Hariri schreibt: Wir bekommen 20 Cent pro Anruf. Der Außenminister Gebran Bassil sagt: Lol. Gut gemacht, Bruder. Der Parlamentspräsident Nabih Berri sagt: Vergesst nicht meinen Anteil! Ein Unbekannter tritt der Gruppe bei; Samir Geagea verlässt die Gruppe; Hariri, Bassil und Berri werden von der Gruppe ausgeschlossen. Der Gruppenname wird darauf geändert in Lebanon Two, was bedeutet: Wir beginnen mit einem zweiten Libanon

Auch die Kulturszene des Landes habe sich den Protesten angeschlossen, schrieb Deutschlandfunk Kultur am 26. Oktober. Museen bleiben geschlossen, ein Kunstfestival wurde abgesagt. Das lange geplante Gastspiel des amerikanischen Werk „Die Schöne von Amherst“ im Studio der Beiruter Theaterkompanie Zoukak wurde abgesagt. Gleichzeitig hat sich eine Gruppe Grafikdesigner zusammengetan, um in den sozialen Medien über die verschiedenen Protestaktionen zu informieren. „Musiker geben spontane Straßenkonzerte; Graffiti-Künstler verewigen ihre politische Kritik an Beiruts Hauswänden. ‚Wir werden nicht still sein‘, steht unter anderem da zu lesen. Denn Korruption und Misswirtschaft der politischen Elite wirkten sich auch negativ auf die libanesische Kultur aus“, so der Theatermacher Mohamad Hamdan.
Ein wichtiger Treffpunkt sei inzwischen das sogenannte „Ei“, die Ruine eines ehemaligen Kinos auf dem „Märtyrerplatz“ in der Innenstadt von Beirut. „Mit Einschusslöchern übersät erinnert es an den libanesischen Bürgerkrieg und war Jahrzehnte lang abgeriegelt. Jetzt haben die Demonstranten das „Ei“ besetzt und erwecken es zu neuem Leben.“ Es wird genutzt, um dort Diskussionsrunden abzuhalten, Filme zu zeigen und Musik zu spielen; es sei ein Beispiel wie Demonstranten und Künstler den öffentlichen Raum zurückerobern, erklärt Mohamad Hamdan vom Zoukak-Theater.
Der bekannte libanesische Sänger und Songwriter Marcel Khalifé schloss sich am Sonntag den Demonstranten in der südlichen Stadt Nabatäa an. Khalife sang mit den Demonstranten eine Reihe seiner patriotischen Lieder und brachte damit seine Solidarität zum Ausdruck.

## Der Protest und die Medien
Al Jazeera berichtet über die mediale Aufbereitung der Proteste im Libanon; die Journalisten konnten beobachten, dass Sender des Landes wie die Lebanese Broadcasting Corporation International (LBC), MTV und Al Jadeed ständig nach Interviewpartner in der Menge suchten und dabei „nur die Meinung einer Person nach der anderen einholen“, so Habib Battah, Mitarbeiter am Reuters Institute Oxford. Die Medienlandschaft im Libanon werde „von einer Handvoll politischer Dynastien monopolisiert. Ungefähr zwölf Familien besitzen oder kontrollieren die gesamte Mainstream-Medienlandschaft“, sagt Lara Bitar, Medienarbeiterin und Organisatorin. Der Fernsehsender OTV ist der Partei des Präsidenten Aoun angegliedert. Das vorherrschende Misstrauen der Libanesen gegenüber ihren Mainstream-Medien hat sie dazu veranlasst, so die Autoren, soziale Medien zum Austausch von Informationen zu nutzen. Aber im Gegensatz zum arabischen Frühling sei dies „keine Facebook-Revolution. Millionen Libanesen – ausgerechnet Sekten – wollen nicht nur einen Diktator oder eine bloße Regierung stürzen. Sie wollen ein System stürzen – Sektierer bis ins Mark – bis hin zu den Fernsehkanälen, die ihre Geschichte erzählen sollen. Ihre grundlegende Botschaft: Unabhängig davon, was unsere Politiker uns mitteilen, muss der Libanon nicht so sein, egal wie unsere Medien darüber berichten.“
„Einige libanesische Sender hätten beschlossen“, so Habib Battah in Al Jazeera, „die Regie komplett abzutreten und stattdessen ihr Programm in ein offenes Mikrofon ohne Zensur zu verwandeln. Stundenlang sind Reporter libanesischer Fernsehsender wie LBC, Al Jadeed und MTV bei Protesten im ganzen Land an Ort und Stelle, während Menschenmassen um sie herumwirbeln und auf die Gelegenheit warten, ihre Beschwerden auszusprechen und manchmal das Mikrofon zu greifen.“ Viele Menschen würden namentlich Politiker ansprechen, was ein Tabu im Libanon sei, wo man häufig über Korruption diskutiere, oft aber nur allgemein. Das Resümee des Autors:
„Für mich und viele andere war es eine unglaubliche Erleichterung, die Nachrichten der Politiker, die Seifenoper ihres täglichen Lebens, nicht hören zu müssen: ihre Pressekonferenzen und Auslandsreisen, ihre kleinen Streitereien und selbst ihre Betrügereien, ihr herablassendes Selbstvertrauen, Egoismus und unaufrichtige Versprechen. Es war eine große Erleichterung, zur Abwechslung etwas anderes zu hören, die Probleme und die Stimme anderer und zu wissen, dass diese Stimmen da draußen, Millionen von ihnen, existieren.“
In den sozialen Medien wirkt die libanesische Protestbewegung positiv und macht die Staats- und Regierungschefs des Landes zur Rechenschaft, schrieb Kareem Chehayeb (Middle East Eye) – das Filmmaterial sei reich an jubelnden Menschenmassen, aufwändigen Wandgemälden und Gemeinschaftsinitiativen. Die lokalen Medien würden jedoch ein ganz anderes Bild zeigen: Die Forderungen der Demonstranten nach einer Überholung oder nach einem seit langem regierten sektiererischen System wurden als gefährliche Bewegung dargestellt, die von ausländischen Mächten unterstützt wird, um den Libanon in einen offenen Konflikt zu ziehen. Während Desinformationskampagnen nicht neu sind, habe der Aufstand der Bevölkerung, der am 17. Oktober durch sozioökonomische Missstände ausgelöst wurde, so der Autor, das von politischen Parteien und politisch verbundenem Eigentum dominierte Medienökosystem weiter ans Licht gebracht. Die Medienforscherin Azza el-Masri sagte gegenüber Middle East Eye, dass Desinformationskampagnen in einer Zeit der Unsicherheit eingesetzt wurden, um mit den Emotionen der libanesischen Bürger zu spielen. Für Naser Yasin, einen politischen Analysten am Issam-Fares-Institut für öffentliche Ordnung und internationale Angelegenheiten, ist die Zunahme der Desinformationskampagnen offensichtlich, da die Entstehung der größten Volksbewegung des Landes seit fast 15 Jahren für viele ein Schock war. Er hält einige dieser Kampagnen sowohl in den sozialen als auch in den traditionellen Medien für „orchestriert“. Masri glaubt auch, dass die libanesischen Medien eine Rolle dabei spielen, Desinformationskampagnen aufrechtzuerhalten und sogar aufzubauen. „Die libanesischen Medien waren schon immer die Medien der politischen Elite … und selbst wenn sie sich als Partei des Volkes darstellen, sind sie immer noch von den Machthabern und den konfessionellen Kriegsherren, von denen wir uns zu befreien versuchen, finanziell abgesichert.“
Laut dem Fernsehsender Al Jadeed werden Journalisten von Anhängern der Hisbollah wegen ihrer positiven Berichterstattung über die libanesischen Proteste belästigt. Am Dienstag (19. November) trafen Dutzende Anhänger der vom Iran unterstützten Partei vor dem Gebäude des Senders auf Motorrädern ein, um gegen Al Jadeeds Aufruf an die Hisbollah und die verbündete Partei Amal zu protestieren, weil sie Anhänger, die Journalisten belästigten, nicht gerügt hatten. In einem Editorial am Dienstag schrieb Anchor Dalia Ahmad, dass „Gruppen, die die Hisbollah unterstützen, Kampagnen gegen die Medien durchführen“ und die Mitarbeiter „Verleumdungen, Beleidigungen, pornografischen Bildern und der Verteilung der Telefonnummern von männlichen und weiblichen Kollegen“ aussetzen. Al Jadeeds Vizepräsidentin Karma Khayat erklärte gegenüber The National, dass sie der Ansicht sei, dass der Fernsehsender aufgrund der positiven Berichterstattung über Proteste gegen die Regierung zu einem Ziel geworden sei. Der Fernsehsender beschloss, die Hisbollah und Amal am Dienstagabend öffentlich zu bezichtigen, weil sie dieses Verhalten nicht verurteilt hatten, nachdem sie am Vortag Aussagen von belästigten Journalisten gesendet hatten.
Aus der Protestbewegung heraus entstand – angesichts der Unterdrückung und als Ergebnis der Medienkämpfe – eine erste Zeitung mit dem Namen 17Teshreen, dem Tag, an dem die Revolution begann, dem 17. Oktober. Im ersten Leitartikel vom 29. November erklärte man, dass die Zeitung „die Erfahrungen und Erfolge der libanesischen Straße dokumentieren“ möchte.
Am 8. Januar 2020 berichtete Rafaela Naji auf dem Nachrichten-Portal The 961.com über Repressalien gegen Aktivisten und Journalisten im Libanon. Einige hätten gesehen, dass ihre Twitter-Konten durch „anonyme Berichte“ gegen sie blockiert wurden. Nidal Ayoub, Amer Shibani und viele andere Journalisten und Aktivisten wurden verhaftet und vom libanesischen Cybercrimes Bureau verhört, weil sie Informationen über den anhaltenden Aufstand veröffentlicht hatten. Der prominente Journalist und Aktivist Nidal Ayoub wurde festgenommen und verhört, weil er ein Video gepostet hatte, in dem er den Präsidenten beschimpft haben soll. Das Video wurde als unangemessen und für das Image des Staates schädlich eingestuft. In dem von Hussein Mortada gegen ihn eingereichten Verfahren wurde Nidal Ayoub Verleumdung und Blasphemie vorgeworfen, einschließlich des Vorwurfs, dem Präsidenten gegenüber Verachtung zu üben und „das Ansehen des Staates“ zu untergraben. Laut Human Rights Watch stehen die Angriffe auf Journalisten und Aktivisten im Libanon entgegen den internationalen Verpflichtungen des Libanon zum Schutz der Meinungsfreiheit.

## Reaktionen

### Politische Analysen nach Ausbruch der Proteste

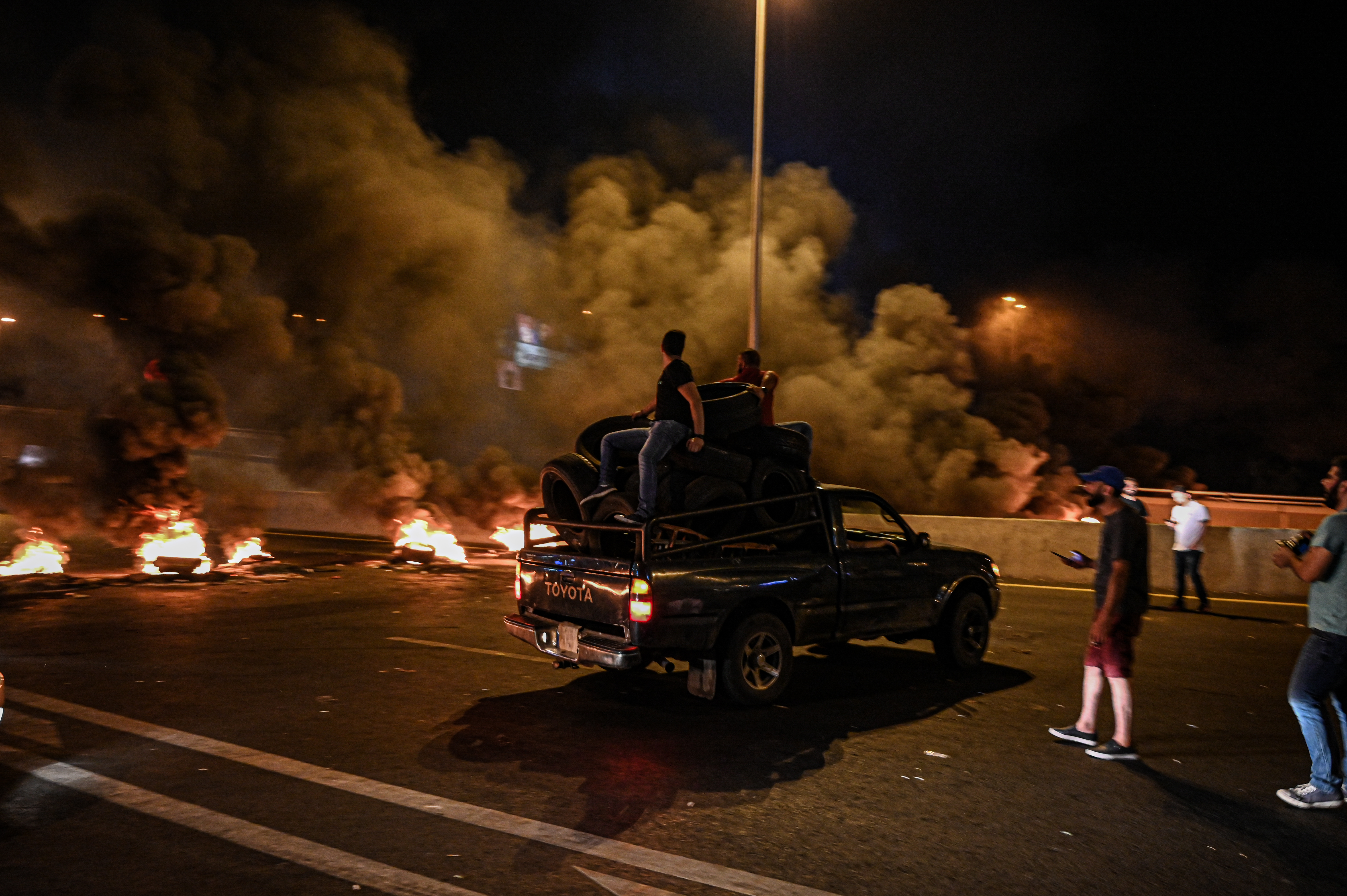
Brennende Barrikaden während der Proteste am 17. Oktober in Antelias

In einer TV-Debatte im französischen Fernsehen wurde gemutmaßt, dass die aktuellen Proteste im Nahen Osten und in Südamerika (Proteste in Chile 2019 und in Ecuador) von der französischen Gelbwesten-Bewegung beeinflusst sein könnten; es sei möglicherweise der plötzliche Ausbruch führerloser Proteste, die von den sozialen Medien unterstützt werden, gegen Politiker aus dem gesamten Spektrum. „Dieses neue Zeitalter der Transparenz, in dem wir leben, hat zu einer wachsenden Ungleichheit geführt, die einfach nicht angegangen wird.“
Dass sich die Protestbewegung über die im Libanon dominierenden ethnischen und religiösen Grenzen hinweg entwickelt hat, wird als Zeichen einer nationalen Einigungsbewegung bis hin zu einem neuen Nationalgefühl in dem ansonsten durch stark separatistische Strömungen geprägten Land gewertet. Nach Ansicht von Anchal Vohra (Foreign Policy) scheinen sich die Massenproteste im Libanon und im Irak auf den ersten Blick sehr zu unterscheiden. „Im Irak bestanden die Demonstranten hauptsächlich aus wütenden jungen Männern der Arbeiterklasse, und sie wurden schnell mit Gewalt konfrontiert.“ Im Libanon seien die Proteste wiederum „durch den unverwechselbaren Stil und den festlichen Geist des Landes gekennzeichnet“, und die Initiatoren stammten größtenteils aus den oberen Gesellschaftsschichten. Trotz des starken Gegensatzes zwischen den Protesten sind sich die Rebellen in beiden Ländern tatsächlich sehr ähnlich, so der Autor. „Sie sind mit vielen der gleichen politischen Probleme konfrontiert und stellen im Wesentlichen die gleiche Forderung.“ Sie wollten den Sturz der existierenden, sich selbst dienenden Eliten ihres Landes und große Veränderungen der konfessionell ausgerichteten Verfassungssysteme.
Der prominente libanesische Ökonom Ishac Diwan sagte, das Land befinde sich in der Phase einer Revolution, die darauf abzielte, eine neue nationale Identität zu formen, die von „Individuen geprägt sei, die das System ablehnen“. Diwan sagte gegenüber dem Sender France Culture, dass die Führer des gegenwärtigen libanesischen Konfessionssystems nicht länger dem entgehen können, dass sie mit Korruption identifiziert, vom Staat und der Privatwirtschaft profitiert und die Kreditressourcen dominiert zu haben.

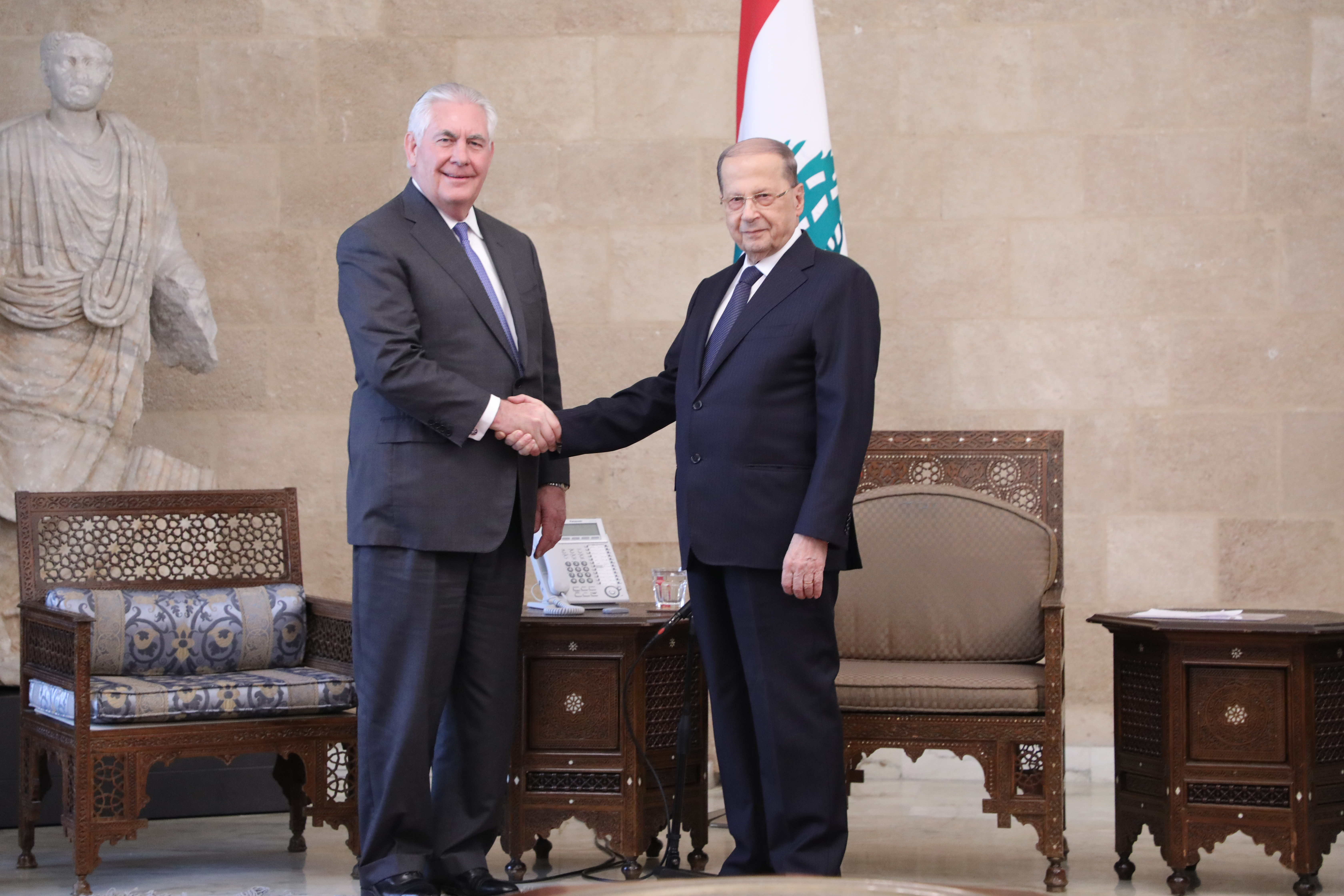
Der libanesische Präsident Aoun bei einem Treffen mit dem damaligen US-Außenminister Rex Tillerson 2018

Der libanesische politische Kommentator Youssef Bazzi sagte, es sei zum gegenwärtigen Zeitpunkt schwierig für die libanesische Protestbewegung, ein Manifest zusammenzustellen, was zum Teil auf die tiefe Wut zurückzuführen sei, die auf der Straße explodiert.
Anstatt zurückzutreten, nehme Aoun eine provokative Haltung ein und versuche, den Aufstand zu instrumentalisieren, indem er laut Herrn Bazzi die volle Befugnis zur Durchführung einer Säuberung vorschlug. Bazzi sagte, die Hisbollah-Amal-Aoun-Achse und die Unterstützung des Iran würden es der Protestbewegung schwer machen, das System kurzfristig grundlegend zu ändern, und verwies auf Syrien und den Irak als Beispiele.
Nach Ansicht von Sheena McKenzie (CNN) „gehen Aktivisten auf der ganzen Welt in hochorganisierten, hartnäckigen Bewegungen auf die Straße, um ihren Regierungen zu sagen: Das ist nicht gut genug.“ Nach Meinung von Experten sei bei den Protesten ein „Wendepunkt für gewöhnliche Menschen“ erreicht, die es satthaben, Maßnahmen ausgesetzt zu sein, die ihnen von oben von einer herrschenden Klasse auferlegt werden. Es gäbe großen Mangel an Vertrauen in die politische Elite, ein Gefühl der Autoritätskrise und eine Vielzahl von Beschwerden und Gefühlen der Unzufriedenheit", meinte John Chalcraft, Professor für Geschichte und Politik des Nahen Ostens an der London School of Economics and Political Science. Die Menschen im Libanon, die unter den Belastungen einer schnell sinkenden Wirtschaft leiden, zielen auf das ab, was sie als „kriminellen Kapitalismus“ ansehen. Laut libanesischen Demonstranten sind durch Jahrzehnte der Korruption und des Missmanagements der Regierung und durch die Sektenführer des Landes das Leben zu teuer geworden.
Nach Ansicht von Malte Geier (Konrad-Adenauer-Stiftung) werde es in der weiteren Entwicklung der Demonstrationen für die Protestbewegung wichtig sein, „den Libanesen über den Ruf nach einem Sturz der bestehenden Machtverhältnisse hinaus, eine bessere und realistische Alternative zu bieten. Gradmesser der nun kommenden Veränderungen wird nicht zuletzt die junge Generation des Landes sein, die besonders nach ihrer schwachen Beteiligung an den vergangenen Wahlen oft als apathisch und politikverdrossen galt, in diesen Tagen jedoch als Hauptträger der Proteste hervorsticht.“
Verschlechterte wirtschaftliche Bedingungen und ein korruptes politisches System hätten im Libanon seit langem zu tiefgreifender öffentlicher Unzufriedenheit geführt, schrieb Jihad Fakhreddine am 24. Oktober für Gallup. „Bis in die letzten Wochen hatten diese Faktoren den Libanesen jedoch nie an den Rand gedrängt, die Entlassung der gesamten politischen Elite des Landes zu fordern. Tausende haben ‚Alle sind alle‘ gerufen und den Protest-Slogan in den sozialen Netzwerken weit verbreitet. Auch während der arabischen Aufstände im Jahr 2011 blieb die libanesische Öffentlichkeit relativ ruhig.“ Die größere Frage sei also, warum jetzt? Es sei möglich, dass die Steuererhöhung bei WhatsApp und anderen Diensten für einige Libanesen nur ein „Schritt zu weit“ war. Wie ein Protestierender in einem lokalen Fernsehsender sagte: „WhatsApp ist das einzige soziale Medium, das wir haben, um unsere Enttäuschungen auszublenden. Jetzt wollen sie auch unsere Enttäuschungen besteuern.“
In der Vergangenheit wurden viele Revolutionen oder große öffentliche Proteste durch steigende Preise für Grundnahrungsmittel ausgelöst. Es scheint, so der Autor, dass der Libanon das erste Mal ist, „dass eine große Revolte durch die Besteuerung der Nutzung einer Social-Media-App ausgelöst wird.“ Unter Druck habe die Regierung ihre Steuerentscheidung rückgängig gemacht und neue Reformen angekündigt, meint Fakhreddine – „aber es ist wahrscheinlich viel zu spät, um den von den Libanesen eingeschlagenen Zukunftskurs umzukehren.“
Das politische System des Libanon sei entlang religiöser Trennlinien organisiert. Das solle die Machtteilung zwischen den Christen, Sunniten, Schiiten und Drusen und deren Interessenwahrung sicherstellen. Die Beziehung zwischen Bürgern und Staat wird über die Führer dieser Religionsgemeinschaften vermittelt. „Dieses System soll verhindern, dass sich die Leute über diese Grenzen hinweg organisieren“, sagt Bassel Salloukh, Professor für Politikwissenschaft an der Lebanese American University. „Und genau dieses System ist nun explodiert.“ Während im Irak die Proteste von Armee, Polizei und Milizen brutal niedergeschlagen wurden, hielten sich zumindest bis dato (24. Oktober) im Libanon die staatlichen Ordnungskräfte bisher weitgehend zurück. Dass die „konfessionelle Ordnung“, wie Salloukh es nennt, zurückschlagen würde, sei allerdings nur eine Frage der Zeit. „Das herrschende System wird nicht in einer Woche kollabieren“, sagt er. „Der Kampf für eine neue Ordnung im Libanon wird lange dauern.“

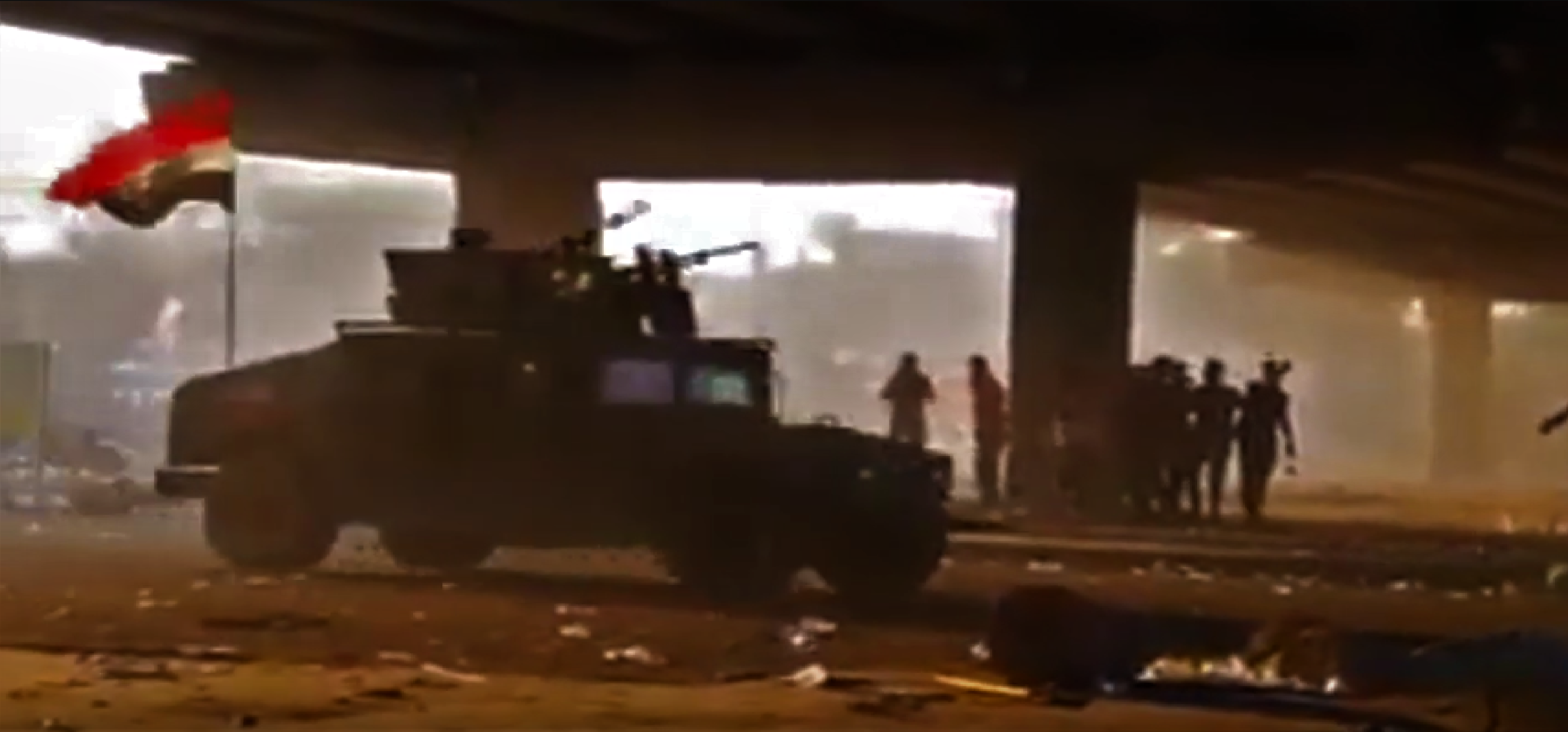
Proteste im Irak im Oktober 2019

Nach Meinung von Osama Al Sharif (Gul News, 25. Oktober) sei die neue Form weitgehend friedlicher Proteste, die man im Libanon erlebe, eine weiterentwickelte Form wirtschaftlich motivierter Proteste verschiedener sozialer und wirtschaftlicher Klassen, die sich benachteiligt, ignoriert und entrechtet fühlen. Während sich die Forderungen auf wirtschaftliche Nöte konzentrieren – Recht auf Beschäftigung, öffentliche Dienstleistungen, Altersvorsorge und dergleichen – können sie nicht ohne strukturpolitische Reformen erreicht werden. „Dies ist die Herausforderung, vor der Länder wie der Irak, Algerien und der Libanon heute stehen. Die Notwendigkeit, sich in Richtung eines bürgerlichen Staates zu bewegen, war noch nie so dringend. Das Ende des Rentierstaates kann nur den Weg für einen neuen sozialen und politischen Vertrag ebnen. Diese Region muss andere Alternativen zur sektiererischen Herrschaft, der Herrschaft der Generäle oder der Strongman-Herrschaft finden.“
Zur Haltung der Vereinigten Staaten äußerte Bilal Saab, Analyst am Middle East Institute in Washington (25. Oktober), dass dieser Volksaufstand der Trump-Regierung die Gelegenheit biete, die Unterstützung für eine Bewegung, „die aus amerikanischer Sicht zu einer besseren Regierung führen könnte, sowie für das libanesische Volk sorgfältig zum Ausdruck zu bringen, ohne die Art hartnäckiger, entzündlicher Rhetorik anzuwenden“, mit der Trump es bei den jüngsten Protesten im Iran getan habe. Es bestünde jedoch auch ein erhebliches Risiko, dass die USA bei Wiederholung charakteristischer Fehltritte in einer turbulenten Region noch mehr Chaos auslösen können, betonte Saab. Anders als der frühere Präsident Barack Obama „benutzt Trump Sanktionen wie ein Vorschlaghammer und schlägt weg, und je mehr Dinge kaputt gehen, desto besser“, sagte George A. Lopez, Professor an der University of Notre Dame und Experte für Sanktionen.
Bislang hat die Trump-Regierung in Bezug auf die libanesischen Proteste nur wenige Nachrichten übermittelt. Während die fortschrittlichen demokratischen Präsidentschaftskandidaten für 2020, Elizabeth Warren und Bernie Sanders, die Demonstrationen öffentlich unterstützen, schweigt sich „Trump über Ereignisse aus, die einen langjährigen US-Feind schwächen könnten.“ Saab sagte, dieses Schweigen könnte „ein Zeichen der Verwirrung sein, die Trumps Nahostpolitik geprägt hat. Es könnte auch sein, dass die USA nicht als Anstifter der Proteste angesehen werden und sie dadurch untergraben wollen.“

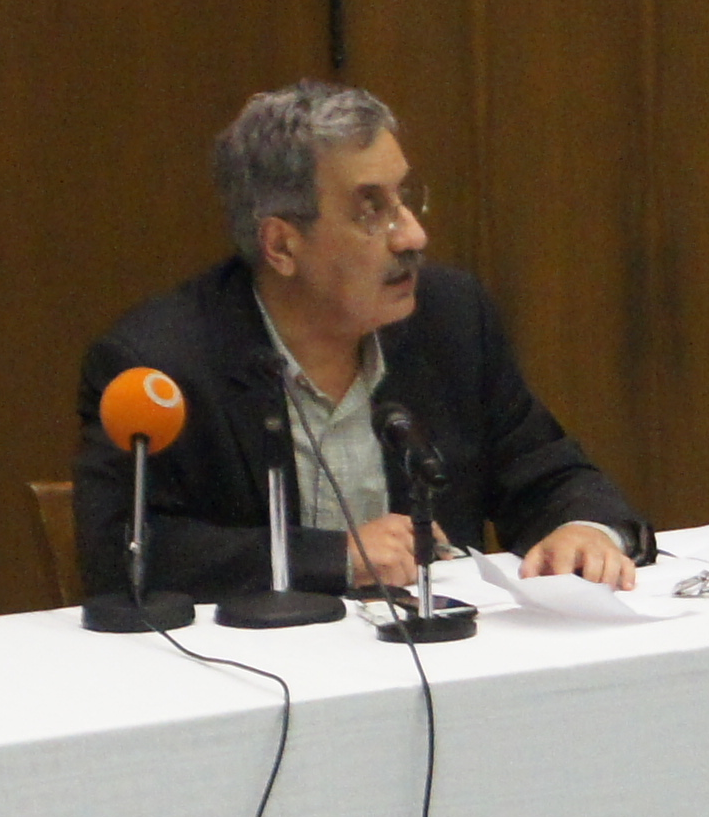
Charbel Nahas (um 2012)

Charbel Nahas, Ökonom und ehemaliger Minister, meinte in einem CNN-Interview am Freitag, den 25. Oktober: „Veränderung ist nie einfach. Sie ist riskant. Sie ist eine historische Chance“, sagt Nahas. „Was bisher passiert ist, ist, dass das existierende De-facto-Regime zusammengebrochen ist. Es ist nicht mehr funktionsfähig.“ Er argumentiert jedoch, dass die Situation leicht nach hinten losgehen und möglicherweise in Gewalt ausbrechen könnte, da eine schwindende Währung die Grundlagen der ohnehin schon heruntergekommenen Gesellschaftsordnung des Libanon bedroht. Die ersten Opfer der Finanzkrise, argumentiert Nahas, seien die politischen Eliten, die er mit „Stammeshäuptlingen“ gleichsetzt, die ein Sammelsurium von Gemeinschaften entlang religiöser sektiererischer Linien führen, das nicht länger aufrechterhalten werden könne. Nach Meinung der CNN-Reporter Tamara Qiblawi, Ben Wedeman and Ghazi Balkiz zeichne sich „der Zusammenbruch des Staates“ bereits ab.

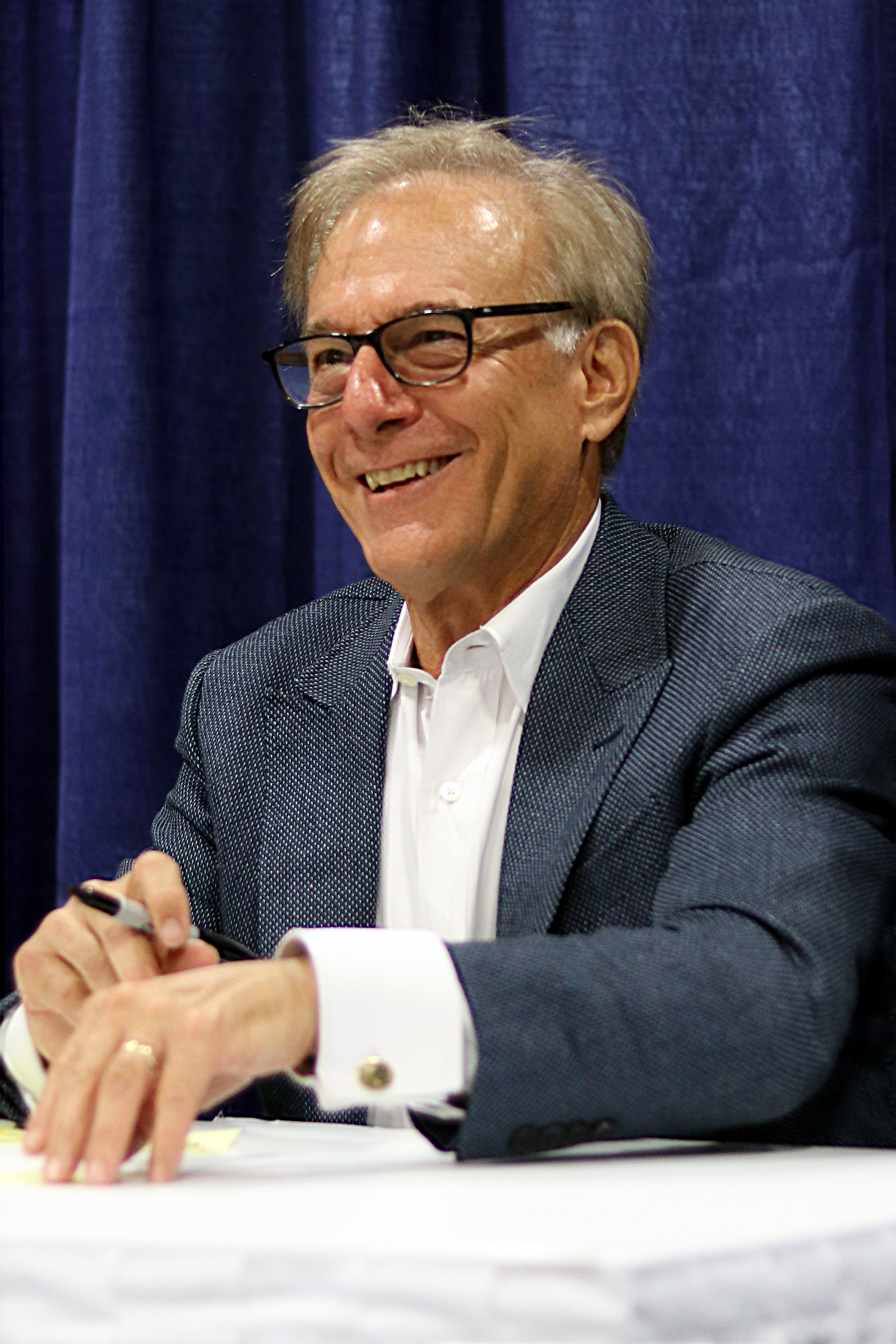
David Ignatius beim National Book Festival 2018

Zu Irritationen führte die kürzlich erschienene Kolumne von David Ignatius in der Washington Post (Syria is lost. Let's save Lebanon vom 16. Oktober). Für Marco Carnelos zeige sich „erneut die Schwierigkeit, mit der führende US-Kommentatoren offenbar konfrontiert sind, um die Situation im Nahen Osten zu verstehen und ihren Lesern eine realistische Einschätzung zu bieten.“ Die Kolumne argumentiere, dass das, was dazu beigetragen hat, die prekäre politische Struktur des Libanon am Leben zu erhalten, der „Glaube, dass die Vereinigten Staaten das Land am Ende nicht vollständig von Feinden des Westens beherrschen lassen würden“.Ignatius habe vorgeschlagen, dass die USA Saudi-Arabien, die Vereinigten Arabischen Emirate und andere regionale Mächte, die gegen den Iran sind, ermutigen sollten, auch mehr Geld in den Libanon zu stecken. Nach Ansicht Ignatius’ sollten die Vereinigten Staaten die Golfstaaten davon überzeugen, dass ihr Geld nicht im Abfluss der libanesischen Korruption verschwindet.
Es sei unklar, so Habib Battah in Al Jazeera, ob dieser Aufstand alle oder einige seiner vielen ehrgeizigen Forderungen erfüllen wird: Rücktritt der gesamten Regierung, einschließlich aller Minister und des Parlaments, vorgezogene Wahlen, Ermittlungen gegen Korruption, öffentliche Dienste für alle. „Aber es wird unmöglich sein, das Gesagte zu entkräften, die Entschlossenheit auf den Straßen zu entlarven und die Fähigkeit der Öffentlichkeit, ein ganzes Land von seinen größten Städten bis zu seinen kleinsten Dörfern zu schließen, nicht zu kennen.“

### Analyse der politischen Situation nach Saad Hariris Rücktritt
Rami Khouri, ein hochrangiger Fellow und Professor für öffentliche Ordnung an der American University of Beirut, äußerte sich nach Hariris Rücktritt; er bezeichnete Hariris Schritt als „großen Sieg“ für die Protestbewegung und als „kritischen Wendepunkt“. Er fügte jedoch hinzu, dass der Ministerpräsident das „schwächste Glied“ in der Koalitionsregierung des Landes sei, in der fast alle Hauptparteien des Libanon, einschließlich der mächtigen Hisbollah, zusammengeschlossen seien. Die Frage sei nun, ob dies einen Prozess auslösen wird, durch den die Hisbollah, die der entscheidende Akteur im Hintergrund ist, sowie der Präsident und seine Partei einer technokratischen Regierung zustimmen werden, die mit dem nächsten Schritt hinsichtlich der Forderungen der Demonstranten fortfährt.
Nach Meinung von Zeina Khodr (Al Jazeera) könnte Präsident Aoun Hariris Rücktritt ablehnen. „Einige glauben, der Ministerpräsident könnte dies als eine Art Verhandlungstaktik nutzen, um seine Regierungspartner unter Druck zu setzen, sich auf eine neue Regierung zu einigen“, sagte Khodr. „Aber seine Partner in der Regierung sind nicht seine Verbündeten und halten bislang an der Macht fest. Bisher weigern sie sich, den Forderungen der Protestbewegung Folge zu leisten.“

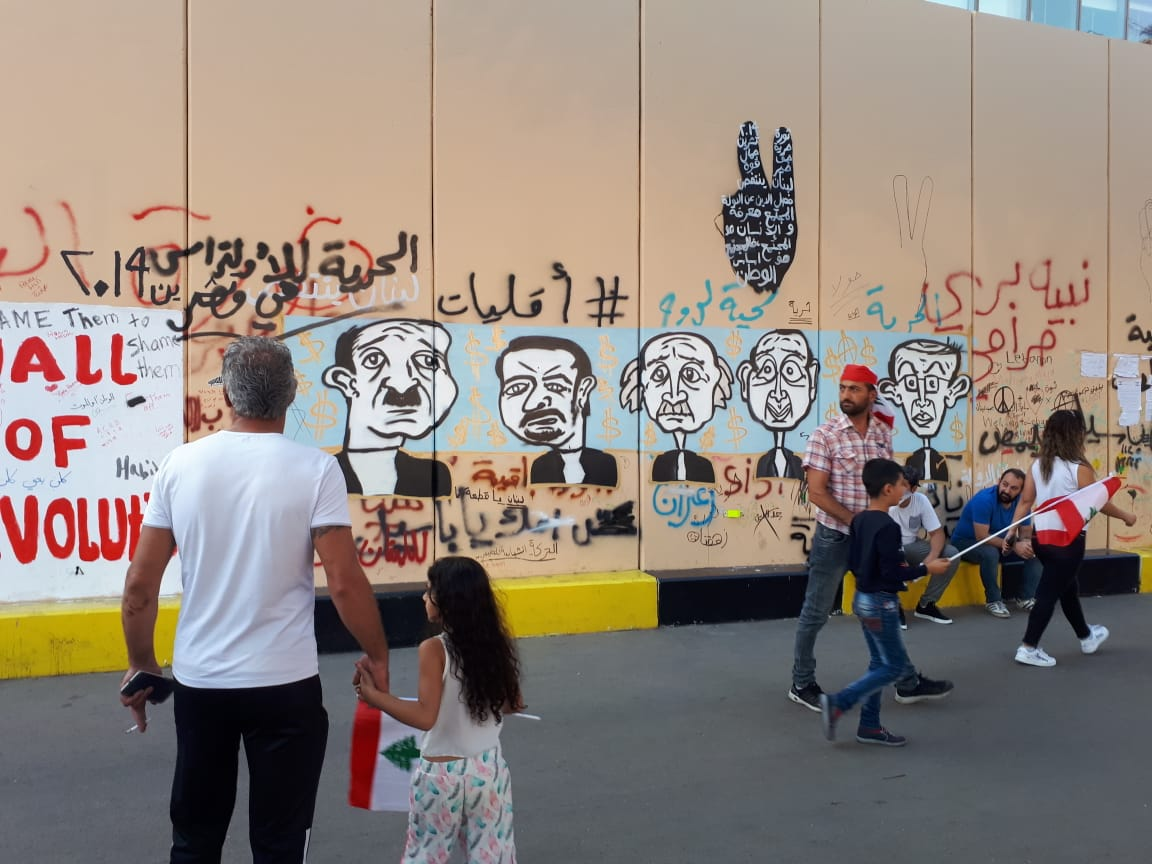
Graffiti während der Proteste in Beirut. Aufnahme vom 27. Oktober 2019

Der britische Guardian sah die Parallelen zwischen den Protesten in Chile und im Libanon; beides seien „Ereignisse, die zwei Länder an den Rand gedrängt haben, [die Proteste] wurden durch scheinbar kleine politische Veränderungen ausgelöst, die ein Symbol dafür waren, dass die herrschende Elite nicht in der Lage war, die Grundbedürfnisse ihres Volkes zu befriedigen oder gar zu verstehen und sich gleichzeitig zu bereichern.“ Während Chiles größte politische Krise seit der Rückkehr der Demokratie vor fast 30 Jahren durch einen Anstieg der U-Bahn-Tarife um 3 % ausgelöst wurde, wurden die Proteste im Libanon durch eine geplante Steuer auf WhatsApp-Anrufe ausgelöst.
Aber in beiden Ländern hätten sich die zugrunde liegenden Ursachen schon viel länger aufgebaut; es gebe tiefe Wut auf politische und wirtschaftliche Systeme, die den größten Teil der Bevölkerung ignoriert haben. „Der Libanon taumelt seit Jahren, sowohl wegen politischer Dysfunktion als auch wegen endemischer Korruption.“ Protestbewegungen auf der ganzen Welt entwickeln sich mit verwirrender Geschwindigkeit, so die Autoren, teils dank technologischer Entwicklungen, teils weil sie ähnliche Kampagnen im Ausland anstreben. Doch es gebe für die Konflikte keinen einfachen Ausgang. Die Führungen der Länder „greifen zwar nach Stöcken oder Heftpflastern, aber es gibt keine kurzfristigen Lösungen für langfristige strukturelle Probleme.“

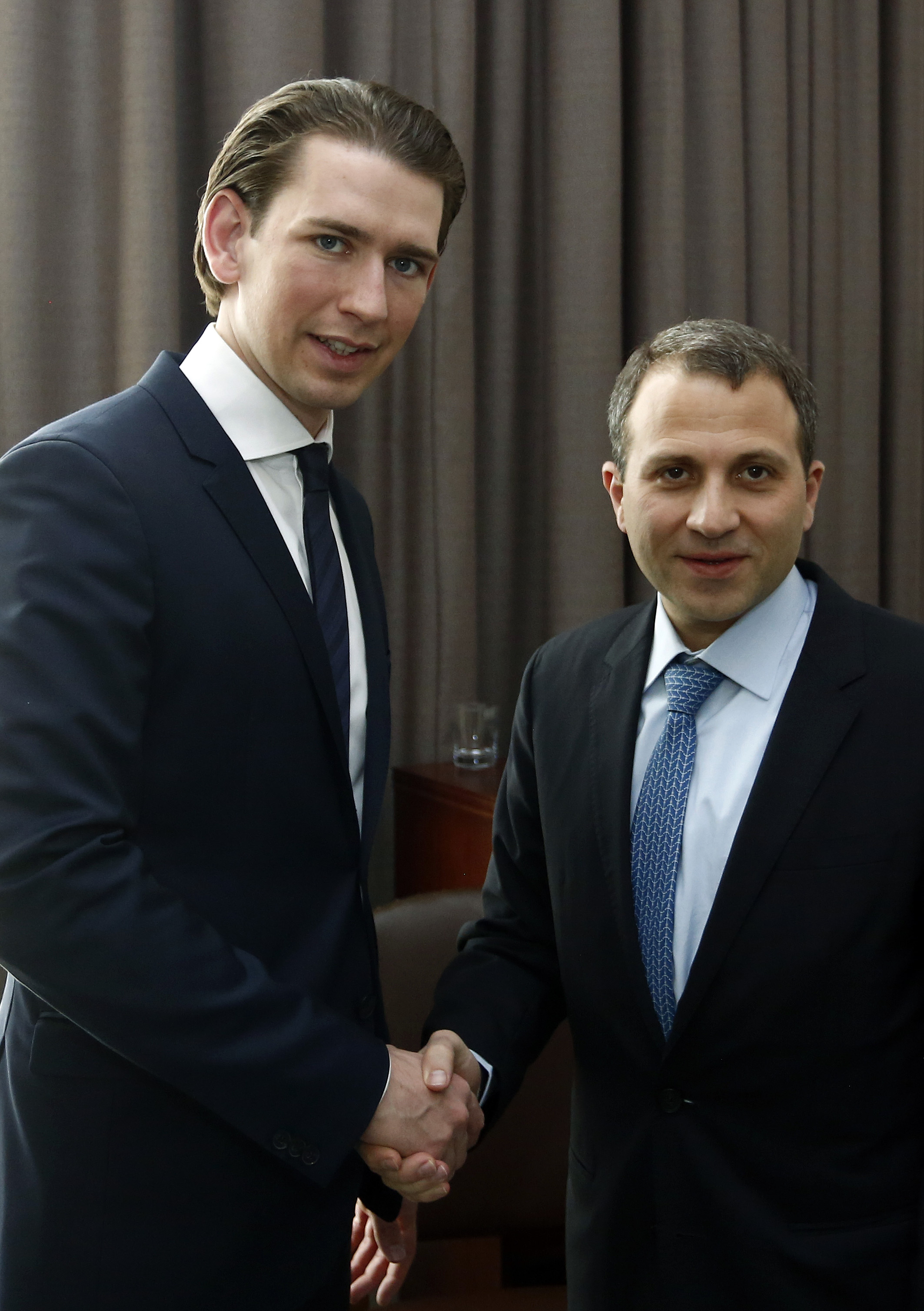
Gebran Bassil mit Sebastian Kurz bei der UNO 2015

Nach Ansicht von Zvi Bar’el (Haaretz) kam der Rücktritt Saad Hariris am Dienstag nicht überraschend; bereits im Juni hatte er seinem Umfeld mitgeteilt, dass er den Regierungsauftrag an Präsident Michel Aoun zurückgeben werde, wenn er die Unterstützung für seine vorgeschlagenen Wirtschaftsreformen nicht gewinne. Aber Hariri habe trotz der scharfen Kritik an seinen Vorschlägen und der fehlenden Unterstützung für deren Umsetzung an seinem Amt festgehalten, so der Autor. Die „Sackgasse“, von der Hariri bei der Ankündigung seines Rücktritts sprach, „begann jedoch nicht, als die Proteste vor ungefähr zwei Wochen herein kamen. Sein Rücktritt und der seines Kabinetts könnten theoretisch die Tür zu einer neuen Gelegenheit eröffnen“, so Bar’el, „aber nur, wenn die politischen Mächte sich einverstanden erklären, eine Regierung von Technokraten einzusetzen, die ohne Rücksicht auf ihre religiöse oder ethnische Identität ernannt werden. Die Demonstranten haben klargestellt, dass weder Bassil noch die Hisbollah-Kabinettsmitglieder darin dienen können. Selbst wenn die Vereinbarung zustande kommt, ist es zweifelhaft, ob die erforderlichen neutralen, unbefleckten Technokraten gefunden werden können.“ Eine andere Möglichkeit sei, Hariri zum Regierungschef eines geschäftsführenden Kabinetts zu machen und Neuwahlen abzuhalten, eine Maßnahme, die die Hisbollah unterstützen könnte. Es sei nicht klar, ob die Demonstranten damit zufriedengestellt werden. Ausgehend von den Erfahrungen der Vergangenheit, so Zvi Bar’el resümierend, werde „am Ende ein Kompromiss erzielt, der niemanden zufrieden stellt, dem Staat jedoch das Überleben bis zur nächsten Krise ermöglicht.“
Die Bildung einer solchen Regierung könne sich jedoch als eine Herausforderung erweisen, meinte Sami Nader, Direktor des Levant Institute for Strategic Affairs. Er sagte, ein Kabinett unabhängiger Experten sei eine „rosige Idee“. Seiner Ansicht nach wird das wahrscheinlichste Ergebnis die Bildung einer Regierung „aè la Libanainse“ sein, was bedeutet, dass man einige unabhängige Figuren einsetzen wird, um die Straße zu befriedigen, aber der alte Modus Operandi bestehen bleiben wird. Das größte Problem sei nun, wie der Libanon – eine der am höchsten verschuldeten Nationen der Welt mit einer Staatsverschuldung von mehr als 150 Prozent des BIP – einen finanziellen Zusammenbruch verhindern könne. „Der einzige wirkliche Weg für den Libanon besteht darin, eine Regierung zu ernennen, die nach dem Unterbrechung durch diese Revolution das Vertrauen in die Menschen und in die internationale Gemeinschaft wiederherstellen kann“, sagte Nader.
Bei den Protesten im Irak und im Libanon ginge es in erster Linie um lokale Politik und eine korrupte politische Klasse, die keine Leistungen erbracht habe, sagte Ayham Kamel, Leiter der Abteilung für den Nahen Osten und Nordafrika bei der Eurasia Group. Die Proteste „zeigen das Scheitern des Stellvertreter-Modells, bei dem der Iran Einfluss ausbauen kann, seine Verbündeten jedoch nicht in der Lage sind, effektiv zu regieren“, sagte Kamel. Libanesische Demonstranten hätten den Iran und seinen wichtigsten Verbündeten vor Ort, die Hisbollah, zwar nur selten genannt, aber sie hätten einen Großteil ihrer Wut auf den libanesischen Präsidenten Michel Aoun und Außenminister Gebran Bassil gerichtet, die beide aus einer eng mit der Hisbollah verbündeten christlichen Partei, der Freien Patriotischen Bewegung stammen.

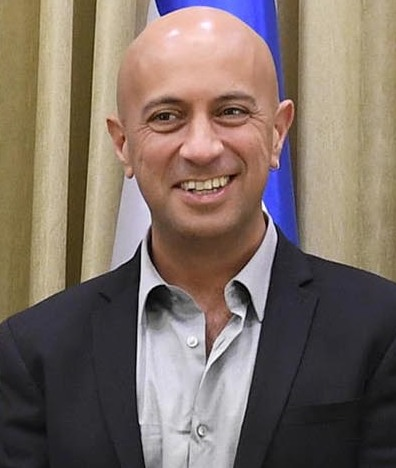
Der Journalist Avi Issacharoff, Februar 2018. Er ist Nahost-Analyst für The Times of Israel, sein Schwester-Nachrichtenportal Walla! sowie der palästinensische und arabische Korrespondent für Haaretz

Für Avi Issacharoff (The Times of Israel) sieht es so aus, als könnte in Anbetracht der sozialen, politischen und wirtschaftlichen Krise, der Rücktritt zu einem Chaos führen, und selbst die Hisbollah könne nicht vorhersagen, wie das enden wird. Die Rücktrittserklärung des libanesischen Premierministers Saad Hariri am Dienstag hätte der Hisbollah gefallen können. Immerhin sei Hariri – der Sohn des ehemaligen Premierministers Rafik Hariri, der 2005 von Hisbollah-Abgesandten ermordet wurde – ein langjähriger Gegner der Terrorgruppe. In Wirklichkeit bereitet der Rücktritt – wie die Proteste im ganzen Land – der Hisbollah ernsthafte Kopfschmerzen. Es sei kein Zufall, dass der Hisbollah-Führer Hassan Nasrallah in seiner jüngsten Rede gegen die Kundgebungen schimpfte und implizit drohte, seine Mitarbeiter zu mobilisieren, „um ein [Führungs-] Vakuum zu verhindern“.
„Für die alten Spielchen ist keine Zeit“, sagte Heiko Wimmen, der Projektleiter Libanon bei der International Crisis Group. „Der Druck der Straße – und vielleicht noch mehr die Angst vor dem wirtschaftlichen Zusammenbruch – wird eine beschleunigte Regierungsbildung diktieren.“ Nach Ansicht von Sami Atallah, dem Direktor des Libanesischen Zentrums für politische Studien, würde die Bildung einer unabhängigen Expertenregierung unter der Leitung einer unabhängigen Person die Demonstranten am meisten befriedigen. Dass dies zustandekomme, sei dennoch unwahrscheinlich, weil etablierte politische Parteien ausgeschlossen würden. „Während die Form der neuen Regierung wichtig ist, ist die Zeit, die sie benötigt, ebenfalls von entscheidender Bedeutung.“ Atallah erinnert in diesem Zusammenhang an die politischen Auseinandersetzungen zwischen den Parteien bei der Bildung Hariris Kabinett, was knapp neun Monate dauerte, bis es sich gebildet hatte. Seiner Ansicht nach habe der Libanon „nicht mehr so viel Zeit. Hohe Verschuldung, stagnierendes Wirtschaftswachstum und rückläufige Rücküberweisungen – eine wichtige Lebensader – haben die Finanzen des Landes zunehmend unter Druck gesetzt.“
Nach Ansicht von Farnaz Fassihi (The New York Times) sehen die iranischen Führer Bedrohungen in den Protesten im Irak und im Libanon, von denen einige mit Feindseligkeiten gegenüber dem Iran verbunden sind. Dies hätten die Interessen des Iran in der Region plötzlich gefährdet.

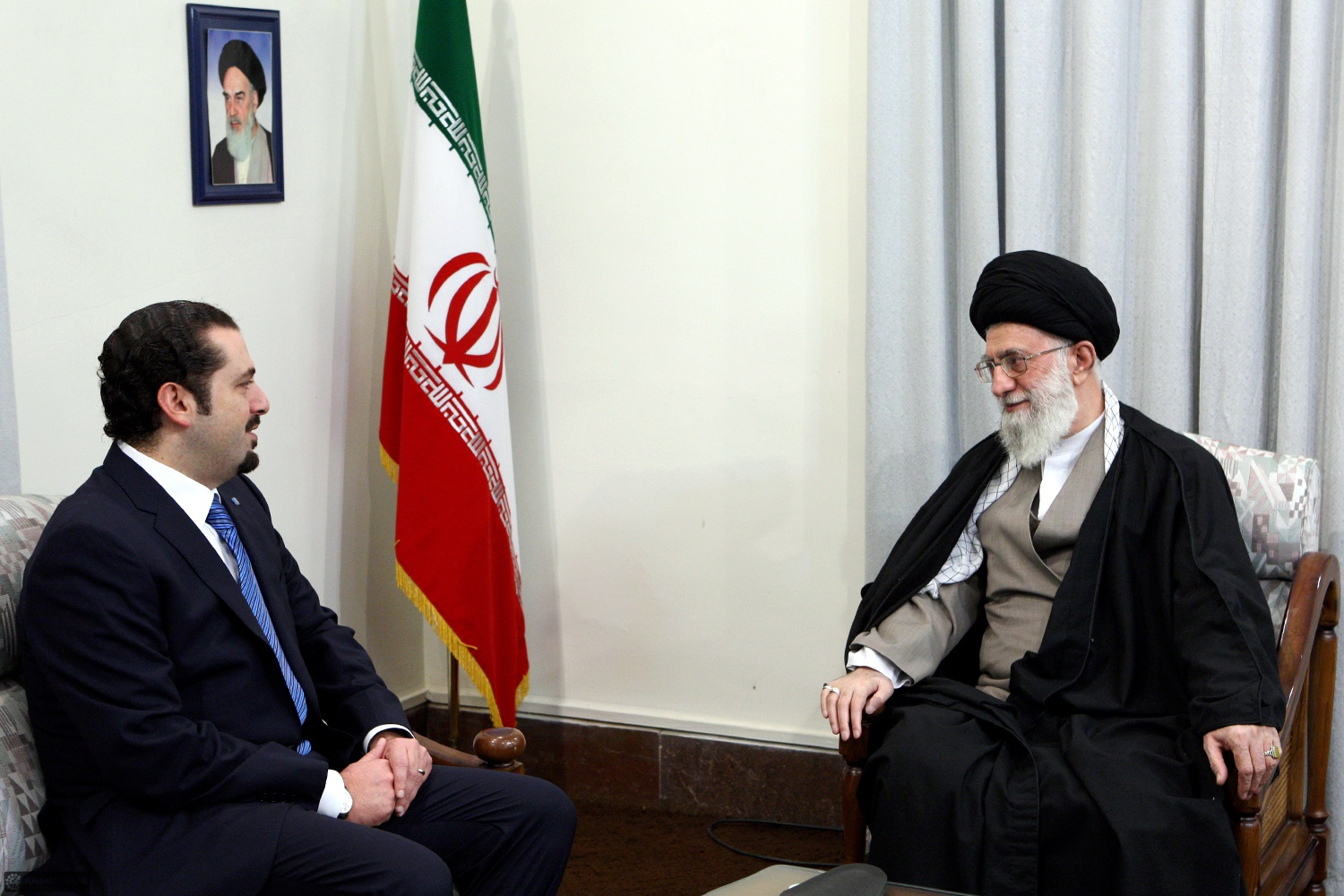
Saad Hariri bei einem Treffen mit Ali Khamenei 2010

Nach Ansicht von Tamara Qiblawi (CNN) würden viele Demonstranten erkennen, „dass ein langer und komplizierter Weg vor ihnen liegt. Im Gegensatz zu weiten Teilen der arabischen Welt werden der Irak und der Libanon nicht von Autokraten regiert, und ein Regierungswechsel führt selten zu einer Verschiebung der Innenpolitik. Stattdessen sagen Demonstranten, dass diese Länder von demokratisch gewählten Kleptokratien regiert werden, wobei die politische Elite dank verschlungener sektiererischer Systeme der Machtteilung tief verwurzelt ist.“ In beiden Fällen stünden die Demonstranten vor der gewaltigen Aufgabe, so die Journalistin, nicht nur ihre Kabinette, sondern ganze politische Systeme zu verändern, um ihre Missstände auszuräumen. Dies wurde im Libanon deutlich, als sich Saad Hariri spätestens 24 Stunden nach seinem Rücktritt als Premierminister bereits als Favorit für denselben Posten herausstellte. Im Irak wird der Rücktritt von Premierminister Adil Abd al-Mahdi nur wirksam, wenn ein Nachfolger gefunden wird.
Ein weiterer erschwerender Faktor sei der wachsende Einfluss des Iran, so. Mit der Hisbollah habe der Iran nicht den Status quo geschaffen, gegen den sich die Menschen in beiden Ländern erhoben hätten, aber er habe ein großes Interesse daran, ihn aufrechtzuerhalten. Und Protestanten, die von tiefgreifenden wirtschaftlichen Missständen, die sich über viele Jahre hinweg durch Misswirtschaft der Regierung angesammelt hatten, angeheizt wurden, standen bald iranisch unterstützten Kräften oder ihren Anhängern gegenüber. Im Libanon erkannte die Hisbollah die Proteste, die Mitte Oktober begannen, zunächst als legitim an, versuchte jedoch später, die Bewegung zu diskreditieren, und erklärte, Teile davon seien von einer Verschwörung gegen die Gruppe getrieben worden. Anhänger der Hisbollah und ihrer politischen Verbündeten in der Amal-Bewegung haben zweimal Proteststätten angegriffen. Die Gruppe hat sich auch gegen den Rücktritt von Hariris Regierung der nationalen Einheit ausgesprochen, zu der auch die Hisbollah und ihre Verbündeten gehörten. Die Haltung der Hisbollah hat den Zorn der Demonstranten auf sich gezogen, selbst unter den sympathischsten der Gruppe. Die Hisbollah ist zwar nicht für Korruption in der Wirtschaft berüchtigt, positioniert sich jedoch in diesem kritischen Moment als Hüterin des sich selbst dienenden libanesischen Establishments.

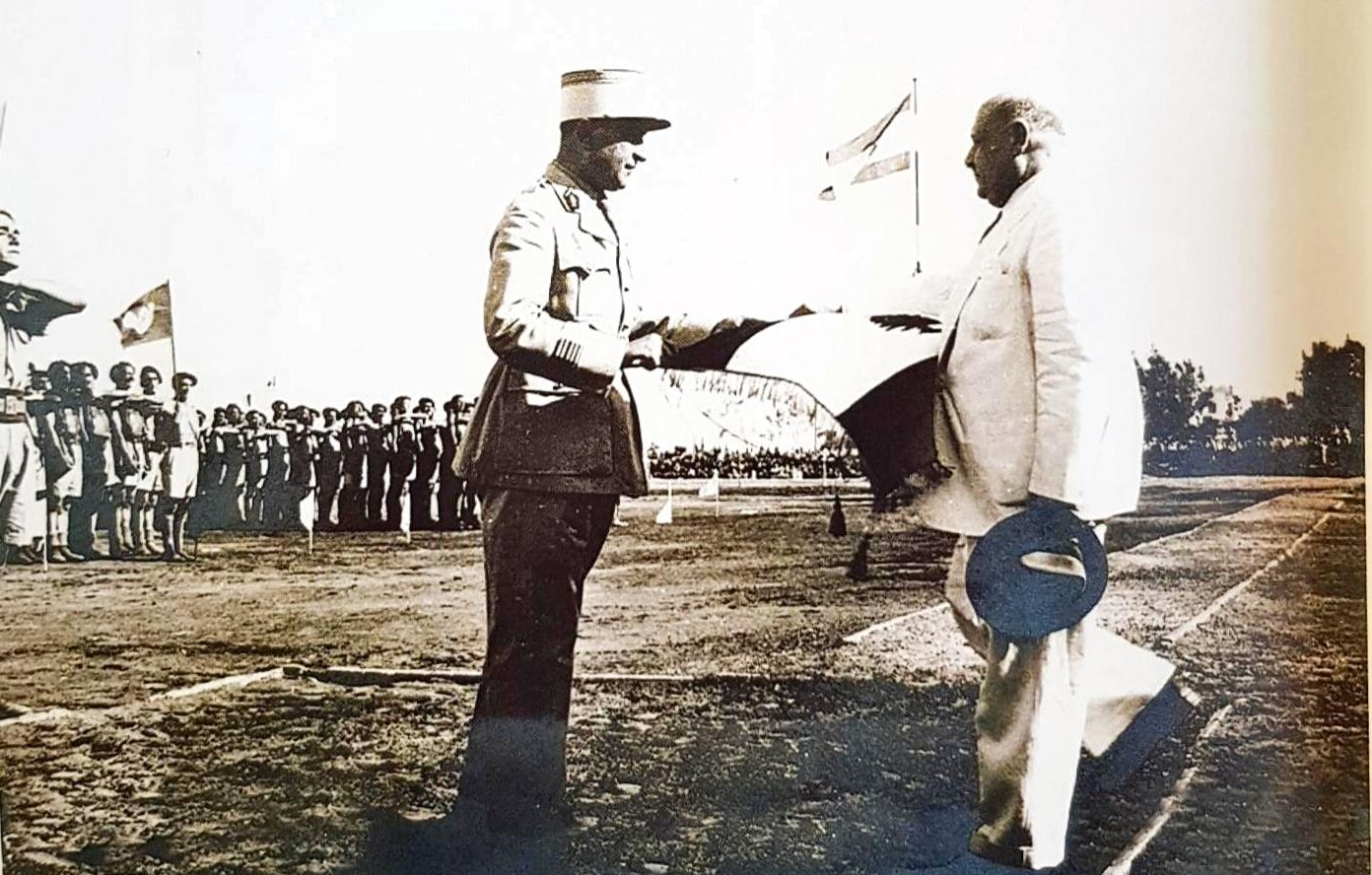
Der libanesische Präsident Béchara el-Khoury übergibt die libanesische Flagge am 17. Juni 1944 an den Armeegeneral Fuad Chehab, um zu feiern, dass der libanesische Staat das Kommando über seine erste militärische Einheit erhält.

Nach Einschätzung von Dania Koleilat Khatib, Spezialistin für US-arabische Beziehungen mit Schwerpunkt Lobbying und Wissenschaftlerin am Issam Fares Institut für öffentliche Ordnung und internationale Angelegenheiten an der American University of Beirut, sind sich die heutigen libanesischen Staats- und Regierungschefs „der Metamorphose des libanesischen Volkes überhaupt nicht bewusst.“ Sie könnten nicht sehen, dass ihr Narrativ tot ist. Sie machten Versprechungen, wie die Geheimhaltung von ihren Bankkonten zu entfernen, diejenigen vor Gericht zu bringen, die Geld unterschlagen haben oder das Haushaltsdefizit zu verringern. Dies seien alles Versprechen, so die Autorin, „die nicht erfüllt werden können, weil dies bedeuten würde, ihre eigene Korruption und ihre abscheuliches Sektierertum aufzudecken.“ Jetzt (2. November) werde über Konsultationen zwischen den verschiedenen „politischen Parteien“ zur Schaffung einer neuen Regierung gesprochen, aber diese politischen Führer verstünden nicht, „dass sie einer vergangenen Ära angehören. Ihr Publikum erodiert. Sie haben keine gesellschaftliche Legitimität mehr. Der Libanon will eine neue nationale Führung, die Institutionen aufbaut und ernsthafte wirtschaftliche, soziale und politische Reformen durchführt. Heute sind die Libanesen reif genug, um sich den Geist von Fuad Chehab [der von 1958 bis 1964 Präsident des Landes war] und einen neuen Chehabismus zu Eigen zu machen.“
Nach Meinung von Lauren Williams (Lowy Institute) hätten die Entwicklungen in der letzten Woche (28. Oktober bis 3. November) „jedoch die Fragilität der seltenen und einheitlichen antisektarischen Agenda der Protestbewegung deutlich gemacht. Die Bewegung läuft jetzt Gefahr, Opfer der Spaltungen zu werden, die sie überwinden will. Es ist nicht überraschend, dass die Vertreter der Koalition der alten Garde wahrscheinlich nicht alle gleichzeitig zurücktreten werden.“ Daher sei es zu befürchten, „dass sie auf das zurückgreifen, was sie immer tun – die Sektiererkarte entfesseln, indem sie ihre Stützpunkte mobilisieren.“ Eine technokratische säkulare Regierung, wie von den Demonstranten gefordert, mag nach einer guten Idee klingen, aber es müsste das gesamte System abgeschafft und die Verfassung neu geschrieben werden. Der Iran hat seine Ablehnung eines solchen Plans und seine Bereitschaft, auf diese Ablehnung zu reagieren, deutlich zum Ausdruck gebracht. Selbst wenn es die volle Unterstützung der Fraktion hätte, scheint es unwahrscheinlich, dass die Straße nicht so lange halten wird, wie es dauern würde. Für die Autorin würde sich die Frage stellen, wer eine solche Koalition führen sollte. „Der Protestbewegung fehlen Führer oder sogar vereinbarte Ziele. Wenn es darauf ankommt, ist es wahrscheinlicher, dass das libanesische Volk wie üblich Führungspersönlichkeiten gewinnen möchte, die seine Interessen vertreten, und in den meisten Fällen handelt es sich dabei um religiöse Identitäten und alte Missstände.“

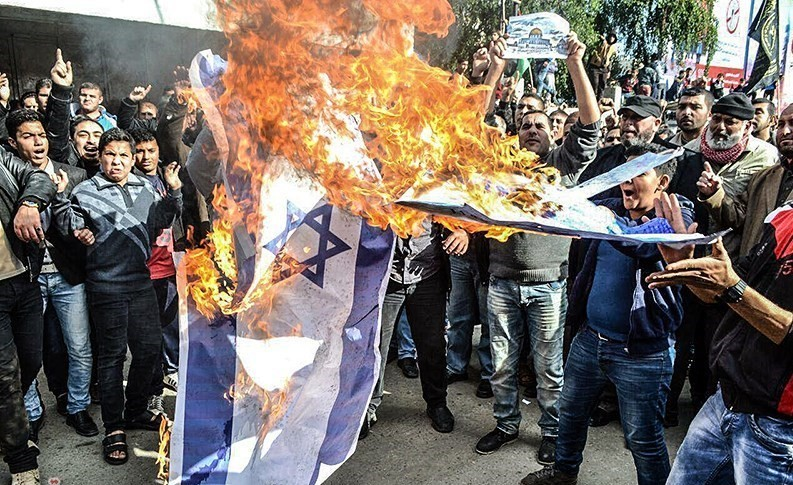
Ein Verbrennen israelischer Flaggen, wie hier in Gaza 2017, konnte bisher verhindert werden.

Die Stärke dieses Protests liegt nicht nur darin, dass es sich um eine Graswurzelbewegung ohne ständige Führung handelt, schrieb Edy Cohen aus israelischer Perspektive am 4. November, sondern auch darin, dass sie allen gegenwärtigen Machtspielern, einschließlich der militanten Hisbollah, standhält. Einer der beliebtesten Slogans des Protests war: „Jeder von uns ist einer und natürlich Nasrallah einer von ihnen“ (d. h. Korrupte Politiker). Einige der Demonstranten hätten begonnen, israelische Flaggen zu verbrennen, andere hielten sie jedoch auf. „Wir demonstrieren gegen die korrupten Politiker, wir dürfen nicht den Fokus verlieren, wenn wir uns mit einem anderen Thema befassen“, sagten die Demonstranten, als sie dem Fahnen-Verbrennen ein Ende setzten. Der Protest der Menschen habe Auswirkungen, so der Autor. Die Versuche, Israel zu beschuldigen, hinter der Bewegung zu stehen, seien gescheitert. Gegenwärtig scheine in der politischen Klasse niemand eine Lösung zu haben, während die Menschen auf den Straßen des Libanon kochenkt. „Im Moment scheint es nur eine Sackgasse mit einer unklaren Zukunft oder sogar einen Bürgerkrieg am Horizont zu geben. Eines scheint klar zu sein: Die Libanesen geben nicht so schnell auf und scheinen bereit zu sein, alles zu tun, um radikale Veränderungen in ihrem Land herbeizuführen.“
Die Fälle von Irak und Libanon unterstreichen die chaotische Herangehensweise der Trump-Regierung an komplexe regionale Probleme, schrieb Osama Al-Sharif am 5. November in Arab News. Ein Ende der allumfassenden, weitgehend führungslosen und trotzigen Bewegungen in beiden Ländern scheint vorerst nicht abzusehen. „Es gibt zwei entscheidende externe Komponenten, so der Autor, die für die anhaltenden Aufstände relevant sind. Eines ist die ernste und beispiellose Herausforderung für den Einfluss und die Hegemonie des Iran im Irak und im Libanon, direkt und über seine Stellvertreter, und das zweite ist die offensichtliche Selbstgefälligkeit der Trump-Administration bei der Reaktion auf ein seismisches regionales Ereignis.“
Nach Ansicht von Theodore Karasik, Senior Advisor bei Gulf State Analytics und Adjunct Senior Fellow am Lexington Institute in Washington, D.C. (Eurasia Review, 9. November) sind die Ereignisse in der gesamten Levante, im Libanon, in Syrien und im Irak „von einzigartiger historischer Bedeutung.“ Was jetzt passiere, sei anders als der sogenannte arabische Frühling. Stattdessen ereigne sich ein Aufstand gegen eine alte Ordnung, in der das Wegschmelzen der konfessionellen Regierungsführung der Schlüssel ist. Und diese Regierung sei vom Iran infiziert. Was als tektonische Verschiebung erscheine, verändere viele Faktoren, „wobei der Haupttreiber diejenigen sind, die es satthaben, was als Gier, Einfluss und Gewalt der alten Ordnung angesehen wird. Ein Hauptziel sowohl im Libanon als auch im Irak ist der Iran, und das zu Recht. Die Hisbollah, der Verbündete des Iran im Libanon, steht vor einer echten Herausforderung für seine Autorität. Wenn zum Beispiel Bewohner des von der Hisbollah kontrollierten Viertels Dahiyeh in Beirut bei regierungsfeindlichen Demonstrationen marschieren, ist definitiv ein Wandel im Gange. Die Optik hat Teherans Sicherheits-Establishment schockiert.“ Weiter schrieb Karasik: „Momentan ist das Zurückhalten von Millionen von US-Dollar für die USA eine Drucktaktik, mit der libanesische Eliten bei der Umgestaltung ihres Regierungssystems beeinflusst werden können. Diese Bemühungen betreffen auch andere Länder, die darauf drängen, das System der persönlichen Bereicherung zu beenden und das Bankensystem zu ‚bereinigen‘. Für das Vermögen der Hisbollah ist dies ein Angriff auf ihr Finanzsystem.“

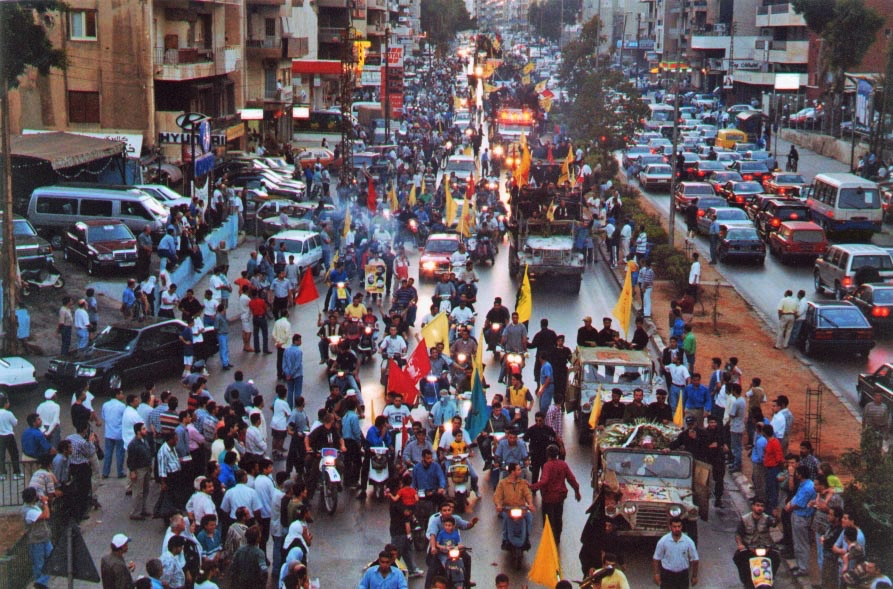
Hizbollah-Parade 2000

John Hajjar, Co-Vorsitzender der American Mideast Coalition for Democracy, schrieb in American Thinker, geht der Frage nach, wie die US-Politik in Bezug auf die libanesischen Proteste sein sollte. Es besteht seiner Ansicht nach kein Zweifel, dass die Hisbollah und ihre radikalen Verbündeten den Kern der Drohungen gegen die USA bilden. Es sei im nationalen Interesse der Vereinigten Staaten, dafür zu sorgen, dass die Hisbollah im Libanon kontrolliert und schließlich entwaffnet wird. Auf einer anderen Ebene haben die USA auch ein Interesse daran, dass der libanesische Kampf gegen Korruption in ihrem eigenen Land ein Mittel ist, um solche korrupten Praktiken in der Region und auf der ganzen Welt zu beenden. Die USA sollten daher eine gute Regierungsführung und staatliche Souveränität fördern.
Ausgehend von diesen Überlegungen sollte nach Ansicht Hajjars die Politik der USA von folgenden Überlegungen geleitet werden:
1. Festzustellen ist eindeutig, dass die Demonstranten ein universelles Grundrecht haben, ihre Ansichten zu äußern und friedliche Demonstrationen zu organisieren;
2. Die zuständigen Behörden sollten gewarnt sein, diese Proteste nicht zu unterdrücken, und die Sicherheitskräfte und insbesondere die libanesischen Streitkräfte aufgefordert sein, diese Demonstranten vor Schlägern und Milizen zu schützen;
3. Des Weiteren sollten die USA das Regime auffordern, den Forderungen der Demonstranten nachzukommen und von der Macht zurückzutreten, und diese einer provisorischen überparteilichen Regierung überlassen, deren einziger Auftrag darin besteht, Parlamentswahlen zu organisieren.
4. Das neue Parlament bei der Ausarbeitung neuer Rechtsvorschriften für das Land unterstützen;
5. Mit der nächsten Regierung zusammenarbeiten, um Reformen durchzuführen und internationale Resolutionen anzuwenden, einschließlich der Resolution 1559 und 1701 des VN-Sicherheitsrates; und,
6. Unterstützung der libanesischen Streitkräfte und der Sicherheitskräfte beim Schutz der libanesischen Bürger und bei der Entwaffnung von Milizen.
7. Eine neue US-Politik sollte auch ein spezielles Team einbeziehen, das die libanesische Krise sowohl in Beirut als auch in Washington (DC) angesichts der dramatischen Ereignisse, die stattgefunden haben und sich weiterentwickeln, bewältigt.[221]

Nach Ansicht von Yasser Alahwal (Haaretz, 11. November) kehrt mit der Revolte im Libanon der arabische Frühling zurück. „Aber die sechs sektiererischen politischen Führer, die das Land und seine Ressourcen teilen und regieren, sind nicht in Eile, die Macht abzugeben.“ Weiter schrieb er, es sei insbesondere eine Revolte gegen die formalisierte sektiererische Regierungsstruktur, die zu wirtschaftlicher und politischer Lähmung, Vetternwirtschaft und Einschüchterung geführt hat. Es ist zwar allgemein anerkannt, dass diese konfessionelle Regierungsform den Libanon vor einem weiteren entsetzlichen Abstieg in den Bürgerkrieg bewahrt hat, doch werde diese grundlegende Annahme jetzt in Frage gestellt. Die Ermordung des früheren Premierministers Rafik Hariri im Jahr 2005, die kriegerischen Auseinandersetzungen zwischen der Hisbollah und Israel Mitte 2006 und die anhaltende politische Instabilität im Land haben dazu beigetragen, dass unter vielen Libanesen die politische Gewalt als Teil ihres Staatswesens weit verbreitet ist, so der Autor.

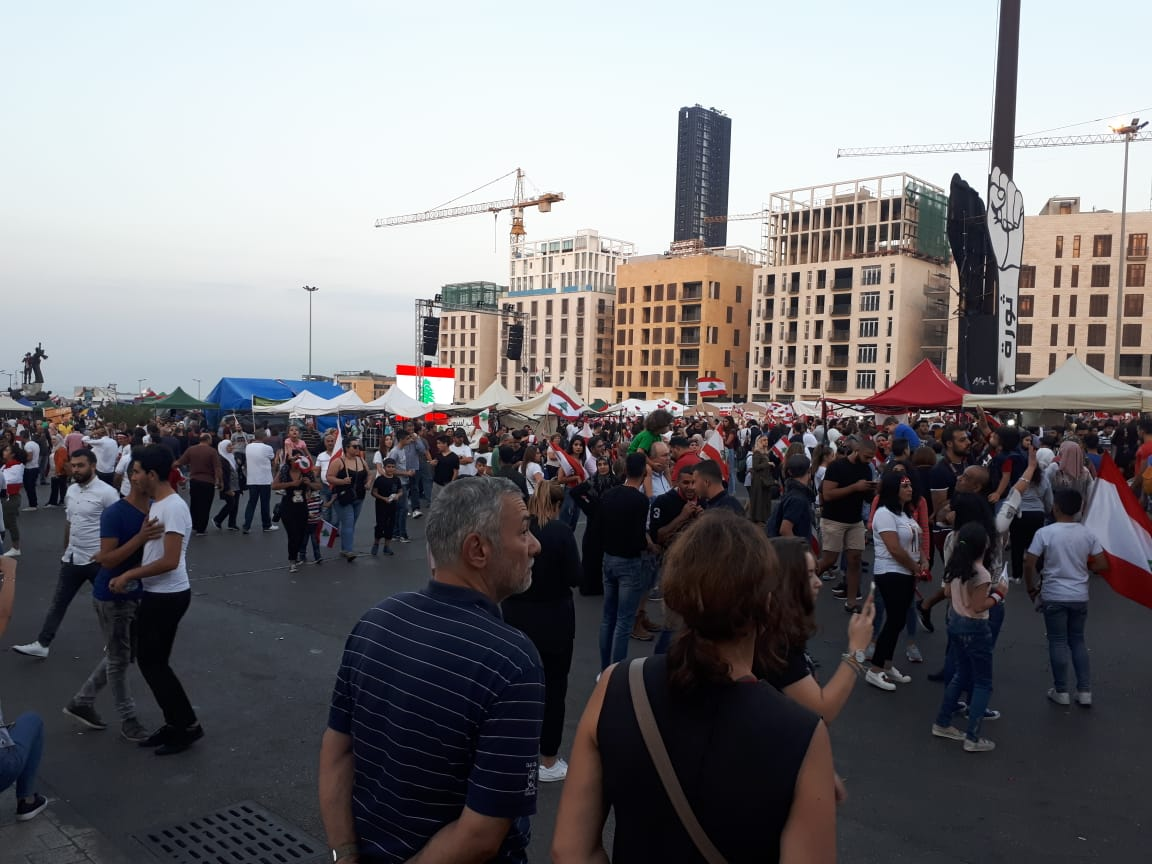
Proteste auf dem Beiruter Märtyrerplatz am 10. November 2019

Die Langlebigkeit, der dynastische Charakter und die engen sektiererischen Agenden so vieler politischer Eliten im Libanon sorgen dafür, dass die libanesischen Bürger genau wissen, mit wem sie es zu tun haben und dass es schwierig ist, echte Veränderungen, konfessionsübergreifende Solidarität, Verantwortung und Rechenschaftspflicht zu erreichen, schrieb Yasser Alahwal weiter. Die Libanesen, die auf der Straße demonstrieren, kennen die Gefahr, ein politisches Kalkül aus dem Gleichgewicht zu bringen – ineffizient und korrupt wie es ist –, das zwei Jahrzehnte lang einen zerbrechlichen Bürgerfrieden bewahrt hat. Trotzdem änderten Demonstranten nicht ihre Meinung. Der Leitspruch der Proteste lautet „kellon yaani kellon“ (Alle bedeuten jeden einzelnen von ihnen), was bedeute: die männlichen Politiker jeder Sekte und ethnischen Zugehörigkeit sind schuldig und müssen alle zur Rechenschaft gezogen werden. „Der Libanon erhebt sich – und durchbricht die Barriere der Angst, die sein Volk einst davon abgehalten hat, radikale Veränderungen gegenüber dem Feudalismus, dem ausbeuterischen Sektierertum und der Korruption zu fordern, die den Libanon beherrschen“, so das Resümee des Autors.
Nach Absicht von Armin Hasemann (Deutsche Gesellschaft für Auswärtige Politik) ist die „derzeitige Protestbewegung in ihrer Dezentralität und in ihrer kategorischen Ablehnung der politischen Klasse einzigartig in der Geschichte des Libanon. Aus heutiger Sicht [11. November] scheinen alle politischen Parteien, die an der gestürzten Regierung beteiligt waren, durch die Ereignisse geschwächt. Profitieren dürften davon aufstrebende Bewegungen, die auf kommunaler und regionaler Ebene entstanden sind. Sie versuchen derzeit, ihre Aktivitäten in andere Regionen auszuweiten und größeren Zulauf zu erhalten.“ Die Dynamik der Proteste habe konfessionsübergreifend weitreichende politische Diskussionen ausgelöst und zum Wiedererstehen einer politischen Öffentlichkeit geführt, so der Autor. Der Märtyrerplatz im Zentrum der Hauptstadt Beirut sei von einem Symbol konfessioneller Gewalt und der Teilung der Stadt zu einem Ort der Begegnung und des Kennenlernens geworden. Bürgerinnen und Bürger unterschiedlicher Konfessionen und aus unterschiedlichen Stadt- und Landesteilen kämen erstmals seit Jahrzehnten zusammen und debattierten frei über die Zukunft des Landes. Das Entstehen politischer Parteien aus der Protestbewegung heraus ist daher wohl eher eine Frage des Wann, nicht des Ob, so das Resümee Hasemanns.

### Analysen nach der Fernsehansprache Michel Aouns und dem Tod von Alaa Abu Fakhr (12. November)

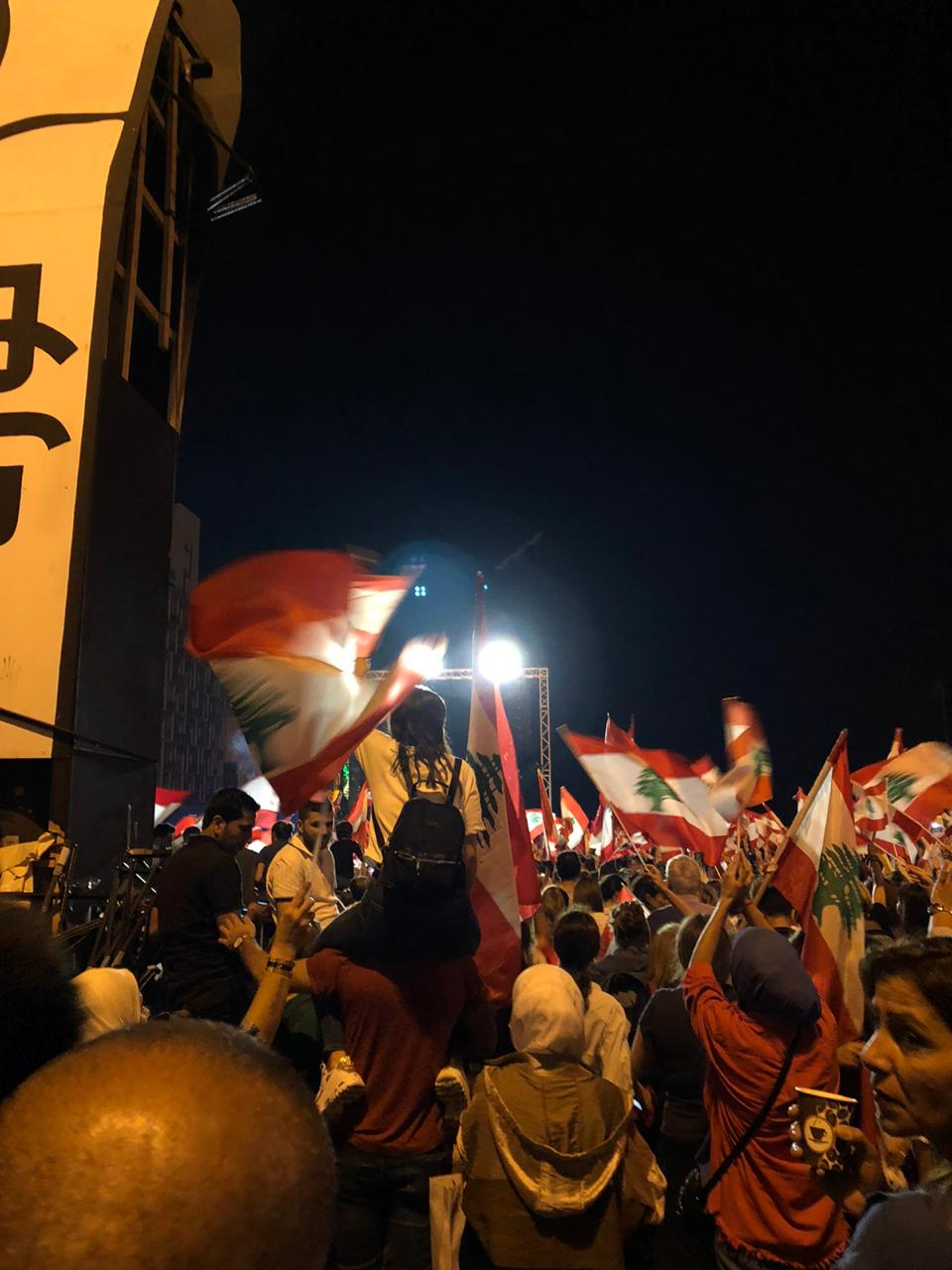
Proteste in Beirut (10. November). Foto: Jessica Wahab

Wenn die Regierung versuchen würde, die Proteste mit uneingeschränkter Gewalt zu unterdrücken, wäre das wahrscheinlichste Ergebnis eine Art Riss im libanesischen Staat, da die Armee nicht bereit zu sein scheint, solche Maßnahmen durchzuführen, schrieb Michael Young, Editor des Blog Diwan (Carnegie Middle East, Beirut). Wenn die Hisbollah selbst versucht, die Demonstranten einzuschüchtern und möglicherweise in Gebiete nichtschiitischer religiöser Sekten zieht, würde dies mit ziemlicher Sicherheit zu einem Bürgerkrieg führen. Was auch immer das Ergebnis sein mag, die rücksichtslose Entscheidung von Herrn Aoun, die Demonstranten zu ignorieren, ein Schritt, den die Hisbollah unterstützt hat, bedeutet, dass beide den Libanon ins Unbekannte führen. Selbst wenn das Land einen innerstaatlichen Konflikt vermeiden könnte, würde eine von den meisten Libanesen abgelehnte, eindeutig für die Hisbollah eintretende Regierung weder ein wirtschaftliches Unglück noch eine Isolierung vom Westen und der arabischen Welt verhindern. Der Libanon könnte sich selbstständig wiederfinden, vielleicht als das Venezuela des Nahen Ostens.
Wenn die Blockade einer Regierungsbildung anhält – wie es scheint –, könnte das Land längere Unruhen erleben. Das Land ist es gewohnt, das Regierungsvakuum zu verlängern, aber diesmal haben Politiker nicht den Luxus, Zeit mit politischen Auseinandersetzungen zu verschwenden, schrieb Zeina Karam (The Associated Press) am 13. November. „Keine Seite scheint zu Kompromissen bereit zu sein, und es gibt keine politische Führung oder Oppositionsparteien, die eine Alternative zu den regierenden Parteien darstellen könnten. Je länger Demonstranten auf der Straße bleiben, desto härter werden die Positionen. Die Unruhen und die Schließung der Banken sorgen für Angst und Panik unter Libanesen. All dies birgt die Gefahr, dass die eine oder andere Seite zu größerer Gewalt übergeht, um die Sackgasse zu durchbrechen.“
Es sollte ein Befreiungsschlag werden, endete jedoch als Eigentor, schrieb Moritz Baumstieger (Süddeutsche Zeitung); „eine Rückkehr zum alten Trott, der den Politikern ein ‚Weiter so‘ ermöglicht – will die Protestbewegung jedoch verhindern. Deshalb hätten wahrscheinlich sogar schon diese Sätze Aouns genügt, um neue Demonstranten zu mobilisieren und den Protesten neuen Schwung zu verleihen. Doch dann setzte Aoun noch einen drauf: „Wenn die Leute mit keiner annehmbaren Führung zufrieden sind, dann sollen sie eben auswandern.“ Mit dieser Bemerkung [Die Demonstranten sollten nach Hause gehen] ließ Aoun unfreiwillig tief in sein Amtsverständnis blicken, das in etwa dem gleichkommen dürfte, das Bertolt Brecht 1953 nach dem Aufstand des 17. Juni der DDR-Führung zuschrieb. Das Volk habe das Vertrauen der Regierung verscherzt, schrieb Brecht damals, ‚wäre es da nicht doch einfacher, die Regierung löste das Volk auf und wählte ein anderes?"‘“
„Es gibt natürlich ein Risiko, dass die Lage eskaliert“, meinte der Protestforscher Jannis Grimm vom Institut für Protest- und Bewegungsforschung (ipb) gegenüber dem Sender n-tv (17. November). Die Proteste des Arabischen Frühlings hätten vor Jahren gezeigt, wie schnell eine Situation außer Kontrolle geraten und wie schnell sich Widerstand radikalisieren könne, wenn Regimes den Protest brutal niederschlagen. Momentan sehe Grimm diese Gefahr im Libanon aber erst mal nicht: „Die Protestierenden sind trotz der Angriffe von Anhängern der Hisbollah und aus dem Amal-Lager beinahe ausnahmslos friedlich gewesen. Doch das Konterfei des Todesopfers vom Mittwoch ziert schon die ersten Wände und Plakate, er gilt als erster 'Märtyrer' der Oktoberrevolution. Es sind genau solche unvorhersehbaren Ereignisse, die große Symbolkraft entfalten und Proteste anheizen können.“ Aus Sicht Grimms haben die Menschen im Libanon Anlass zur Hoffnung, dass sich Grundlegenderes verändern könnte.
Nach Einschätzung Grimms zeige sich das politische System relativ ansprechbar: „Der Premier hatte Reformen angekündigt, die haben den Protestierenden nicht gereicht, dann ist er zurückgetreten. Er hat aber erklärt, dass er bereit wäre, einer neuen Übergangsregierung wieder vorzustehen.“ Bei den Demonstranten sieht der Forscher die Forderung nach einer Komplett-Abschaffung des Systems langsam aufweichen. Es zeichne sich ab, dass sich die Seiten etwas auf einander zu bewegten. Vielleicht könne man sich darauf einigen, so Grimms Prognose, eine Übergangsregierung zu bilden, die mit Experten und Technokraten besetzt ist, eventuell auch mit wenigen alten Figuren an der Spitze, die die Reformen anstoßen.

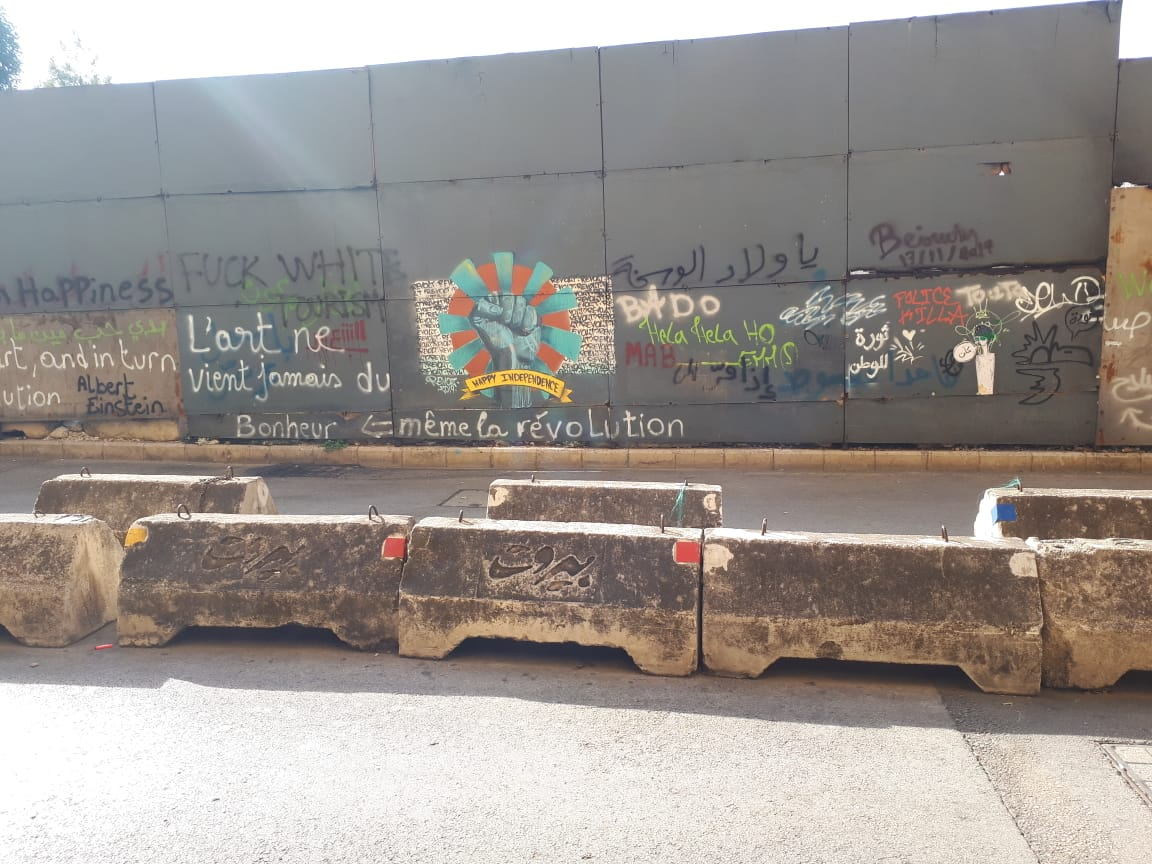
Graffiti in Beirut (November 2019) „Die Kunst entsteht nie aus Glück, auch nicht die Revolution“

„Politiker lieben es, zu sagen, wie gefährlich die Situation ist, weil sie wollen, dass die Menschen zu viel Angst vor Protesten haben“, sagte Alaa Sayegh, ein politischer Aktivist der 2017 gegründeten LiHaqqi-Basisbewegung (17. November). „Sie wollen, dass die Situation wieder so ist, wie sie vor dem 17. Oktober war, aber es besteht keine größere Gefahr, als dass dieselben politischen Parteien an der Macht bleiben, weil sie den Libanon in den wirtschaftlichen Ruin getrieben haben“, sagte er gegenüber The National. Die Ursache für die derzeitige politische Blockade des Libanon sei die Zweiteilung zwischen der Hisbollah und dem starken Einfluss ihrer Verbündeten auf die Kommunalpolitik infolge der Parlamentswahlen 2018 und die Wirtschaft des Landes, die auf arabische und westliche Unterstützung angewiesen sei, argumentierte Sayegh. Für ihn besteht die einzige Lösung derzeit für den Libanon darin, eine „neue politische Formel“ aufzustellen, die nicht an die Ergebnisse der Wahlen von 2018 gebunden ist. „Die Situation hängt von der Hisbollah und der Bereitschaft des FPM ab, ernsthafte Zugeständnisse in diese Richtung zu machen.“
Edy Cohen, Analyst am Begin-Sadat-Center for Strategic Studies (BESA), schrieb im Algemeiner (19. November), das Land sei gelähmt, trotz der Prognosen aller Experten, die dachten, die Demonstrationen würden schnell verschwinden. Was sie nicht begriffen haben, ist, dass es sich um einen Volksaufstand gegen das korrupte und unfähige politische System handelt, das den Libanon in eine schwere wirtschaftliche Depression getrieben hat. Die Stärke des Protests liegt darin, meint Cohen, dass er nicht nur eine Graswurzelbewegung ohne ständige Führung ist, sondern auch eine Position gegen alle Machtspieler, einschließlich der Hisbollah, vertritt. Einer der beliebtesten Slogans des Protests ist „Nasrallah ist einer von ihnen“ (d. H. Ein korrupter Politiker). Dieses Gefühl wurde zum Ausdruck gebracht, nachdem der Hisbollah-Führer in zwei Reden den Demonstranten gedroht und sie fälschlicherweise beschuldigt hatte, Gelder von ausländischen Behörden in Anspruch genommen zu haben. Gegenwärtig habe niemand eine Lösung, schrieb Cohen weiter, und die Menschen auf den Straßen des Libanon kochten wie verrückt. Die Zukunft ist unklar, und ein weiterer Bürgerkrieg könnte sich abzeichnen. Eines scheint jedoch klar zu sein: Die Libanesen geben nicht so schnell auf und scheinen bereit zu sein, alles zu tun, um radikale Veränderungen in ihrem Land herbeizuführen.
Nach Ansicht von Jeffrey Feltman (Brookings Institution), der den Konflikt aus amerikanischer Sicht analysiert, ist der Libanon ein Austragungsort des globalen strategischen Wettbewerbs. Anpspielend auf den Abzug von US-Truppen aus Nordsyrien meint er: „Andere füllen gerne das Vakuum, wenn wir Boden abtreten.“ So dysfunktional die libanesische Demokratie auch sei, wir hätten die Vereinigten Staatenben auch Interesse daran, dass ein arabisches Mittelmeerland mit relativ starken bürgerlichen Freiheiten, demokratischen Traditionen und einem multikonfessionellen Zusammenleben Erfolg hat. Mit ihren starken internationalen Verbindungen streben die meisten Libanesen danach, politisch, kulturell, wirtschaftlich und finanziell mit dem traditionellen Westen verbunden zu sein – Europa und Nordamerika – als mit dem Iran, Russland oder China. Es gebe eine natürliche Affinität zwischen den meisten Libanesen und dem Westen, die zum Vorteil der USA wirken kann. Aber als Bürger eines kleinen, verletzlichen Landes in einer gefährlichen Region werden die Libanesen auch nicht irrational nach verlässlichen externen Partnern suchen. So frustrierend, „bedürftig“ und kompliziert der Libanon auch sein mag, „wir müssen das lange Spiel spielen und dürfen nicht zulassen, dass der Iran, Syrien, China oder Russland unsere Abwesenheit ausnutzen.“
Nach Ansicht von Maha Yahya (Carnegie Middle East Center, 22. November) verhält sich die politische Elite des Landes weiterhin so, als wäre es ein normales Geschäft. Sie handelt hinter den Kulissen wie mit Pferden über eine neue Regierung, während die Politiker versuchen, ihren Einfluss aufrechtzuerhalten. Der Libanon nähert sich einem wirtschaftlichen und finanziellen freien Fall mit katastrophalen Folgen für die Bevölkerung. Die politische Klasse müsse jecoh nach Ansicht der Autorin eine Bruchlandung vermeiden, die für den Libanon und die Libanesen, einschließlich der Anhänger der politischen Parteien, katastrophal wäre. Sie muss auch die Vertrauenslücke zwischen der Regierung und ihren Bürgern sowie mit der internationalen Gemeinschaft schließen. Aus diesem Grund sei es unerlässlich, die Ernennung eines Premierministers voranzutreiben. Diese Person muss die Erlaubnis haben, ein Kabinett von unabhängigen Experten auf ihrem jeweiligen Gebiet zu bilden, mit der moralischen Integrität und dem Mut, schwierige Entscheidungen zu treffen.
Das Mandat dieses Kabinetts wäre es, sich ausschließlich auf einen wirtschaftlichen Notplan, die Stärkung der Aufsichtsbehörden und ein neues Wahlgesetz zu konzentrieren. Der Wirtschaftsplan würde eine sofortige Budgethilfe beinhalten, die wahrscheinlich von der internationalen Gemeinschaft oder von internationalen Finanzinstitutionen kommt. Dazu gehören auch Optionen für Strukturreformen, ein Umschuldungsplan, der eine gerechte Lastenteilung und einen sozialen Schutz ermöglicht, der die wirtschaftlichen Auswirkungen auf die Libanesen, einschließlich der am stärksten gefährdeten Bevölkerungsgruppen, abfedert. Das Wahlgesetz müsste die neuen gesellschaftspolitischen Realitäten des Libanon berücksichtigen. Dazu gehört, dass das Wahlalter auf achtzehn Jahre gesenkt wird, damit die Jungen wählen können, und gleichzeitig fairere Bedingungen für neu gegründete politische Parteien und unabhängige Kandidaten geschaffen werden, damit sie mit den etablierten politischen Parteien und Politikern konkurrieren können. Andernfalls haben die Demonstranten klargestellt, dass sie weiterhin darauf bestehen würden, die Verantwortung für ihre eigene Zukunft zu übernehmen.
Die derzeitigen politischen Führer des Libanon, bei denen es sich größtenteils um Hauptakteure des Bürgerkriegs handelt, könnten auch überlegen, einen alternativen Weg einzuschlagen. So unwahrscheinlich dies auch klingen mag, sie könnten anerkennen, dass die Zeit für identitätsbasierte Politik und Crony-Kapitalismus schwindet. Um zu überleben, müssen sie überlegen, wie sie sich transformieren, ihre Basis verbreitern und sich auf der Grundlage von Ideen, die Unterstützung in der Bevölkerung finden können, der Politik zuwenden können.
Wie im letzten Monat gezeigt wurde, streben die Libanesen größtenteils einen neuen Gesellschaftsvertrag mit ihrem Staat an, der durch ein Governance-System verkörpert wird, das ihre Rechte und Pflichten als gleichberechtigte Bürger anerkennt. Sie möchten diskutieren und sich von Ideen definieren lassen, nicht von religiösen Überzeugungen oder Ideologien. Und sie möchten, dass diese Ideen Diskussionen darüber prägen, wie ein zukünftiger Libanon aussehen soll. Die politischen Parteien müssen diesen Aufruf befolgen, wenn sie relevant bleiben möchten.
In einem Gastkommentar für den Blog Lobe Log schrieb Ghassan Michel Rubeiz am 22. November, ehemaliger Sekretär für den Nahen Ostens des in Genf ansässigen Ökumenischen Rates der Kirchen, die Suche nach einem neuen Premierminister als Nachfolger von Saad Hariri impliziere „kompliziertere Frage, wer (oder was) ihn ersetzen wird.“ Die informelle Benennung von Mohammad Safadi, einem umstrittenen Wirtschaftsmagnaten, habe sich als „eine krasse Fehleinschätzung des Teams von Präsident Michel Aoun“ herausgestellt. Der Aufstand, der am 17. Oktober ausbrach, akzeptierte Safadi nicht und seine schnelle Weigerung, Hariri zu folgen, war daher keine Überraschung. Als Hariri zurücktrat, erwarteten nur wenige, dass Aoun ihn neu benennen würde. Die Freie Patriotische Bewegung von Aoun, die Amal-Bewegung und die Hisbollah, diese drei dominanten, von Iran unterstützten Parteien, haben versucht, Hariri von der Bildung eines neuen Kabinetts zu überzeugen, das sich aus bekannten Politikern und Experten zusammensetzen soll. Aber Hariri, der den Forderungen des Aufstands nach nichtpolitischen Spezialisten folgt, lehnt Aouns Formel ab.

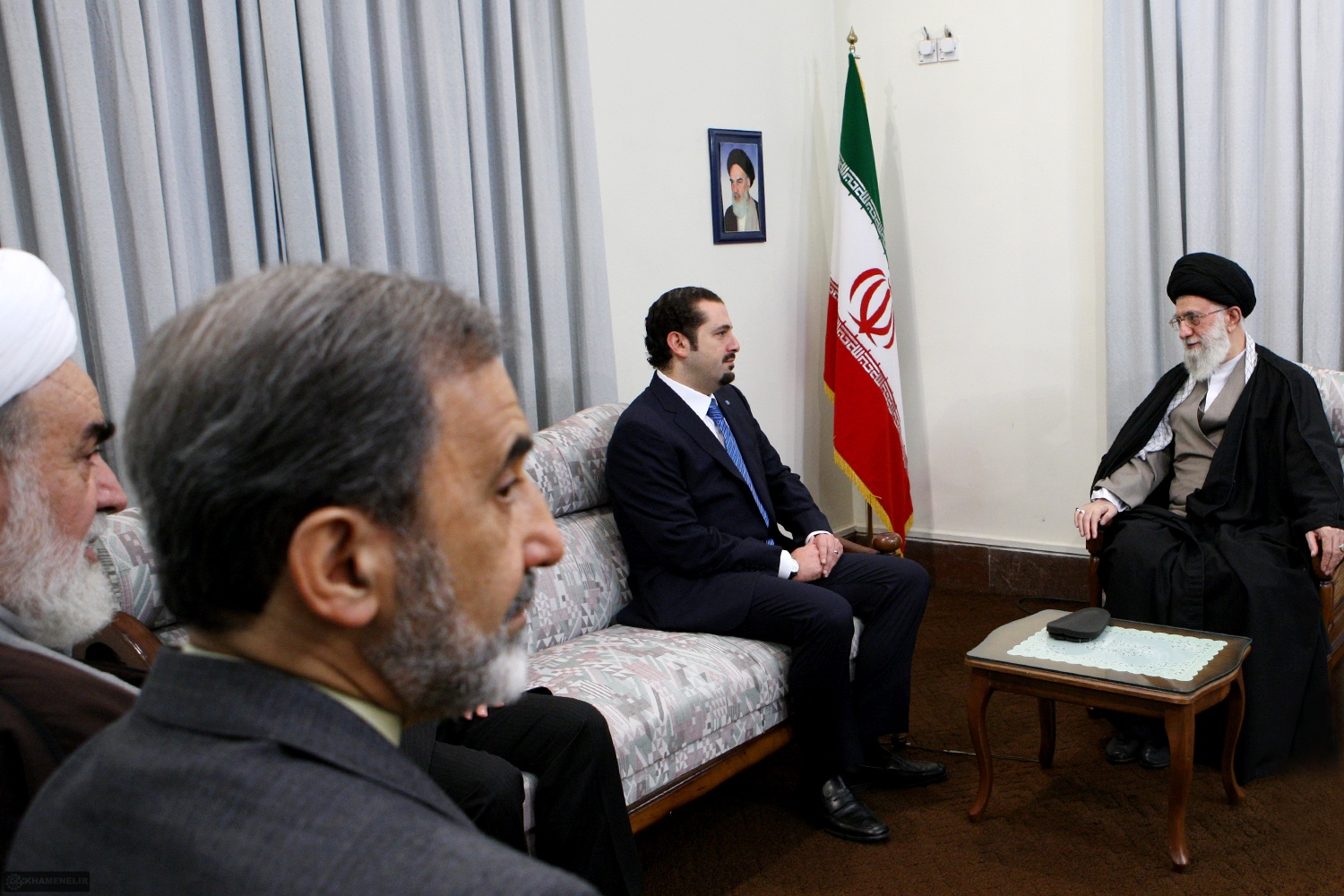
Der libanesische Ministerpräsident Saad Hariri bei einem Treffen mit Ali Khamenei 2010

Nach Ansicht Rubeiz’ gibt es Gründe, warum Aoun Hariri drängt. Was ihn so unverzichtbar macht, ist seine persönliche Formbarkeit und seine Fähigkeit, gute Beziehungen zu den vom Iran unterstützten libanesischen Parteien aufrechtzuerhalten. Gleichzeitig nutzt er seine breiten Kontakte zu Saudi-Arabien und den übrigen arabischen Golfstaaten. Außerdem möchten seine Aounistischen Gegner, dass er an der Macht bleibt. Sie möchten nicht, dass Hariri plötzlich verschwindet und sie allein damit lässt, den wachsenden Unruhen in der Öffentlichkeit zu begegnen. Schließlich könnten Hariris Beziehungen in den westlichen Ländern, die dem Libanon erhebliche Auslandshilfe zugesagt haben, genutzt werden, um das Land vor einer finanziellen Zahlungsunfähigkeit zu bewahren, da die Stabilität des Empfängers für die Auslandshilfe wirklich zählt. Es gebe gegenwärtig Gerüchte, dass der Präsident ankündigen könnte, dass Hariri darin frei ist, ein Kabinett ohne Einschränkungen zu bilden. Aber die Chancen für ein unpolitisches Kabinett, ein Vertrauensvotum im Parlament zu erhalten, stehen nicht gut, so der Autor. Solch ein Misserfolg könnte Aoun veranlassen, einen neuen Ministerpräsidenten aus seinem Lager zu ernennen, der wahrscheinlich den vorhersehbaren Status quo der Regierung bilden würde. Es ist auch möglich, dass das Chaos, das sich aus einer verspäteten oder gescheiterten Regierungsführung ergibt, die Voraussetzungen für einen Militärputsch schafft, um „das Land zu retten“. In der Verzweiflung sind möglicherweise externe Interventionsquellen erforderlich, um den Libanon zu entlasten. Ein Schlüsselfaktor ist die mögliche Annäherung zwischen Saudi-Arabien und dem Iran. Ersteres könnte den Libanon von seiner Hariri-Fixierung befreien und letzteres könnte die Hisbollah unter Druck setzen, ihre Macht zu lockern. Es gibt Anzeichen für ein Auftauen der Spannungen zwischen Riad und Teheran über Jemen und Syrien, aber der Libanon kann nicht lange warten, um von solchen regionalen Wundern zu profitieren. Unter dem Strich gibt es derzeit keine guten Optionen. Es gibt immer noch keine klare Führung im Aufstand und die internen Regierungskämpfe haben mehr Verwirrung gestiftet.

### Analysen nach den Attacken der Anhänger von Hisbollah und der Amal-Bewegung (25./26. November)
Die Gewalt über Nacht – einige der schlimmsten seit Beginn der Proteste gegen die herrschende Elite des Landes im letzten Monat – gab einen Ausblick auf ein Worst-Case-Scenario für die Libanon-Krise, in dem sich das von den USA ausgebildete Militär zunehmend in der Mitte zwischen Pro-Hisbollah und Anti-Hisbollah befindet Fraktionen, schrieb der Sender ITV. „Mit dem Angriff auf Demonstranten am Sonntagabend sandte die Hisbollah eine Nachricht, dass sie gewillt sei, Gewalt anzuwenden, um ihre politische Macht zu schützen.“ Eine Konfrontation mit der mächtigen von Iran unterstützten Hisbollah kommt für das Militär jedoch nicht in Frage, da dies die neutrale Position zerstören würde, die es aufrechterhalten möchte, und seine Reihen spalten könnte. „Die Armee befindet sich in einer schwierigen Position, da sie zahlreichen Herausforderungen gegenübersteht und vorsichtig zwischen den Linien wechselt“, sagte Fadia Kiwan, Professorin für Politikwissenschaft an der Université Saint-Joseph in Beirut. Sie sagte, das Militär habe versucht, die Demonstranten und die Meinungsfreiheit zu schützen, habe sich jedoch zunehmend mit dem Umgang mit Straßensperrungen und Gewalt auseinandergesetzt.
Georgi Azar meinte in An-Nahar (26. November), Libanesen aus allen Gesellschaftsschichten zeigten seit 40 Tagen „ein Verantwortungsbewusstsein, das in der heutigen hypersensiblen Welt selten zu beobachten ist.“ Es seien eine Reihe von Theorien für die Verzögerung der Regierungsbildung aufgestellt worden, aber es stelle sich inzwischen die Frage, ob dies ein Anzeichen dafür ist, dass einige Libanesen gegeneinander arbeiten, nur um Zeit zu gewinnen. Nach 40 Tagen friedlichen zivilen Ungehorsams werde der Libanon gegenwärtig an die Schwelle eines Bürgerkriegs gezogen; bei diesen jüngsten Auseinandersetzungen stünden die Anhänger der Hisbollah und des Amal im Vordergrund. Bei ihren Angriffen auf friedliche Demonstranten in Beirut und Sour hätten sie „ihre milizähnlichen Muskeln angespannt“. Die Gesetzlosigkeit, die über Teile des Landes ausgebreitet habe, sei erstaunlich auffällig und aufschlussreich. Die Armee und verschiedene Strafverfolgungsbehörden, die friedliche Demonstranten wegen weitaus weniger ungeheuerlicher Verbrechen rasch festnahmen, zeigten äußerste Zurückhaltung, das Problem anzugehen. Es wurden keine Verhaftungen vorgenommen, und kein Beamter hat die Gewalt dieser Hisbollah- und Amal-Mitglieder verurteilt.
„Die einen sind eher für eine offenere Gesellschaft ohne einen proportionellen Anteil der Konfessionen an der Macht. Die etablierten politischen Bewegungen und Parteien sehen den Konfessionalismus hingegen als Garant, der ihren politischen Einfluss sichert,“ meint Joachim Paul von der Heinrich-Böll-Stiftung. Die von den Demonstranten geforderte Neuordnung des politischen Systems dürfte deshalb auf sich warten lassen, meint der Journalist und Nahost-Experte Muhammad Qawas im Gespräch mit der Deutschen Welle (27. November). Niemand nehme an, dass die Protestbewegung ernsthaft in der Lage sei, den Konfessionalismus zu überwinden. Und doch sei die Bewegung von historischer Bedeutung, habe es doch seit der Staatsgründung 1943 keine vergleichbaren Proteste gegeben. „Ich glaube, dass wir den konfessionellen Proporz nur in Etappen überwinden können“, meint Qawas. „Derzeit befinden wir uns noch in der Anfangsphase. Aber ich glaube nicht, dass wir wieder zur Ausgangslage zurückkehren werden. Das hat auch die politische Elite erkannt.“
Nach Ansicht von Michael Young (Carnegie Middle East Center) hat sich die Hisbollah durch den Versuch, eine korrupte politische Ordnung aufrechtzuerhalten, hat sich damit identifiziert. Seit dem Beginn des libanesischen Aufstands am 17. Oktober hat sich die Organisation in ein schreckliches Dilemma begeben, das möglicherweise existenzielle Auswirkungen auf die Partei habe. Nasrallah habe den Mangel an Vertrauen zwischen der Bevölkerung und der politischen Führung unterschätzt. Darüber hinaus konnten Demonstranten erleben, dass der Hisbollah-Führer nur versuchte Zeit zu gewinnen. Als diese Bemühungen scheiterten, wetterte Nasrallah vergebens weiter gegen die Protestbewegung. Er ist ein engagierter taktischer rhetorischer Rückzug, während er Parteiaktivisten einsetzt, um Demonstranten zu terrorisieren. Dies scheiterte erneut und verschärfte die öffentliche Kritik an der Hisbollah, die gründlich besiegt wurde. Während sie von Hariri politisch ausmanövriert wurde, habe sie auch keine militärische Option. Sogar in schiitischen Gebieten hat die Partei es nicht gewagt, zu weit zu gehen, um die Demonstranten zum Schweigen zu bringen, und ihre Fähigkeit, dies in sunnitischen, christlichen und drusischen Gebieten zu tun, ist gleich Null.
Die Hisbollah wird gefangen bleiben, wenn sie sich weigert, Flexibilität gegenüber einer neuen Regierung zu zeigen. Durch den Versuch, die parasitären Verbündeten und ihre Interessen zu wahren, beschleunigt die Partei nur den Untergang des Systems, schrieb Young weiter. Umso schädlicher, wenn das System zu einem Zeitpunkt zusammenbricht, an dem die Hisbollah als der stärkste Verteidiger der politischen Klasse gilt, der dieses Unglück verursacht hat, könnten die Konsequenzen für die Partei weitreichend sein. Innerhalb eines relativ kurzen Zeitraums wird es keine andere Wahl geben, als zu internationalen Finanzinstitutionen zu gehen, um Kapital für eine Volkswirtschaft zu beschaffen, die dringend Liquidität benötigt. Die politische Klasse wird kaum Spielraum haben, um ein solches Ergebnis zu verhindern, da die Libanesen bis dahin schreien werden. Tatsächlich wäre es wahrscheinlich sowohl für die politische Klasse als auch für die Hisbollah Selbstmord. Die Organisation bietet keine ernsthaften Lösungen für die Probleme einer Region an, die durch die Verschlechterung der Lebensbedingungen gekennzeichnet ist. Dies ist ein dramatischer Moment für die Partei, die sich als Gefangener eines Strudels der Diskriminierung befindet, der sich in einer Region voll im Wandel befindet, so das Resümee des Autors.
Inzwischen ist klar geworden, dass die Hisbollah und die AMAL nicht daran interessiert sind, eine bessere Regierung zu bilden, die nach Ansicht vieler Libanesen aus Technokraten bestehen sollte, die die notwendigen Reformen einleiten können, schrieb Yochanan Visser in Arutz Sheva (30. November). Beide schiitischen Milizen seien nur daran interessiert, ihren Einfluss auf die Angelegenheiten im Libanon zu festigen und gegen eine Regierung von Technokraten vorzugehen, während sie Präsident Michael Aoun schützen, der von den meisten Libanesen gehasst wird und der während der gegenwärtigen Turbulenzen weitgehend passiv geblieben sei. Hariri habe kurz überlegt, ob er unter der Bedingung, dass die Hisbollah und die AMAL ins Amt zurückkehren würden, eine technokratische Regierung bilden könnte, zog jedoch seine Kandidatur zurück, nachdem die beiden schiitischen Milizen klarstellten, dass sie sich einer solchen Regierung widersetzen würden. Nach Ansicht des Autors brauchen die schiitischen Bewegungen Hariri, einen sunnitischen Muslim, um nationale und internationale Unterstützung für eine neue Regierung zu erhalten, und sie erkennen, dass der Libanon als eine Bananenrepublik angesehen wird, die keine Auslandsinvestitionen wert ist, wenn sie an die Macht kommt. Die Hisbollah erkennt auch, dass sie mit brutaler Gewalt die gegenwärtigen Unruhen bekämpfen und den Libanon in einen neuen Bürgerkrieg stürzen könnte. Dies würde das Ende ihrer Teilnahme an der iranischen „Widerstandsachse“ bedeuten, um in der Zukunft Israel anzugreifen. Der iranische Stimmrechtsvertreter hatbeunter der libanesischen Bevölkerung bereits viel Sympathie verloren, weil er Teil des korrupten politischen Establishments im Land geworden ist und erkennt, dass er zu diesem Zeitpunkt die Herzen der Menschen mit „Widerstandspropaganda“ nicht erobern kann. Die einzige Option, die die Hisbollah derzeit habe, sei eine künstliche Krise mit Israel. Dies könnte der Grund sein, warum eine libanesische Drohne Ende November in den israelischen Luftraum eingedrungen ist. Nach Ansicht des Autors könnte eine neue Krise mit Israel die Wut der libanesischen Bevölkerung zerstreuen und die sich verschlechternde Position der Hisbollah im Libanon retten.

### Mögliche Szenarien
Joe Macaron (Arab Center Washington DC)
Die Demonstranten fordern die Bildung einer neuen Regierung, die von Technokraten geführt wird, die nicht zur politischen Klasse gehören, schrieb Joe Macaron in einem Gastkommentar in Al Jazeera. Einige politische Kräfte würden sich widersetzen und werden wohl in ein neues Kabinett aufgenommen, um die Zusammensetzung des aktuellen libanesischen Parlaments widerzuspiegeln, das letztes Jahr gewählt wurde.
Zu diesem Zeitpunkt gäbe es drei Szenarien mit unterschiedlichen Ergebnissen, meint Macaron:
- Die Hisbollah und Aoun können nach ihren eigenen politischen Berechnungen entscheiden. Die Hisbollah versteht, dass eine Konkordanz mit einer von Technokraten geführten Regierung vorgezogene Wahlen und einen neuen politischen Prozess bedeuten könnte, der ihre Macht verringern könnte. Wenn Hariri eine Regierung von Technokraten zustande bringt, könnte dies bedeuten, dass die Hisbollah einen Schritt zurücktritt, um sich nicht mehr in das politische System des Landes einzumischen. Es ist jedoch unwahrscheinlich, dass die Gruppe in diese Richtung geht.
- Alternativ könnten Aoun, Hariri und die Hisbollah eine Einigung erzielen, die kontroverse Minister wie Bassil beseitigt, einige Technokraten in Ministerpositionen bringt und einen Reformplan vorschlägt. Es ist jedoch wahrscheinlicher, dass die neueste Ausgabe des frisch zurückgetretenen Kabinetts in der Öffentlichkeit eher Wut und weitere Proteste freisetzen werde.
- Zweitens könnten auch die Hisbollah und ihre Verbündeten die Führung im Parlament übernehmen, aber es sei schwer vorstellbar, dass sie die Politik den Ministern überlassen würden, die sie nicht kontrollieren können. Alternativ könnten Aoun und Hisbollah mit ihrer einfachen Mehrheit Hariri aus dem Weg räumen und die erste Regierung mit einigen Technokraten in ihren Reihen suchen lassen. Dies würde Hariri in die Opposition drängen, ihn zwingen, sich in den „tiefen Staat“ zurückzukämpfen und sektiererische Gefühle neu zu entfachen, da Hariri der politische Führer der sunnitischen Muslime im Libanon bleibt. Eine solche libanesische Regierung könnte als von der Hisbollah kontrolliert wahrgenommen werden und mit Sanktionen der USA konfrontiert werden, die die Hisbollah als terroristische Vereinigung eingestuft haben.
- Das dritte und wahrscheinlichste Szenario ist, dass das gegenwärtige Kabinett in der Zukunft geschäftsführend im Amt bleibt. Dies wäre eine gute Idee, um die politische und wirtschaftliche Lähmung auf unbestimmte Zeit aufzugeben.[235]

Maha Yahya (Carnegie Middle East Center)
Für Maha Yahya, Leiterin des Beiruter Thinktanks Carnegie Middle East Center, dürften die Hisbollah und ihre Verbündeten in der gegenwärtigen Situation mit den anderen politischen Parteien des Libanon eine von drei Möglichkeiten aushandeln.
- Eine Möglichkeit bestünde darin, Hariri aufzufordern, eine neue Regierung zu bilden, in der die Minister unpolitische Technokraten oder eine Mischung aus politischen und unabhängigen Kandidaten sein könnten, die von den verschiedenen politischen Parteien benannt wurden. Diese Option ist zum jetzigen Zeitpunkt unwahrscheinlich, da sie bereits auf dem Höhepunkt der Proteste einen Kabinettwechsel unter Hariri abgelehnt haben.

- Eine zweite, wahrscheinlichere Möglichkeit besteht darin, eine nationale Heilsregierung zu unterstützen, die von einem unabhängigen Sunniten geleitet wird, der für Hariri akzeptabel ist. Dieses Kabinett würde sich auch aus unabhängigen Kandidaten zusammensetzen, die nicht in Korruption verstrickt sind, oder aus einer Mischung aus Experten und politischen Vertretern. Das Mandat einer solchen Regierung wäre ein Wirtschaftsreformplan, aber es würde nicht unbedingt vorgezogene Wahlen organisieren, wie von den Demonstranten gefordert. Konsens in der politischen Klasse für ein solches Kabinett wäre notwendig. Politische Parteien könnten gezwungen sein, einen solchen Konsens zu erzielen, sobald sie erkennen, dass das Land in ein Chaos geraten könnte, wenn sie nichts unternehmen.

- Eine dritte, derzeit ungünstige Option wäre, so Yahya, dass die Hisbollah in Abstimmung mit der Amal-Bewegung und der Freien Patriotischen Bewegung von Aoun eine ablehnende Position einnimmt. Dies würde das Land in noch größere Gefahr bringen, da es die Bildung eines Kabinetts ohne Hariris Block beinhalten könnte, was von seinen Anhängern und von einer internationalen Gemeinschaft, die einen solchen Schritt wahrscheinlich als eine Übernahme des Landes durch die Hisbollah interpretieren wird, schlecht aufgenommen würde. Es könnte auch eine stärkere Gewaltdemonstration gegen unbewaffnete Demonstranten beinhalten, die das Land nur destabilisieren und den Libanon möglicherweise in einen Bürgerkrieg stürzen würde. Dies ist derzeit unwahrscheinlich, da die Hisbollah angesichts der regionalen Herausforderungen die Stabilität in ihrem eigenen Hinterhof wahren möchte.[236]

Yossi Melman (Middle East Eye)
In israelischen Augen können die Ereignisse im Libanon zu zwei völlig widersprüchlichen Ergebnissen führen, wie einer Kreuzung mit zwei Straßen – und es ist schwer vorherzusagen, in welche Richtung das Land gehen wird, beschreibt Yossi Melman (Middle East Eye),israelischer Sicherheits- und Nachrichtendienste-Kommentator, die Situation.
- Erstes Szenario: Auf einer Straße werden die traditionell etablierten politischen Kräfte des Landes, einschließlich der Hisbollah, geschwächt, was den israelischen Interessen zugutekommen würde. Kein Wunder sei es also, dass die israelischen Sicherheitschefs von der Tatsache ermutigt werden, dass die libanesischen Schiiten in den Straßen von Beirut und vor allem in Baalbek und Nabatieh, den Hochburgen der Hisbollah, marschiert sind. Das gelegentlich während einiger Demonstrationen gehörte Singen – „Allah, Allah, Fluch Nasrallah“ (Hisbollahs unbestrittener Anführer) – sei für die israelischen Ohren eine süße Musik. Hassan Nasrallah zu verfluchen ist ein Segen für Israel. Die Hisbollah ist in der Tat besorgt über diese beispiellosen Entwicklungen.[237]
- Zweites Szenario: Die andere Straße in Richtung Libanon würde in den Augen Israels wahrscheinlich das Gegenteil bewirken: Die Proteste werden entweder niedergeschlagen oder langsam verblassen, und die Hisbollah würde gestärkt und eine noch dominantere Kraft im Land werden. Es bestünde auch die Möglichkeit, dass die Hisbollah früher oder später keine Geduld mehr hat und in dem Bestreben, die Aufmerksamkeit von ihren innenpolitischen Problemen und Herausforderungen abzulenken, die Spannungen entlang der israelischen Grenze verschärft und sogar Militärschläge auslöst. Was auch immer aus den libanesischen Protesten gesehen durch das israelische Prisma wird, der Libanon wird vor allem Hisbollah-Territorium bleiben. Und die Hisbollah für Israel entspricht dem Iran, seinem Streben nach Hegemonie und Kontrolle in der Region.[237]

### Situation nach der Nominierung und Ernennung von Hassan Diab zum neuen Ministerpräsidenten

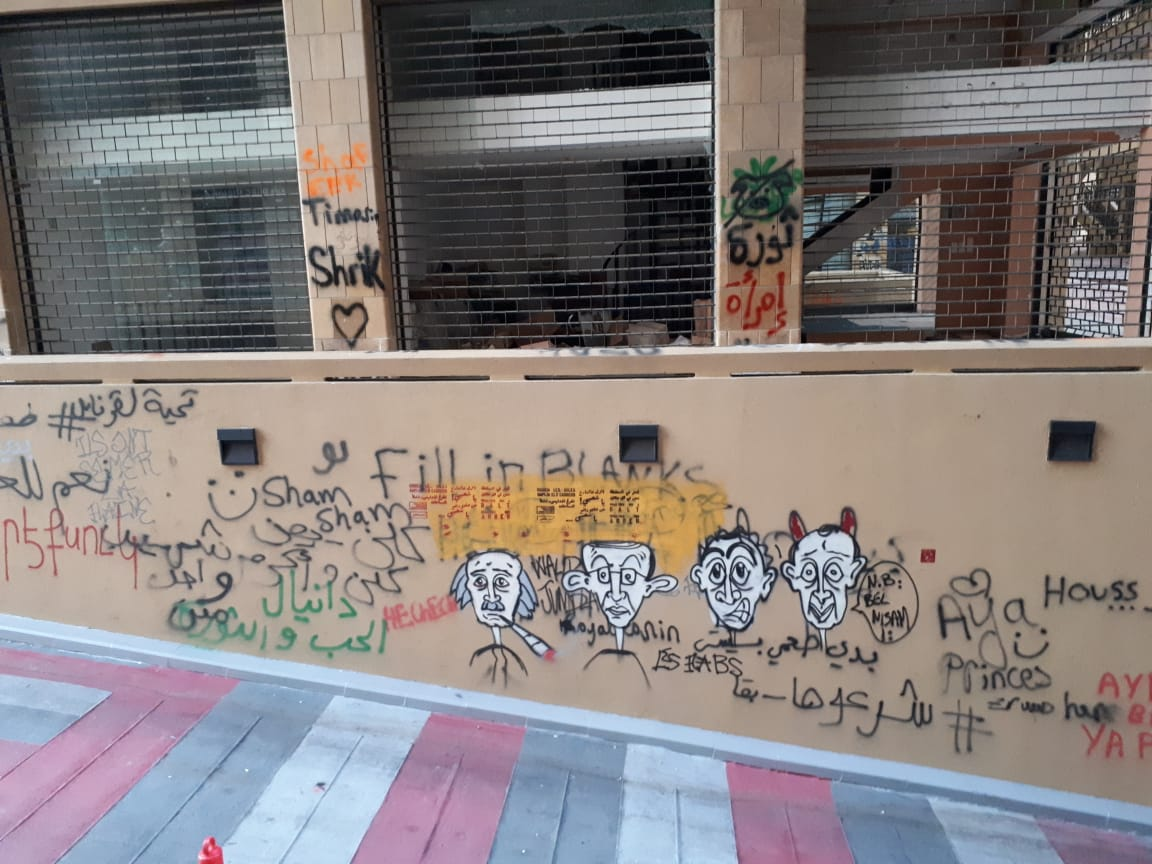
Graffiti mit Karikaturen der in der Kritik stehenden Politiker in der Innenstadt von Beirut während der Proteste im Libanon (21. Dezember 2019)

Die Ernennung von Hassan Diab würde zu einer einseitigen Regierung führen, vor der Beobachter warnen, sie könnte die sektiererischen Spannungen auf den Straßen schüren und die Bemühungen um internationale Hilfe erschweren, die erforderlich ist, um den Libanon vom Rande der Zahlungsunfähigkeit abzuhalten. Diab, Professor an der American University of Beirut und ehemaliger Bildungsminister, wurde von der Hisbollah gebilligt, die mit ihren Verbündeten eine Mehrheit im Parlament hält. Die Gespräche wurden mit einem Treffen zwischen Aoun und Hariri eröffnet, deren al-Mustaqbal-Bewegung keinen Kandidaten nominierte und von der nächsten Regierung ausgeschlossen werden soll. Der 49-jährige prominente sunnitische Führer war in den letzten Tagen als die wahrscheinlichste Wahl für die Leitung einer von Technokraten dominierten Regierung angesehen worden, gab jedoch am späten Mittwoch (18. Deezmeber) seinen Rückzug bekannt.
Weder hat die Bewegung etwas gewonnen, noch wurde die innenpolitische Situation durch die Zuweisung von Diab stabilisiert, schrieb Elias Harfoush nach der Wahl Diabs in Asharq al-Awsat. Das Ergebnis ist, dass der Libanon in eine Phase gerät, in der es keine politische Immunität gibt, während er sich der schwierigsten Wirtschaftskrise seit seiner Unabhängigkeit gegenübersieht. Die Krise, die es erforderlich machte, dass die internen Kräfte Seite an Seite zusammenarbeiten, um eine Lösung zu finden, ist nun offen für politische Investitionen der stärkeren Partei, die die Entfremdung von Hariri als Sieg ansieht unterstützt diese stärkere Seite intern. Die anhaltenden Auseinandersetzungen um diese Amtseinführung und die Intensität des politischen Diskurses zwischen dem Präsidententeam und der Zukunftsbewegung lassen nur die Spannungen in der nächsten Phase erwarten. Es wird vorausgesagt, dass es Hassan Diab sehr schwer fallen wird, seine Regierung zu bilden, und dass es die Libanesen sind, die den Preis zahlen werden.
Nach Ansicht von Maximilian Felsch, Politikwissenschaftler an der Haigazian-Universität in Beirut, wird sich noch zeigen, ob Hassan Diab nun Erfolg haben und eine Regierung bilden können wird. „Deshalb wird sein Erfolg oder Misserfolg wohl auch daran gemessen werden, ob es ihm gelingt, die Regierung erstens überhaupt zu bilden und zweitens die Finanzkrise zu bewältigen, und das bedeutet, internationale Geldgeber dazu zu bewegen, dem Libanon Milliarden zu überweisen, um das Land zu unterstützen und vor dem Kollaps zu retten. Da jedoch sowohl die USA als auch die Arabische Liga und bald wohl auch die deutsche Bundesregierung die Hisbollah als Terrororganisation einstufen, ist es auch fraglich, ob sie Diab diesen Gefallen tun.“

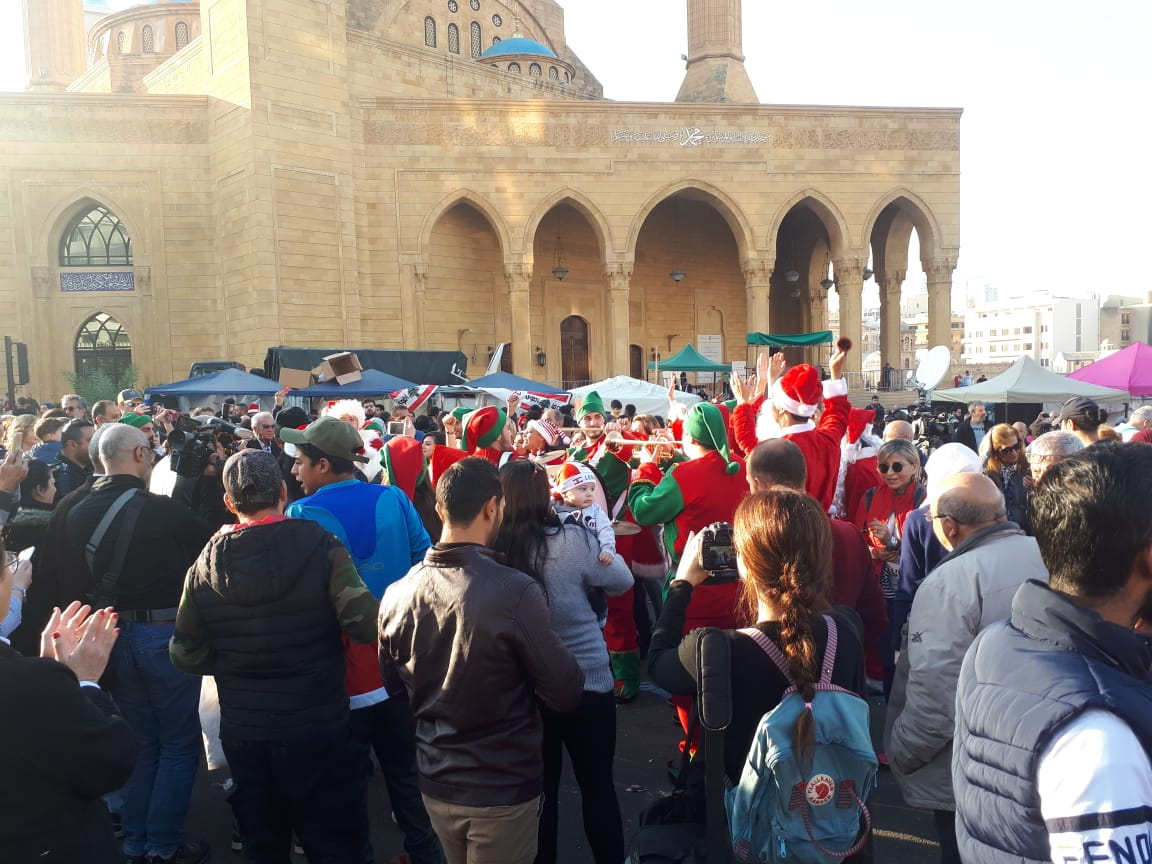
Demonstrationen in der:Beiruter Innenstadt nach der Nominierung Hassan Diabs (22. Dezember 2019)

Marwan Kraidy (Leiter des center of Advanced Research in Global Communication an Annenberg School for Communication) hofft, dass die Proteste organisierter werden und tatsächlich Vertreter gewählt werden. Es gebe dazu sehr interessante Dinge in der Hauptstadt; überall in Beirut gebe es Zelte, in denen Leute über direkte Demokratie und Korruptionsbekämpfung unterrichtet werden – Gespräche auf höchster Ebene. Die Demonstrationen hätten eine neue Generation hervorgebracht, die sich für eine andere Art von Libanon einsetze, mit postsektiererischer Politik. Kraidy denkt, es wird schwierig, weil man eine sehr listige, sehr verankerte politische Klasse vor sich habe, die genau weiß, welche emotionalen Fasern zu manipulieren sind. Bisher haben sie es aber nicht geschafft, die Demonstranten zu übernehmen. Wenn es neue Parlamentswahlen gibt, können sich die Dinge ändern, aber auch hier besteht die Gefahr, dass man von einem extrem korrupten Status quo zu einer Anarchie übergehe, und niemand will das, weil es genügend Menschen gebe, die sich an die Tage des Bürgerkriegs erinnern. Es gibt genug Leute, die wissen, was nebenan in Syrien und im Irak passiert ist, und seiner Ansicht nach wird gezögert, die Veränderungen zu schnell zu forcieren. Diese Dinge bräucthen Zeit.
Obwohl Diab behauptet hat, seine Regierung werde unabhängig sein, und sich aus Experten zusammensetzen, sehen es Demonstranten als Verpflichtung gegenüber der Hisbollah an, schrieb Imad K Harb, Direktor für Forschung und Analyse am Arab Center Washington DC. „Präsident Aoun und seine Verbündeten Hisbollah und AMAL wissen, dass Diab nicht die Unterstützung eines bestimmten politischen Blocks hat und daher keine Chance hat, die Forderungen der libanesischen Protestbewegung zu erfüllen. Möglicherweise wurde er nur ausgewählt, weil er für den derzeitigen Präsidenten keine Bedrohung darstellt und nicht versucht, den Einfluss der Hisbollah auf staatliche Institutionen einzuschränken. Diab wird wahrscheinlich bald das große Unglück haben, den endgültigen politischen, wirtschaftlichen und sozialen Zusammenbruch des Libanon zu leiten. Während er im Parlament eine Mehrheit finden wird, die ihm helfen kann, ein begrenztes Reformprogramm durchzusetzen – die gleiche Mehrheit, die ihm geholfen hat, die Stelle zu bekommen –, wird er die libanesische Öffentlichkeit, die im gegenwärtigen politischen System keine Hoffnung sieht, nicht besänftigen können. Gleichzeitig ist es unwahrscheinlich, dass durch seine Verbindung mit der Hisbollah das Interesse der regionalen und internationalen Gemeinschaften geweckt wird, seiner Regierung dabei zu helfen, das radikale Wirtschaftsprogramm zu verwirklichen, das das Land zur Korrektur seines Weges benötigt. Seine Amtszeit, so lang sie auch sein mag, wird somit eine weitere Episode der Art von gescheiterter Regierungsführung sein, gegen die das libanesische Volk seit Oktober protestiert. Vielleicht ist es an der Zeit, dass die derzeitigen Eliten im Libanon den von den Demonstranten geforderten Wandel in Kauf nehmen: eine Überarbeitung der politischen und wirtschaftlichen Systeme, die den Weg für eine modernere Politik und eine gerechtere Gesellschaft ebnen können.“
Diab stehe vor erheblichen Hürden, einschließlich eines Boykotts durch einflussreiche politische Blöcke, die sich weigerten, ihn aufgrund der Unterstützung durch die Freie Patriotische Bewegung, die Hisbollah, die Amal-Partei und ihre Verbündeten zu nominieren, schrieb Najia Houssari in Arab News (28. Dezember). Die Zukunftsbewegung hat sich geweigert, an der neuen Regierung teilzunehmen, während die libanesische sunnitische Autorität Dar El-Fatwa ihre Position zu Diabs Nominierung nicht erklärt hat. Politische Erklärungen deuten darauf hin, dass diejenigen, die sich verpflichtet haben, Diabs Bedingung einer unabhängigen und spezialisierten Regierung mit einer begrenzten Anzahl von Ministern zu akzeptieren, ihr Versprechen zurückgewiesen haben. Eine Abnahme der Intensität der Straßendemonstrationen könnte die politische Elite auch zu der Annahme veranlasst haben, dass sie die Auswirkungen einer Krise eindämmen könnte, die vor zwei Monaten zu Saad Hariris Rücktritt als Ministerpräsident geführt hatte.
Noch besorgniserregender als die Manipulation des Systems durch die Hisbollah ist die Unfähigkeit, die Schwere der Probleme des Libanon zu erfassen, schrieb Hussain Abdul-Hussain in Asia Times. Nach Ansicht der Führer der Hisbollah sind Politik und Wirtschaft zwei getrennte Themen, und es ist wichtiger, sicherzustellen, dass das Land von konformen Beamten geführt wird, sei es schiitisch, sunnitisch oder christlich. Die Wirtschaft könne sich derweil selbst reparieren. In einer kürzlich gehaltenen Rede schlug der Hisbollah-Chef Hassan Nasrallah vor, dass die Lösung für das wirtschaftliche Leid des Libanon darin bestehe, seine Kartoffelernte an den Irak zu verkaufen. Bei einer Pressekonferenz bestand Hassan Fadlallah, ein Hisbollah-Abgeordneter, darauf, dass die Probleme der Nation durch eine Verschwörung verursacht wurden, die die Menschen dazu veranlasste, ihr Kapital aus dem Land zu entfernen. Der Plan der Hisbollah zur Wiederherstellung des libanesischen Vermögens scheint darin zu bestehen, Bankiers und korrupte Beamte zu zwingen, ihr Geld nach Beirut zurückzubringen. Es wird völlig übersehen, dass die letztgenannte Gruppe zwar Geld aus öffentlichen Mitteln veruntreut und daher ein Verbrechen begangen hat, die erstgenannte Gruppe jedoch lediglich von einem nicht illegalen Jahrzehnt der hohen Zinssätze der Zentralbank profitiert hat. Es gibt kaum ein klareres Beispiel dafür, wie wenig die Hisbollah das Regieren versteht.

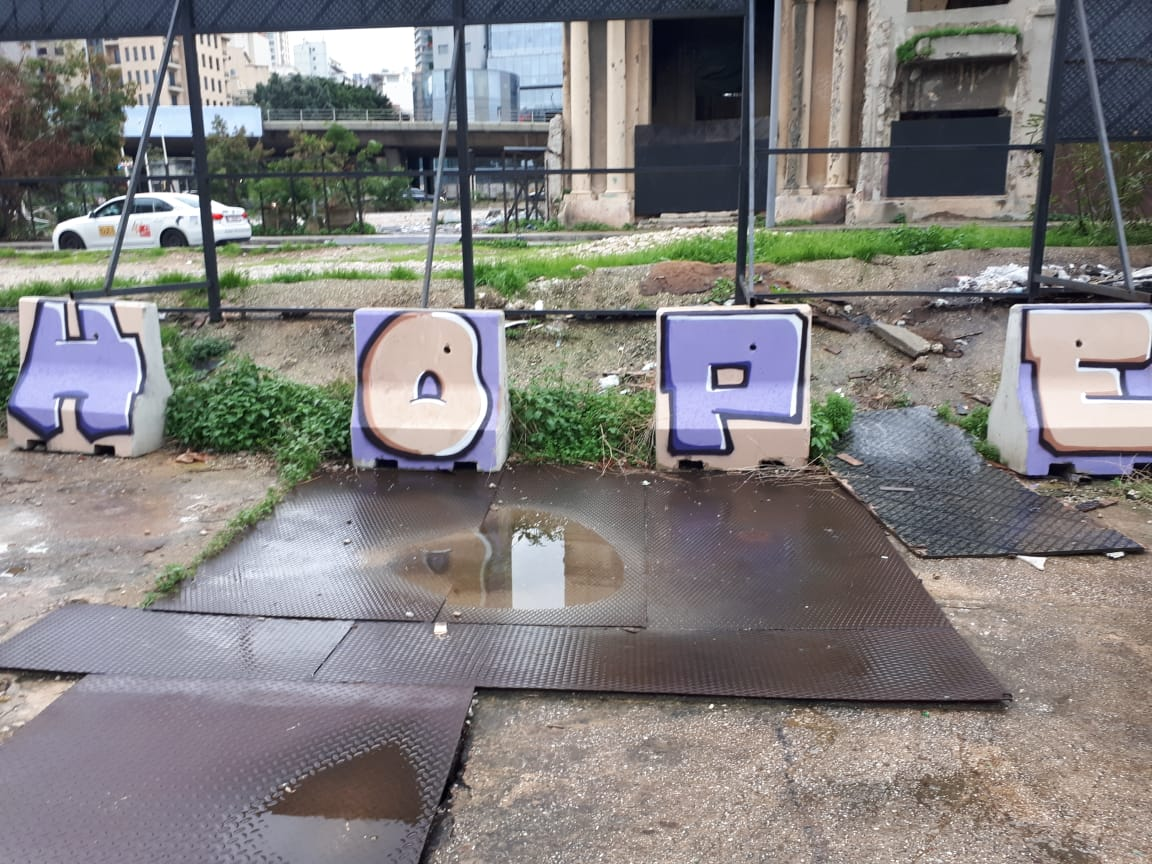
„Hoffnung“ – Graffiti in Beirut (Foto vom 29. Dezember 2019)

Das libanesische Pfund hat seit September ein Drittel seines Wertes verloren, aber trotz eines Vertrauensvotums des Parlaments ist es höchst unwahrscheinlich, dass Diab und sein Kabinett in der Lage sind, das weitere Absinken der Wirtschaft zu stoppen, merkte Abdul-Hussain kritisch an. Der Chef der Hisbollah, der Iran, hat große Probleme. Eine Kraftstoffsteuer hat die Preise um 30 % erhöht und die Inflation im Iran hat die 40 % -Marke überschritten. Die wirtschaftliche Situation ist so dramatisch, dass die Finanzinstitute im März die Aktualisierung ihrer Zahlen eingestellt haben. Die libanesische Zentralbank hat 2016 ihre Devisenreserven eingestellt. Ebenfalls in diesem Jahr zwang die Hisbollah das Parlament, Michel Aoun zum Präsidenten zu wählen. Jetzt hat es Hassan Diab als Premierminister auf das Land geschoben. Das Schicksal des Libanon liegt jetzt ganz in der Hand der Hisbollah. Alle Vorwände der „Konsensdemokratie“ wurden fallen gelassen. Die Partei, die den Libanon zerschmettert hat, besitzt ihn jetzt. Für die Hisbollah und ihre Propagandisten sind die Missstände im Libanon nicht das Ergebnis von Regierungsunfähigkeit, sondern die globale Verschwörung, die die USA und die Zionisten mit Unterstützung der Feinde der Hisbollah im Libanon schüren. Die Hisbollah und ihre Verbündeten und Unterstützer leben wie ihre Sponsoren im Iran in ihrer eigenen alternativen Realität. In normalen Ländern führen bröckelnde Volkswirtschaften in der Regel zu einem drastischen Führungswechsel. Im Iran und seinen Satelliten – Irak und Libanon – lautet die Antwort einfach, gescheiterte Strategien immer wieder zu wiederholen. Kein Wunder, dass die Volkswirtschaften des Iran und des Libanon im freien Fall sind und kein Ende in Sicht ist. Da alles auseinanderfällt, scheinen Politik und Kabinettsumbildung in Beirut irrelevant. Krisenzeiten erfordern außergewöhnliche Menschen. Der designierte Ministerpräsident Diab, der Ingenieurprofessor und zurückhaltende ehemalige Bildungsminister, passt nicht auf die Rechnung. Und da die Hisbollah seine Amtszeit für die Menschen im Libanon unterzeichnete, scheint das Licht am Ende des Tunnels weiter entfernt zu sein als je zuvor, lautet das ernüchternde Resümee des Autors.
Nach Ansicht von Emile Nakhleh, Professor und Direktor des Instituts für globale und nationale Sicherheitspolitik der UNM und ehemaliger leitender Geheimdienstoffizier der CIA, steht Hassan Diab voraussichtlich vor großen Herausforderungen, wenn er mit der Bildung einer neuen Regierung beginnt. Obwohl der 60-jährige Akademiker nicht über ausreichend Erfahrung in der Regierungsführung verfügt, ist Diab nicht von Korruption oder Diebstahl öffentlicher Gelder betroffen. Da der Libanon in Verzug gerät, hänge die Fähigkeit von Diab, den Libanon wieder in ein funktionierendes System zu verwandeln, davon ab, ob er den Mut und die Vision hat, einen Revitalisierungsplan umzusetzen, der das Land bis ins Mark erschüttern könnte. Frankreich, der wichtigste Unterstützer und historische Verbündete des Libanon, müsste zusammen mit wichtigen regionalen und internationalen Geldgebern für die wirtschaftliche Wiederbelebung des Libanon libanesischen Politiker klarmachen, dass Korruption und Diebstahl auf hoher Ebene nicht länger toleriert werden können. Wenn Diab die nationalen und regionalen Herausforderungen des Landes bewältigen will, muss er ein Kabinett von Technokraten mit Fachkenntnissen auf ihrem jeweiligen Gebiet bilden, ohne durch religiöse Quoten eingeschränkt zu sein. Der Prozess muss transparent und inklusiv sein und die von den Demonstranten zum Ausdruck gebrachten neuen Realitäten im Land widerspiegeln.
Ein hartes System der Rechenschaftspflicht erfordere klare Messgrößen, meinte Emile Nakhleh weiter, anhand derer der Fortschritt regelmäßig gemessen werden kann. Regionale und internationale Geber sollten eine International Monitoring Group (IMG) einrichten, um die finanzielle Leistung der neuen Regierung zu bewerten, insbesondere die Auszahlung der Milliarden Dollar an Geldern von der internationalen Gebergruppe. Zu den IMG gehören Vertreter aus Katar, die voraussichtlich den größten regionalen Beitrag zur Erholung des Libanon leisten, Frankreich, die Vereinigten Staaten, Deutschland, der Internationale Währungsfonds, die Europäische Union und die Protestbewegung. Obwohl es bisher keinen designierten Leiter gibt, sollte es sich auf mindestens eine Person einigen, die es im IMG vertritt. Der Wiederherstellungsprozess sollte sich auf vier spezifische Projekte konzentrieren. Die Projekte umfassen den Bankensektor, Auslandsinvestitionen, Umwelt und öffentliche Dienstleistungen sowie die syrische Flüchtlingskrise. Internationale Geber über die IMG sollten für jedes dieser Projekte mindestens 2,5 Milliarden US-Dollar bereitstellen. In enger Zusammenarbeit mit der IMG müssen die Regierung von Premierminister Diab und Vertreter der Demonstranten ein Referendum für eine nationale Abstimmung über die Zukunft des Landes ausarbeiten. Das libanesische Volk wird gebeten, in einem nationalen Referendum darüber abzustimmen, ob der Libanon eine säkulare, demokratische Republik sein soll, in der alle Libanesen Rede-, Versammlungs-, Gedanken-, Bewegungs- und Religionsfreiheit haben, unabhängig von Sekte, Religion, Geschlecht, Bildung oder wirtschaftlichem Status sind garantiert. Ein nationales Referendum, das durch faire und freie Wahlen verabschiedet wurde, sollte einen großen Beitrag zur Wiederherstellung des Vertrauens der Bevölkerung in ihre nationalen Institutionen leisten. Wenn dies getan ist und Premierminister Diab in der Lage ist, sich mit den Menschen in Verbindung zu setzen, wird der Libanon auf dem Weg der Genesung sein. Darüber hinaus wird die geplante libanesische Demokratie ein passendes Neujahrsgeschenk für die Völker des Nahen Ostens sein.
Nasser H Saidi, Ökonom und ehemaliger Minister für Wirtschaft und Handel, Industrieminister und ehemaliger erster Vizegouverneur der libanesischen Zentralbank, formulierte ein Sechs-Punkte-Plan zum Wiederaufbau der libanesischen Wirtschaft.
1. Eine glaubwürdige, unabhängige neue Regierung bilden
2. Bekämpfung von Subventionen und anderer ineffizienter Maßnahmen
3. Umstrukturierung der öffentlichen Schulden
4. Reform der Banken des Landes
5. Veränderung der Geldpolitik und Schaffung eines flexiblen Wechselkurssystem
6. Teilnahme an einem IWF-Programm Programm[244]

Die von den Revolutionären beförderte neue Republik würde dagegen einen radikal anderen Ansatz verfolgen, schrieb Ishac Diwan, Professor an der École normale supérieure in Paris. Die Revolutionäre wollten den Libanon verbessern, nicht aufgeben. Sie glauben, dass es weit unter dem Potenzial liegt und dass Leistung, Leistungsstärke und soziale Gerechtigkeit Korruption, Nepotismus und Ungleichheit ersetzen sollten. Sie wollen dynamische Hightech-Industrien aufbauen, die Landwirtschaft umweltverträglicher machen, das Land als kulturelles Kraftwerk positionieren und mehr Synergien mit der Diaspora schaffen. Um diese Ziele zu erreichen, will die Reformbewegung eine geordnete Reduzierung der Staatsverschuldung anstreben, die mit Eigenkapital der Banken abgesichert werden würde, und die 1 % der Einleger, auf die mehr als 50 % aller Einlagen entfallen, zu Schuldenschnitten zwingen. Sie unterstützen eine moderate Währungsabwertung und eine radikale Verbesserung des Geschäftsklimas, um die Wettbewerbsfähigkeit der Exporte zu stärken. Und sie würden tiefgreifende fiskalische Umstrukturierungen anstreben, bei denen die Beseitigung korrupter Praktiken und höhere Ausgaben für soziale Programme und Infrastrukturen im Vordergrund stehen. Die unvermeidliche Rezession würde mit Unterstützung der internationalen Gemeinschaft, einschließlich des Internationalen Währungsfonds, gemildert. Der heutige Streit um die Zusammensetzung des nächsten Kabinetts des Landes sei Teil eines größeren Kampfes um eine neue politische Regelung. Die Finanzkrise stelle eine tödliche Gefahr für das Land dar, biete aber auch eine Chance für politische Veränderungen. Die Zukunft des Libanon hänge vom Gleichgewicht ab.

### Stellungnahmen aus dem Ausland
David Schenker, der oberste Beamte des US-Außenministeriums für den Nahen Osten, sagte am Donnerstag (24. Oktober), die Vereinigten Staaten seien „bereit, die libanesische Regierung bei ihren Maßnahmen zu unterstützen“. Die Demonstrationen zeigten die Notwendigkeit einer „offenen Diskussion“ zwischen Führern und Bürgern über „die langjährigen Forderungen des libanesischen Volkes nach Wirtschaftsreformen und ein Ende der endemischen Korruption“, sagte Schenker gegenüber Reportern. Später am Donnerstag sagte ein Vertreter der britischen Botschaft im Libanon, die „legitimen Frustrationen“ der libanesischen Demonstranten sollten „angehört und dringend Reformen durchgeführt werden“.
Das Bulletin der saudischen Regierung schwieg bislang (25. Oktober) über die Unruhen, die den Libanon seit mehr als einer Woche erschütterten. Nach Ansicht von Donna Abu-Nasr, Fiona MacDonald and Alaa Shahine (Bloomberg) könnte diese Zurückhaltung, sich nicht einzumischen, darin begründet sein, dass „ihr Feind dabei ist, sich selbst zu zerstören. Demonstranten in Beirut und anderen libanesischen Regionen haben sich gegen ein Regime zusammengeschlossen, das von der Hisbollah dominiert wird, einem Stellvertreter des Iran, den Saudi-Arabien und andere Golfstaaten als terroristisch bezeichnen, und seit langem versucht, das Regime zu untergraben.“ Darüber hinaus wird Premierminister Saad Hariri finanzielle Unterstützung verweigert, um zu verhindern, dass Geld über die Regierung an die Hisbollah geht, so ein Beamter und zwei weitere Personen, die mit der Angelegenheit vertraut sind.
UN-Chef Antonio Guterres teilte Reportern am Freitag (25. Oktober) mit, dass die öffentliche Ordnung aufgrund des Vertrauensdefizits zwischen Führern und Menschen zunehmend bedroht sei. In Bezug auf die Proteste im Libanon, sagte er, sei seine Botschaft, dass das Land seine Probleme mit dem Dialog lösen müsse. Protestierende auf der ganzen Welt ruft er auf, sich zu Gewaltfreiheit zu verpflichten, während sie nach Veränderung suchen und die Staats- und Regierungschefs auffordern, „auf die wahren Probleme der realen Menschen zu hören“. In Bezug auf die Proteste im Libanon, sagte er, sei seine Botschaft, dass das Land seine Probleme mit dem Dialog lösen müsse. Papst Franziskus drängte am Sonntag (27. Oktober) zum Dialog im Libanon: „Ich möchte einen besonderen Gedanken an das liebe libanesische Volk richten, insbesondere an die Jugendlichen, die … angesichts der sozialen und wirtschaftlichen Herausforderungen und Probleme des Landes aufhorchen“, sagte der Papst. Er hoffte, dass „mit der Unterstützung der internationalen Gemeinschaft dieses Land weiterhin ein Raum für ein friedliches Zusammenleben und den Respekt für die Würde und die Freiheit eines jeden Menschen zum Nutzen des gesamten Nahen Ostens sein kann.“

#### Nach Hariris Rücktritt
Der Rücktritt der libanesischen Regierung habe die Krise dort „noch schlimmer“ gemacht, sagte der französische Außenminister im Pariser Parlament. Jean-Yves Le Drian forderte die libanesischen Behörden auf, „alles in ihrer Macht Stehende zu tun, um die Stabilität der Institutionen und die Einheit des Libanon zu gewährleisten.“ Le Drian bot Frankreichs Hilfe an und sagte, dass eine Bedingung für Stabilität in jedem Land die Bereitschaft sei, „auf die Stimme und die Forderungen der Bevölkerung zu hören“.

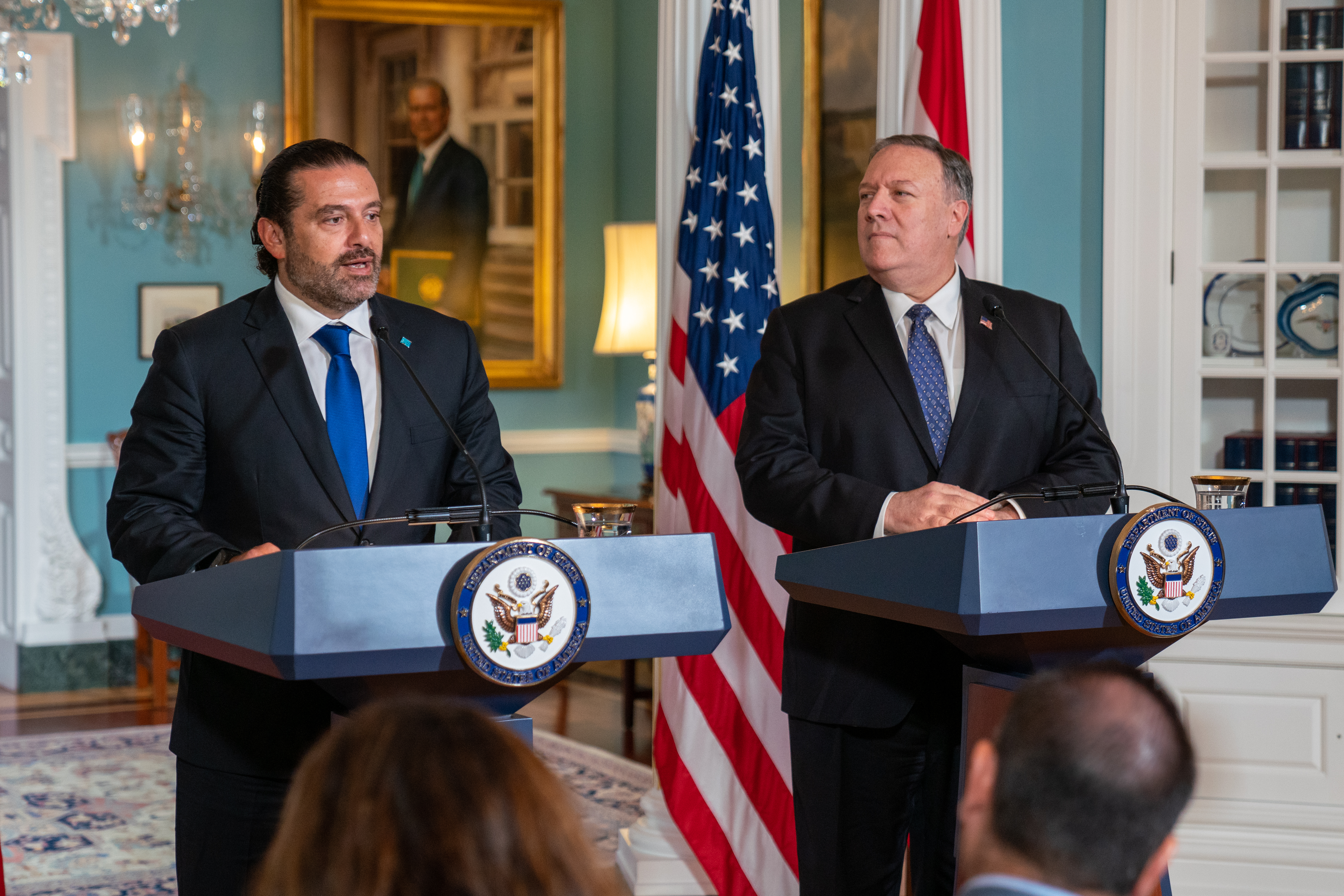
US-Außernminister Pompeo und der inzwischen zurückgetretene libanesische Ministerpräsident Hariri bei einer Pressekonferenz im August 2019

US-Außenminister Mike Pompeo forderte am Dienstag die libanesischen politischen Führer auf, nach dem Rücktritt des Premierministers Saad Hariri „dringend“ eine neue Regierung zu bilden, „die einen stabilen, prosperierenden und sicheren Libanon aufbauen kann, der auf die Bedürfnisse seiner Bürger eingeht.“ Das libanesische Volk wolle eine effiziente Regierung, Wirtschaftsreformen und ein Ende der endemischen Korruption, so Pompeo am Dienstag (29. Oktober).
Der Iran hat zu den Protesten im Libanon weitgehend geschwiegen und sowohl die Regierung als auch die Hisbollah unterstützt. Der Sprecher des Außenministeriums, Abbas Mousavi, hat lediglich Teherans „tiefes Bedauern“ über die zahlreichen im Irak getöteten Demonstranten geäußert. Der oberste iranische Führer Ayatollah Ali Khamenei hat am Mittwoch (30. Oktober) die Vereinigten Staaten und ihre Verbündeten beschuldigt, „Unsicherheit und Aufruhr“ im Irak und im Libanon verbreitet zu haben, und die regierungsfeindlichen Demonstranten in beiden Ländern aufgefordert, auf rechtmäßige Weise Änderungen anzustreben.
Die britische Botschaft im Libanon gab am Mittwoch eine Erklärung ab, in der es heißt, der Libanon stehe am Scheideweg. Wie auch immer die politische Lösung aussehen mag, der Libanon brauche eine Regierung, die dringend die notwendigen Reformen durchführen kann, um ein besseres Land für alle zu schaffen. Gewalt oder Einschüchterung friedlicher Proteste einer Gruppe untergrabe nur die Einheit und Stabilität des Libanon, heißt es in der Erklärung.
Der deutsche Außenminister Heiko Maas hofft, dass der Rücktritt des libanesischen Premierministers die Stabilität des Landes nicht beeinträchtige. „Die weitere Entwicklung im Libanon ist für uns und für die gesamte Region von entscheidender Bedeutung. Wir hoffen, dass mögliche künftige Proteste friedlich verlaufen“, sagte Maas gegenüber Reportern, nachdem er seinen ägyptischen Amtskollegen Sameh Shoukry in Kairo getroffen hatte. „Wir brauchen kein politisches Vakuum (im Libanon)“, fügte er hinzu.
Die Weltbank forderte die libanesischen Institutionen am Mittwoch (6. November) auf, dringend eine neue Regierung zu bilden, die die sich verschlechternde Wirtschaftslage des Landes angehen kann, und warnte, dass die kleine Mittelmeernation „nicht den Luxus hat, Zeit zu verlieren.“ Die scharfe Warnung kam in einer Erklärung zum Ausdruck, die nach einem Treffen zwischen dem Regionaldirektor der Weltbank und Präsident Michel Aoun inmitten anhaltender Massenproteste und einer schweren Wirtschafts- und Finanzkrise veröffentlicht wurde.

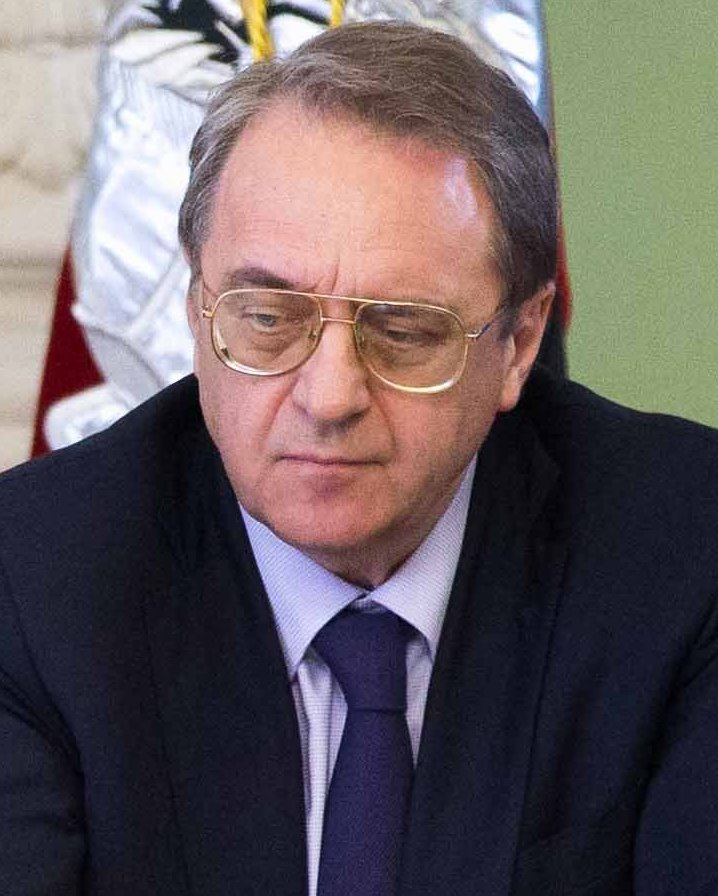
Michail Bogdanow (2018)

Die Proteste im Libanon haben die Aufmerksamkeit russischer Beamter und Social-Media-Nutzer auf sich gezogen, schrieb Marianna Belenkaya in Al Monitor. In vielerlei Hinsicht hätten beide Gruppen die Entwicklungen im Nahen Osten auf die innere Realität Russlands projiziert.
Vielleicht habe Moskau deshalb eine Weile gebraucht, so die Autorin, um sich zu den dynamischen Entwicklungen im Libanon zu äußern. Am 5. November traf der stellvertretende Außenminister Michail Bogdanow, der auch der Sonderbeauftragte des Kremls für den Nahen Osten und Afrika ist, mit Amal Abou Zeid, einem Berater des libanesischen Präsidenten Michel Aoun, zusammen. Nach der Begegnung gab das russische Außenministerium eine Erklärung ab, in der es erklärte, externe Versuche, sich in die libanesischen Angelegenheiten einzumischen, seien unzulässig. Russland „betonte seine Unterstützung für die Souveränität, Unabhängigkeit, Einheit und Stabilität des Libanon und bekräftigte seine strenge und konsequente Haltung, dass alle aktuellen Fragen der nationalen Agenda vom libanesischen Volk im Rahmen des Rechtsrahmens über einen inklusiven Dialog in Libanon behandelt werden müssen das Interesse an bürgerlichem Frieden und Übereinstimmung“, lautete die Erklärung. Weiter hieß es: „Russland hält jegliche externen Versuche, sich in die libanesischen Angelegenheiten einzumischen oder geopolitische Szenarien auszuprobieren, in denen die bestehenden Schwierigkeiten des befreundeten Libanon genutzt und künstlich eskaliert werden, für inakzeptabel.“
Die Mitglieder des Europäischen Parlaments berufen am 14. November 2019 in Brüssel ein Symposium ein, um die sicherheitspolitische und wirtschaftliche Lage im Libanon zu erörtern. Neben europäischen Parlamentariern aus ganz Europa werden auch libanesische Journalisten, Medienschaffende, Anwälte und verschiedene relevante Persönlichkeiten anwesend sein. Die Teilnehmer werden das Mitglied des Europäischen Parlaments auffordern, diese Angelegenheit zu untersuchen, um die rechtswidrigen und verdächtigen Konten, auf die Einzahlungen rechtswidrig überwiesen wurden, einzufrieren.
US-Außenminister Mike Pompeo sagte Anfang November: „Das irakische und das libanesische Volk wollen, dass ihre Länder zurückkehren. Sie entdecken, dass zu den wichtigsten Exportgütern zählt des iranischen Regimes die Korruption zählt, die als Revolution getarnt ist. Der Irak und der Libanon haben es verdient, ihre eigenen Kurse frei von Khameneis Einmischung zu machen.“ Darauf entgegnete der Chef der libanesischen Streitkräfte, Samir Geagea, am Samstag in einem Tweet: „Mit großem Dank, Herr Pompeo, [aber] die Libanesen brauchen keine Hilfe, um aus ihrer Lebens-, Sozial- und Wirtschaftskrise herauszukommen“.
Nach den Attacken der Hisbollah und der Amal-Bewegung (25. November)
Der UN-Sicherheitsrat forderte am Montag (25. November) alle Akteure im Libanon nachdrücklich auf, sich an einem „intensiven nationalen Dialog zu beteiligen und den friedlichen Charakter der Proteste zu bewahren“, indem das Recht auf friedliche Versammlung und Protest gewahrt wird. Das mächtigste Organ der Vereinten Nationen nannte dies „eine sehr kritische Zeit für den Libanon“ und würdigte auch die libanesischen Streitkräfte und staatlichen Sicherheitsinstitutionen für ihre Rolle beim Schutz des Rechts auf friedliche Versammlung und Protest.

#### Nach der Ernennung Hassan Diabs zum künftigen Ministerpräsidenten
Auf die Frage, ob Frankreich der Ansicht ist, dass die Ernennung von Hassan Diab zum libanesischen Premierminister den Zugang zu den notwendigen Reformen erleichtern könnte, um internationale Finanzhilfe zu erhalten, antwortete der Sprecher des französischen Außenministeriums: Es ist nicht unsere Sache, zur Bildung der künftigen libanesischen Regierung Stellung zu nehmen. Es ist Aufgabe der libanesischen Beamten, dies unter Berücksichtigung des allgemeinen Interesses aller Libanesen zu tun. Das einzige Kriterium sollte die Effizienz dieser Regierung bei der Umsetzung der Reformen sein, auf die die Menschen warten.

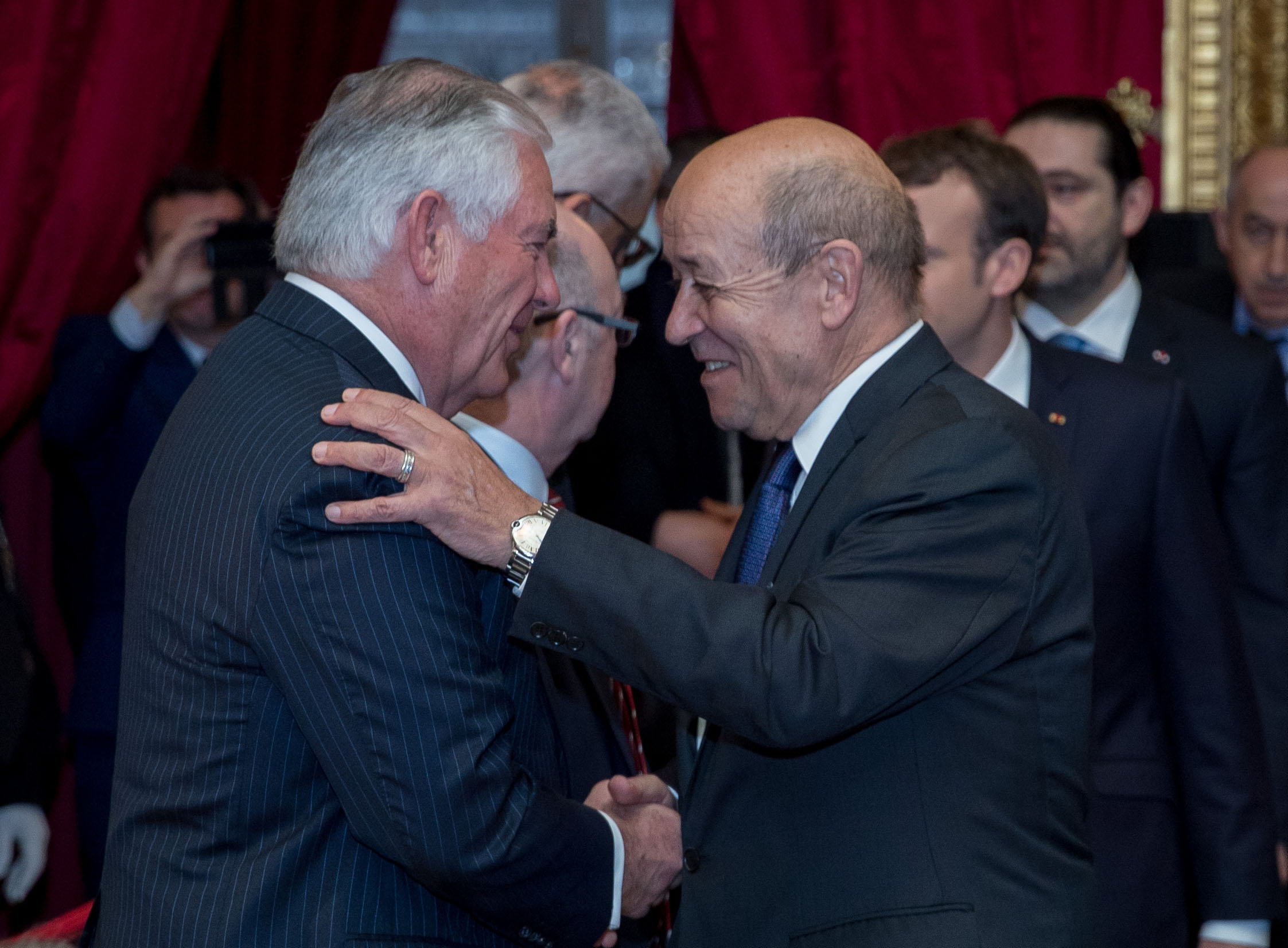
US-Außenminister Rex Tillerson mit seinem Amtskollegen Le Drian bei einer Konferenz der International Support Group for Lebanon 2017

Die Internationale Unterstützungsgruppe für den Libanon (ISG) zeigte sich am Sonntag (29. Dezember) überrascht über die Berichte ihrer Botschafter im Land, wonach Hindernisse für die Bildung einer neuen Regierung durch die politischen Parteien, die seine Ernennung unterstützt hatten, für den designierten Premierminister Hassan Diab geschaffen wurden. Nach Einschätzung der ISG versuchten diese politischen Führer, Diabs Mission zu behindern, indem sie Forderungen stellen, die seiner Hoffnung widersprechen, ein Kabinett zu bilden, das aus den Protesten der Bevölkerung resultiert und die Vertrauenskrise zwischen ihnen und der politischen Klasse lindert, erklärte ein Botschafter am Sonntag gegenüber Asharq Al-Awsat. Darüber hinaus verstehe die ISG die Positionen von Parlamentsblöcken und Abgeordneten, die sich weigerten, Diab zu ernennen, insbesondere die von Saad Hariri, den Leiter des größten sunnitischen Parlamentsblocks des Landes.
Ein anderer ISG-Botschafter erklärte gegenüber Asharq Al-Awsat, Frankreich habe kürzlich Kontakt zu anderen Mitgliedern der Gruppe aufgenommen und sich gegen die Aufgabe der politischen Lage im Libanon ausgesprochen. Sie forderte stattdessen die Beschleunigung der Bildung eines Kabinetts, das die soziale, finanzielle und wirtschaftliche Krise des Landes lösen und die CEDRE-Reformen durchführen kann, um das lokale, arabische und regionale Vertrauen wiederherzustellen. Anfang dieses Monats hielt die ISG ein Treffen in Paris ab, um den Libanon bei der Lösung seiner aktuellen Krise zu unterstützen. Die ISG hatte den Libanon nachdrücklich aufgefordert, ein umfassendes, verlässliches und umfassendes Maßnahmenpaket zur Umsetzung von Wirtschaftsreformen zu verabschieden, mit denen die finanzielle Stabilität des Landes wiederhergestellt und langfristige strukturelle Mängel behoben werden sollen. „Die Gruppe ist bereit, Hindernisse zu beseitigen, die die Bildung eines neuen Kabinetts verzögern, indem sie Kontakte zwischen der ISG und dem politischen Team aufnimmt, die die Mission von Diab behindern“, erklärte der Gesandte.

### Solidaritätsbekundungen
Die Proteste wurden weltweit durch Sympathie- und Solidaritätskundgebungen von im Ausland lebenden Libanesen, Menschen mit libanesischen Wurzeln sowie anderen Personen und Gruppen begrüßt. Vor dem Kölner Dom trafen sich am 23. Oktober 2019 Mitglieder der libanesischen und der chilenischen Gemeinde. Sie solidarisierten sich mit den aktuellen Demonstrationen in ihren Heimatländern. Vor der libanesischen Botschaft in London demonstrierten am 26. Oktober 2019 Menschen und forderten den Rücktritt der libanesischen Regierung. Am 27. Oktober 2019 veranstalteten libanesischstämmige Einwohner jeweils in den Städten Lyon und Melbourne eine Solidaritätskundgebung. Kirchen in Italien läuteten in Solidarität mit libanesischen Protesten. Auch libanesische Immigranten in Arizona haben protestiert, um Solidarität mit den Libanesen zu zeigen. Die Proteste fanden gleichzeitig mit Aktionen in mehr als 30 großen amerikanischen und kanadischen Städten statt, organisiert von der Arizona State University, der Libanese Student Association (LSA) und der Arizona Lebanese Community. Am 22. November 2019 um 21.00 Uhr wurden weltweit rund 500.000 libanesische Bürger in 64 Städten über eine Online-Sendeplattform synchronisiert, um die libanesische Nationalhymne zu singen.